# Arquitectura gótica en Italia

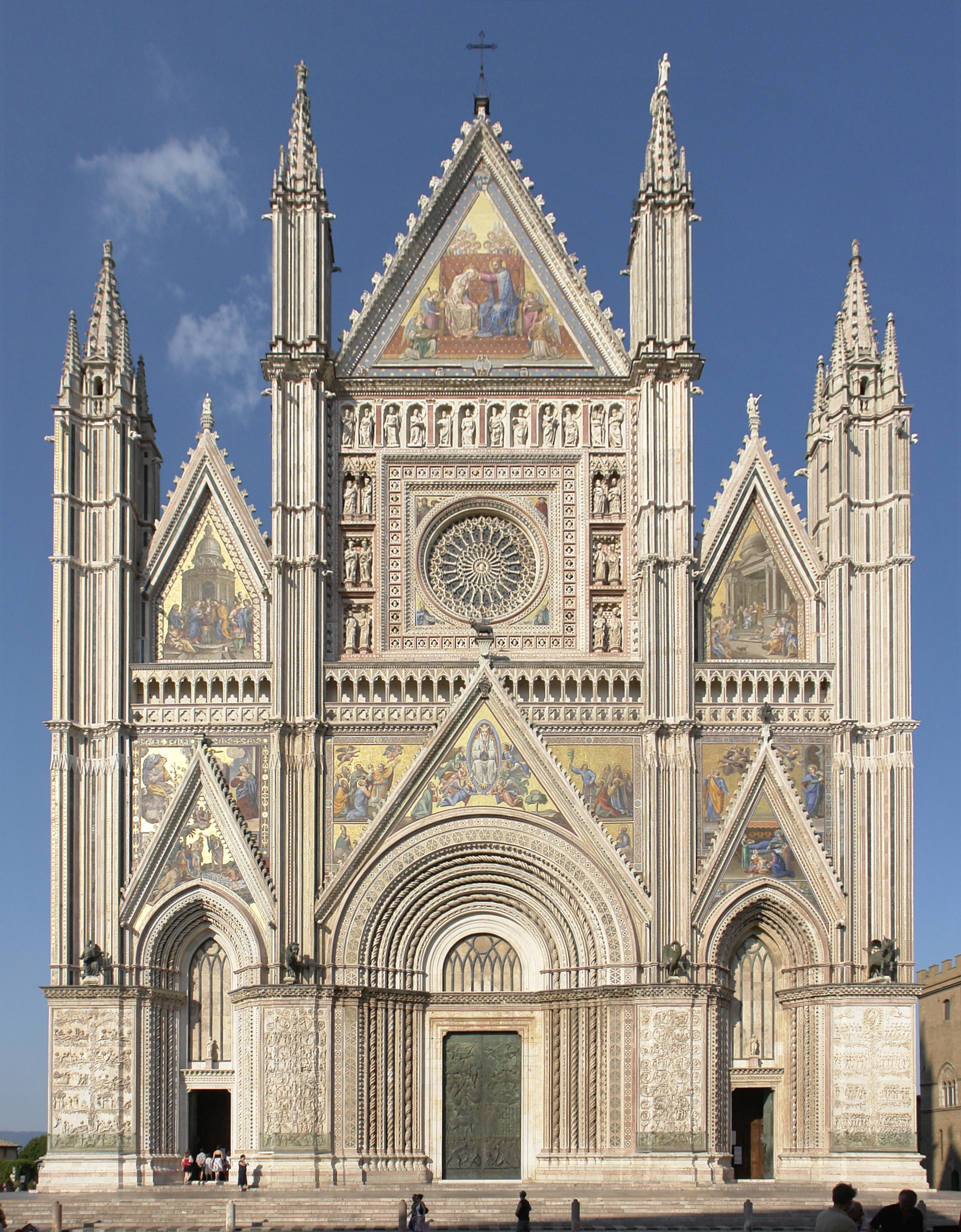
Duomo de Orvieto

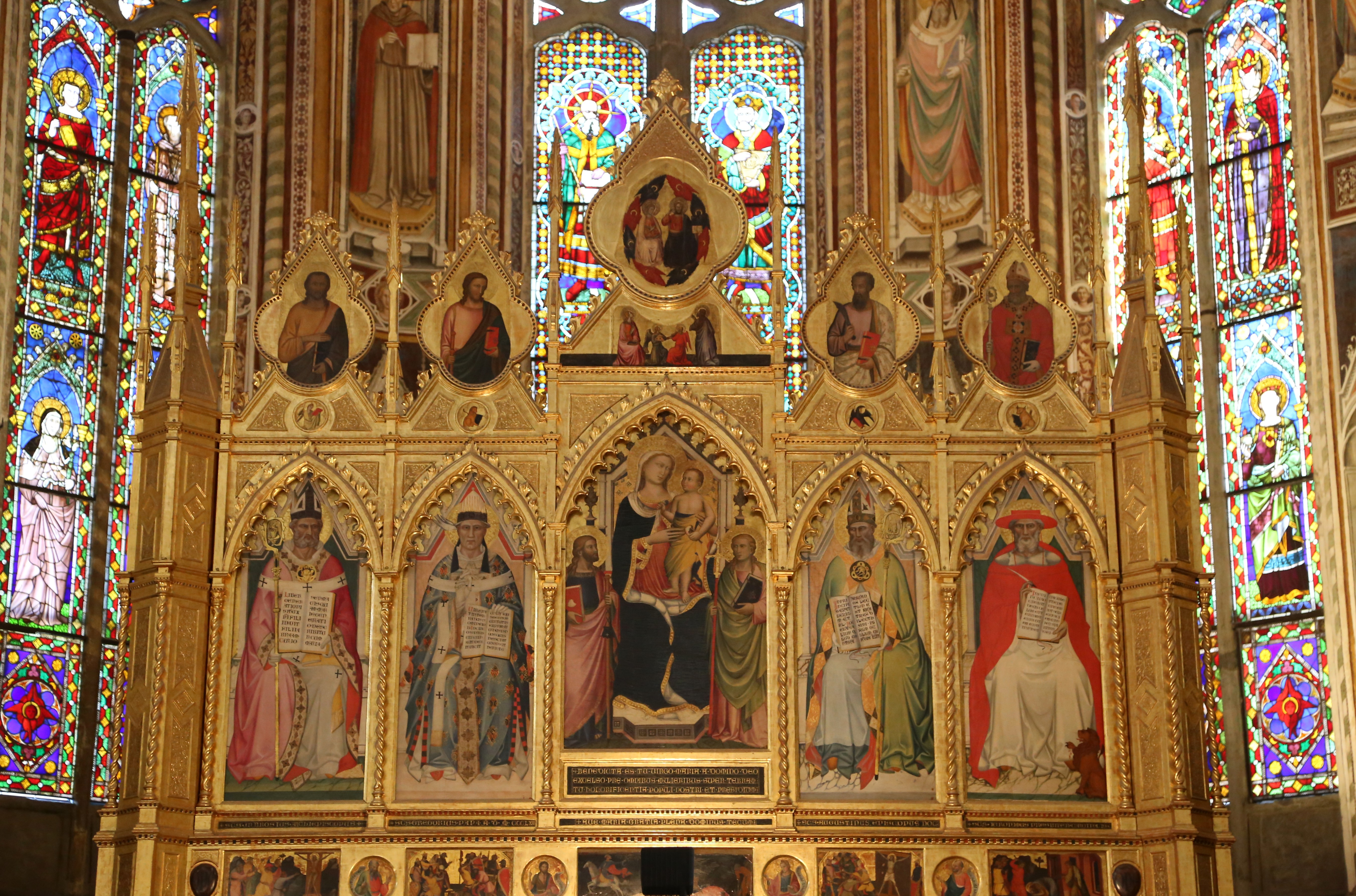
Altar mayor de la basílica de la Santa Croce

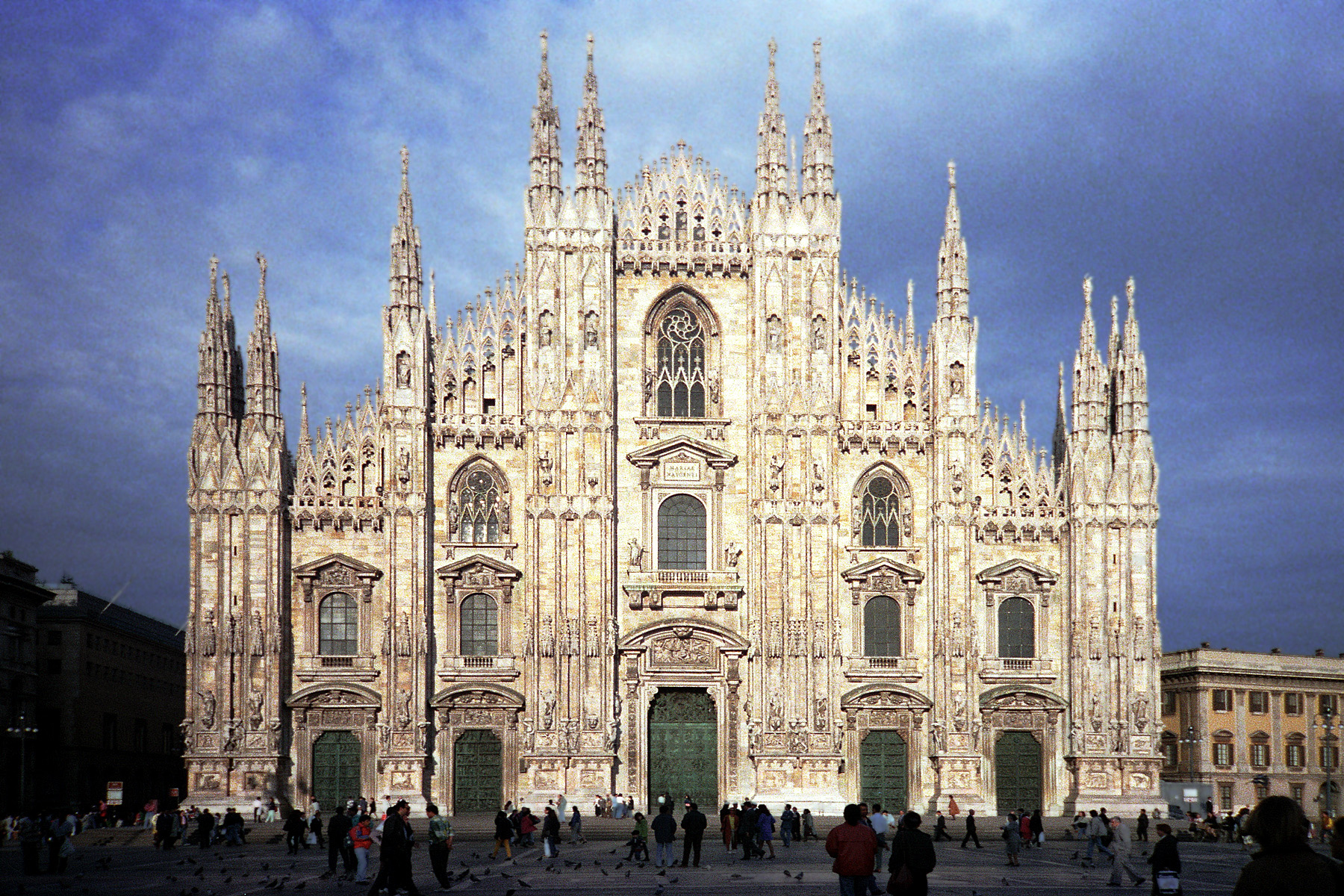
Catedral de Milán (1386-1965), con una fachada plenamente neogótica (1805-1814)

La arquitectura gótica italiana (gotico temperato) tiene características propias que la distinguen considerablemente de la arquitectura gótica del lugar de origen, Francia (gótico francés a partir de la abadía de Saint-Denis), y de la de otros países europeos donde este estilo se había ya difundido (como Inglaterra, Alemania o España, con el gótico inglés, alemán o español).
La innovación técnica y la audacia estructural francesas no fueron aceptadas, prefiriendo mantener la tradición constructiva consolidada en siglos anteriores, e incluso desde un punto de vista estético y formal, no emuló el énfasis vertical casi estático de las catedrales francesas. Si bien hubo una aplicación temprana de elementos góticos en la época románica —como los rosetones y las bóvedas de crucería (norte de Italia) y los arcos apuntados (árabe-normando en la Italia meridional)—, la tradición románica italiana —influenciada por los modelos bizantino, paleocristiano e incluso grecorromano— se resistía a la masiva sustitución de los muros por vanos. Probablemente se debiera a cuestiones puramente prácticas: el clima italiano habría causado en los edificios cubiertos de vidrieras un efecto luminiscente (efecto invernadero), sobre todo en los meses estivales, que haría casi imposible permanecer en el interior de las iglesias. Mantener los muros masivos proporcionaba no sólo una temperatura más adecuada, más fresca, sino también una superficie perfecta en la que se extendían preciosas decoraciones al fresco. Se obtuvo así en Italia un compromiso entre los principios estéticos y estructurales del románico y del gótico, sin aumentos excesivos de altura y reducciones esqueléticas de las masas murarias.
El gótico llegó a Italia de forma tardía y arraigó poco. Los cistercienses fueron los introductores de la arquitectura gótica en el país, monjes llegados de Francia fundaron en la región del Lazio la abadía de Fossanova, primer edificio gótico italiano. En el siglo XIII las órdenes mendicantes de dominicos y franciscanos se adhirieron al estilo cisterciense. Las iglesias mantuvieron grandes superficies de muros, en las que hicieron sobresalir las pinturas al fresco y menos espacio para las vidrieras. El mejor edificio gótico italiano de este siglo es la catedral de Siena, maravilla del mármol. A finales del siglo XIII hay una gran actividad gótica y se inicia la construcción del Palacio Comunal de Siena y del Palazzo Vecchio de Florencia, caracterizados por la construcción de elevadas torres.
Durante el siglo XIV, la arquitectura gótica italiana sigue manteniendo unas pecularidades propias, destacando la catedral de Orvieto, muy relacionada con la de Siena. En Florencia también son notables la iglesia de la Santa Cruz, levantada por la orden franciscana, y el interior de la iglesia de Santa María Novella. También en esa ciudad comienza a construirse la catedral de Santa María del Fiore, que se finalizaría ya en el nuevo estilo renacentista.
En el siglo XV, los finales del gótico empiezan a confundirse con los inicios del Renacimiento. En Venecia siguen construyéndose numerosos palacios, y en este siglo se termina el Palacio Ducal, destacando también el palacio Contarini y la Ca' d'Oro. La obra magna del gótico italiano es la catedral de Milán, iniciada en 1386 y cuya construcción se prolongó hasta el siglo XIX. Destaca por la sobrecargada decoración de su fachada, que se concretó entre 1805 y 1813 y finalmente fue terminada en 1814, con una superficie de 4500 m² y embellecida a lo largo del siglo XIX con centenares de estatuas.
Una posible periodización de la arquitectura gótica italiana contempla:
- una fase inicial, que se desarrollaría a finales del siglo XII y comienzos del XIII (fechas correspondientes con el gótico inicial y el gótico pleno francés), que incluiría la arquitectura cisterciense,
- un primo gotico, que se desarrollaría entre 1228 y 1290 (fechas correspondientes con el gótico radiante francés);
- un gótico maduro (gotico maturo) que se desarrollaría entre 1290 y 1385;
- y una última fase, desde 1385 hasta el siglo XVI, que conviviría con la primera arquitectura del Renacimiento, con el inicio y la continuación de los sitios de construcción tardogóticos, como la catedral de Milán, catedral de Nápoles o la basílica de San Petronio de Bolonia (1390-1663).

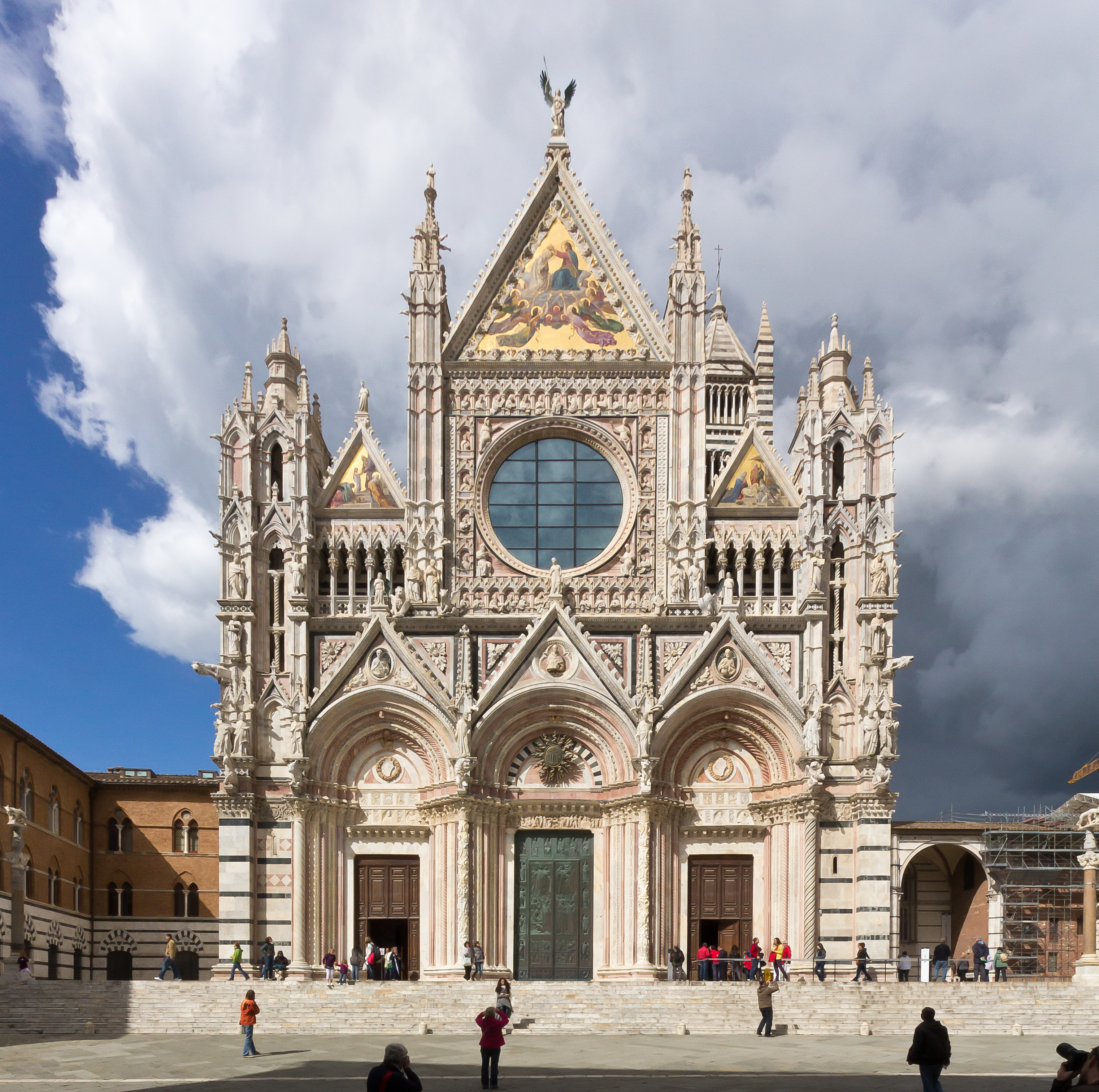
Duomo de Siena (1220-1263)
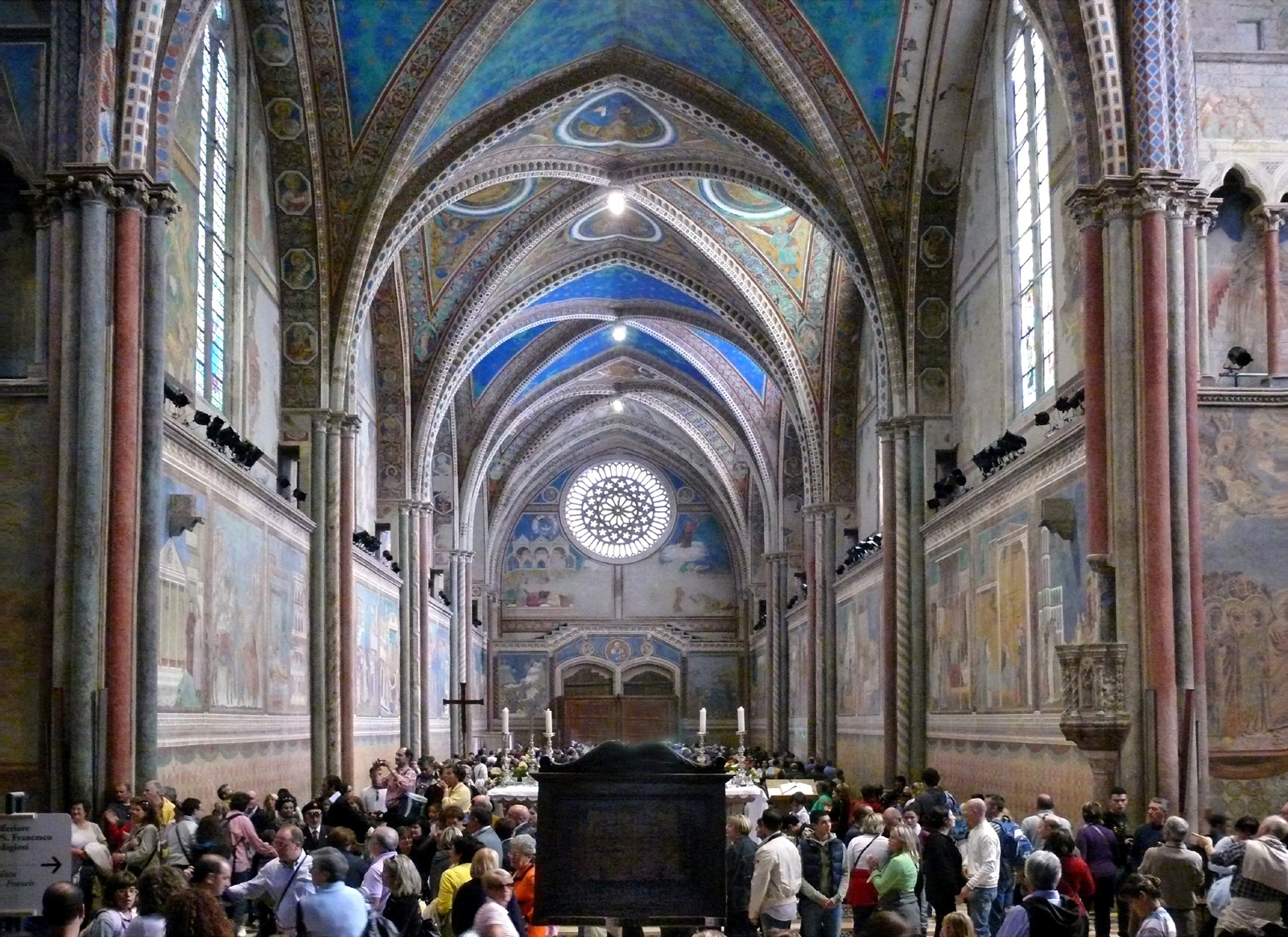
Interior y ciclos pictóricos de la basílica superior de San Francesco de Asis)
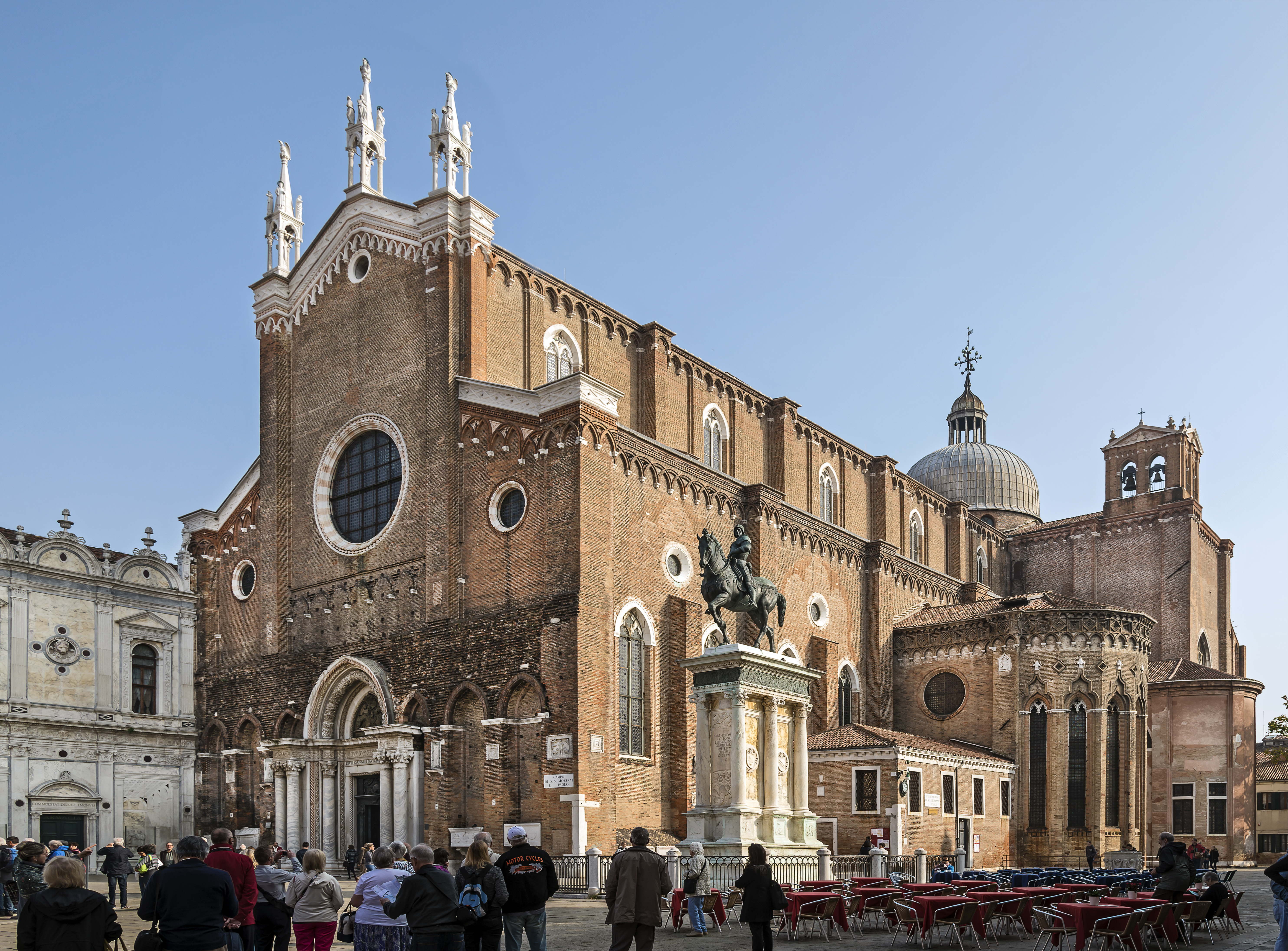
Basílica de San Juan y San Pablo de Venecia
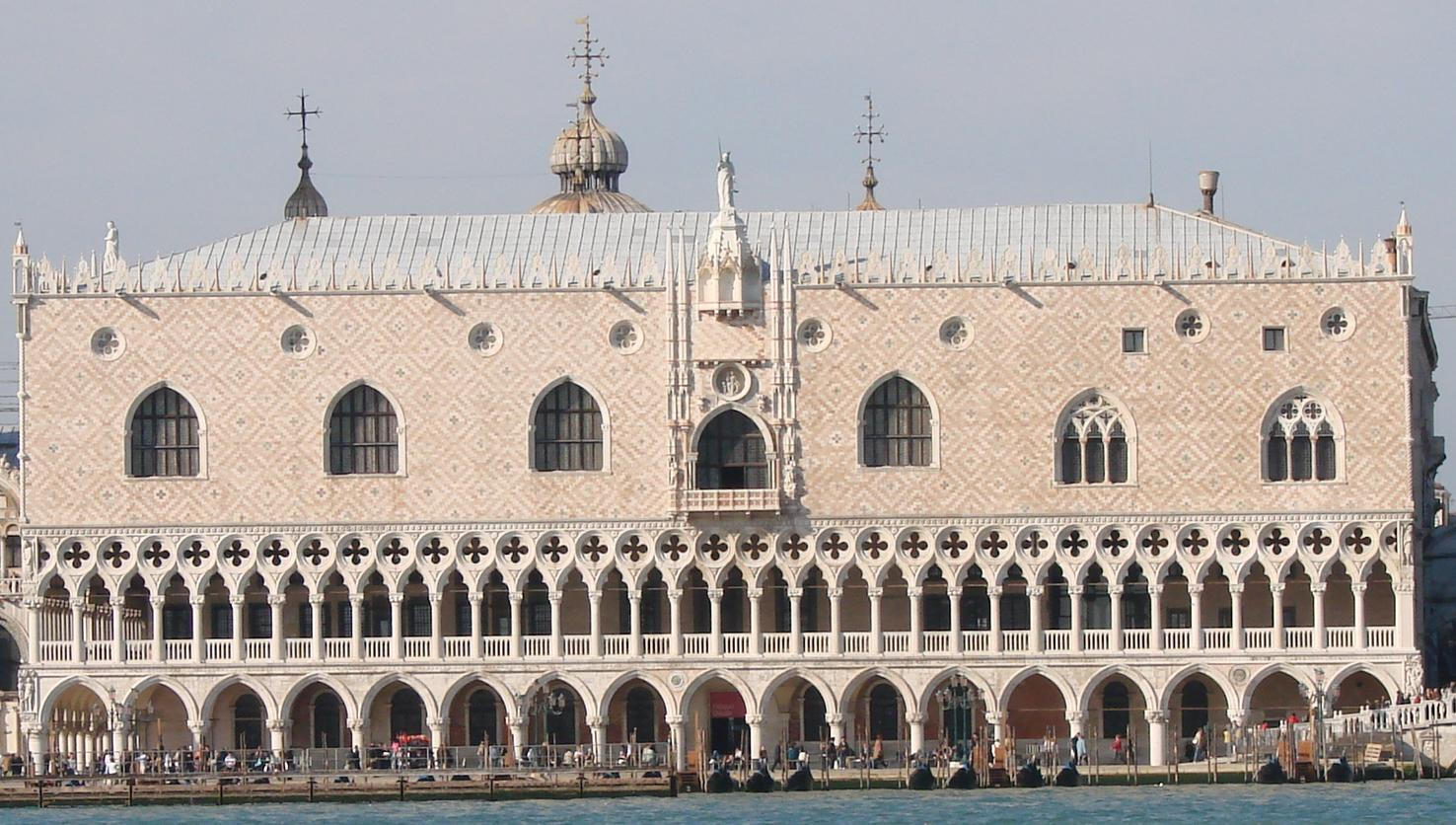
Palazzo Ducale (Gótico veneciano, ca. 1303-1340)
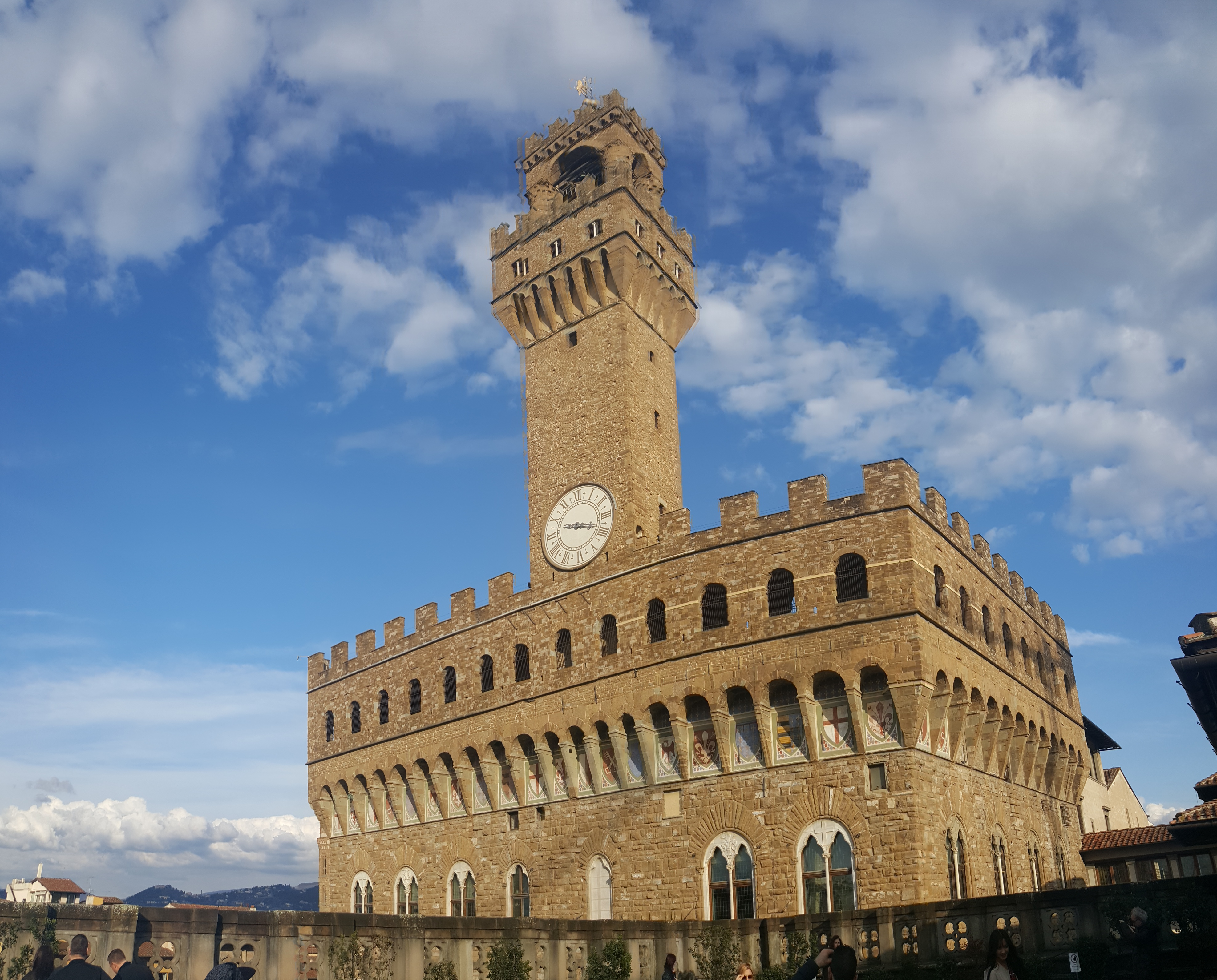
Palazzo Vecchio de Florencia (1299-1314)

## Los inicios de la arquitectura gótica en Italia

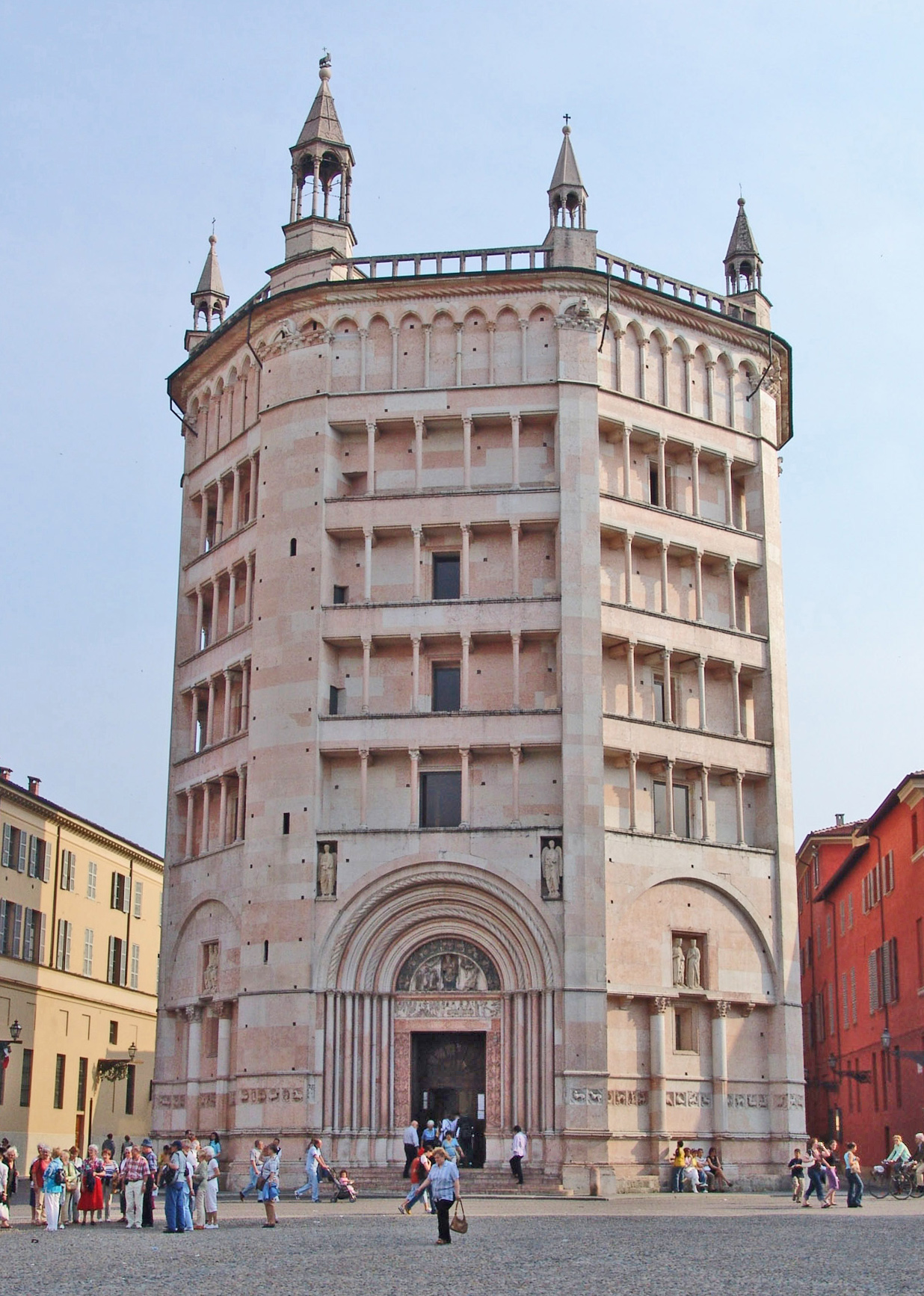
Baptisterio de Parma (1196-1270)

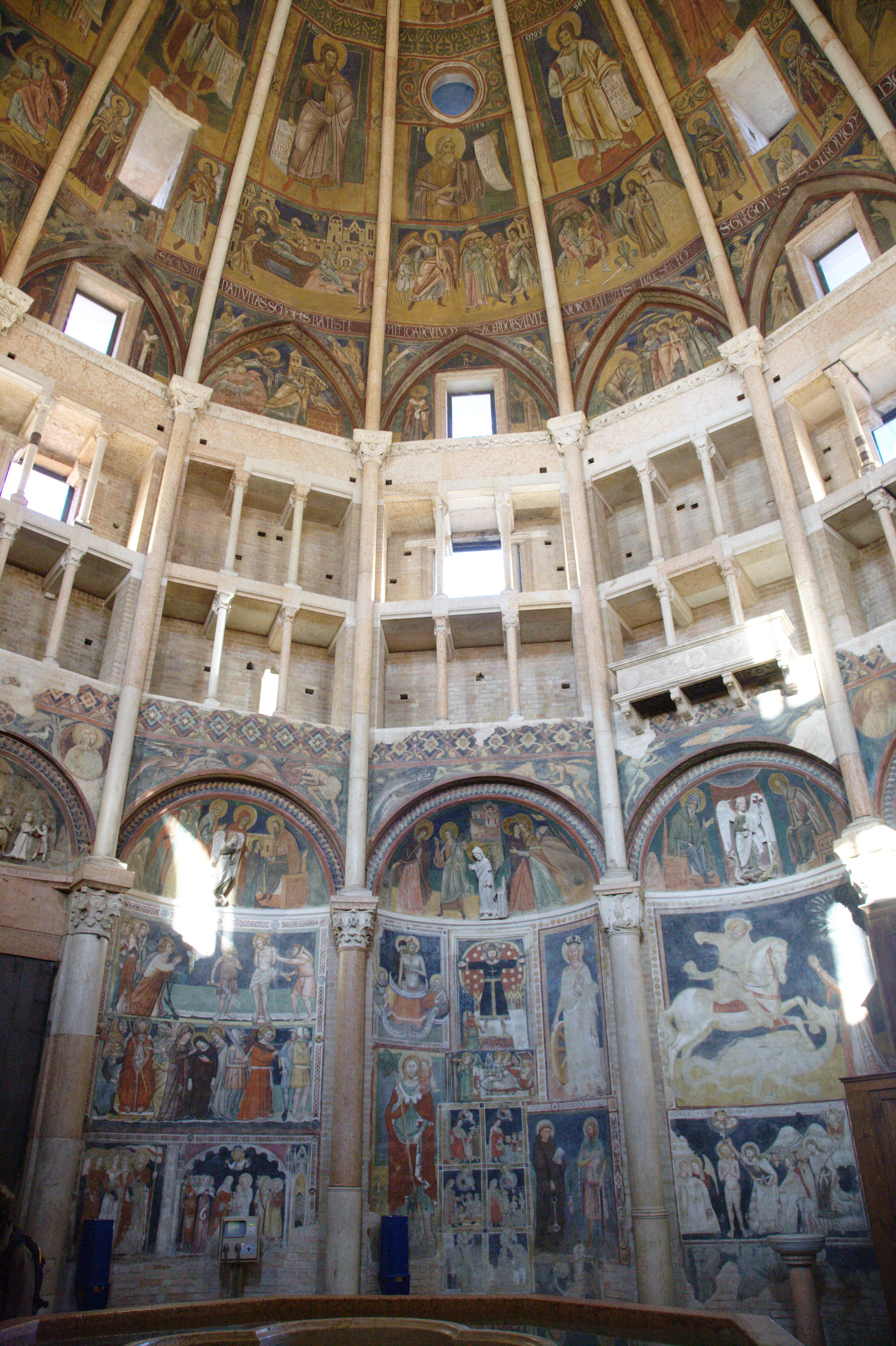
Baptisterio de Parma

Italia fue una de las últimas naciones europeas donde se desarrolló el arte gótico. La arquitectura, como en otras partes de Europa, fue al principio un producto de importación. El vector principal consistió en los edificios de la orden benedictina cisterciense, que desde el área de origen borgoñona, en Francia, se expandían por toda Europa occidental. La arquitectura de la Orden del Císter se apoyaba en la construcción gótica. De hecho, era una arquitectura que acogía las principales innovaciones ya expresadas en las catedrales de la Île-de-France, pero en una forma mucho más moderada y, en cierto sentido, "ascética". La decoración figurativa estaba completamente prohibida, los vitrales tienen una extensión reducida y están privadas de color, el verticalismo está frenado, no se permiten torres ni campaniles (campanarios) en el exterior. Sin embargo, se utilizan las bóvedas de arista de arcos agudos en tramos rectangulares y las pilastras a fascio (o polistilos, de sección compleja, a veces polilobulados) que continúan en los nervios de las bóvedas. Los capiteles presentan ornamentos muy simples y predominantemente no figurativos. El trabajo de la piedra es muy preciso, y los espacios definidos dan las típicas planimetrias modulares y de la pulcritud y refinamiento de las nervaduras resulta, además de racional, intensamente abstracto. La arquitectura de esta orden se extendió por todo el Occidente, y el encuentro del nuevo lenguaje con la tradición local también constituyó en Italia la base para desarrollos posteriores.
Los primeros ejemplos de abadías góticas en Italia son el complejo de Fossanova en el Lazio (1187-1206), la abadía de Casamari, completada en 1217, o la abadía de San Galgano, cerca de Siena, iniciada en 1227 y financiada por Federico II Hohenstaufen. En esta última, más tardía, se nota una evolución del modelo con un adelgazamiento de las pilastras y un mayor número de aberturas que garantizan una mejor iluminación.

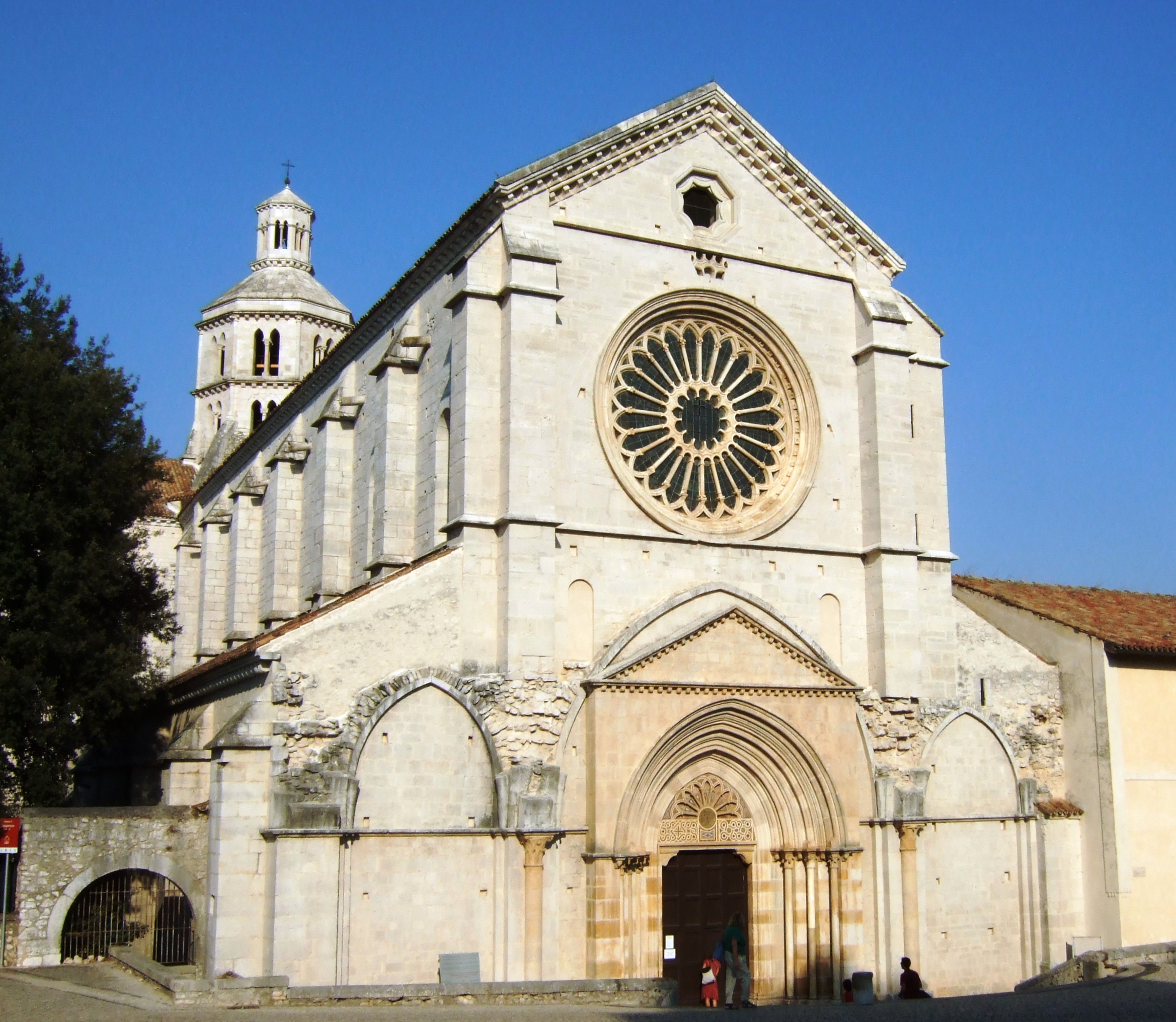
Complejo de Fossanova, en el Lazio (1187-1206), primer ejemplo gótico en Italia. En esta abadía murió santo Tomás de Aquino en 1274
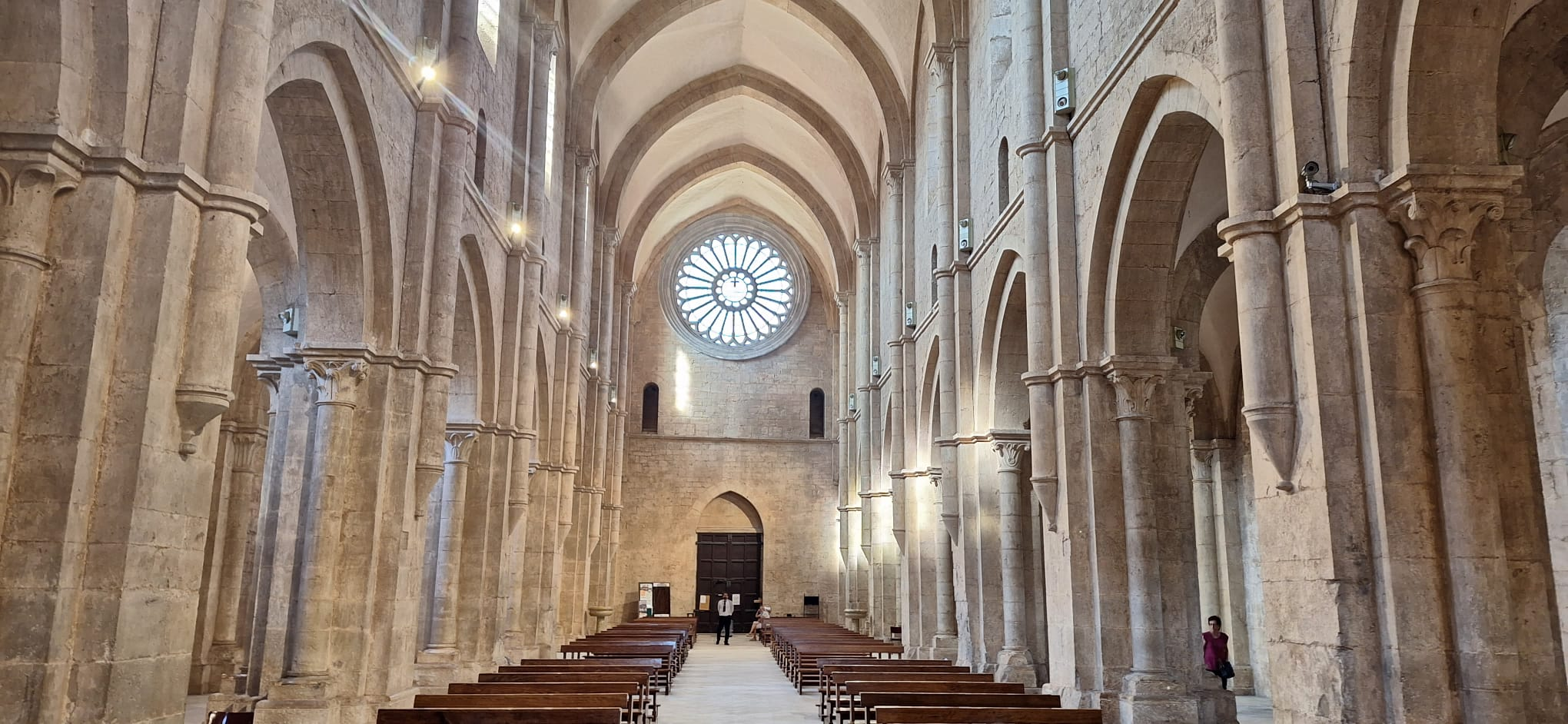
Interior de la iglesia abacial de Fossanova
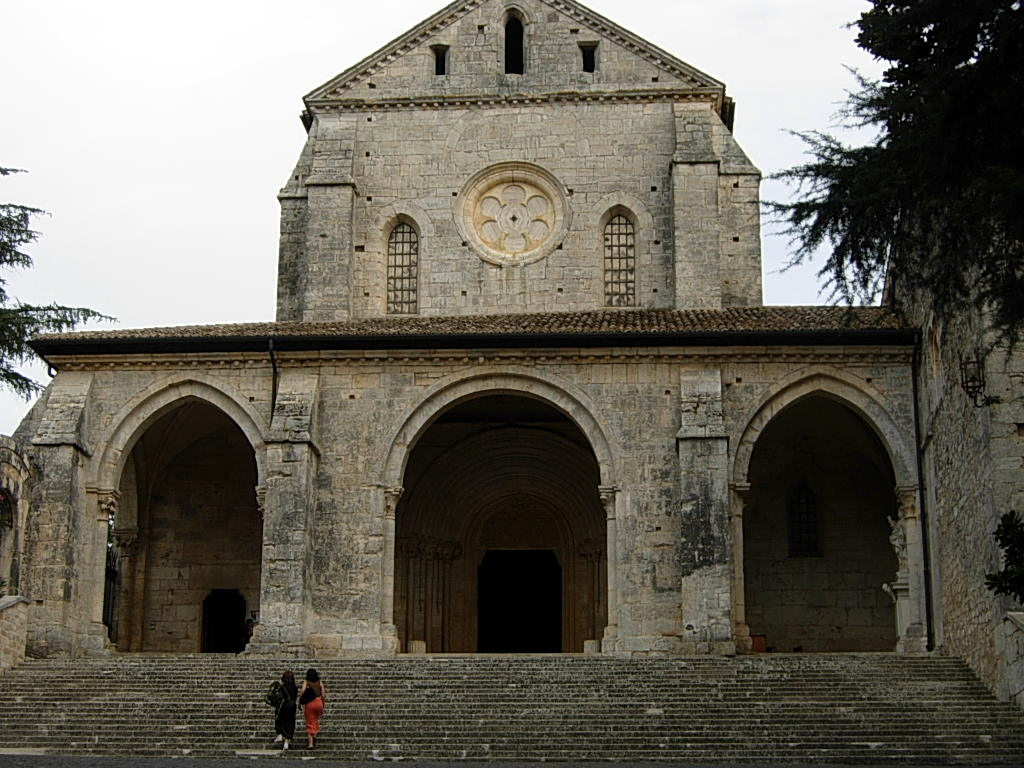
Abadía de Casamari, completada en 1217
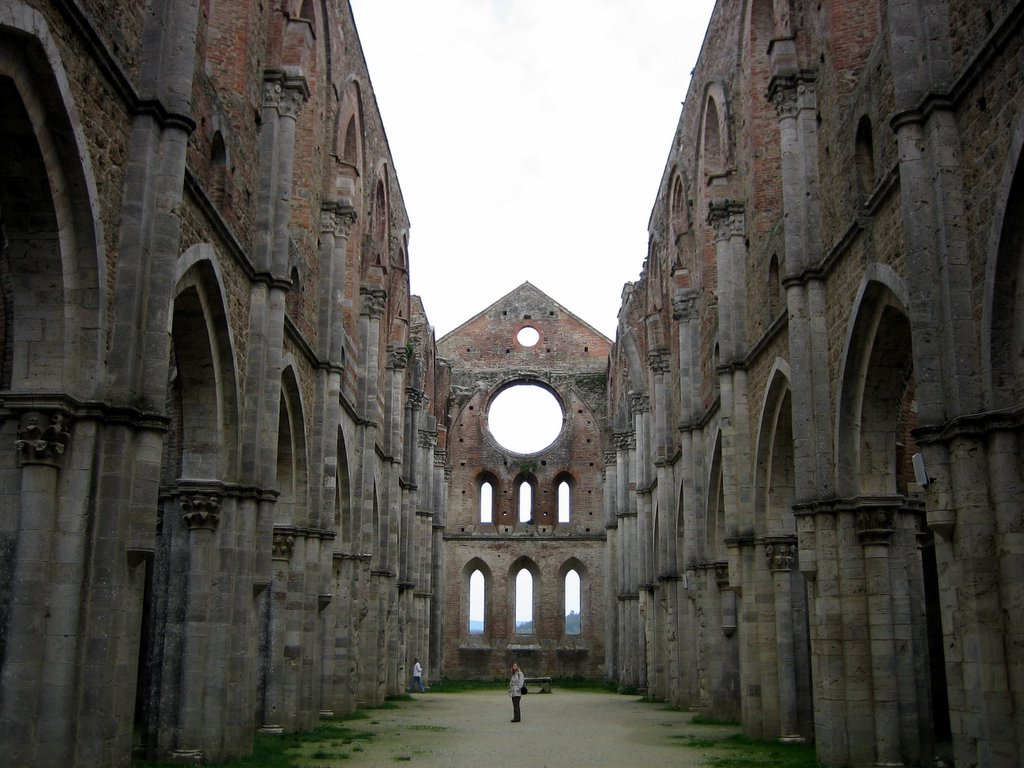
Restos de la abadía de San Galgano, cerca de Siena (1218-1288)

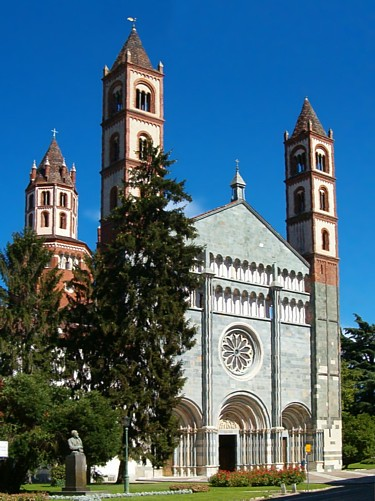
Basílica de San Andrés de Vercelli (1819-1827)

Un ejemplo temprano de importantes indicios de la «gramática gótica» aunque todavía con una «sintaxis tardorrománica», es la basílica de San Andrés de Vercelli (1219-1227), costeada por el cardenal Guala Bicchieri, que era legado pontificio en Francia (lo que le había permitido admirar las nuevas catedrales). Ya la fachada era muy original, con la inserción de contrafuertes de forma tubular y de dos torres esbeltas que la flanquean, mientras que los portales presentan todavía arcos de medio punto, y las galerías de arcos ciegos recuerdan el románico lombardo y renano. Además de la singular presencia de arcos rampantes volados, el interior es la parte más gótica del edificio, con bóvedas de crucería ojivales de nervaduras bicromáticas, sobre pilares "incantonados" con columnillas sirvientes. Se ha supuesto la intervención del escultor y arquitecto Benedetto Antelami, conocedor del gótico francés, del que también son otros edificios de la época, como el grandioso baptisterio de Parma (1196-1270). A su vez, la basílica de Sant'Andrea en Vercelli muestra la influencia de Antelami.
La arquitectura cisterciense proporcionó información importante a las órdenes mendicantes, como los franciscanos, dominicos y agustinos, en la fase conspicua de urbanización con nuevos asentamientos que tuvo lugar en Italia entre mediados del siglo XIII y mediados del siglo siguiente. Entre las características distintivas de ese «gótico mendicante», de hecho, había un cierto énfasis en la «decorosa pobreza» y en la simplicidad de los edificios sagrados y en la necesidad de disponer de amplias naves cubiertas con un techo con la estructura de las vigas a la vista, para que los fieles pudieran escuchar los sermones y seguir los rituales sin estorbos visuales, como era el caso en las catedrales de planta basílical.
La arquitectura de las órdenes mendicantes aparece en el siglo XIII, con el nacimiento y expansión de las órdenes de los franciscanos y dominicos en toda Europa. Coincidió también con el momento en que el estilo gótico, que había surgido en el norte de Francia, se difundía por todo el continente. Siguiendo el ideal de simplicidad y pobreza que los caracterizaba, los frailes mendicantes construyeron iglesias y conventos con una arquitectura clara y formas básicas, sin los excesos decorativos característicos de la arquitectura gótica del norte de Europa.
En Italia, en 1228, se iniciaron casi simultáneamente dos iglesias, los primeros ejemplos de la aplicación de esos ideales a la arquitectura y que marcaran el desarrollo futuro de las iglesias de esas órdenes: la Basílica de San Francisco en Asís (1228-1253), de los franciscanos, y la basílica de Santo Domingo de Bolonia (1228-1240), de los dominicos. 

## Primo gotico (1228-1290)

### Iglesias mendicantes

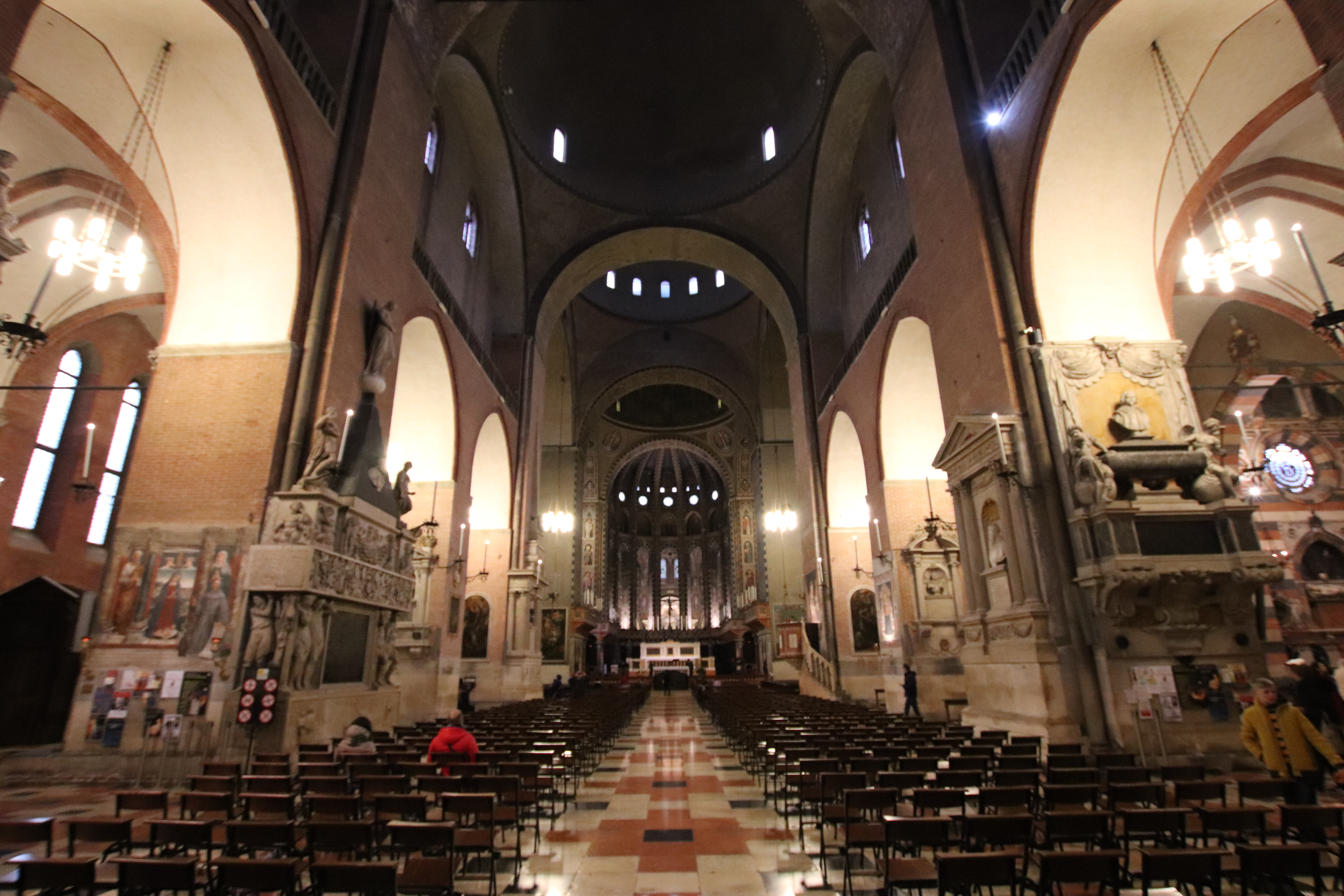
San Antonio en Padua

Francisco de Asís había fundado los franciscanos en 1208. Su doctrina exigía llegar con su mensaje a la población en general, lo que implicaba construir iglesias con grandes y anchas naves sin obstáculos visuales para predicar sermones a grandes congregaciones. A diferencia de las iglesias cistercienses, los franciscanos para favorecer la difusión de su mensaje, acogieron las decoraciones figurativas que debían crear verdaderas Biblia pauperum, «Biblia de los pobres», para unos fieles que no sabían leer, pero que podían aprender a través de las imágenes. Muerto Francisco y canonizado apenas dos años más tarde, el 16 de julio de 1228 se inició la construcción de una basílica para albergar sus restos, de planta rectangular y una única nave, su sencillez se acercaba al modelo franciscano y estaba acabada en 1230. Pero al poco se decidió hacer un proyecto más majestuoso que exaltaría la gloria del santo fundador y de la propia Orden, ampliando la basílica construida con un transepto para tener una planta en cruz de tau (en «Τ», la cruz antoniana y franciscana), y edificando sobre ella otra totalmente independiente: en el nivel inferior, la iglesia sepulcral y la cripta, destinada al uso de hermanos y laicos que deseasen acercarse a la tumba del santo; arriba, la sala monástica, el espacio para los sermones, destinado a los servicios solemnes y que serviría de capilla pontificia cuando el papa residía en Asís. El conjunto se completó con un campanile en 1239. La iglesia superior es de una única nave, con transepto y una cabecera poligonal en la parte este, cubierta con una bóveda de crucería de piedra. La nave tiene vidrieras góticas no muy grandes, sencillas y con poco color, que iluminan el interior bajo las que hay coloridos murales al fresco de Cimabue que representan la Vida de los santos. En el exterior, la iglesia también tiene poca decoración, sin la variedad de pináculos, torres y estatuas típicas de la arquitectura gótica en el norte de Europa y ninguna de las aspiraciones de gran altura del estilo gótico francés..

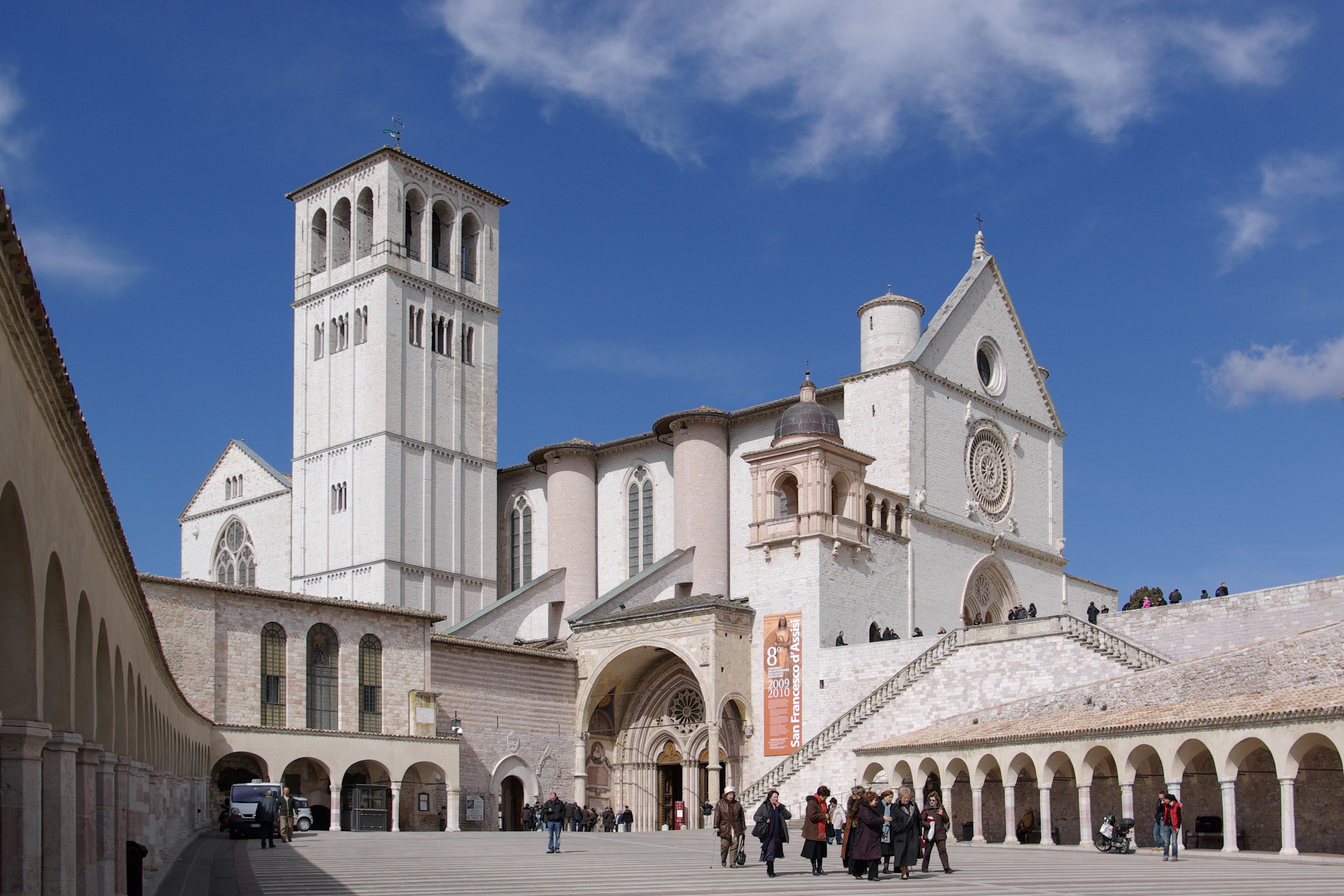
Plaza inferior de la basílica de San Francisco en Asís (1228-1253)
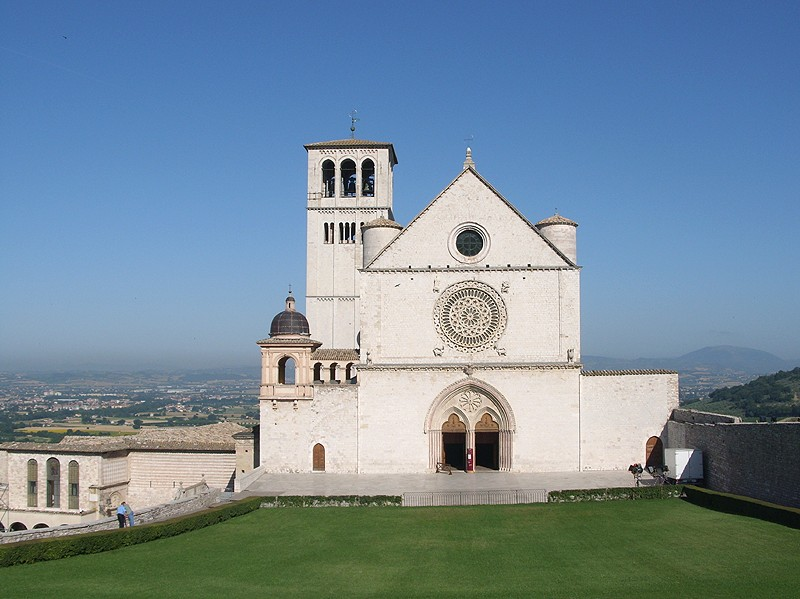
Basílica Superior de San Francisco (Asís)
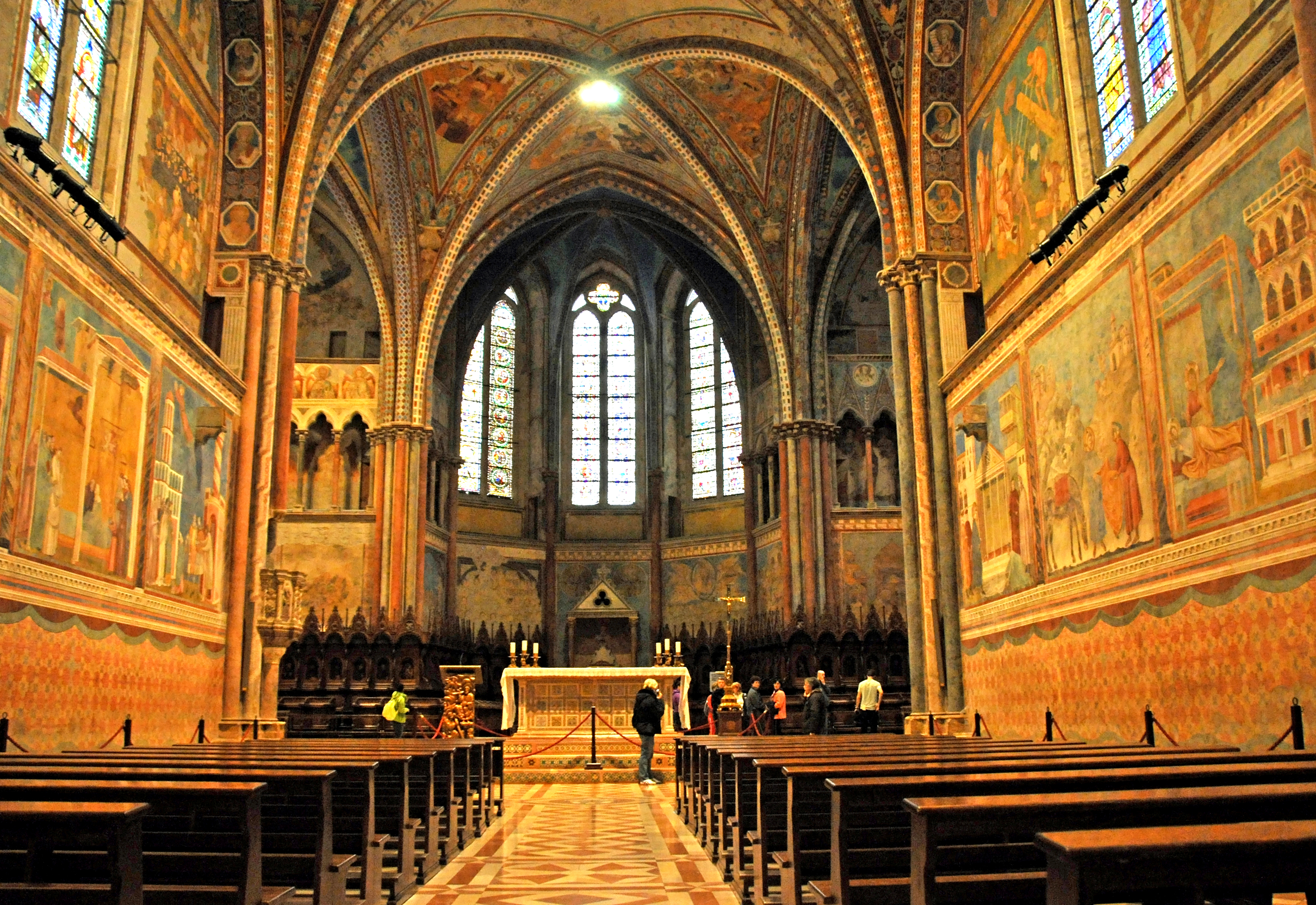
Iglesia superior

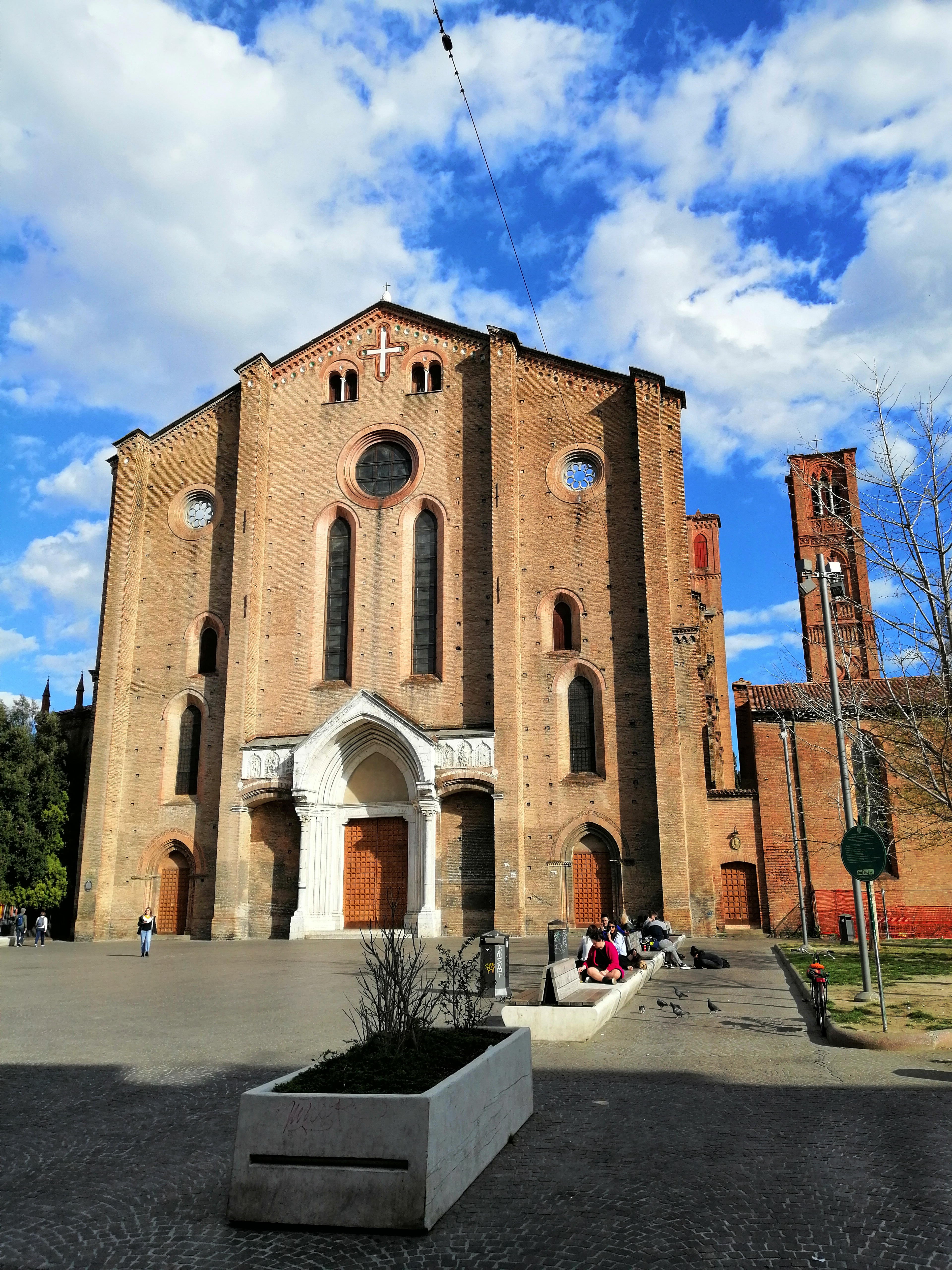
Basílica de San Francisco (Bolonia) (1236-1263)

Apenas acabada la primera basílica de Asís, los franciscanos se embarcaron en otro proyecto que les atraerá gran fama, la San Antonio en Padua (1232-1310). Antonio de Padua había muerto el 13 de junio de 1231 y tras ser enterrado comenzaron las noticias de hechos milagrosos. Fue canonizado rápidamente, el 30 de mayo de 1232. También se construyó una primera iglesia modesta, que a lo largo de los siglo fue ampliada hasta ser una de las mayores iglesias de peregrinación del mundo en ese momento, sin un estilo arquitectónico preciso bajo una variedad de influencias, como muestran los detalles exteriores: una fachada románica, cúpulas bizantino-venecianos, una torre cónica en el crucero, campaniles y campanarios— e interiores góticos y barrocos.
Los franciscanos construyeron otra iglesia importante, San Francisco en Bolonia (1236-1263), que se acercaba más al modelo gótico francés. Fue una de las primeras iglesias urbanas mendicantes, de planta de cruz latina y la primera con tres naves en el país, «modelo de la arquitectura religiosa de Bolonia durante un siglo» y tipo usado por las órdenes mendicantes en Florencia, Bolonia y otras partes de Italia, siempre prevaleciendo el gusto por la modesta decoración arquitectónica. Construida con ladrillo rojo, también inició una tradición en la ciudad que durará dos siglos. La fachada era similar a la de las iglesias románicas, pero en el interior tenía una forma más gótica, con naves laterales, una girola con capillas radiales y arbotantes.
Los franciscanos seguirán edificando grandes iglesias —San Lorenzo Maggiore en Nápoles (1235-siglo XVIII), San Francisco (Piacenza) (1278-1363), San Francisco (Bolonia) (1236-1263), Santa María dei Frari en Venecia (1250-1338), Santa Cruz, en Florencia (1294-1385) y la  San Francisco (Siena) (renov. una anterior, 1326-1475).

Grandes iglesias mendicantes franciscanas
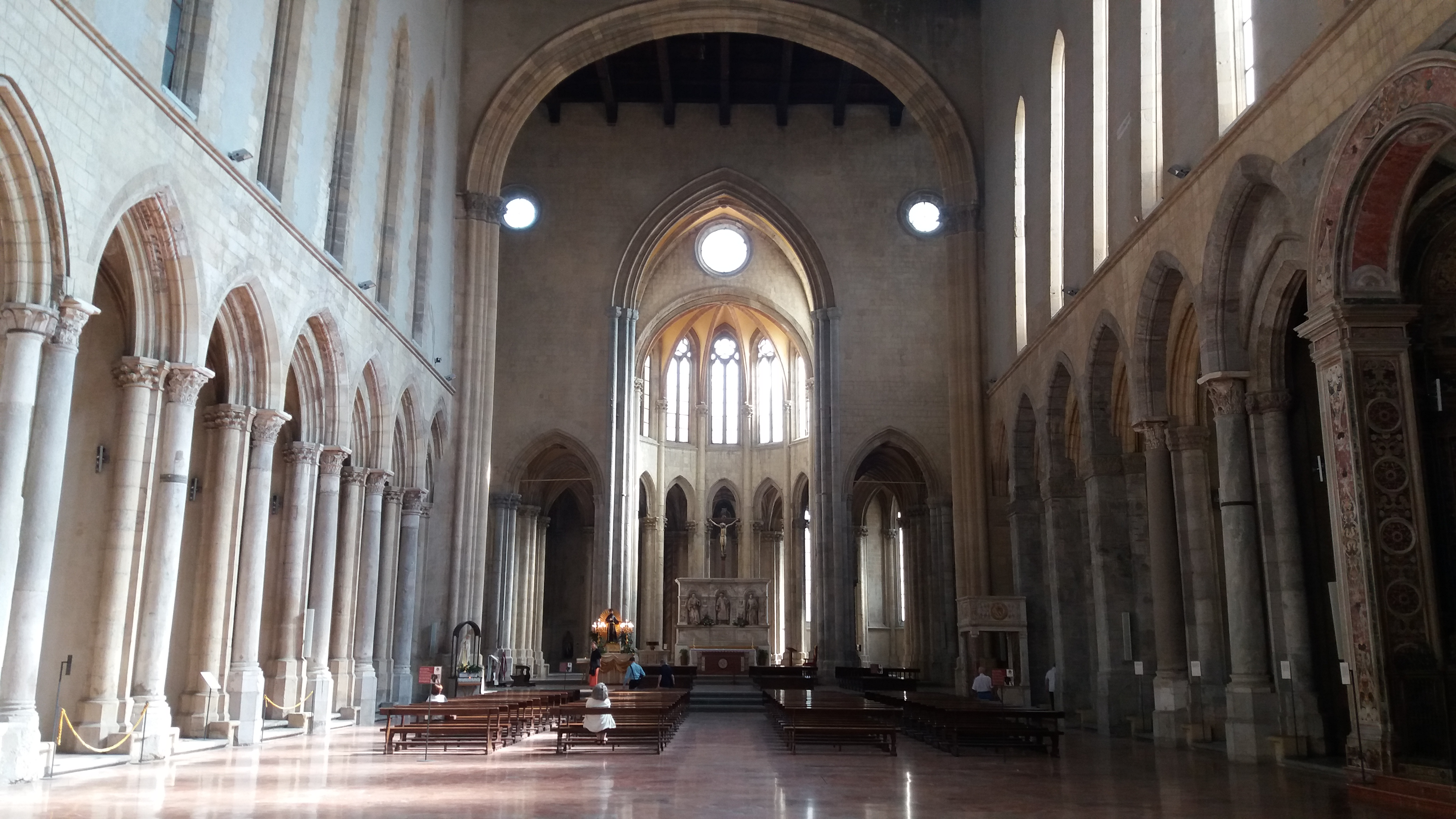
Interior de San Lorenzo Maggiore en Nápoles (1235-siglo XVIII)
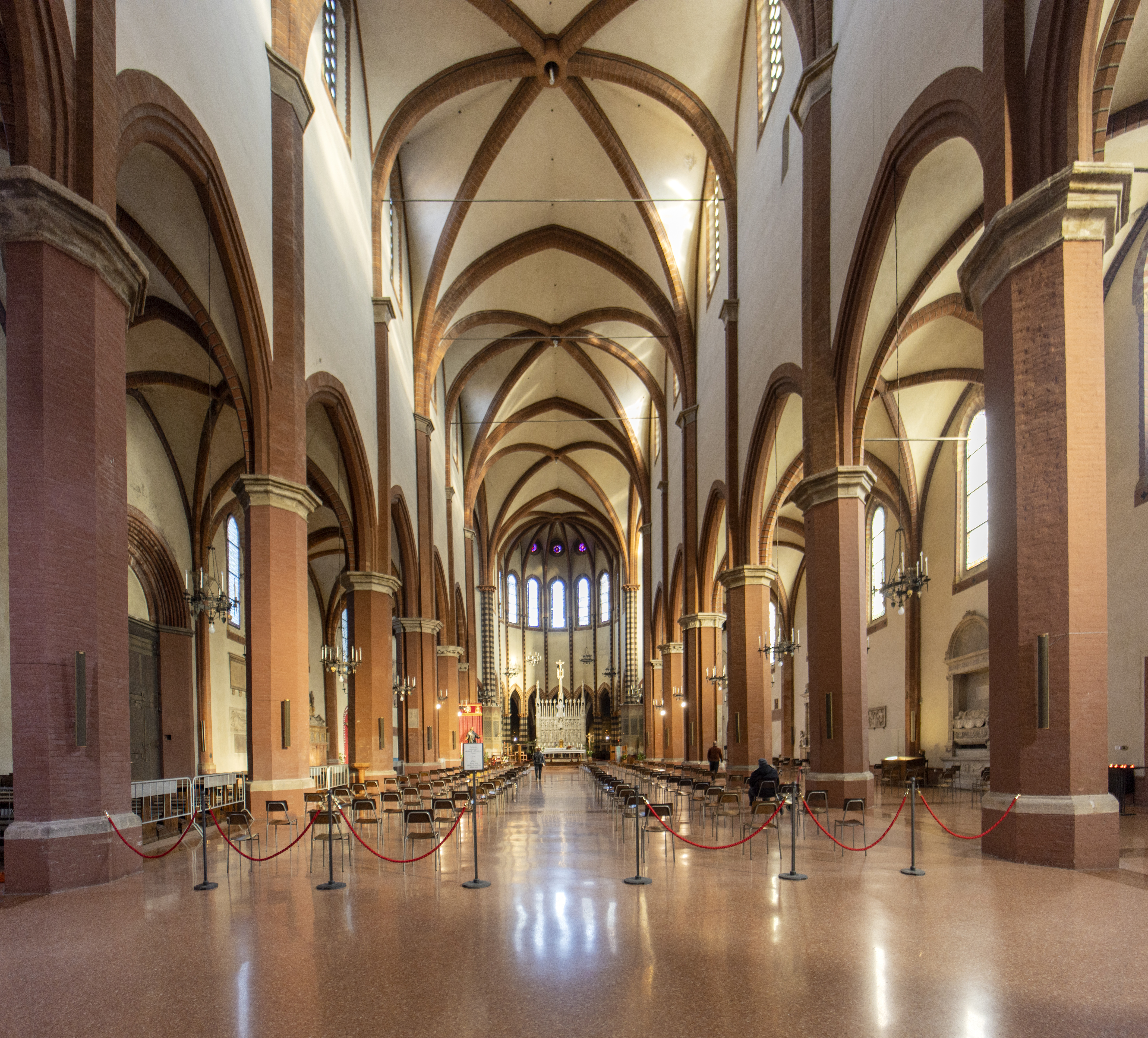
Basílica de San Francisco (Bolonia) (1236-1263)
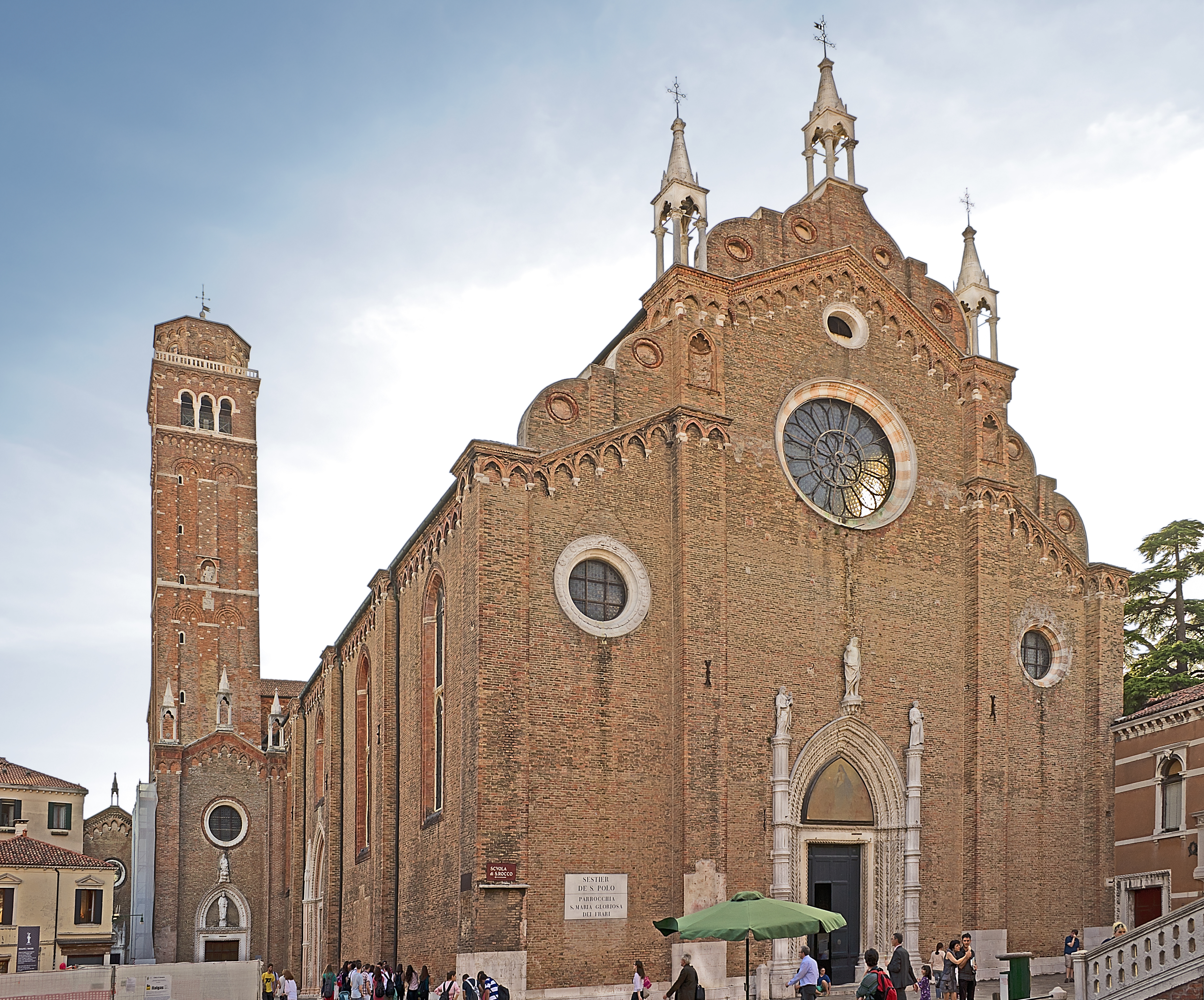
Basílica de Santa María dei Frari en Venecia (1250-1338)
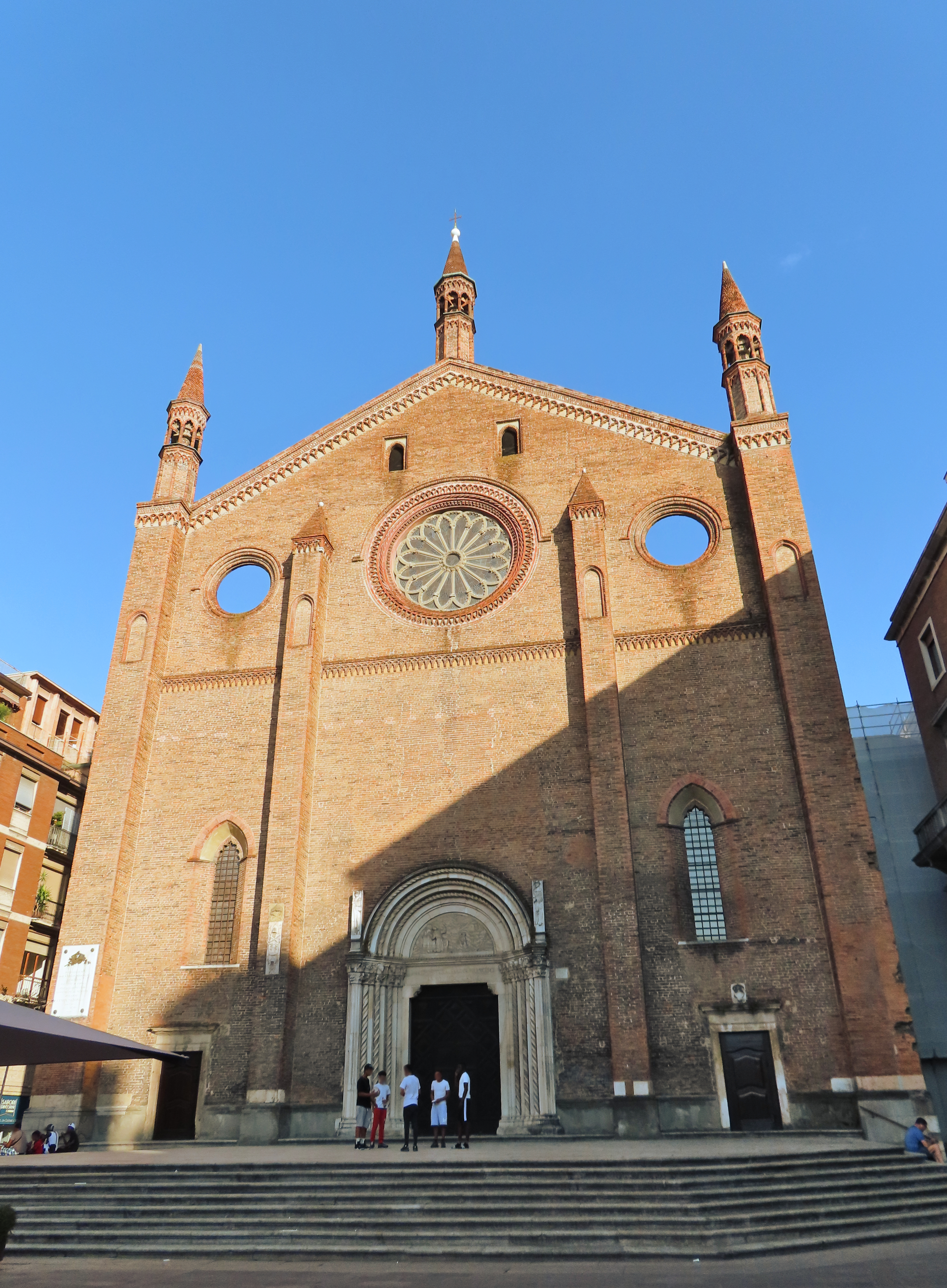
San Francisco (Piacenza) (1278-1363), los portales, tardogóticos, son posteriores
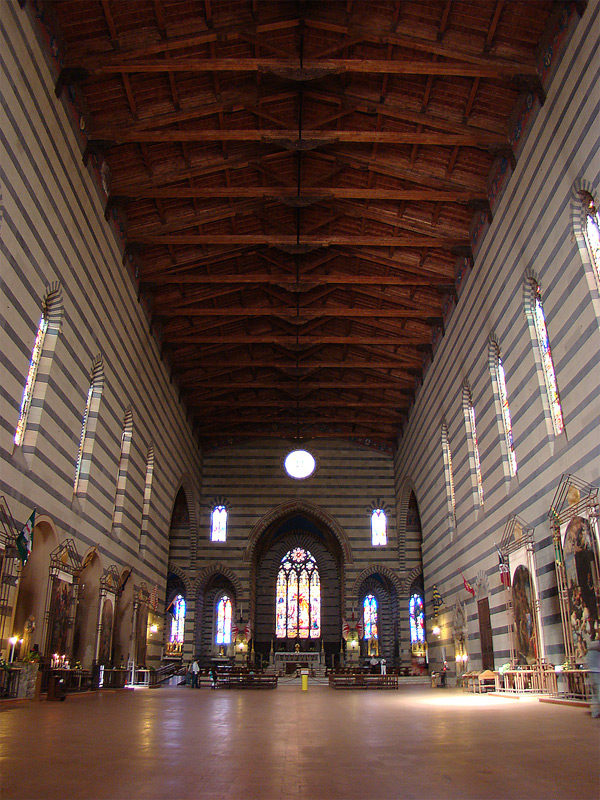
Interior de San Francisco (Siena) (1326-1475).

También los dominicos emprenderán la construcción de grandes iglesias. Comenzaron con la que será la sede de la Orden, la Basílica de Santo Domingo de Bolonia (1228-1240), para la que eligieron el estilo románico. La iglesia ha sido muy modificada, reconstruyéndose la fachada f en 1909-1910 para restituir el aspecto original románico, recuperando la forma a capanna y el  rosetón. El interior ha sido reformado en estilo renacentista y barroco.
Siguieron la Basílica de Santo Domingo en Siena (1226-1265, ampliada en el siglo XIV), con una planta también en cruz de Tau,de una sola gran nave con entramado visto, crucero también con entramado visto y numerosas capillas con bóvedas de crucería creadas en el muro del fondo, rematando todo ello en ábside plano. La entrada a la basílica se encuentra en el lado izquierdo del edificio porque el espacio detrás de la fachada está ocupado por la estructura elevada de la capella del Volte. La fachada es a dos aguas, lisa y desprovista de adornos, a excepción del óculo alto que sirve como rosetón. Está tapada en gran parte por la capilla abovedada, accesible desde el interior de la iglesia y que sobresale de la superficie de la fachada.
la iglesia de Santo Domingo en Turín (1227-1280), Santa María Novella en Florencia (1279-1420; la fachada renacentista es posterior), la iglesia de Santa María sobre Minerva en Roma (1280-1370), Santo Domingo Mayor en Napolés (1283-1324), Santa Anastasia en Verona (1290-1451), basílica de Santo Domingo en Perugia (1304-1459) y San Juan y San Pablo en Venecia (1333-1430) y Santa Maria delle Grazie en Milán (1463-1482).

Grandes iglesias mendicantes dominicas
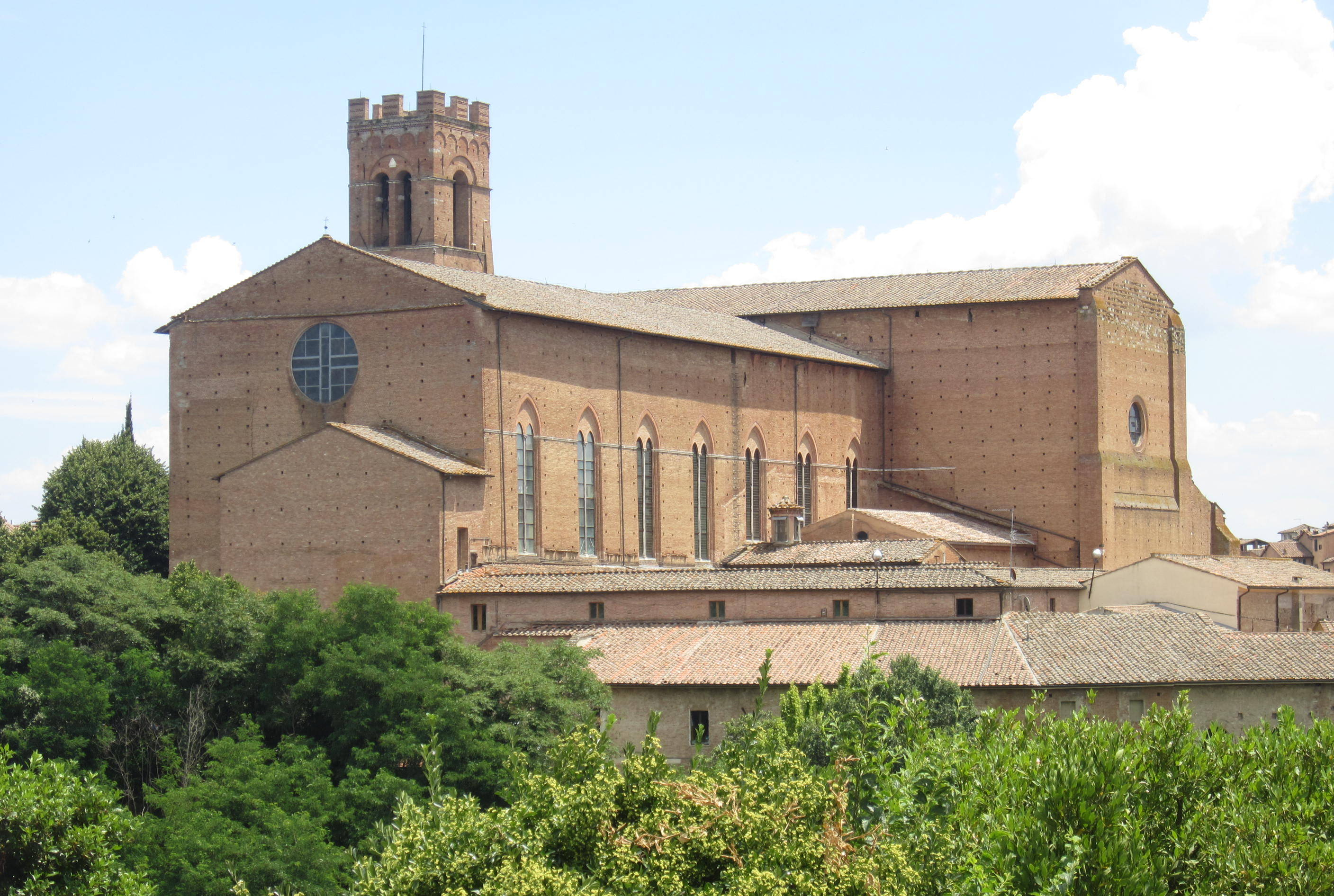
Testero de la Basílica de Santo Domingo en Siena,  liso y desprovisto de adornos, con la entrada en el lateral izquierdo
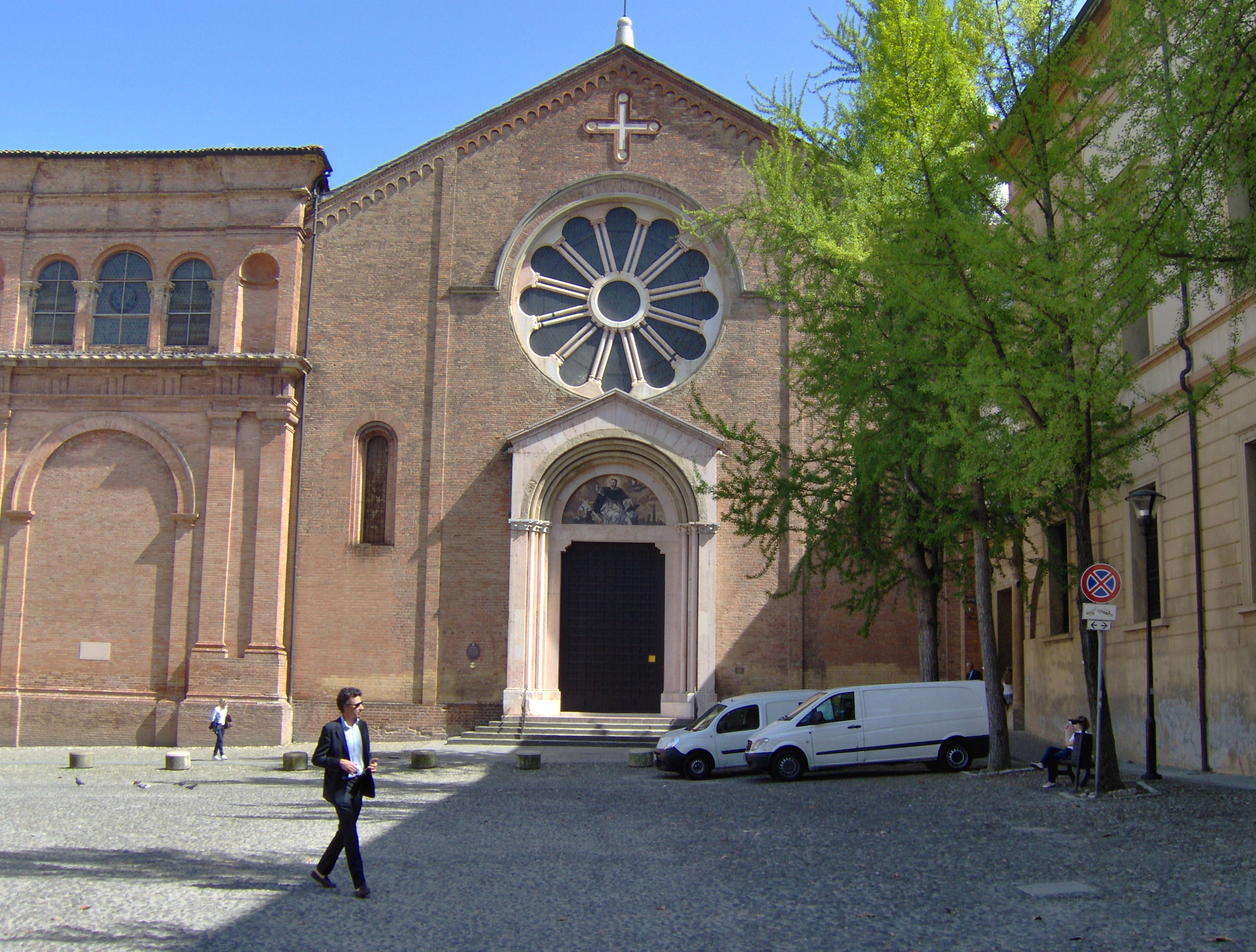
Basílica de Santo Domingo de Bolonia (1228-1240); la fachada fue reconstruida en 1909-1910 para restituir el aspecto original románico, recuperando la forma a capanna y el  rosetón
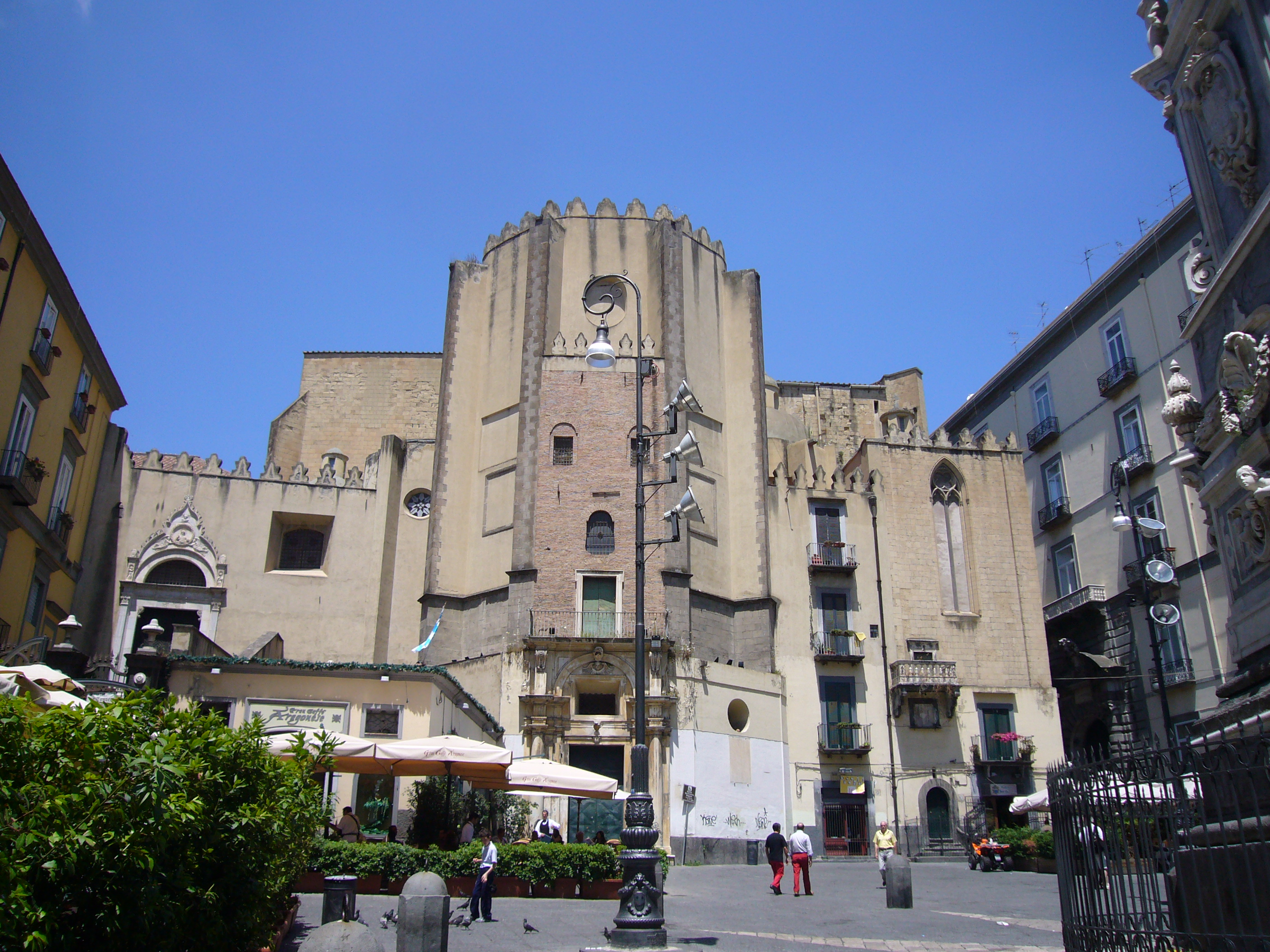
Basílica de Santo Domingo Mayor en Napolés (1283-1324)
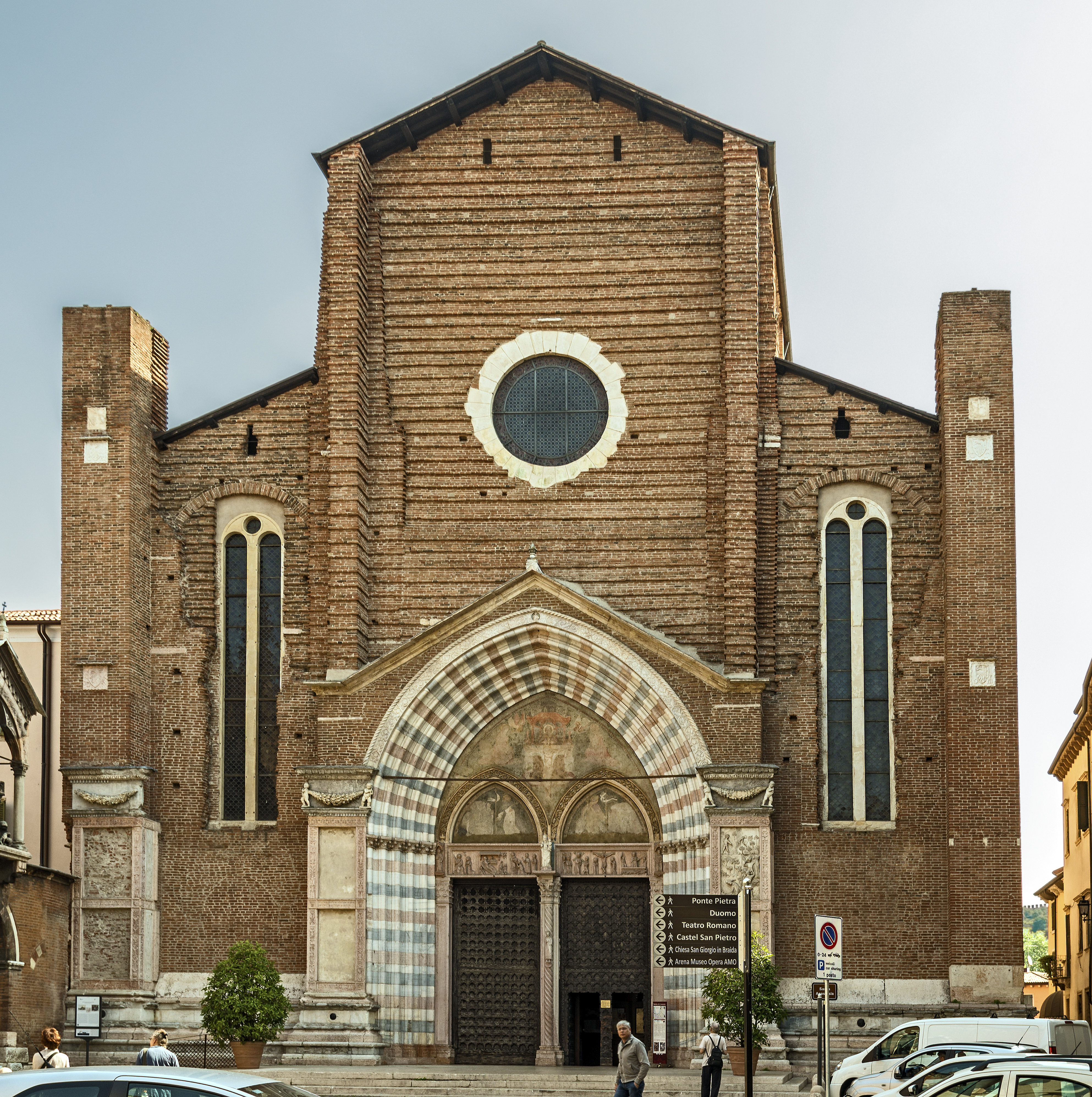
Iglesia de Santa Anastasia en Verona (1290-1451)

Interiores de la grandes iglesias mendicantes dominicas
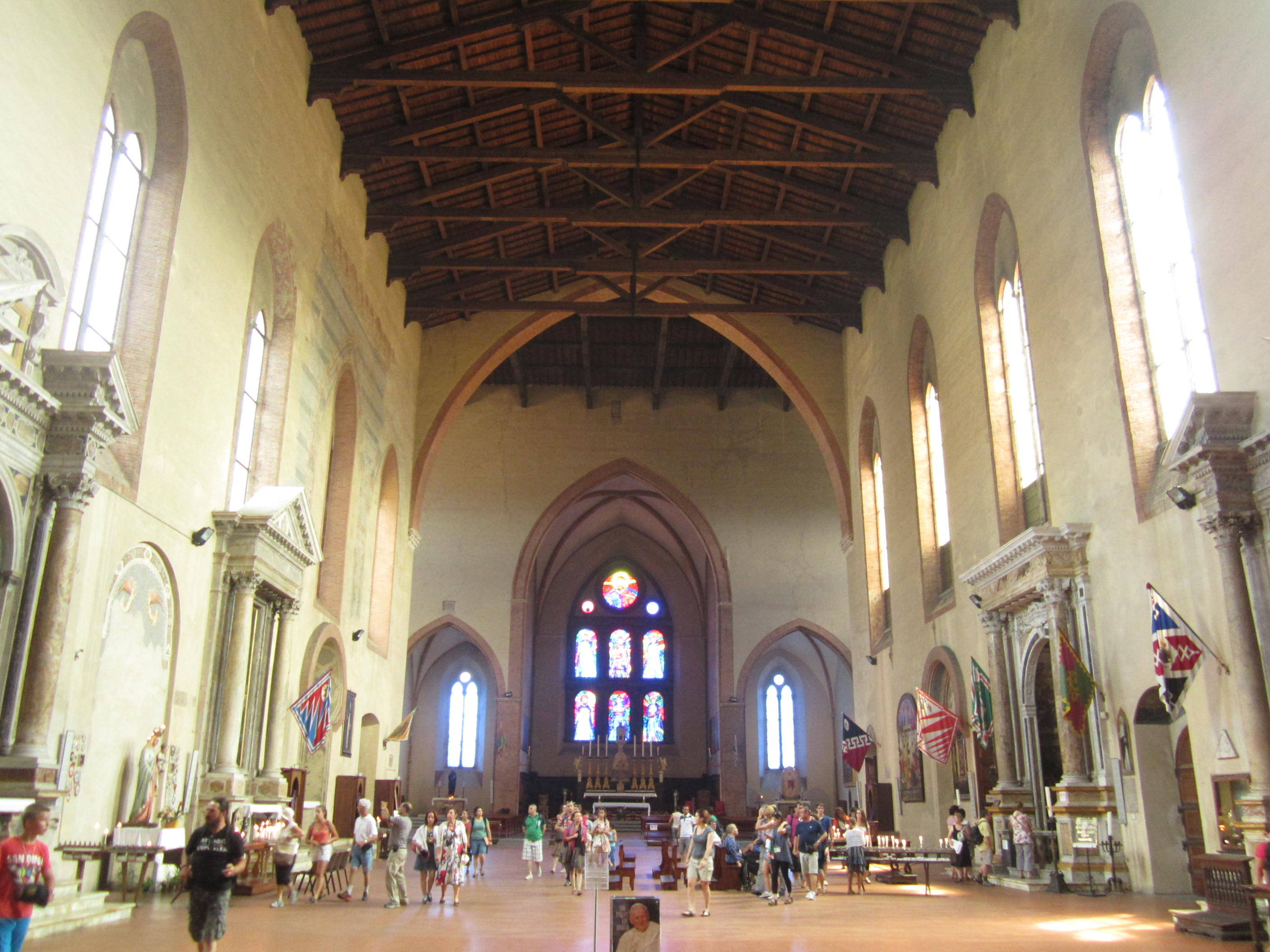
Interior de la Basílica de Santo Domingo en Siena (1226-1265, ampliada en el)]]
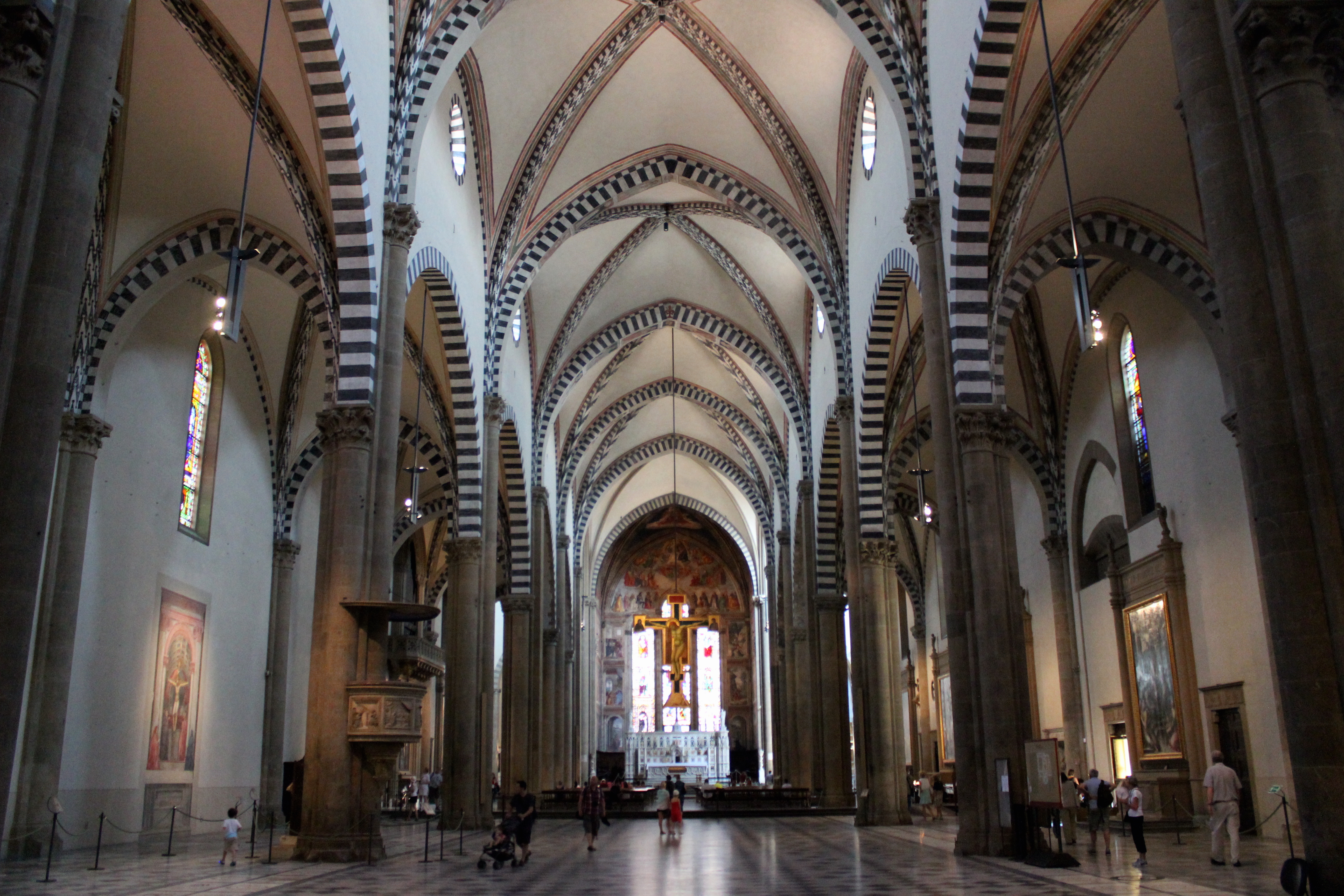
Interior de Santa Maria Novella (1279-1420) (Florencia)
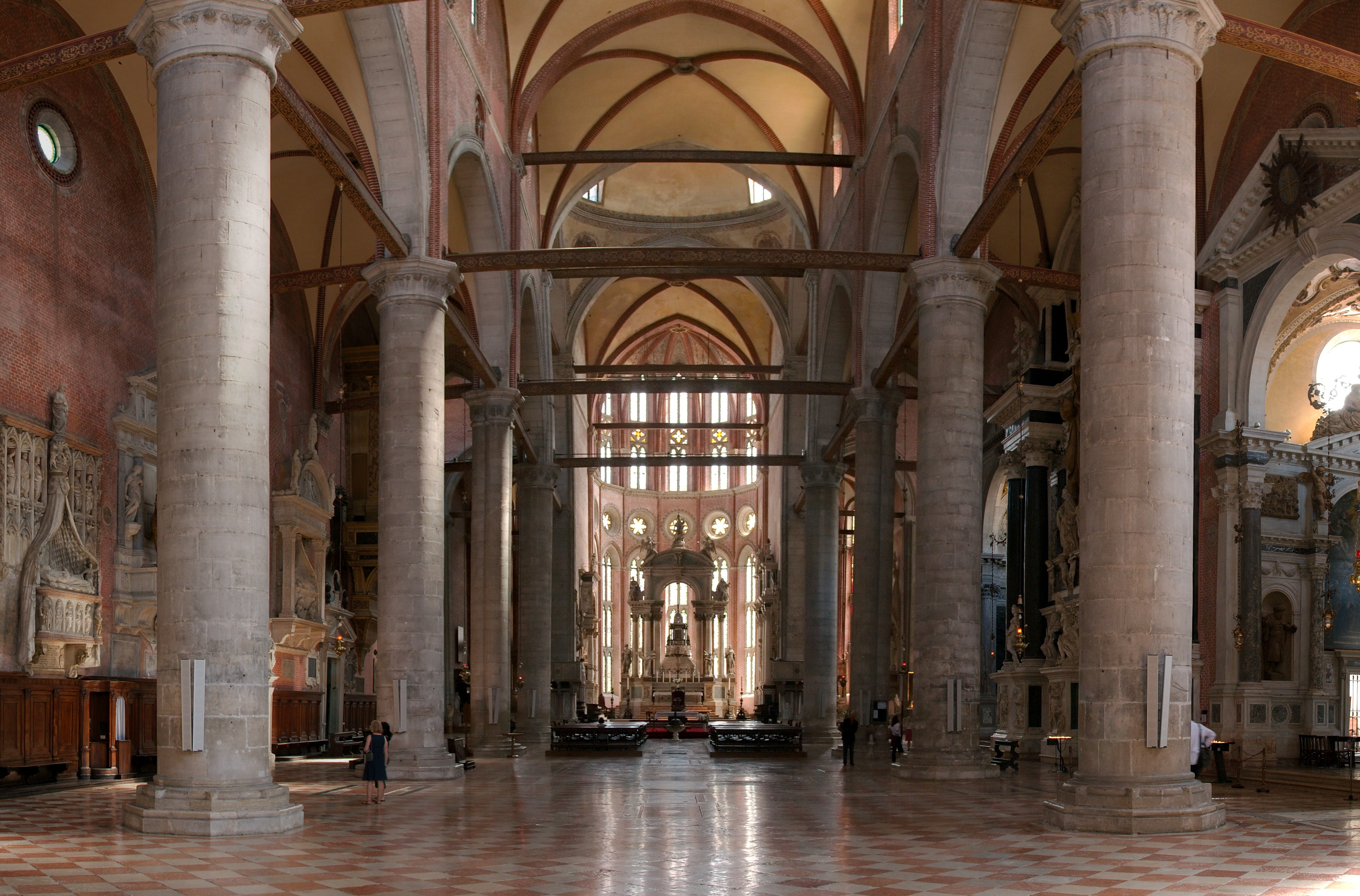
Basílica de San Juan y San Pablo en Venecia (1333-1430)

### Arquitectura delsigloXIII

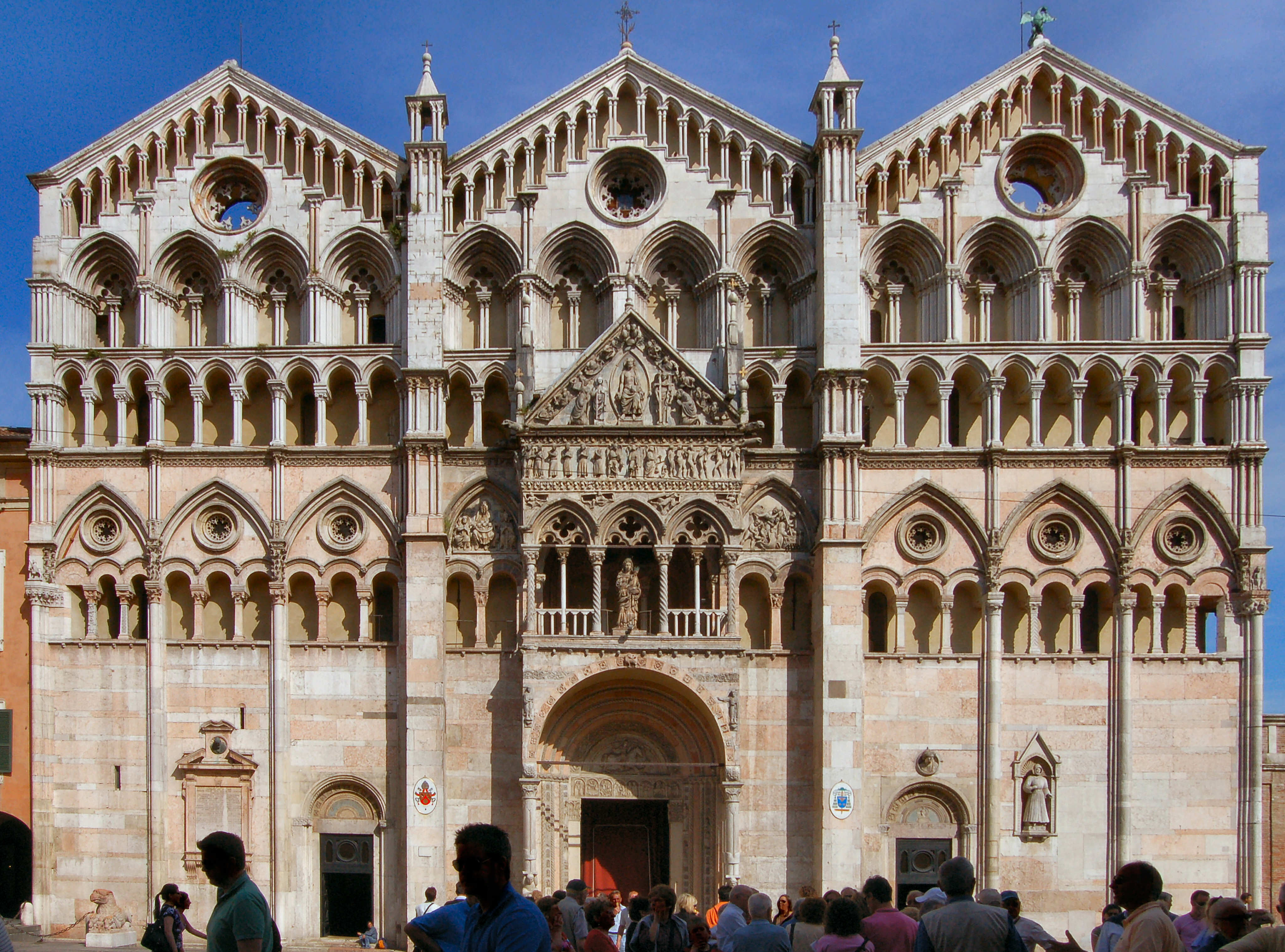
Fachada románica de la catedral de Ferrara, con una loggia gótica sobre el portal principal.

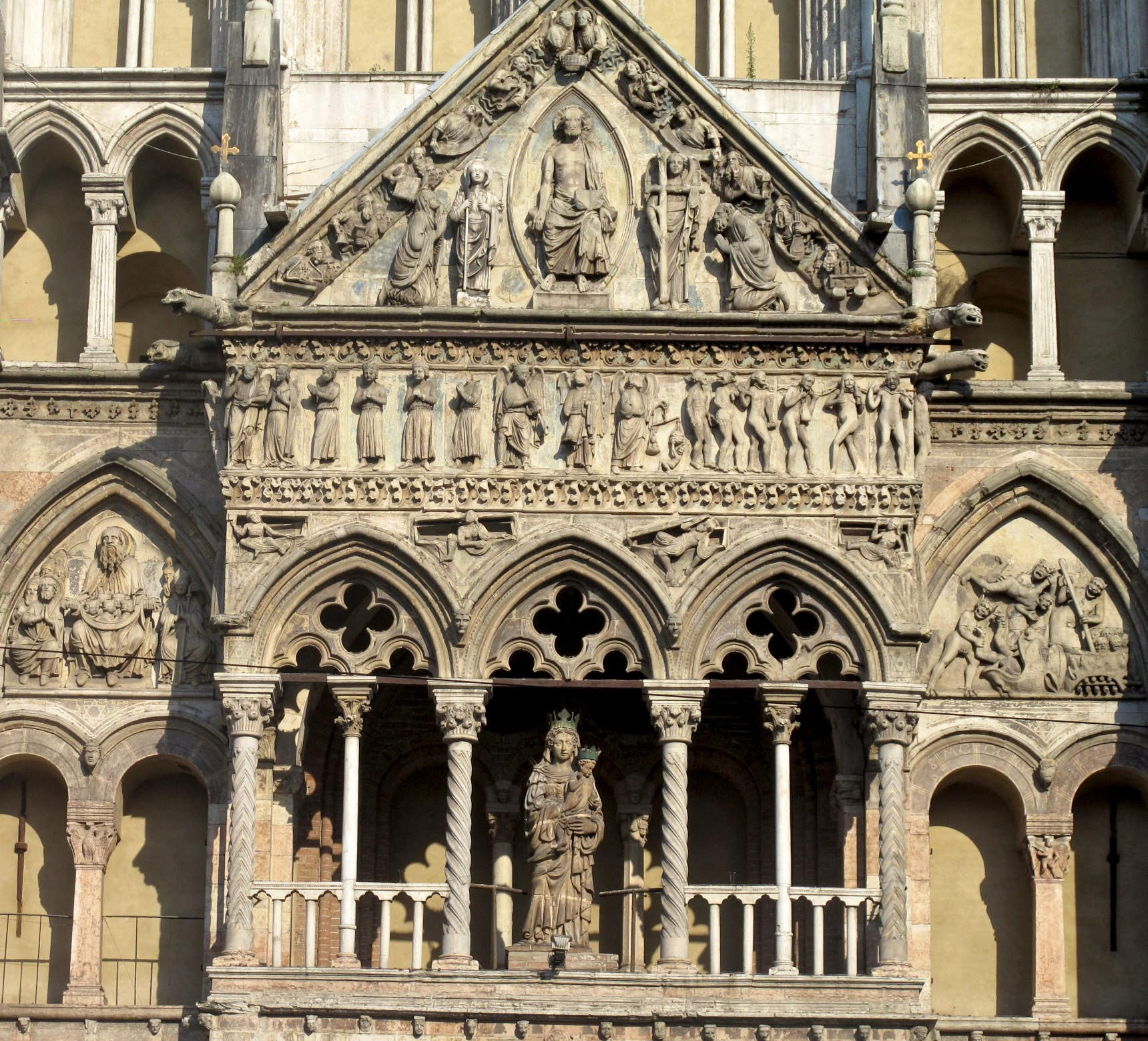
Detalle de la logia gótica sobre el portal románico

En edificios en construcción de origen románico se agregaron elementos góticos, como en la catedral de Parma, en la que sobre el  portal románico hay con una logia con dosel  gótica, con la estatua de la Virgen con el Niño y, en alto, un Juicio Universal de influencia gótico-francesa. Encima, en el tímpano, está Cristo en la mandorla junto a dos ángeles que sostienen los símbolos de la Pasión, y María y José que, arrodillados, piden perdón por la humanidad. En los lados del tímpano están los ancianos, testigos de todo lo que sucede. El friso sobre los arquitos representa al Arcángel Gabriel con la balanza en la mano para el pesado de las almas (psicostasia).
También en este siglo se comenzó la construcción de algunas catedrales, entre otras:
- la catedral de Siena

Pisa representa un caso único en Italia, donde el arte gótico se fundió armónicamente con el arte románico:
- Baptisterio de Pisa
- Iglesia de Santa Maria della Spina

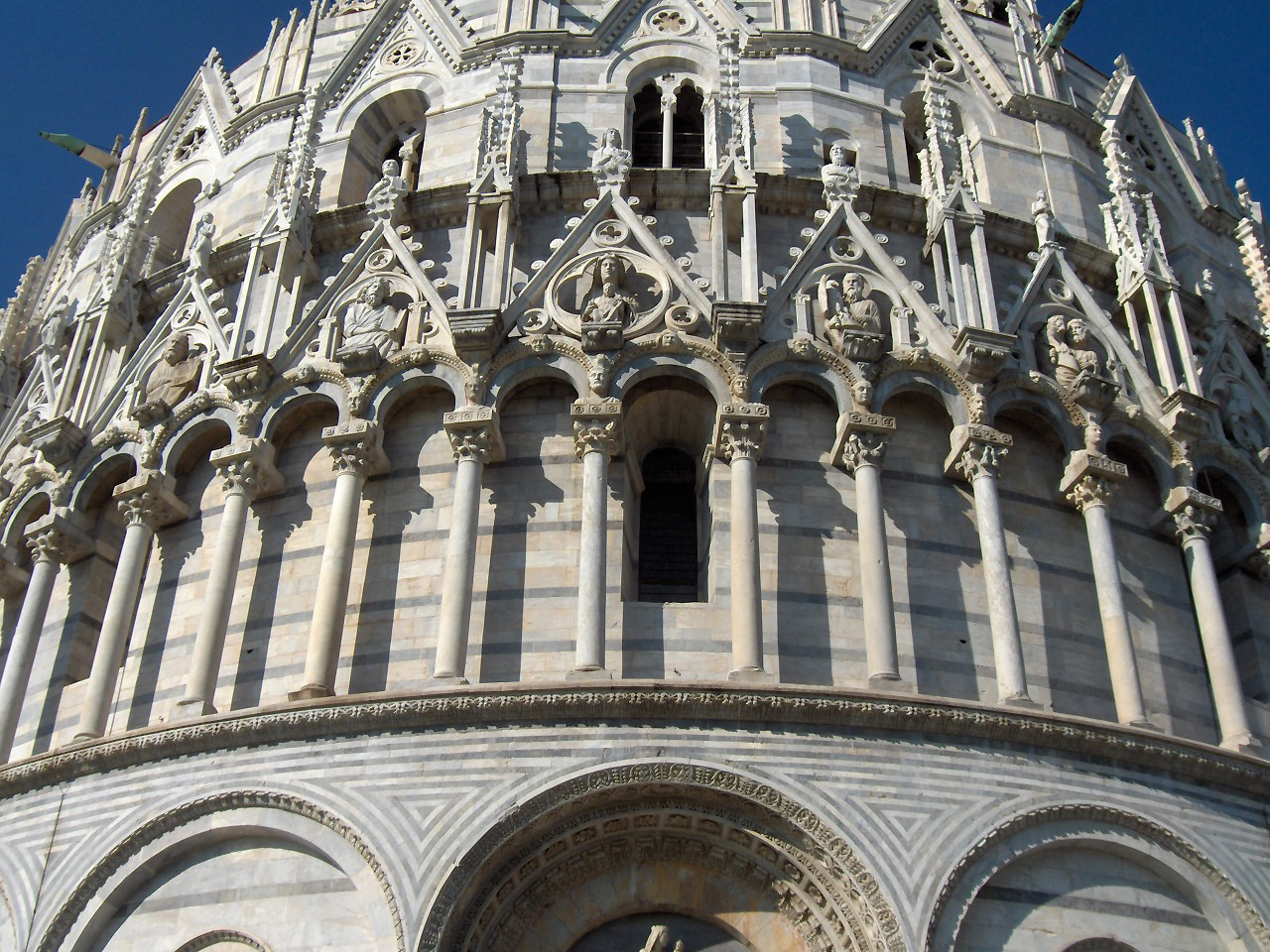
Detalle del Baptisterio de Pisa
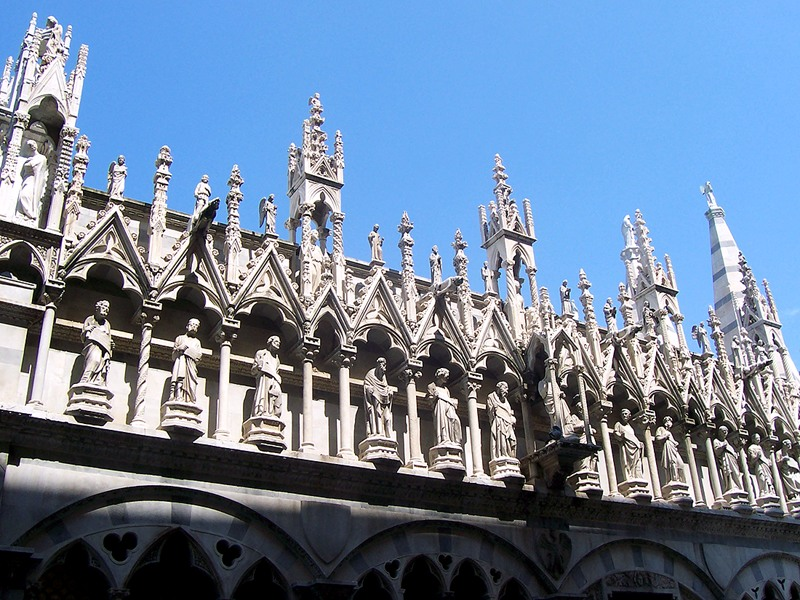
Detalle de Santa Maria della Spina (Pisa)

En muchas ciudades se vivió una auténtica competición por la altura.

#### Reinos de Sicilia y Nápoles
Un lugar de particular importancia en el arte del siglo XIII es el de la arquitectura civil y militar desarrollada en el sur de Italia, en el reino de Sicilia y en los siglos siguientes con las dinastías angevina y aragonesa del Reino de Nápoles. El rey siciliano Federico II Hohenstaufen —que fue emperador del Sacro Imperio Romano Germánico y a través de su madre Constanza I de Sicilia, nieto del gran rey normando, Roger II de Sicilia—, impulsó un importante programa de construcción civil y militar.  El Emperador llamó a los arquitectos y artesanos que habían construido los monasterios cistercienses para que construyeran castillos y fortificaciones. Las obras más importantes fueron el Castel del Monte  (1240-1250), en Apulia, y el Castello Maniace (1232-1240) que protege el puerto de Siracusa.
- Castel Maniace (1232-1240) en Siracusa (Sicilia)
- Castello Ursino (1239-1250) en Catania (Sicilia)
- Castel del Monte  (1240-1250) en Andria en Puglia ( Patrimonio de la Humanidad (con el nombre de «Castel del Monte», n.º ref. 398)    (1996))
- Puerta triunfal de Capua (destruida)

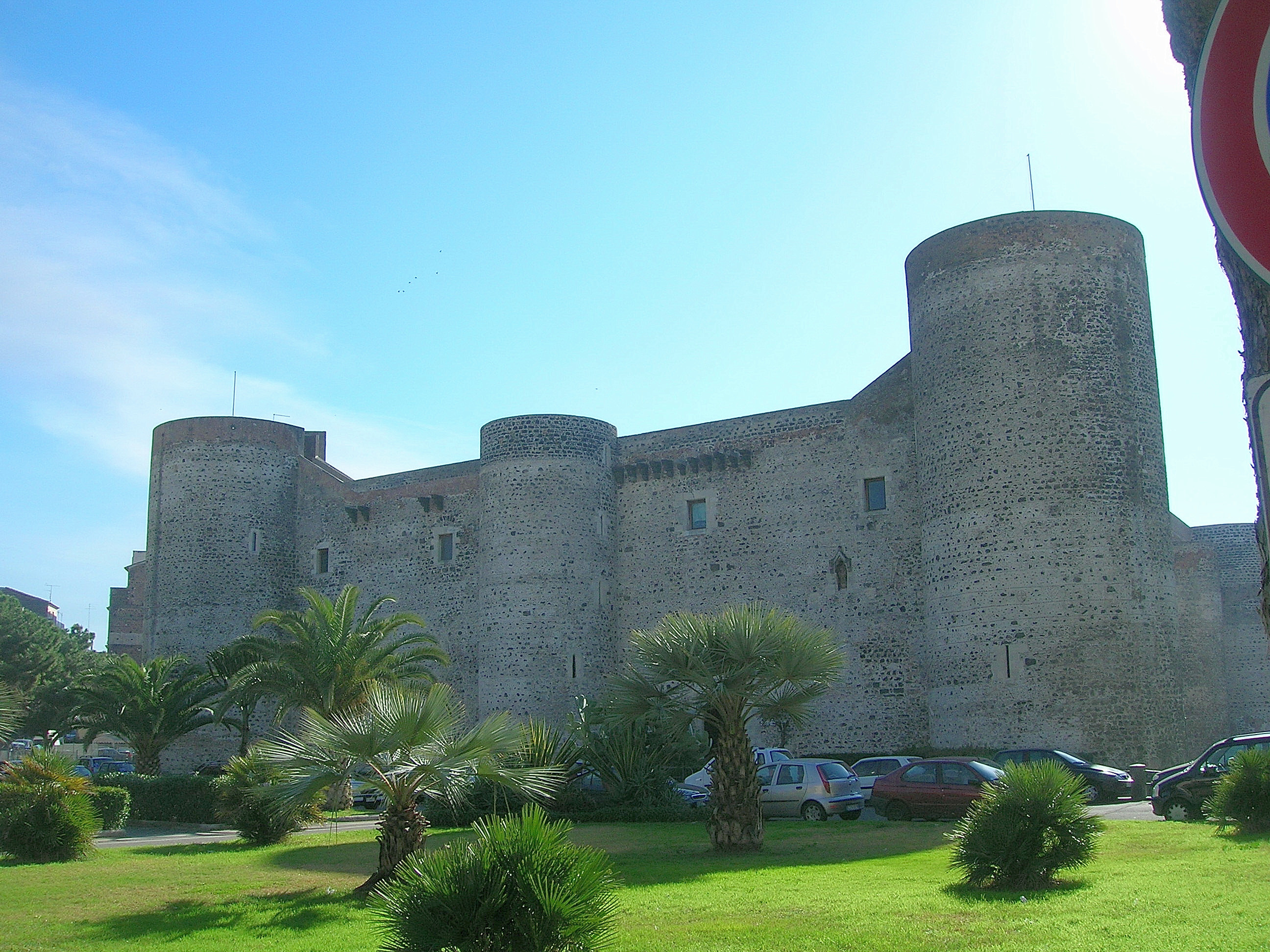
Castello Ursino (1239-1250) en Catania (Sicilia)
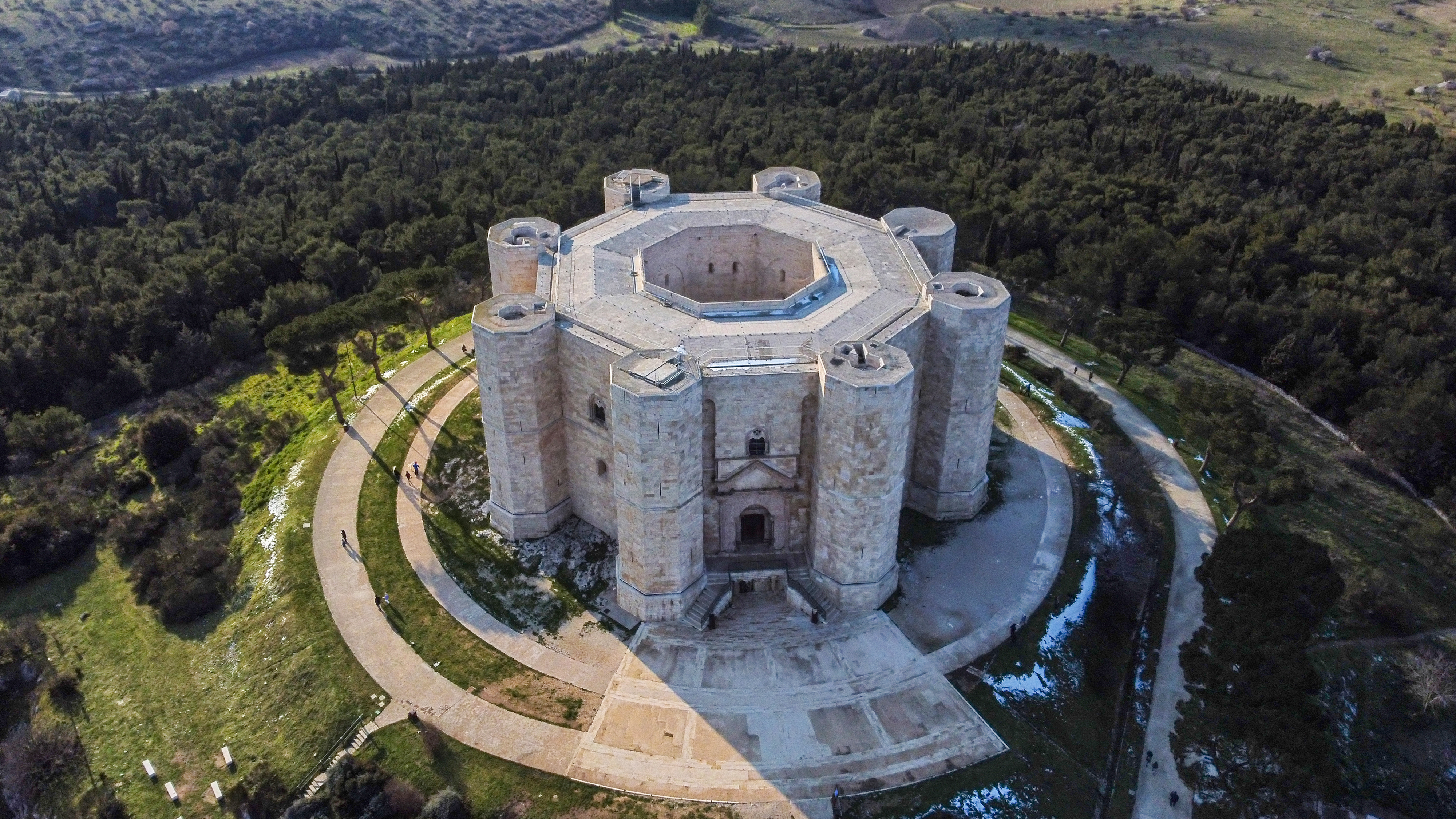
Castel del Monte en Andria, en Puglia (1240-1250) ( Patrimonio de la Humanidad (con el nombre de «Castel del Monte», n.º ref. 398)    (1996))
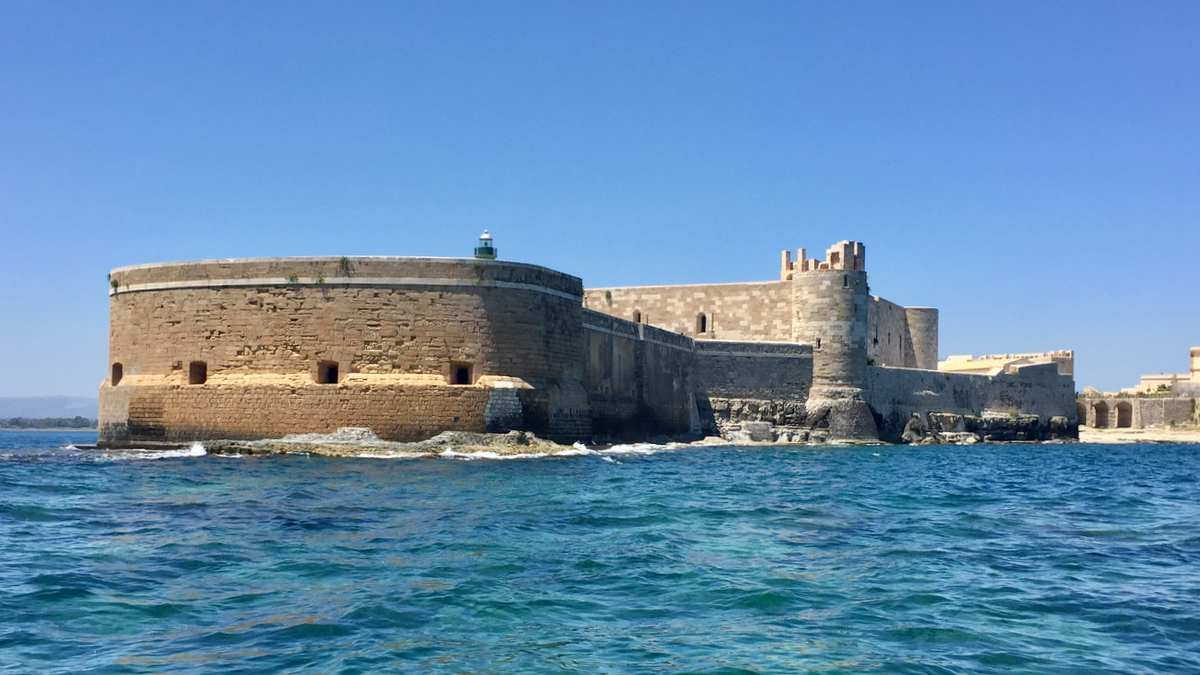
Castello Maniace en Siracusa (1232-1240)

También hubo en esa zona notables ejemplos de arquitectura religiosa, como:
- Iglesia de San Eligio Maggiore (1270-?)[14] (Nápoles)
- Iglesia de San Pietro a Maiella (Nápoles)
- Basílica de Santa Maria di Collemaggio (1287-1315)[15] (L'Aquila)
- Basílica de Santa Chiara (Nápoles) (1310-1340)

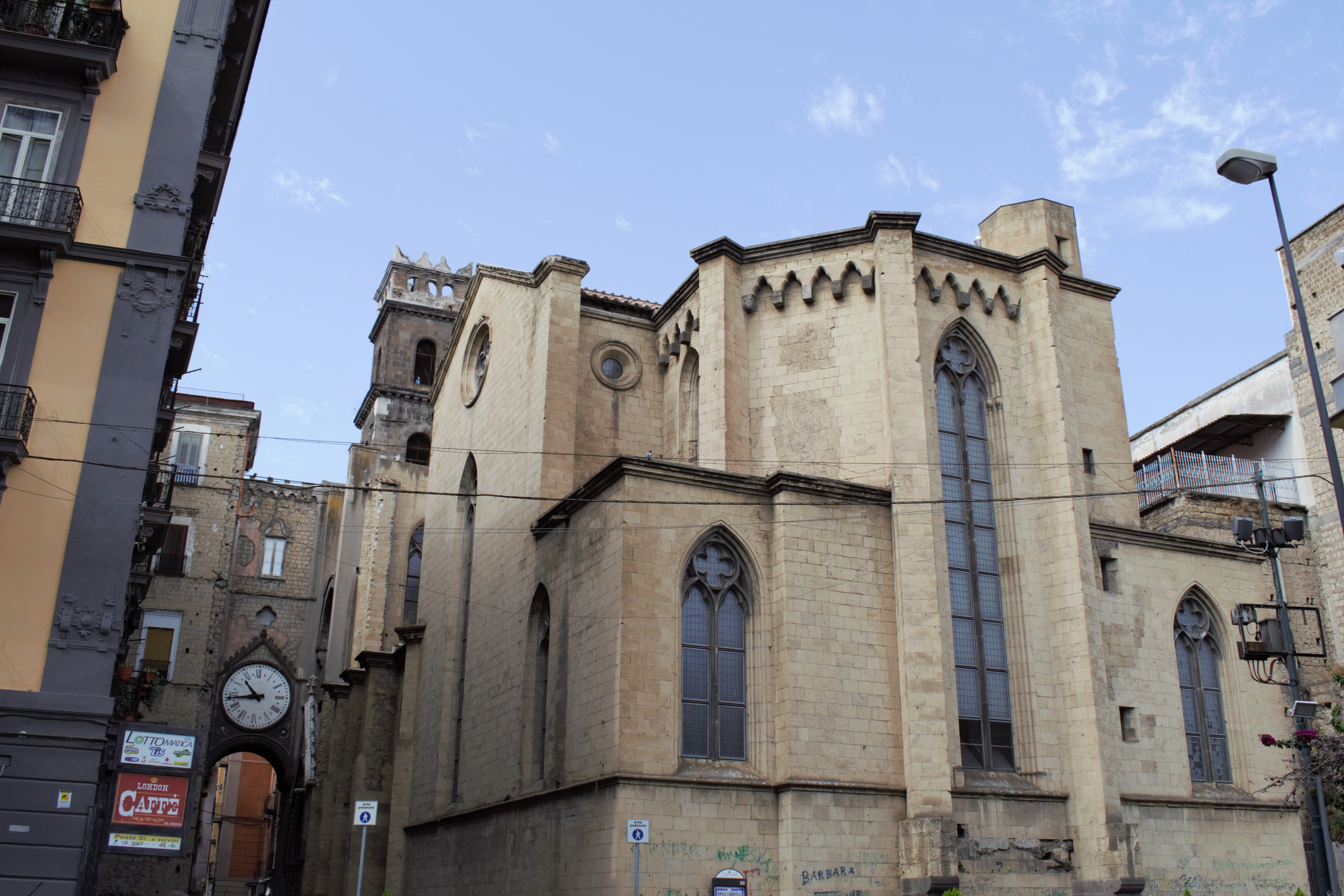
Exterior de la Iglesia de San Eligio Maggiore (1270-?) a la plaza del Mercato
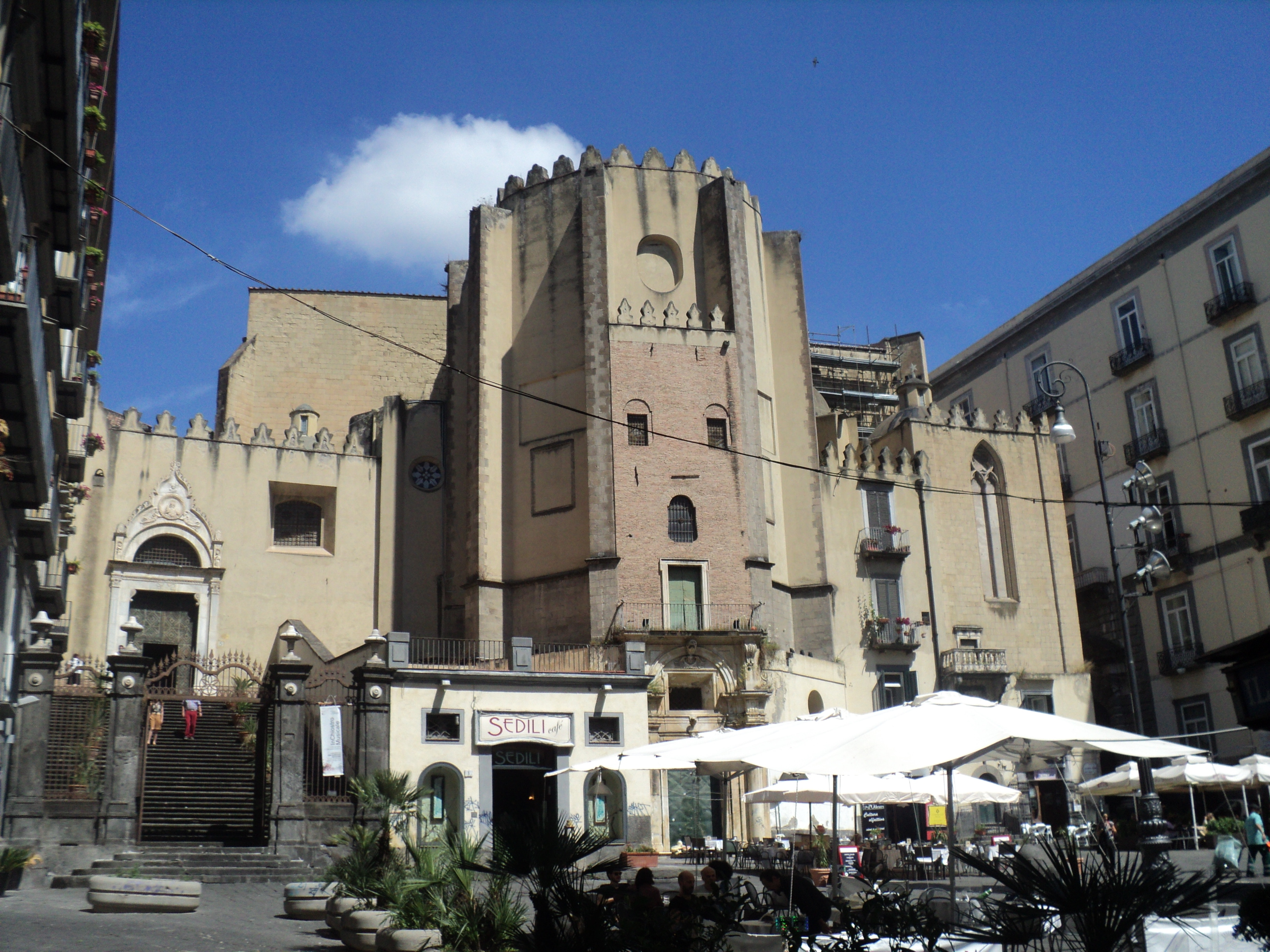
El ábside de la iglesia de Santo Domingo en Nápoles, la parte gótica que queda al haber sido muy reformada a lo largo de los siglos
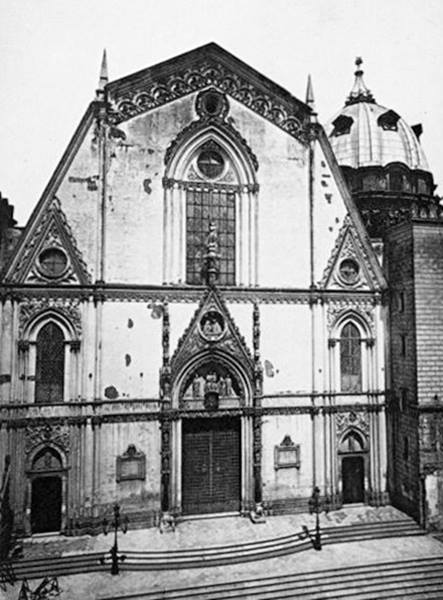
Duomo de Nápoles (1299-1313), fachada antes de 1877
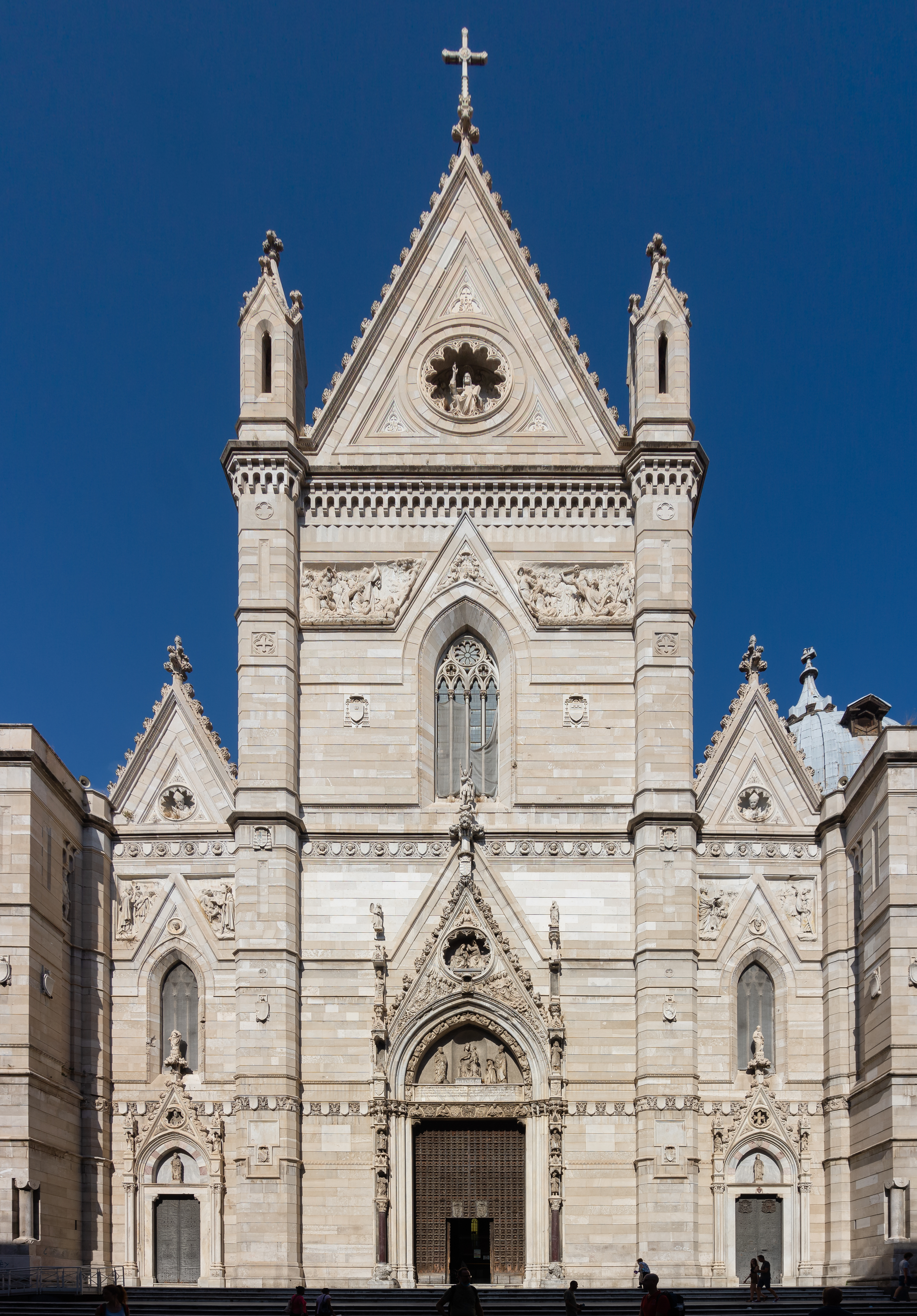
Fachada neogótica de  Errico Alvino del Duomo de Nápoles (fin XIX-1905), fachada antes de 1877
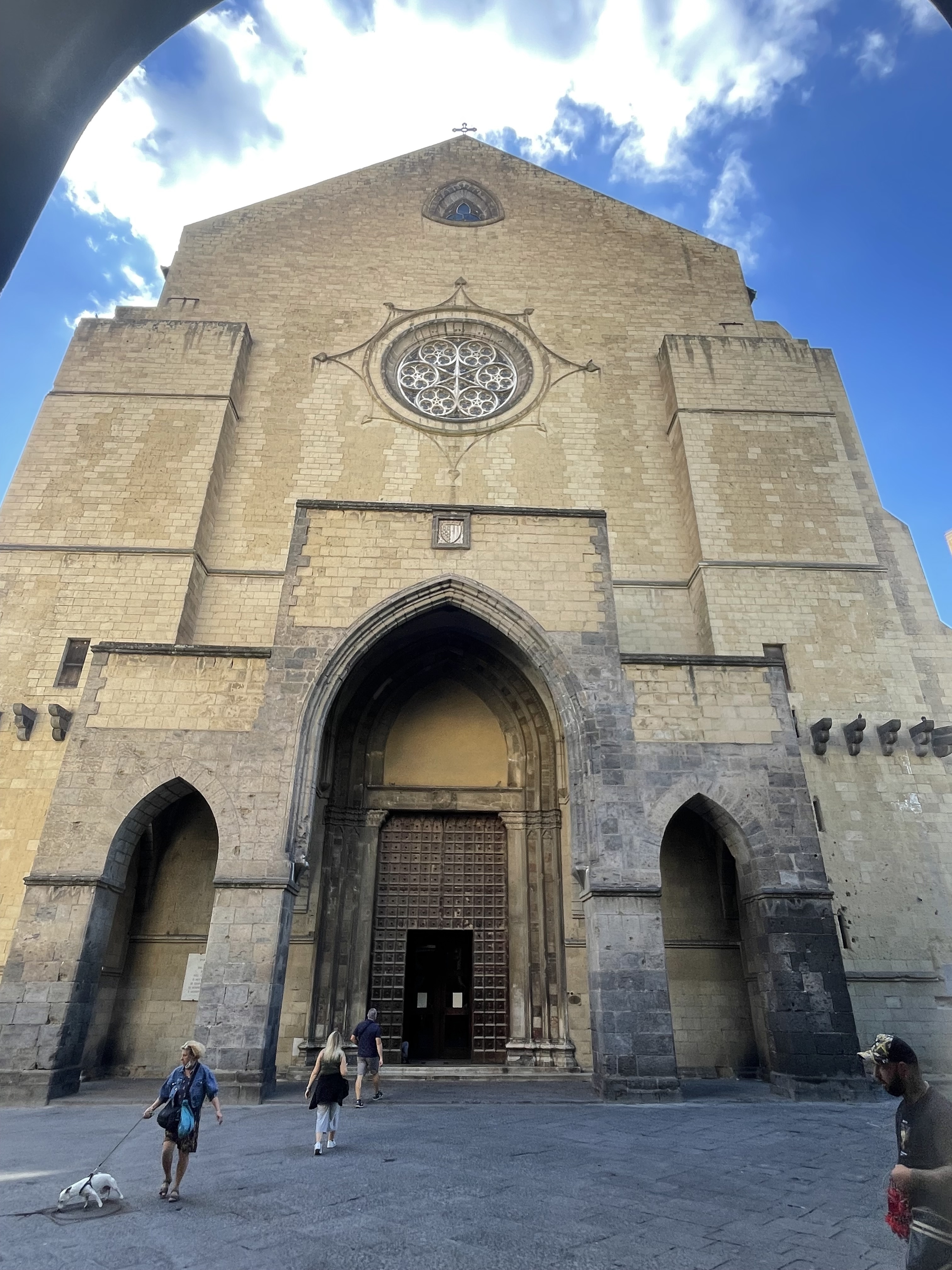
Basílica de Santa Chiara (Nápoles) (1310-1340)
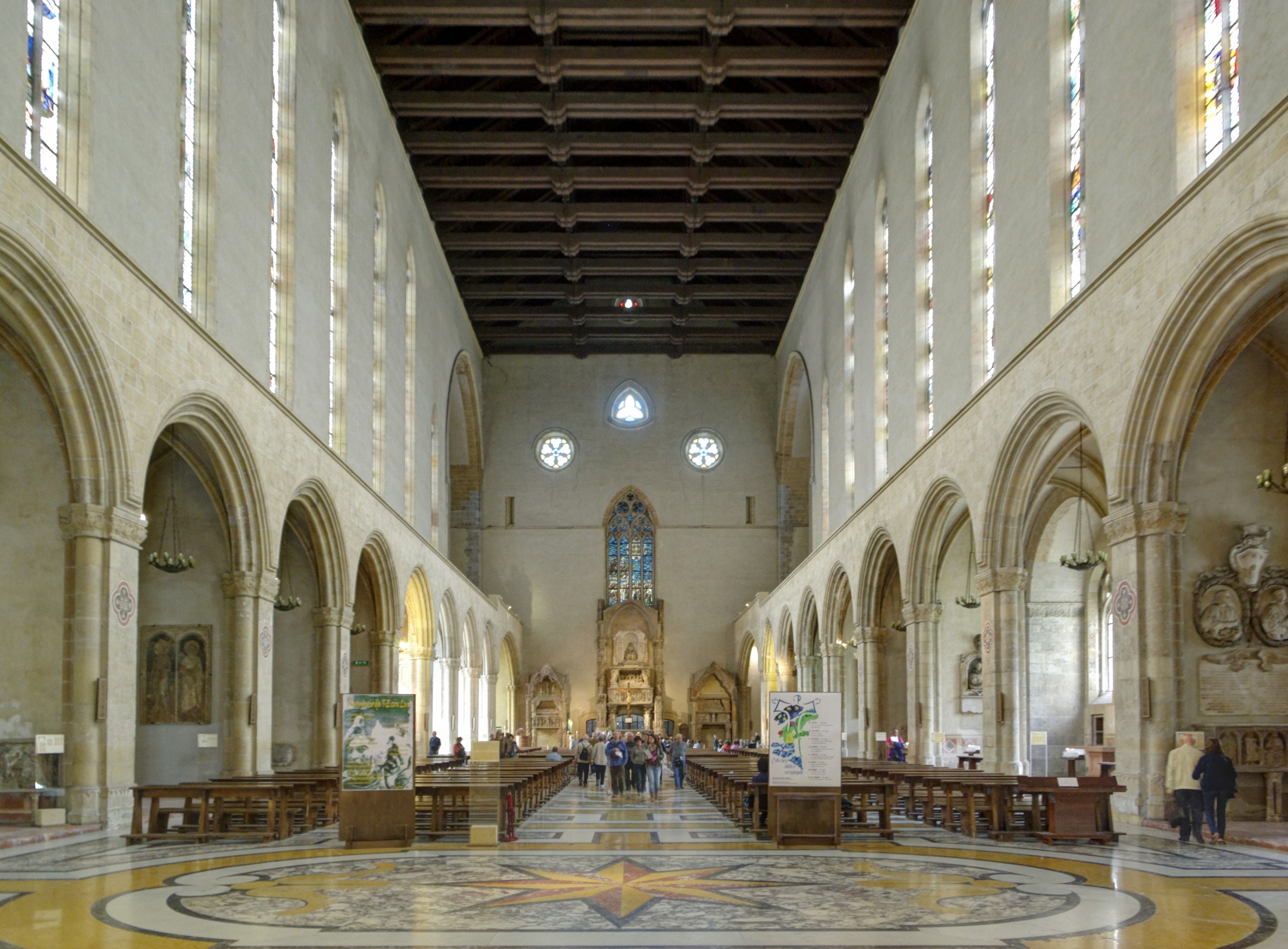
Nave interior de Santa Chiara totalmente rehecha tras los bombardeos de la II Guerra Mundial
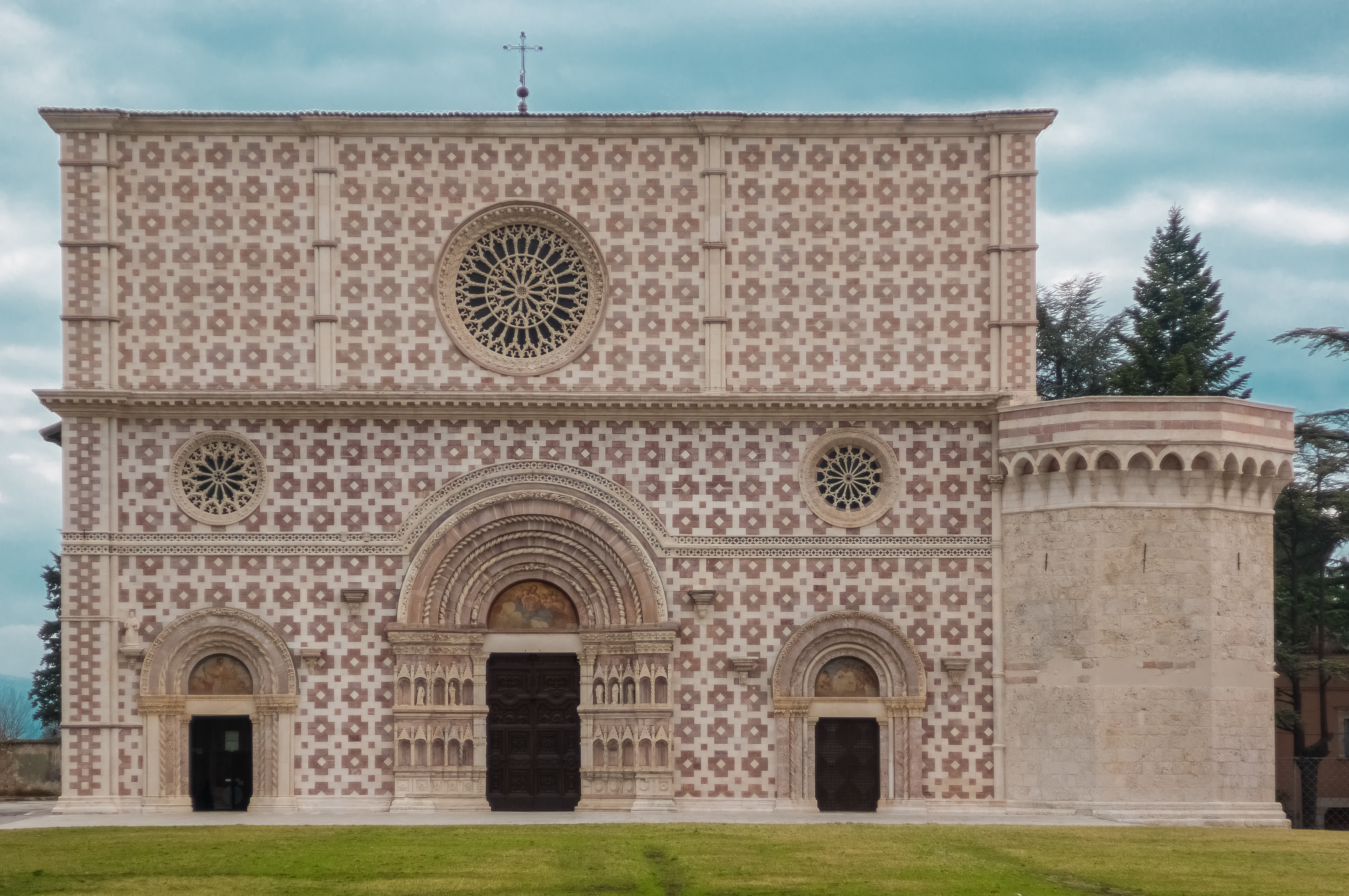
Basílica de Santa Maria di Collemaggio

## Véase también

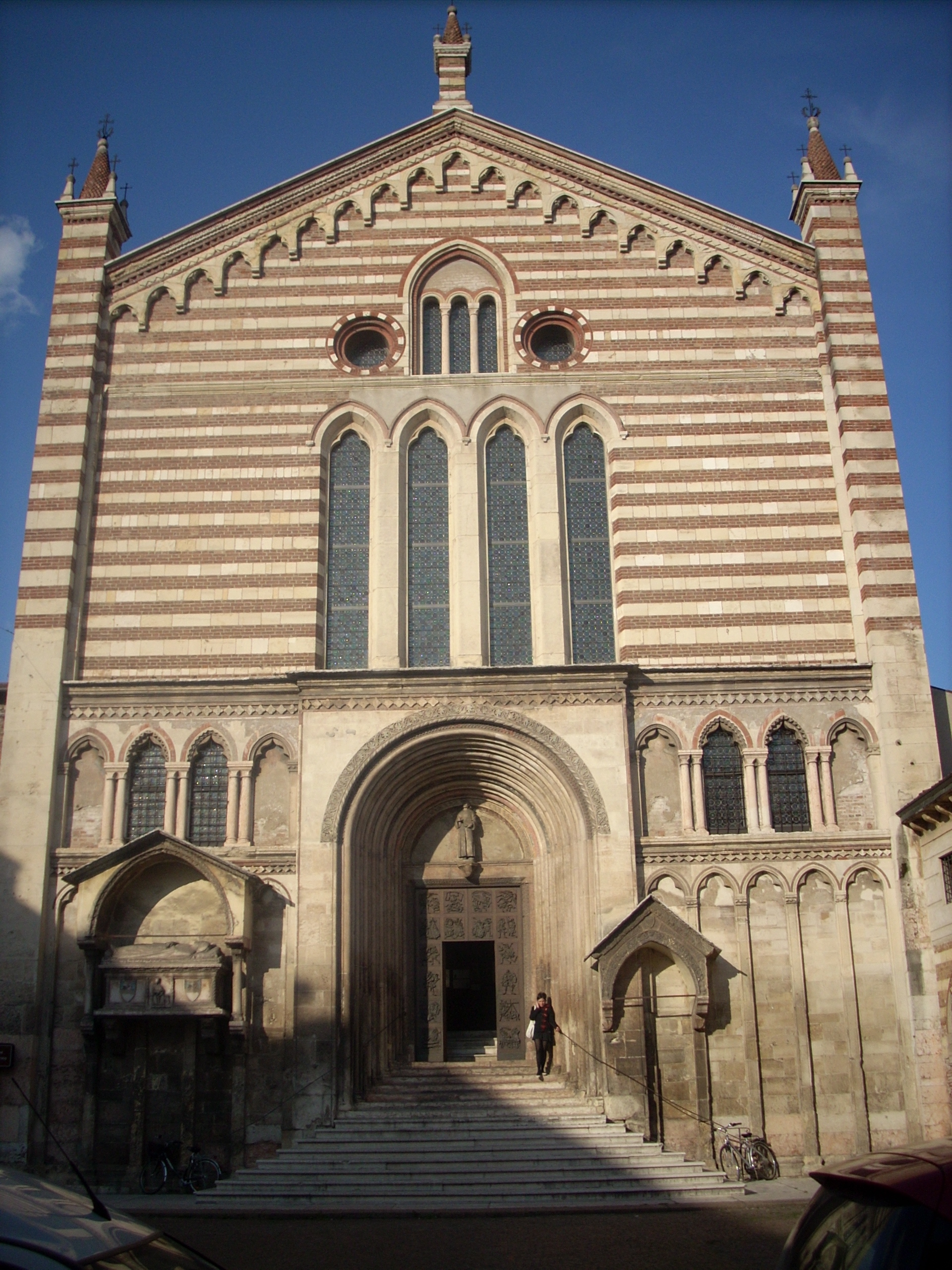
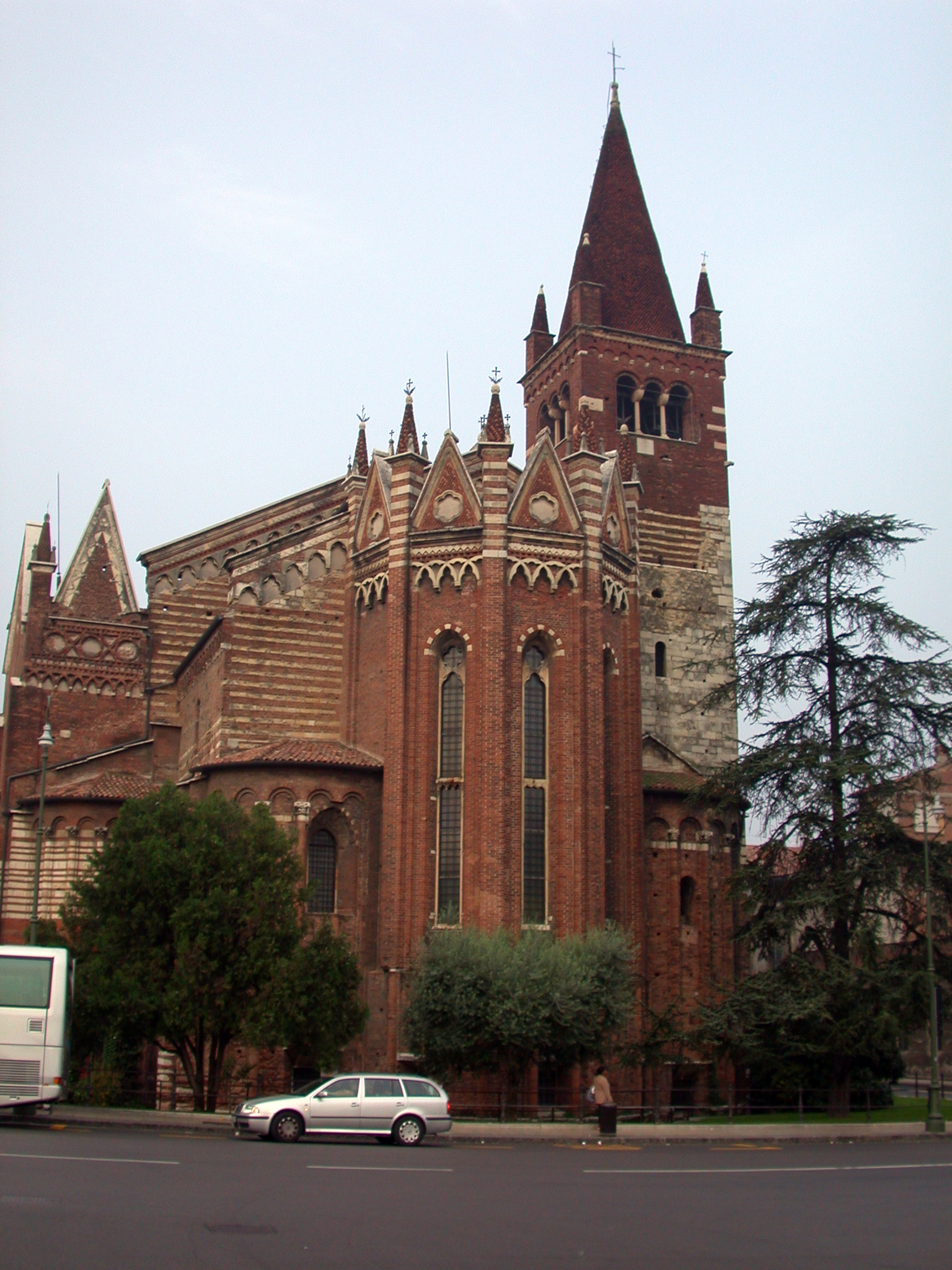
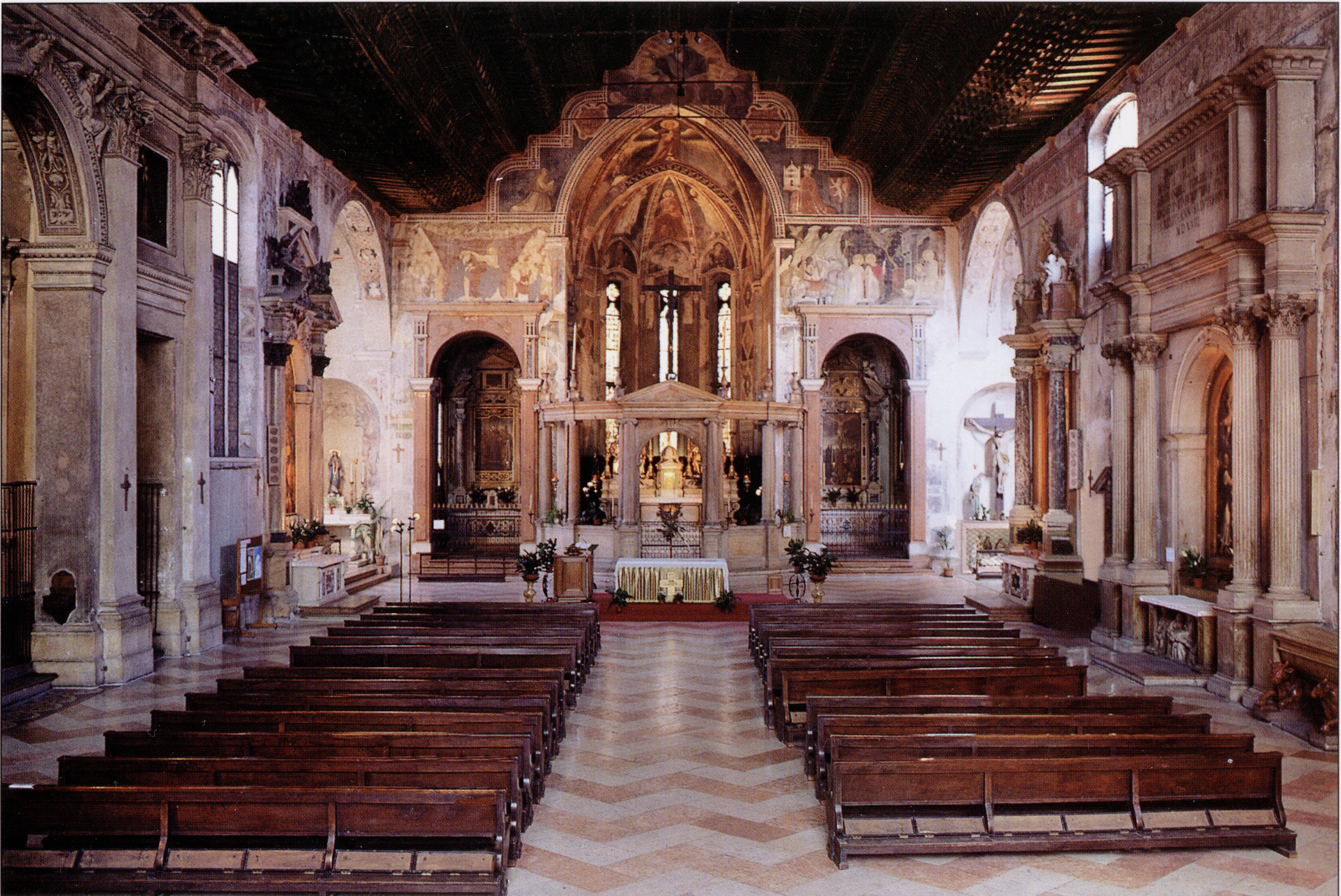
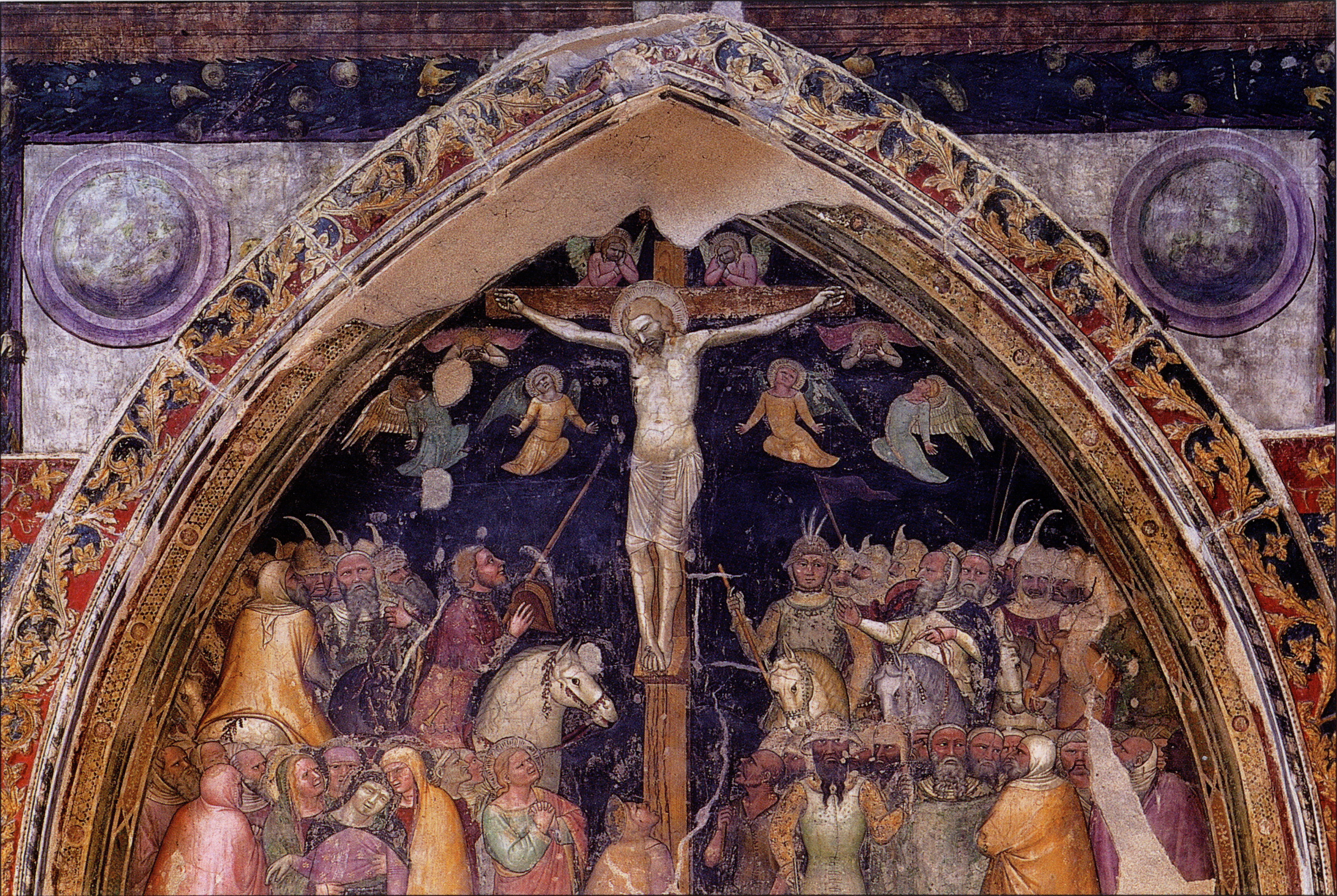
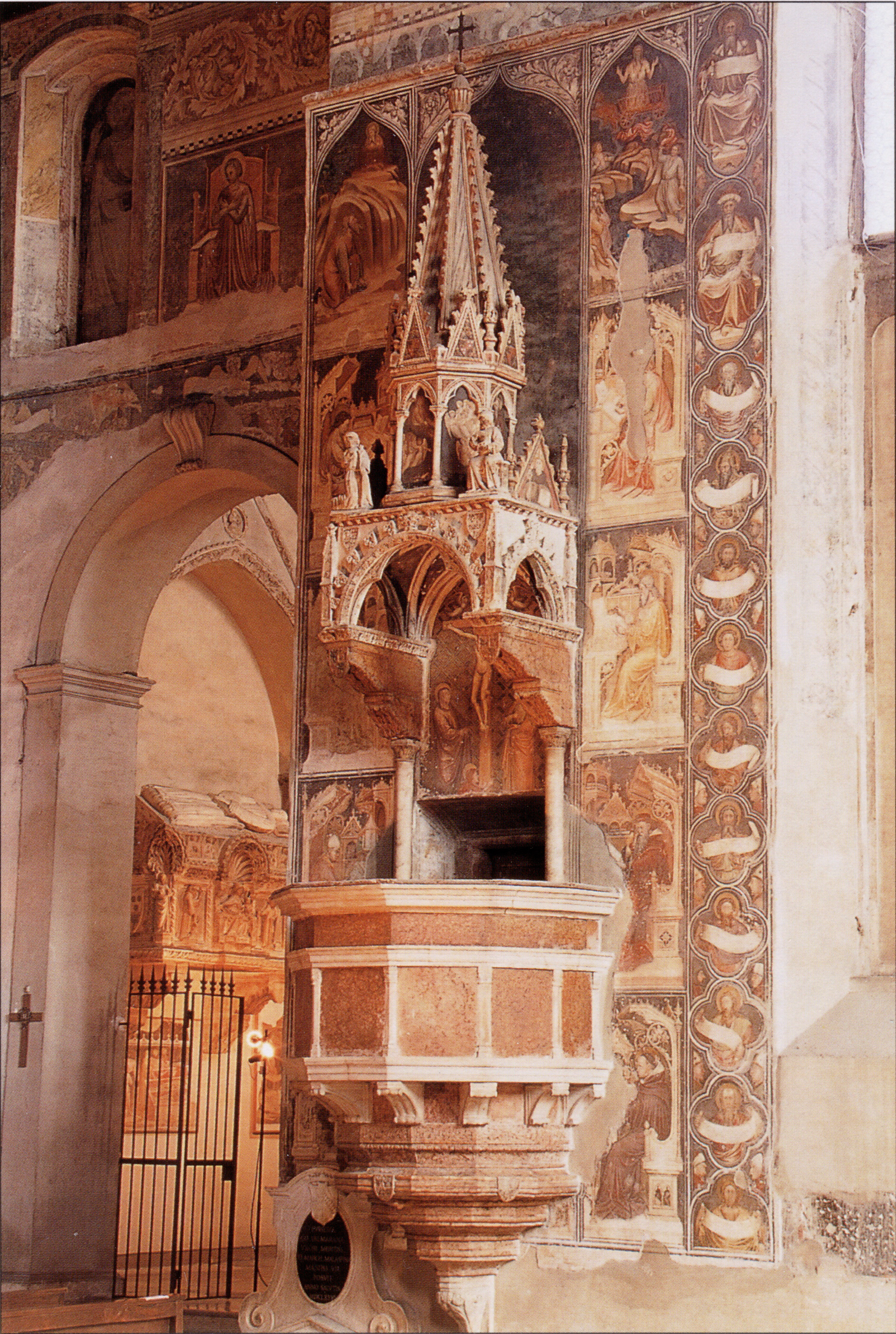

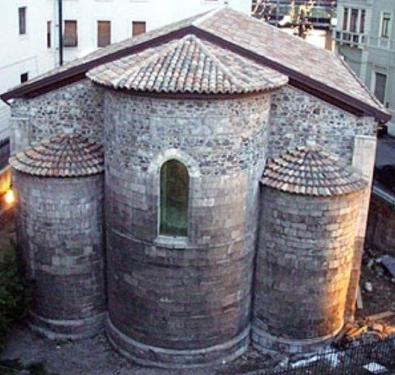
Iglesia de Santa Maria Alemanna di Messina

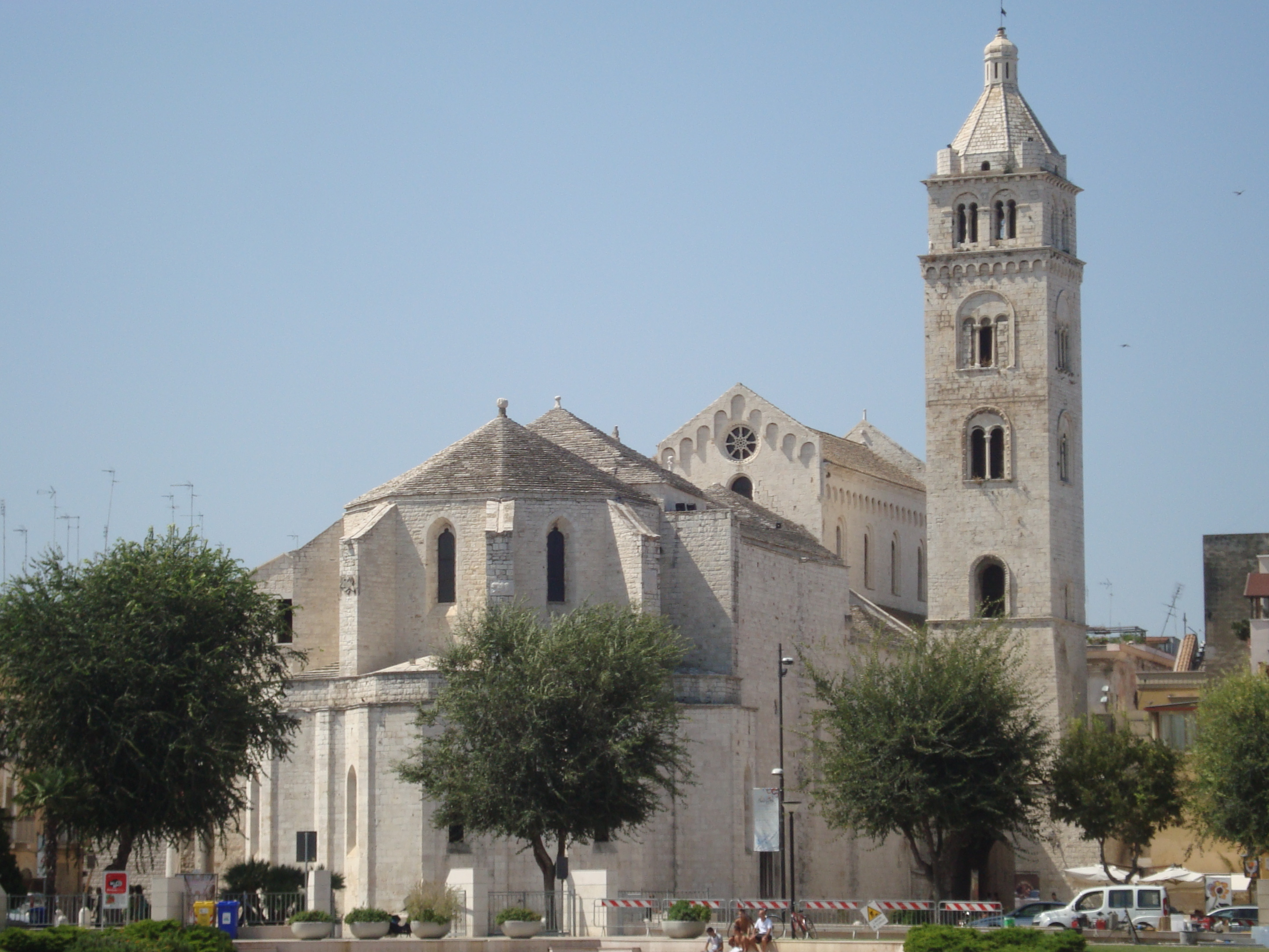
Catedral de Barletta

### SigloXIV

#### Florencia

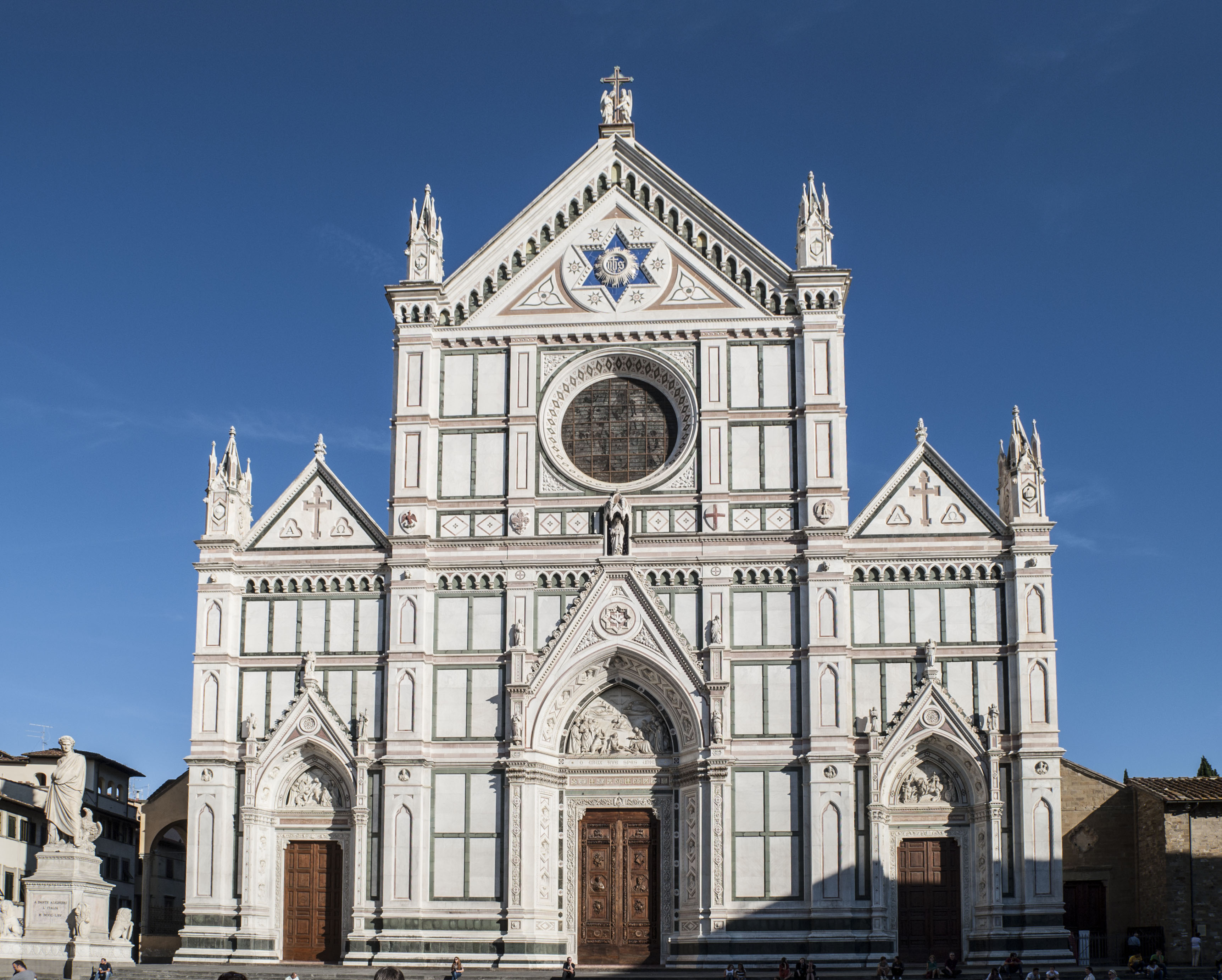
Fachada neogótica de la basílica de la Santa Cruz (Florencia), (1853-1863, campanile de 1847-1865), un edificio de Arnolfo di Cambio realizado entre 1294 y 1385 que permaneció sin fachada durante más de cuatro siglos.

Hacia finales del siglo XIII comenzaron importantes obras edificatorias que se culminarán en el Trecento (XIV), y que aun hoy siguen siendo hitos urbanos en cada una de sus ciudades, tanto en arquitectura civil como religiosa.
En Florencia destacó como arquitecto Arnolfo di Cambio, que proyectó tres de los más destacados edificios florentinos aún hoy día: la basílica de la Santa Cruz (Florencia) (1294-1385),  Santa Maria del Fiore (1296-1418) , rematada por la cúpula más adelante, y el palazzo Vecchio (1299-1314).
La basílica de la Santa Cruz (1294-1385) se empezó a construir el 3 de mayo de 1294 sobre las ruinas de una pequeña iglesia erigida hacia 1222 por los franciscanos, en vida de San Francisco de Asís. El maestro de obras (hoy se diría arquitecto) fue Arnolfo di Cambio, quien recibió el encargo de reemplazar la pequeña iglesia anterior por una más grande que superara a Santa María Novella, iniciada 50 años antes por los dominicos. Fue consagrada el 6 de enero de 1443, según el calendario florentino; 1444, según el actual. Arnolfo, respetando el espíritu franciscano, diseñó una iglesia de planta deliberadamente desnuda, con grandes vanos destinados a iluminar los muros en los que, como en otras iglesias franciscanas, se debían pintar al fresco grandes ciclos figurativos narrando las Sagradas Escrituras (la llamada Biblia de los Pobres de los analfabetos).
El interior  es aparentemente sencillo y monumental al mismo tiempo, con tres naves divididas por dos hileras de grandes pilares octogonales que soportan arcos apuntados. El interior, amplio y solemne, tiene planta en cruz de tau (en «Τ», típica de otras grandes iglesias conventuales, con un crucero particularmente amplio (73,74 m) que corta la iglesia a la altura del ábside poligonal. La grandiosa nave central (115,43 x 38,23 m) marca una etapa fundamental en el desarrollo técnico: los muros, muy delgados, son sustentados por arcos apuntados sobre pilares octogonales, que recuerdan a las basílicas paleocristianas de Roma pero a una escala mucho mayor. La galería que corona los arcos y rodea la nave central no solo es un recurso estilístico para acentuar el curso horizontal del edificio y frenar el gótico que entonces no era muy popular en la ciudad, sino que es un vínculo estructural para mantener unidos los delgados y enormes paños murarios. Como la mayoría de las iglesias mendicantes, se cubrió con un armazón de madera, y no una bóveda de piedra. El techo de celosía, engañosamente "franciscano", requería un complicado dispositivo estructural dado el enorme espacio libre y el peso que amenazaba con colapsar las delgadas paredes. Para financiar las obras, los franciscanos dependían de los aportes de la ciudad y de sus familias adineradas: estas sufragaban la decoración, y a cambio podían ser enterradas allí. Por eso la iglesia no tiene las tres capillas habituales en la cabecera de la cruz, sino que alinea once, más otras cinco dispuestas en los extremos del crucero. Esas capillas estaban destinadas a los entierros de los donantes, las principales familias florentinas, y recibieron ricas decoraciones murales de manos de los más grandes maestros de la época.

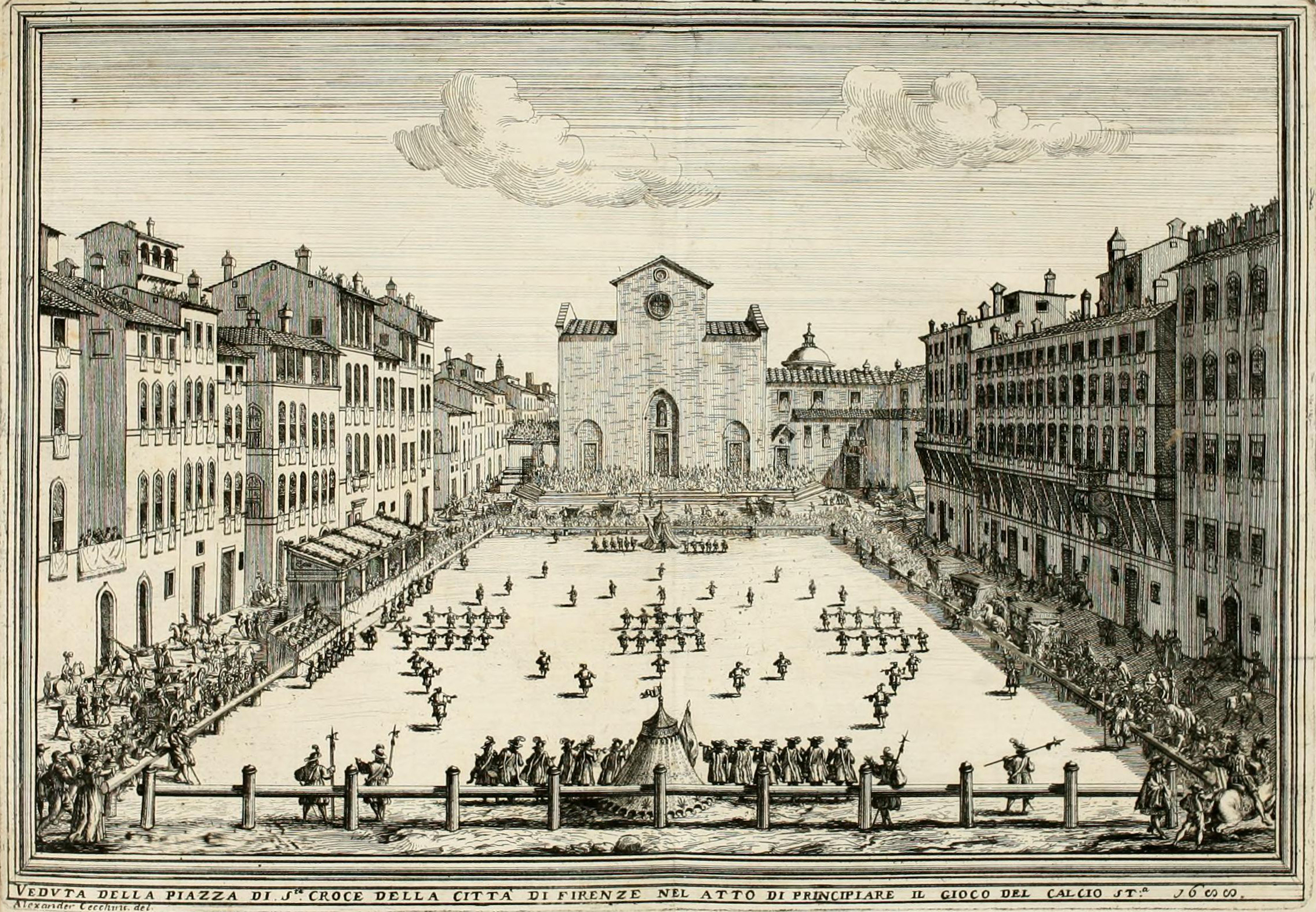
La basílica de la Santa Cruz  en el Calcio florentino en 1688, con la fachada inacabada
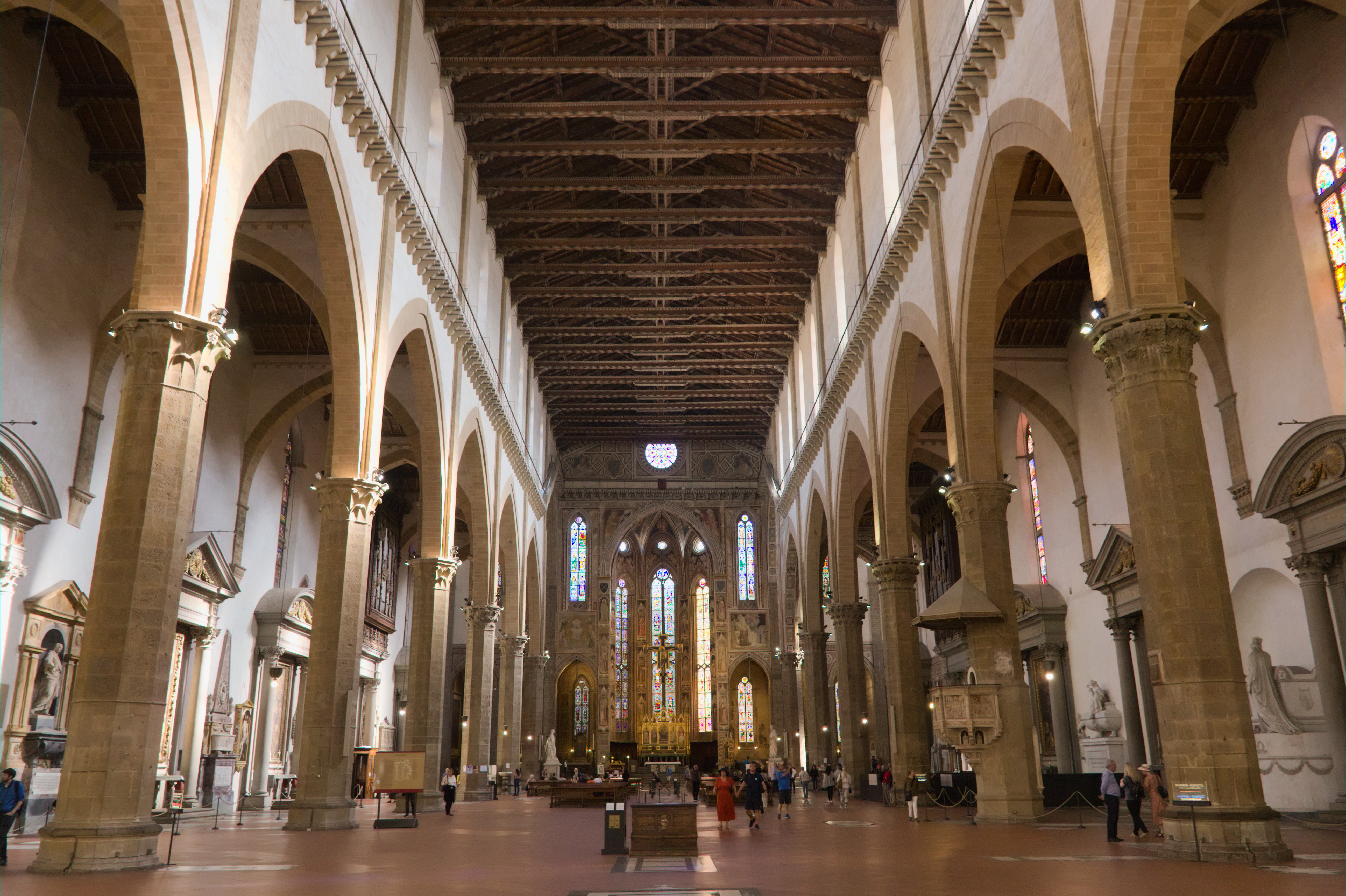
Basílica de la Santa Cruz, en Florencia (1294-1385)
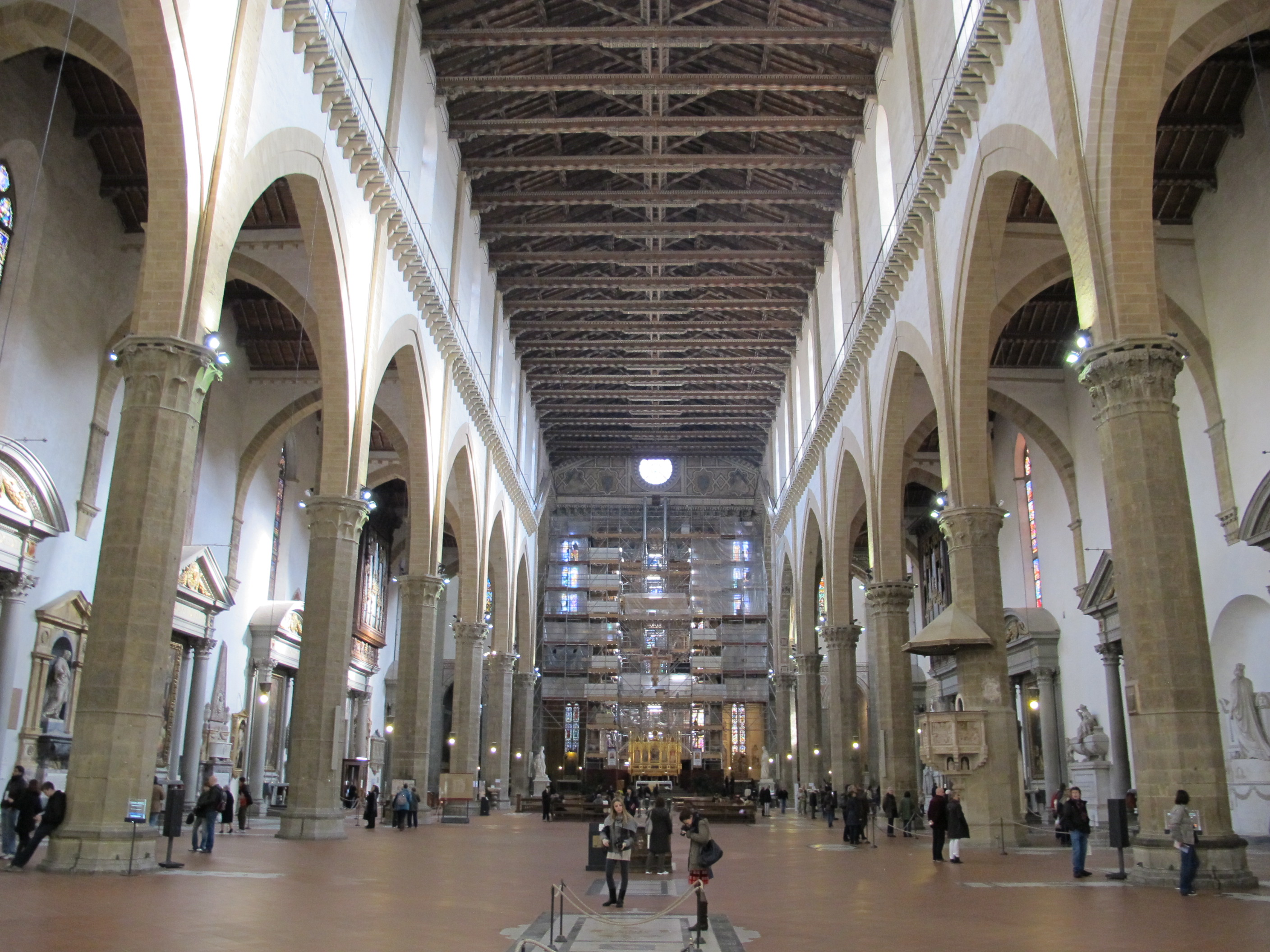
Interior de la Basílica de la Santa Cruz (Florencia) (1294-1385), una de las mayores iglesias franciscanas
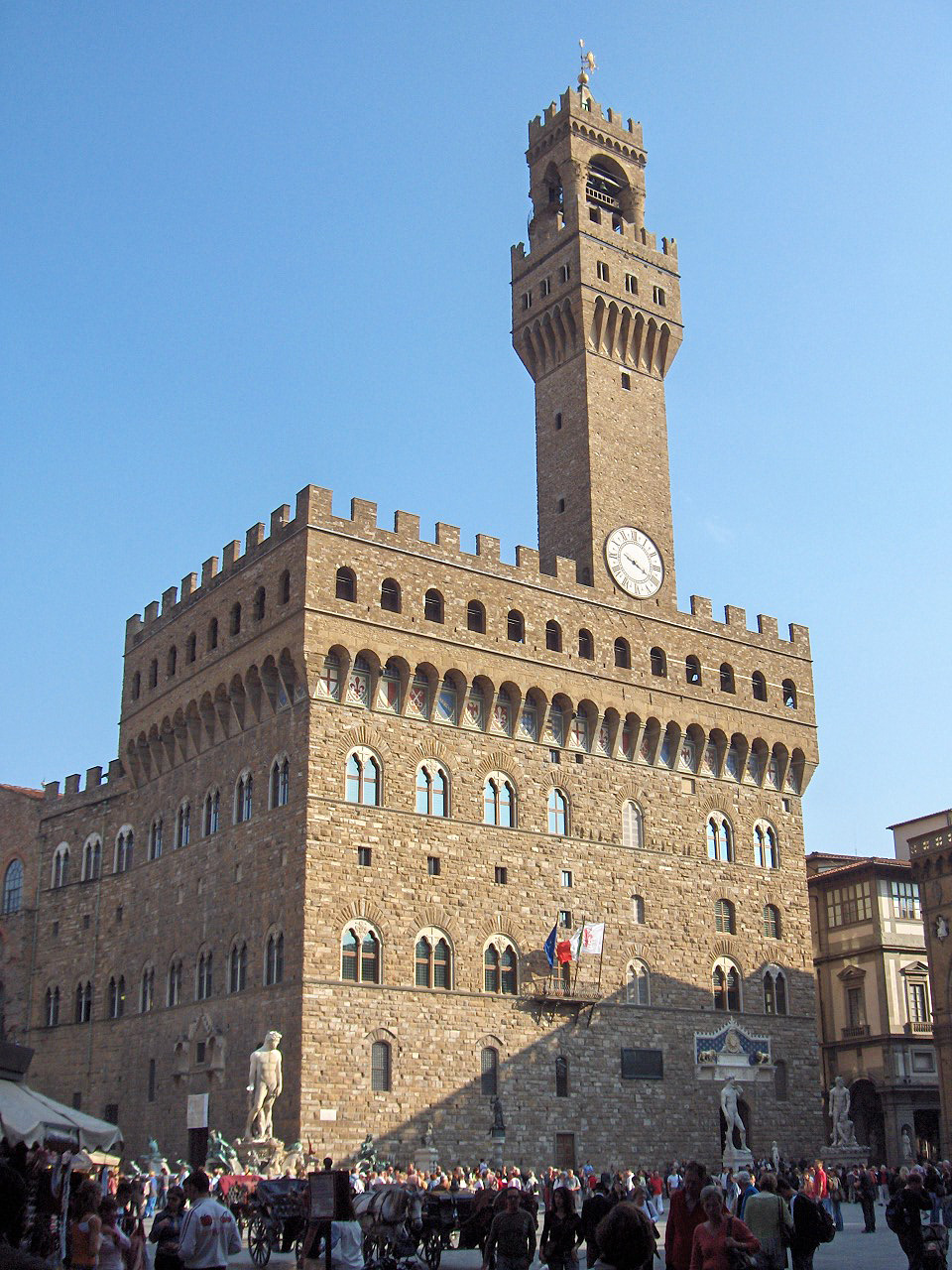
Palazzo Vecchio (Florencia)
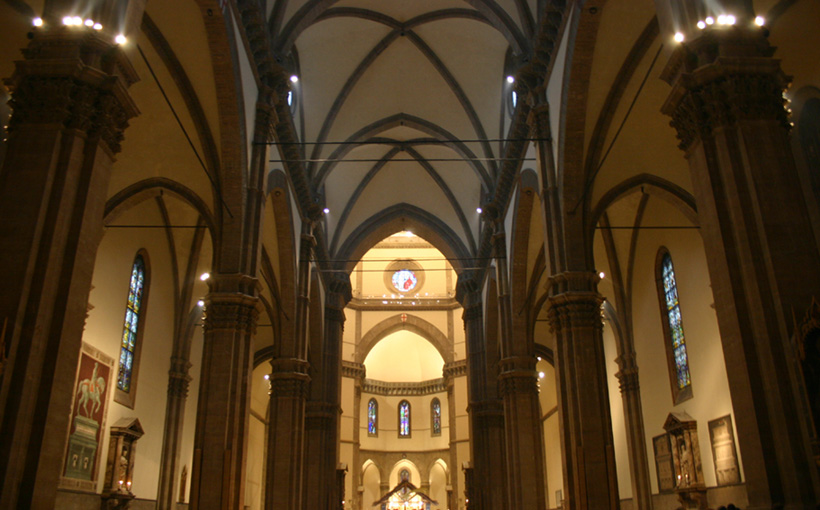
Interior de Santa Maria del Fiore (Florencia)

Tras iniciarse la Santa Cruz, la próspera Florencia quería sobrepasar la grandiosidad de sus rivales toscanos, Pisa y Siena, con una iglesia magnífica, más grandiosa en tamaño y adornada más ricamente en el exterior. La nueva iglesia, que debía sustituir a la antigua catedral de Santa Reparata, fue encomendada también a Arnolfo di Cambio en 1296, para ser el templo católico mayor del mundo (aunque su diseño fue alterado varias veces y más tarde reducido en tamaño). La catedral, cuando se terminó, resultó ser la mayor de Europa, con una capacidad para 30 000 personas (en la actualidad solo es superada, en tamaño, por la basílica de San Pedro en la Ciudad del Vaticano, la catedral de San Pablo en Londres, la catedral de Sevilla y la catedral de Milán).

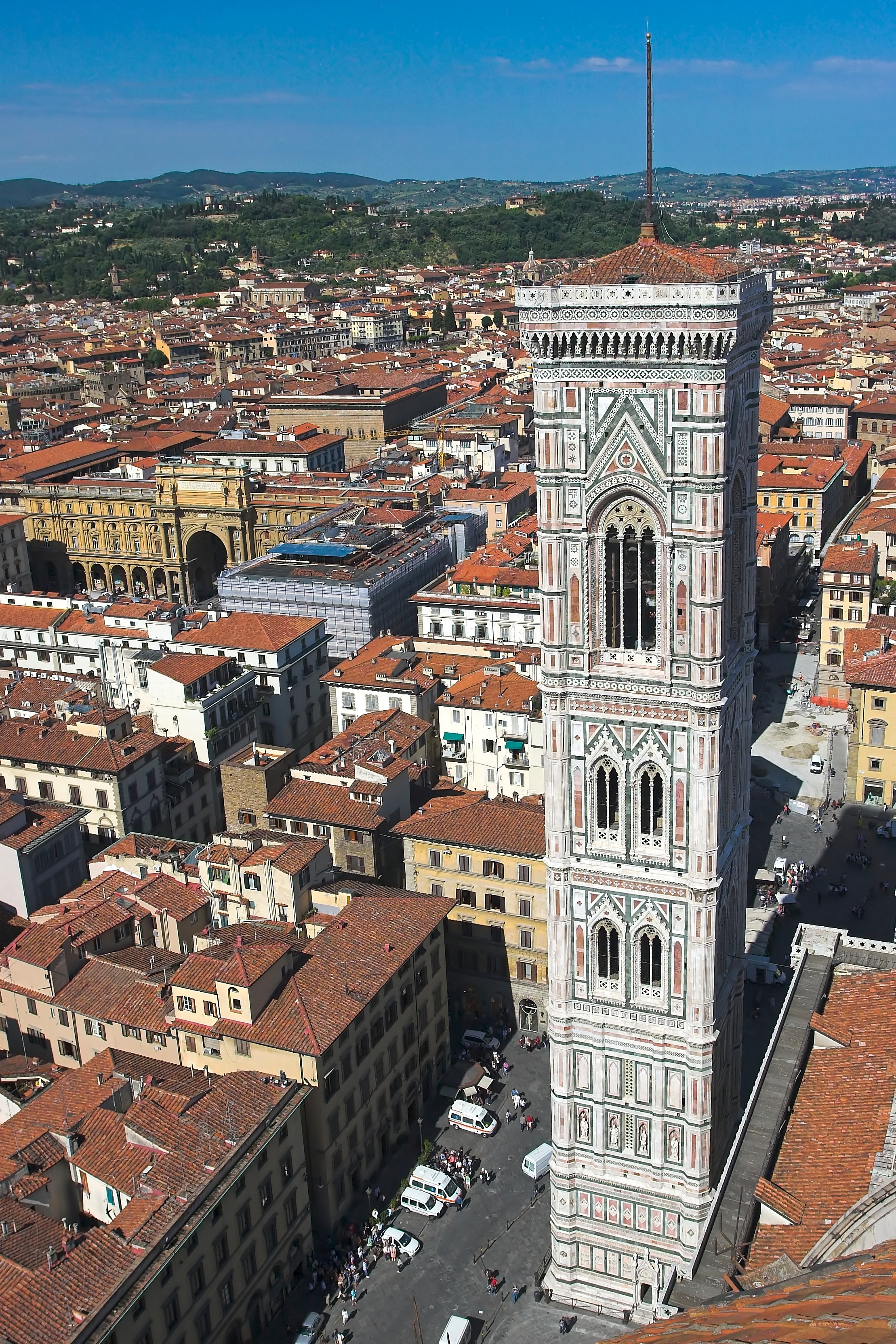
Campanile de la Catedral de Santa María del Fiore.

Diseñó tres anchas naves que morían bajo una cúpula octogonal, con la nave central cubriendo la superficie de la antigua iglesia de Santa Reparata, que luego sería demolidad. La primera piedra fue puesta el 8 de septiembre de 1296 por el cardenal Valeriana, el primer nuncio papal enviado a Florencia. La realización de este vasto proyecto duraría 170 años, así como los esfuerzos colectivos de varias generaciones. Después de la muerte de Arnolfo, en 1302, el trabajo en la catedral se hizo más lento y llegó a suspenderse durante treinta años. La construcción recibió un ímpetu nuevo cuando las reliquias de san Zenobio fueron descubiertas en 1330 en Santa Reparata.
En 1331, el Arte della Lana (Gremio de los mercaderes de la lana) asumió el patronazgo exclusivo de las obras y, en 1334, nombraron a Giotto di Bondone como maestro de obras, asistido por Andrea Pisano, que continuó el diseño de di Cambio. Su triunfo mayor fue la construcción del campanile («campanario»), pero murió en 1337, dejando inacabada la obra. Pisano continuó con los trabajos hasta que estos tuvieron que abandonarse a causa de la Peste negra en 1348. En 1355 se reemprendieron los trabajos: Francesco Talenti, acabó el campanario y amplió el proyecto con el ábside y las capillas laterales, pero no alteró el exterior; Giovanni di Lapo Ghini (1360-1369), dividió la nave central en cuatro crujías cuadradas. Otros arquitectos fueron Alberto Arnoldi, Giovanni d'Ambrogio, Neri di Fioravante y Orcagna. En 1375 la vieja iglesia de Santa Reparata fue demolida. La nave se completó en 1380, quedando sin terminar, en 1418, la cúpula.
Las paredes están cubiertas por bandas alternadas en horizontal y vertical con mármoles multicolor: de Carrara (blanco), Prato (verde) y Siena (rojo). Estas bandas de mármol tenían que repetir las decoraciones del baptisterio y del campanario de Giotto. Hay dos puertas laterales, las Puertas de los Cardenales (sur) y la Puerta de los Mandorla (norte) con esculturas de Nanni di Banco, Donatello y Jacopo della Quercia. Las seis ventanas laterales, notables por su delicado trazado y adornos, están separadas por pilares. Solo las cuatro ventanas más cercanas al transepto dejan pasar la luz; las otras dos son simplemente ornamentales. Las ventanas del triforio son redondas, una característica común en el estilo ítalo-gótico. El pavimento de la iglesia fue cubierto con mármol en el siglo XVIII.
La ciudad también decidió construir poco después un edificio para procurar a los magistrados o priores una eficaz protección en unos tiempos entonces turbulentos y al mismo tiempo celebrar la importancia de su gobierno. El Palazzo dei Priori (ahora Palazzo Vecchio) se atribuye a Arnolfo di Cambio, que la inició en 1299 incorporando la antigua torre de Foraboschi en la fachada. Tras la muerte de Arnolfo, en 1302, el palacio fue terminado en 1314. La forma exterior del edificio es la de un paralelepípedo, y en la fachada principal se encuentra, algo descentrada, la torre de Arnolfo, que alcanza los 94 m y se convirtió en uno de los emblemas de la ciudad. En 1400 la torre y el jardín interior tuvieron que ser reconstruidos, ya que corrían peligro de derrumbarse. El palacio actual es fruto de varias reformas y ampliaciones: el duque de Atenas Gualterio VI de Brienne inició las primeras modificaciones en el período (1342-1343), agrandándolo sobre via della Ninna y otorgándole el aspecto de una fortaleza; en 1440-1460, bajo Cosme "el Viejo", se hizo la decoración renacentista en el Salón de los Doscientos y el Patio del Michelozzo; en el primer Salón de los Quinientos fue construido en 1494 durante la república de Savonarola.

### Otros lugares
En Umbría:

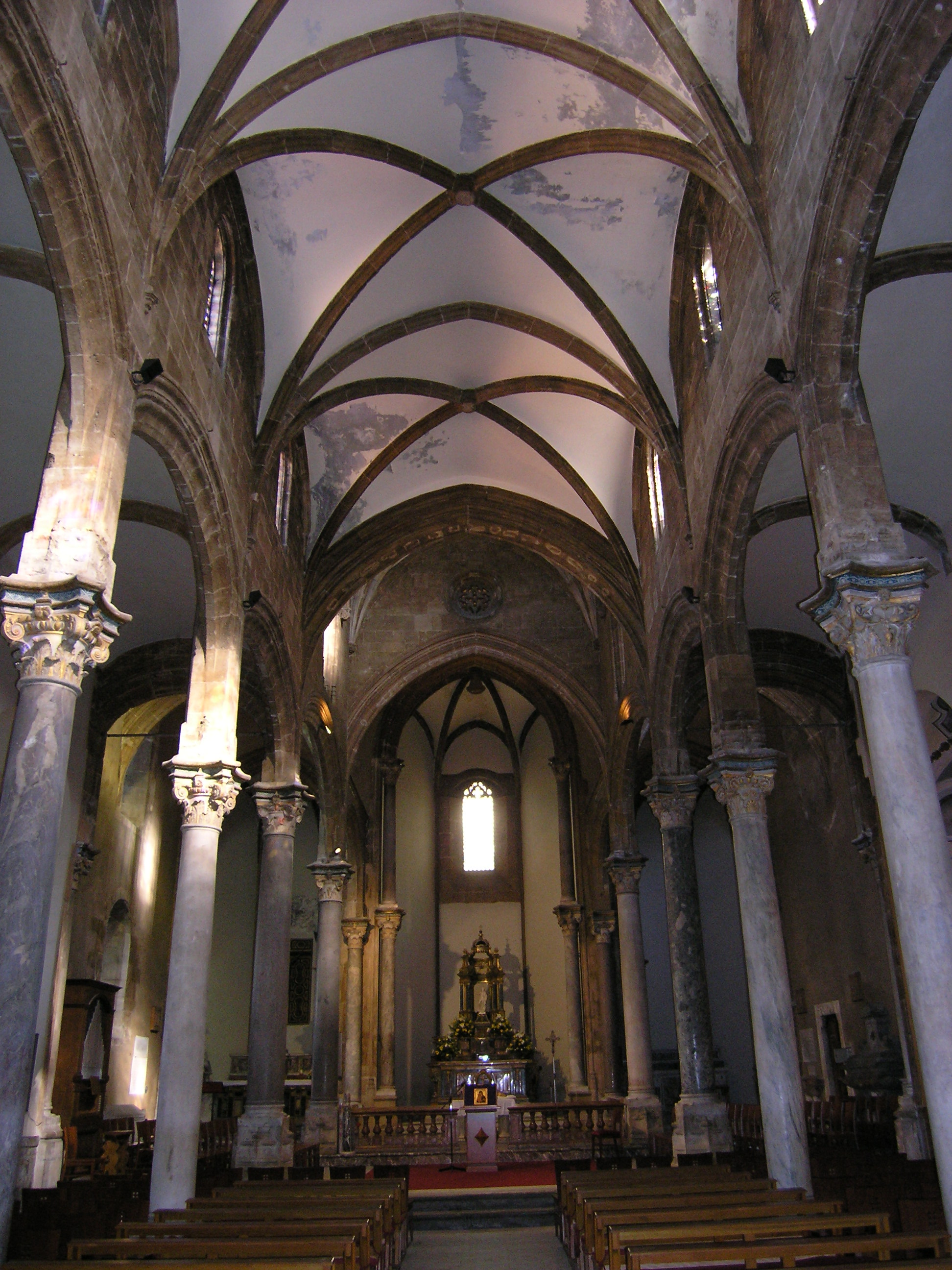
Iglesia de Santa Maria della Catena en Palermo
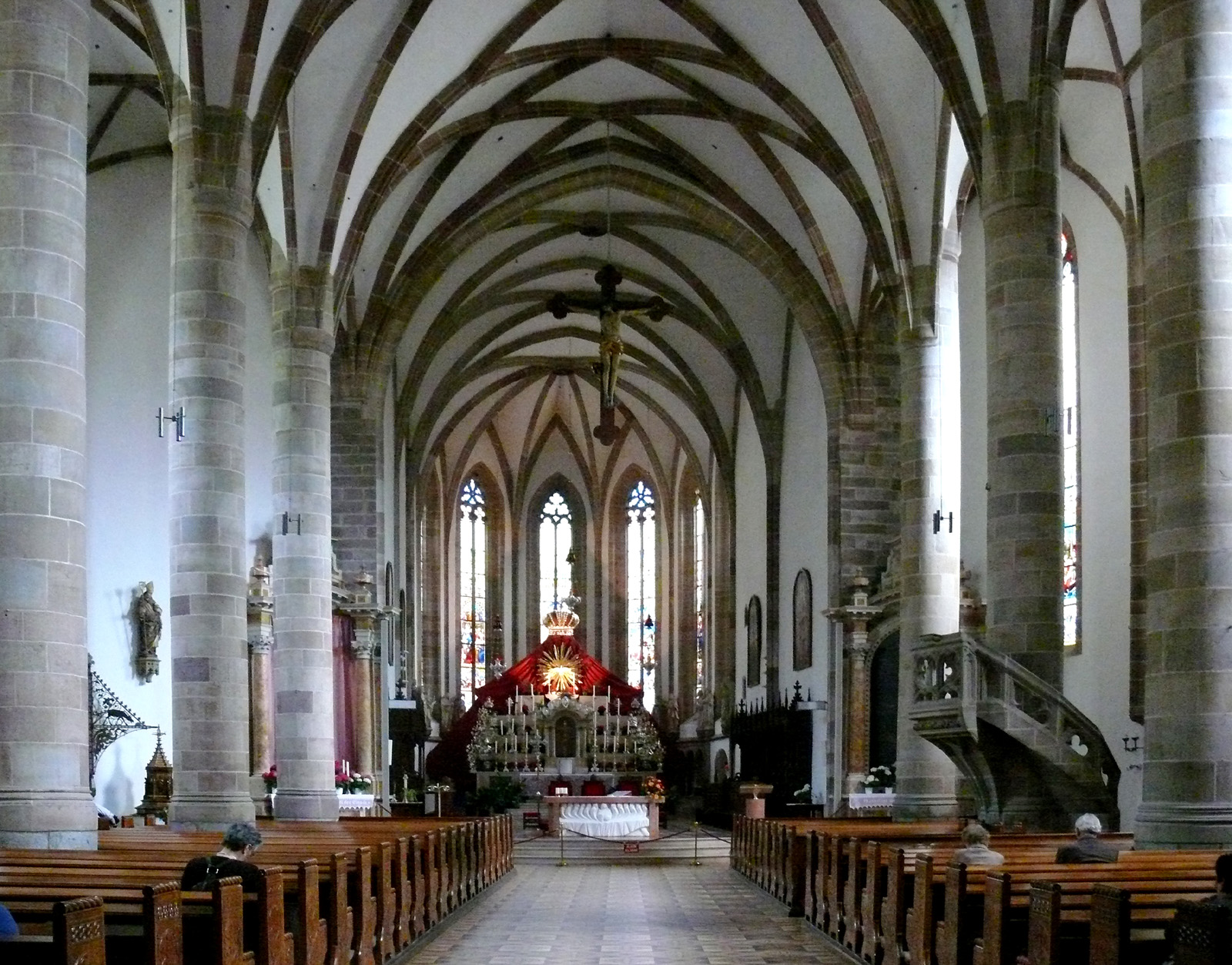
Duomo de Merano, interior con bóvedas en retícula
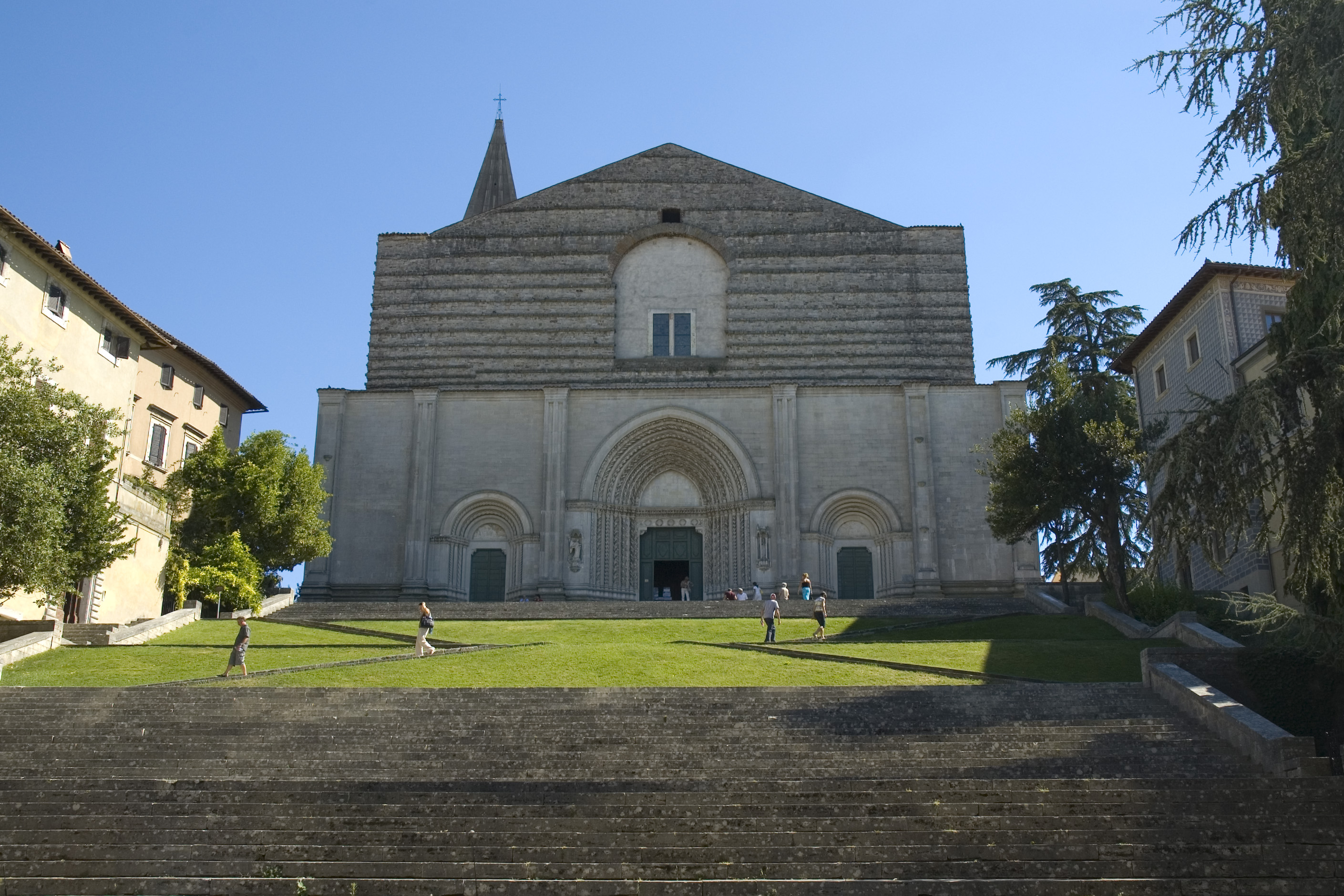
Iglesia de San Fortunato, Todi
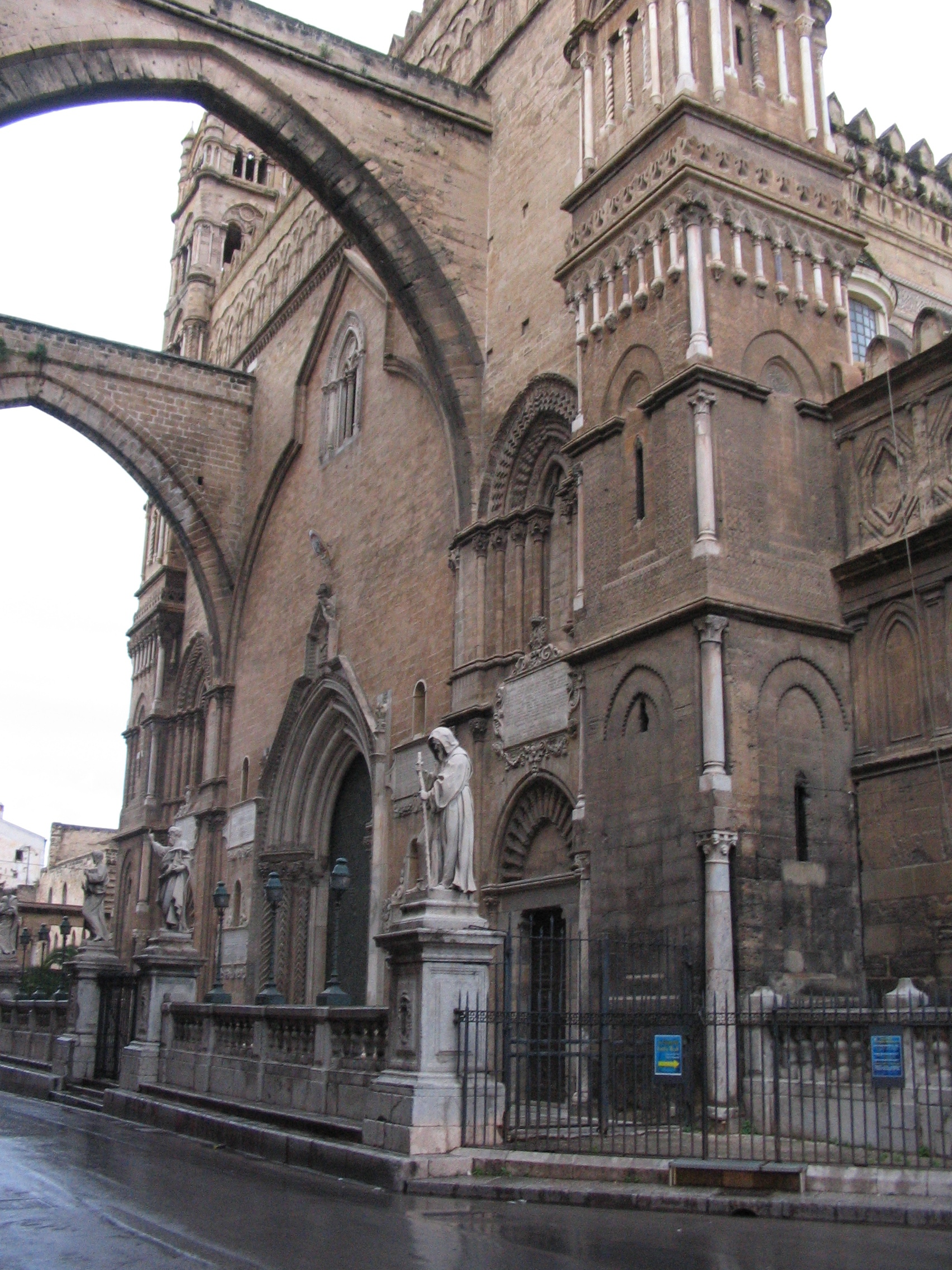
Catedral de Orvieto, donde también intervino Arnolfo di Cambio.
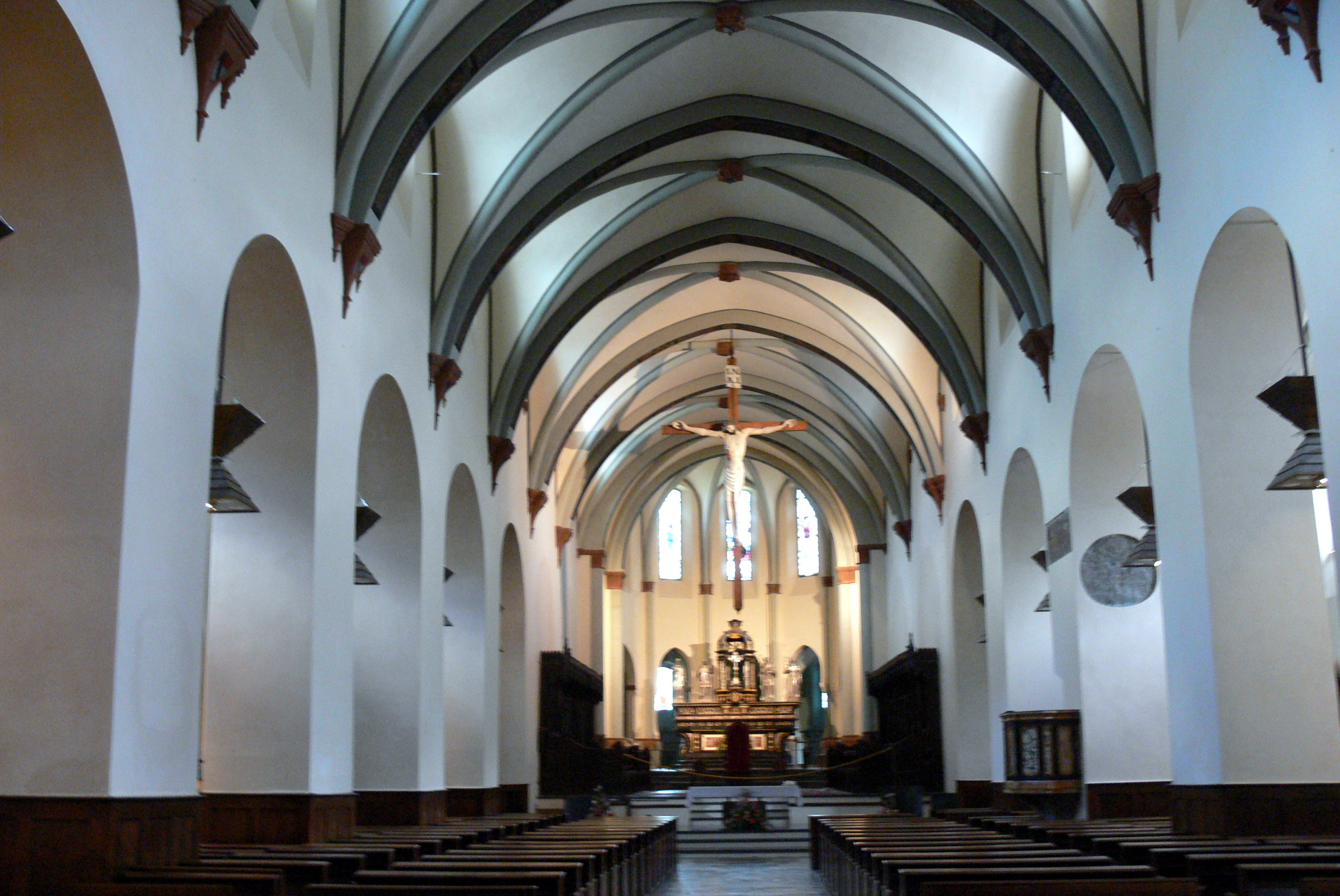
Duomo de Aosta, interior
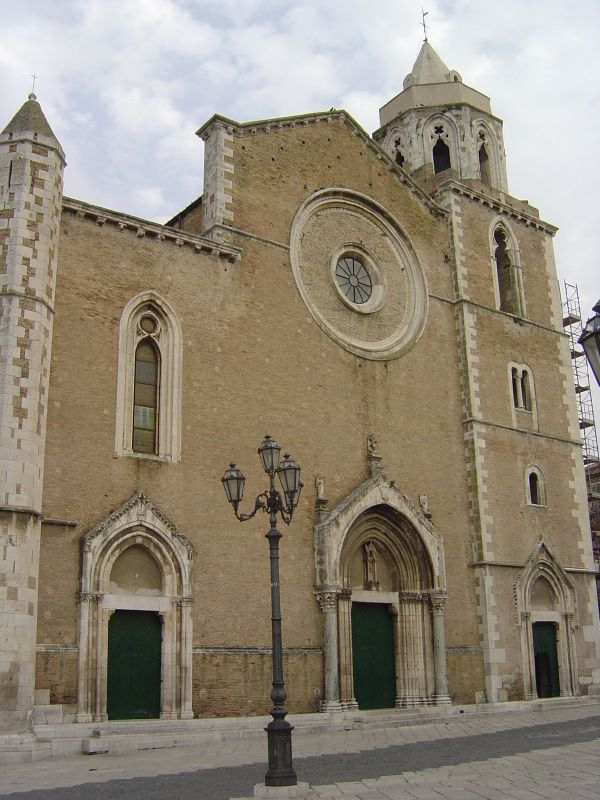
Catedral de Lucera
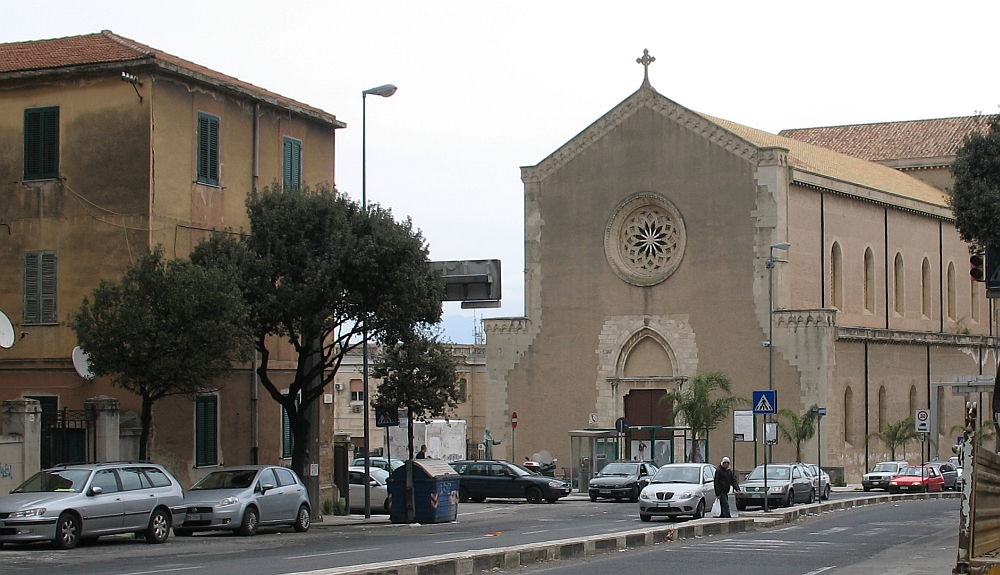
San Francesco e l'Immacolata di Messina
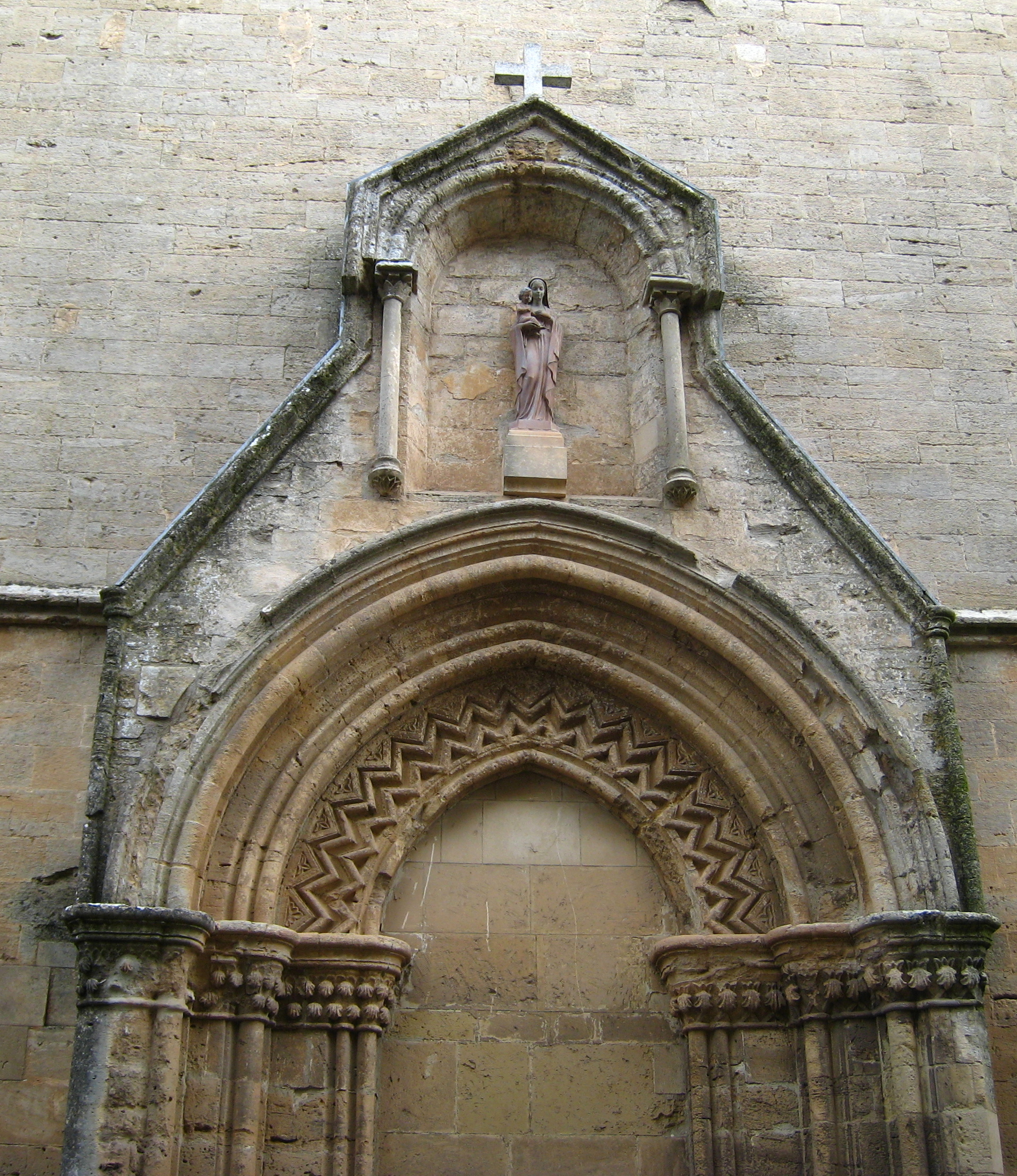
Puerta de la Visitación en Enna
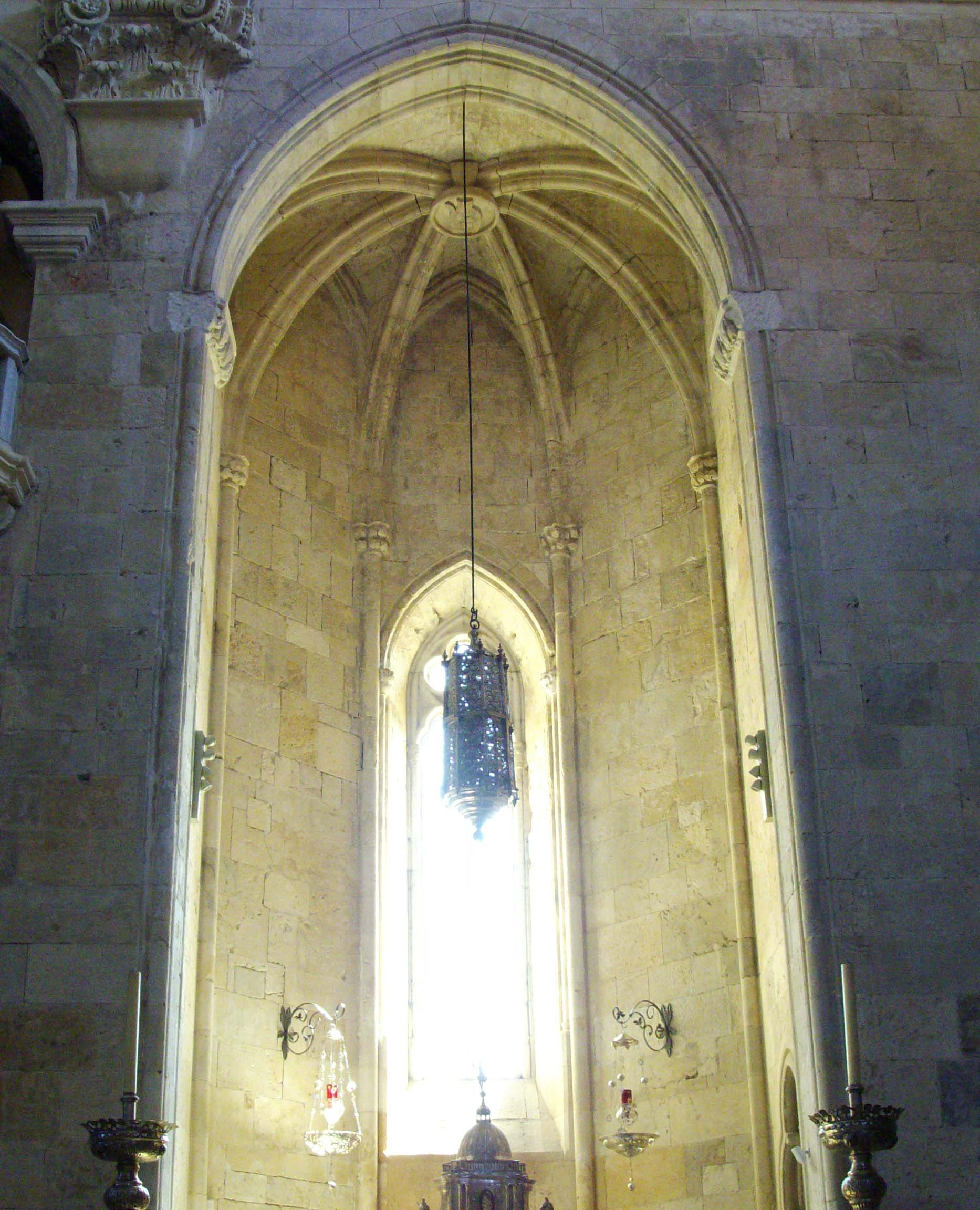
Capilla de la Sacra Spina en la catedral de Cagliari

En Nápoles:

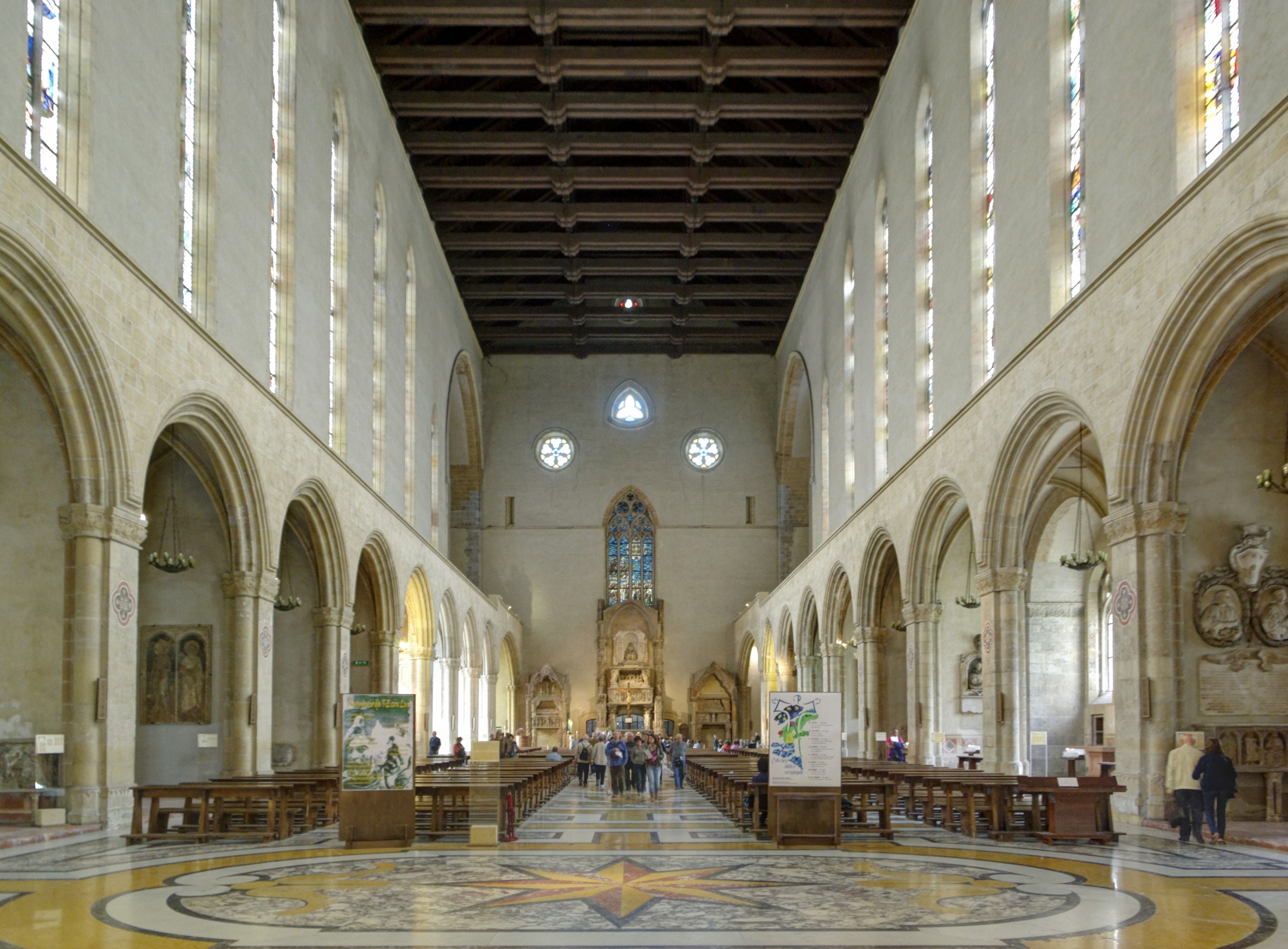
Interior de la Basilica di Santa Chiara

- Basilica di Santa Chiara, en estilo gótico-provenzal, de Gagliardo Primario o "Maestro Gallardo" (1310-1328).
- Santa Maria Donnaregina,[19] donde colaboraron Gagliardo Primario y Tino di Camaino.

En Pisa:
- Palazzo Rosso

### Gótico tardío (final delsigloXIV)
Al final del siglo se iniciaron las dos mayores obras tardogóticas italianas: la catedral de Milán y la basílica de San Petronio (Bolonia).

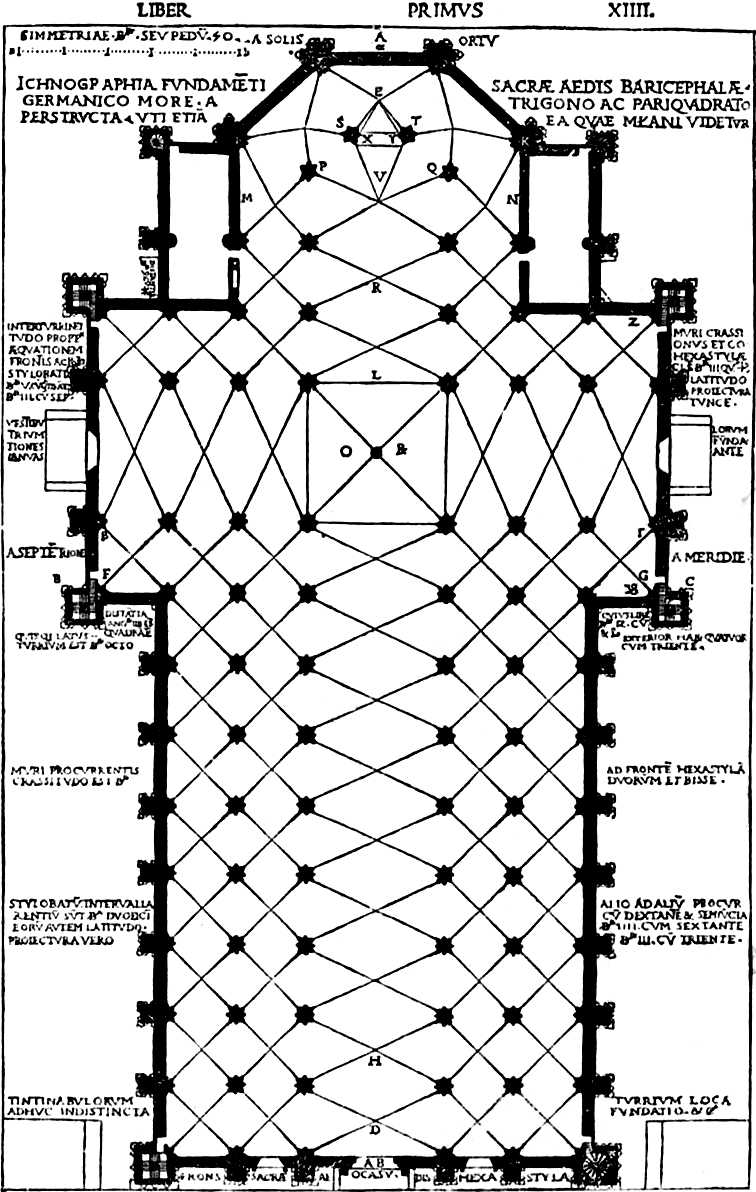
Palanta de cinco naves y deambulatorio de Milan

La catedral de Milán, il Duomo, es una excepción en el Gótico italiano, por la presencia documentada de arquitectos de Europa central, que diseñaron un proyecto similar a la catedral de Colonia, y que entraron en conflicto con los arquitectos italianos y franceses. No se terminó hasta el siglo XIX en pleno clima de revival neogótico e historicista, ya con criterios neogóticos, integrando eclécticamente las diversas escuelas de pensamiento arquitectónico y las estratificaciones artísticas debidas a la prolongación de la obra y las extraordinarias dimensiones del edificio.
Fue una de las catedrales góticas italianas más ambiciosas y una de las pocas que adaptó muchas de las características estructurales del gótico francés, incluido los arbotantes y la bóveda de crucería arqueadas. Los trabajos comenzaron en 1387, basádonse generalmente en las plantas de dos catedrales francesas, la catedral de Bourges y la catedral de Le Mans, con una planta de una nave central alta descendiendo en escalones hacia abajo sobre los pasillos. Al mismo tiempo, siguió la preferencia italiana por un gran espacio interior. La planificación y el trabajo inicial involucraron a un número extraordinario de destacados maestros albañiles de toda Europa, incluidos Jean Mignot y Nicolas de Bonaventure de París, Hans Parler de Alemania y un renombrado matemático italiano, Gabriele Stornaloco. La construcción continuó, con muchas interrupciones, a lo largo de los siglos; no se completó finalmente hasta 1965. Entre sus características notables se incluyen sus gigantescas columnas, cuyos capiteles ornamentados a mitad de las columnas tienen estatuas; el mármol rosa pálido que da al interior y al exterior; y el bosque de pináculos de piedra que decoran las partes superiores. Si bien el interior es de estilo completamente italiano, el exterior está cubierto con tracería decorativa, similar al estilo radiante en el norte de Europa.

Catedral de Milán
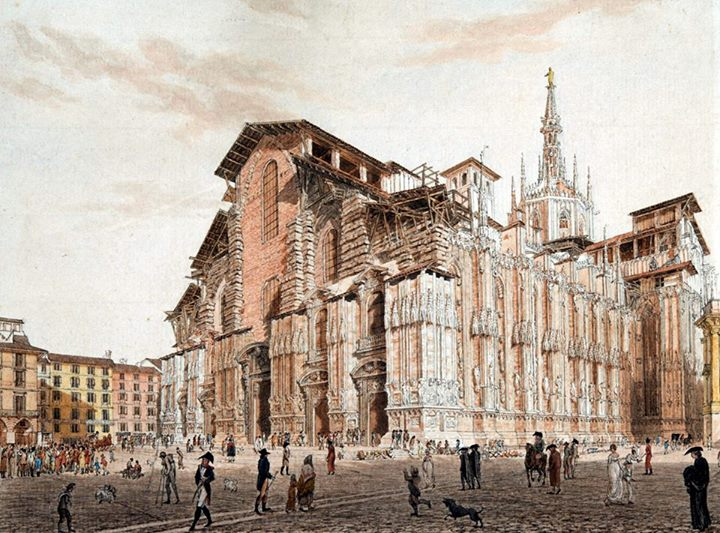
La catedral de Milán con la fachada inacabada en 1790
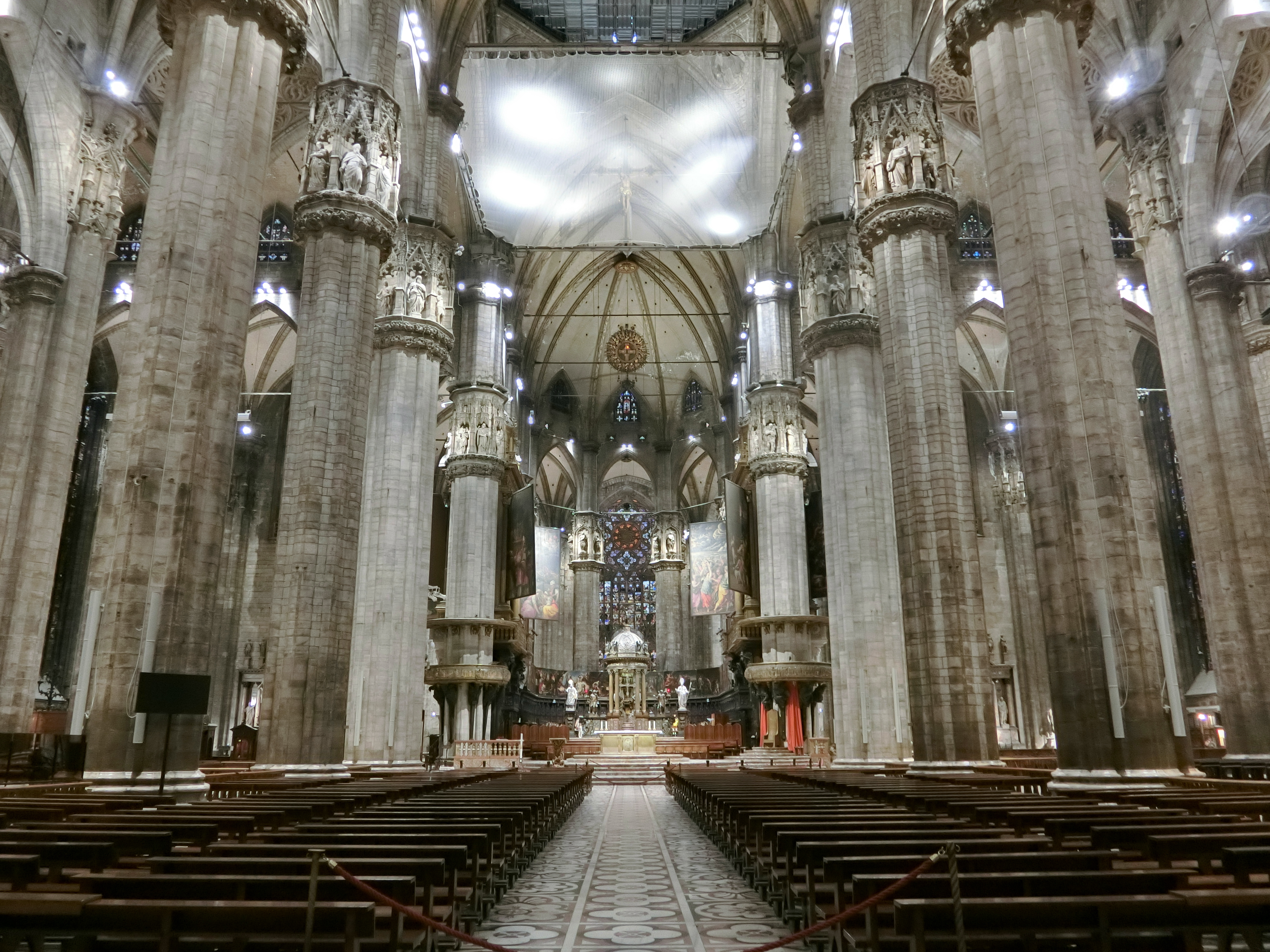
Nave de la catedral de Milán
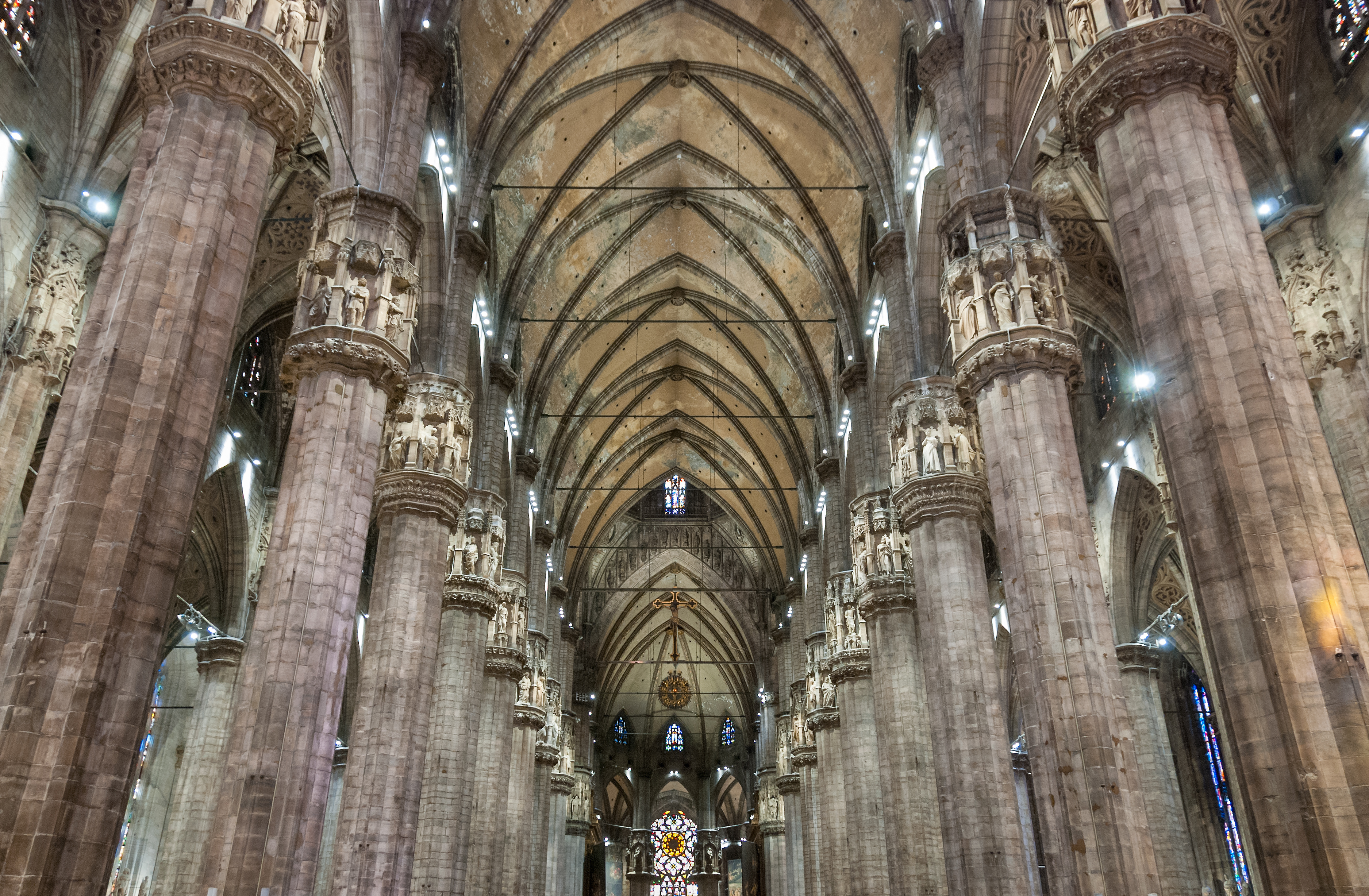
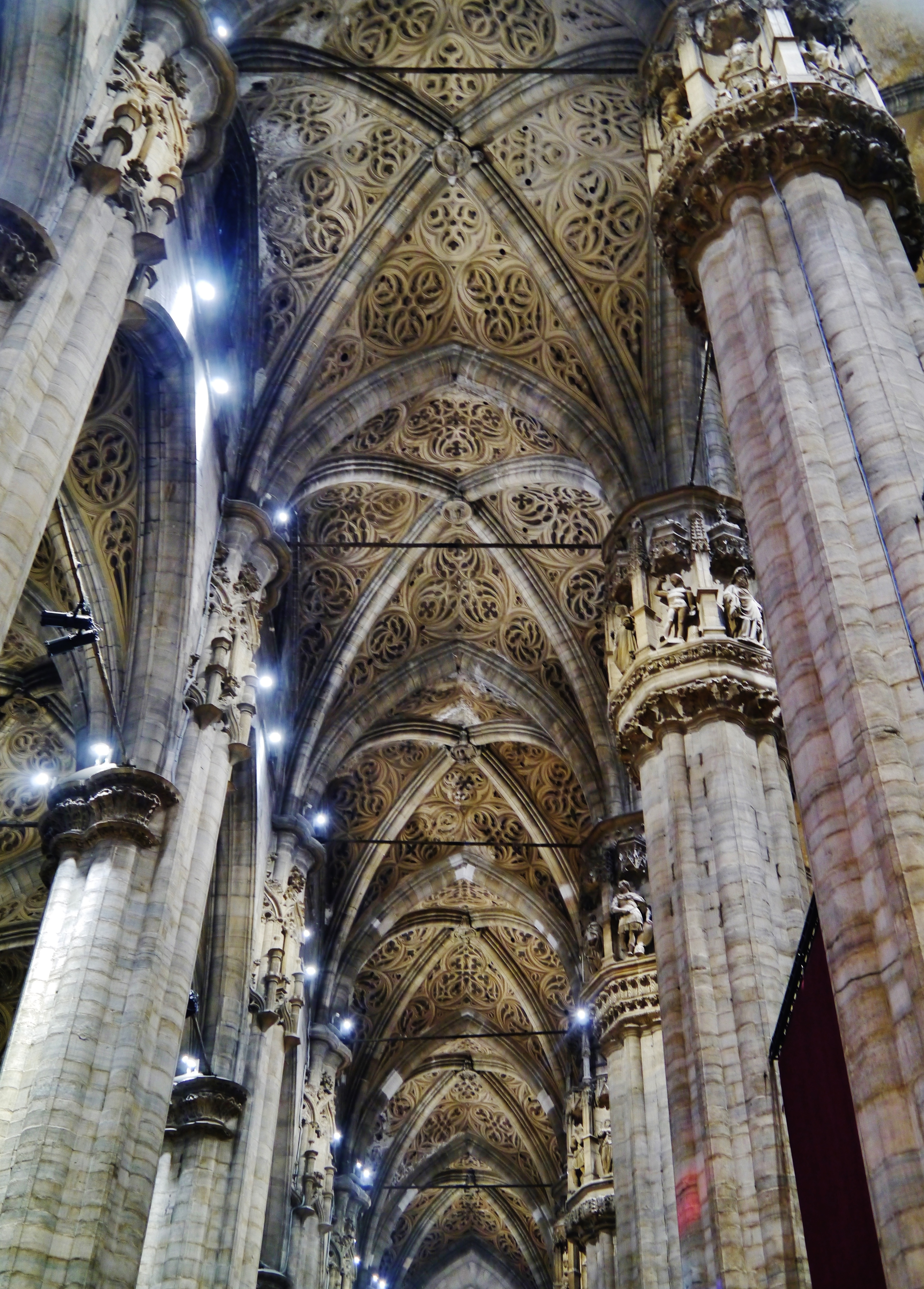
Bóveda de la nave lateral sur, con capiteles historiados con estatuas
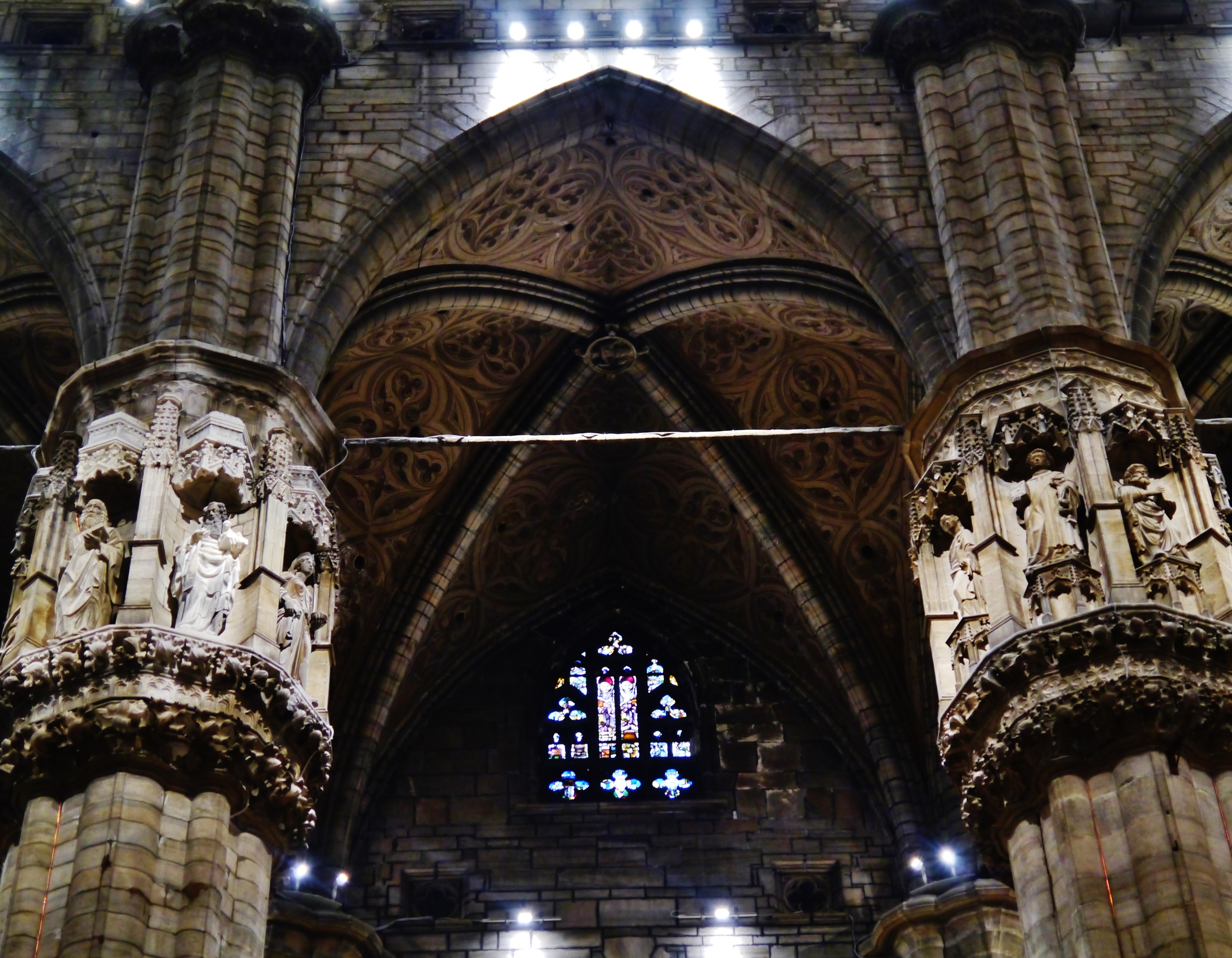
Detalle de los capiteles

Basílica de San Petronio (Bolonia). Este edificio también es una excepción, ya que fue construido por voluntad no de las autoridades eclesiásticas, sino de las civiles, para representar los logros cívicos de la ciudad (la universidad de Bolonia, el libero Comune, el Liber Paradisus —que proclamaba la abolición de la esclavitud— y la participación en las Cruzadas).

Basilica di San Petronio
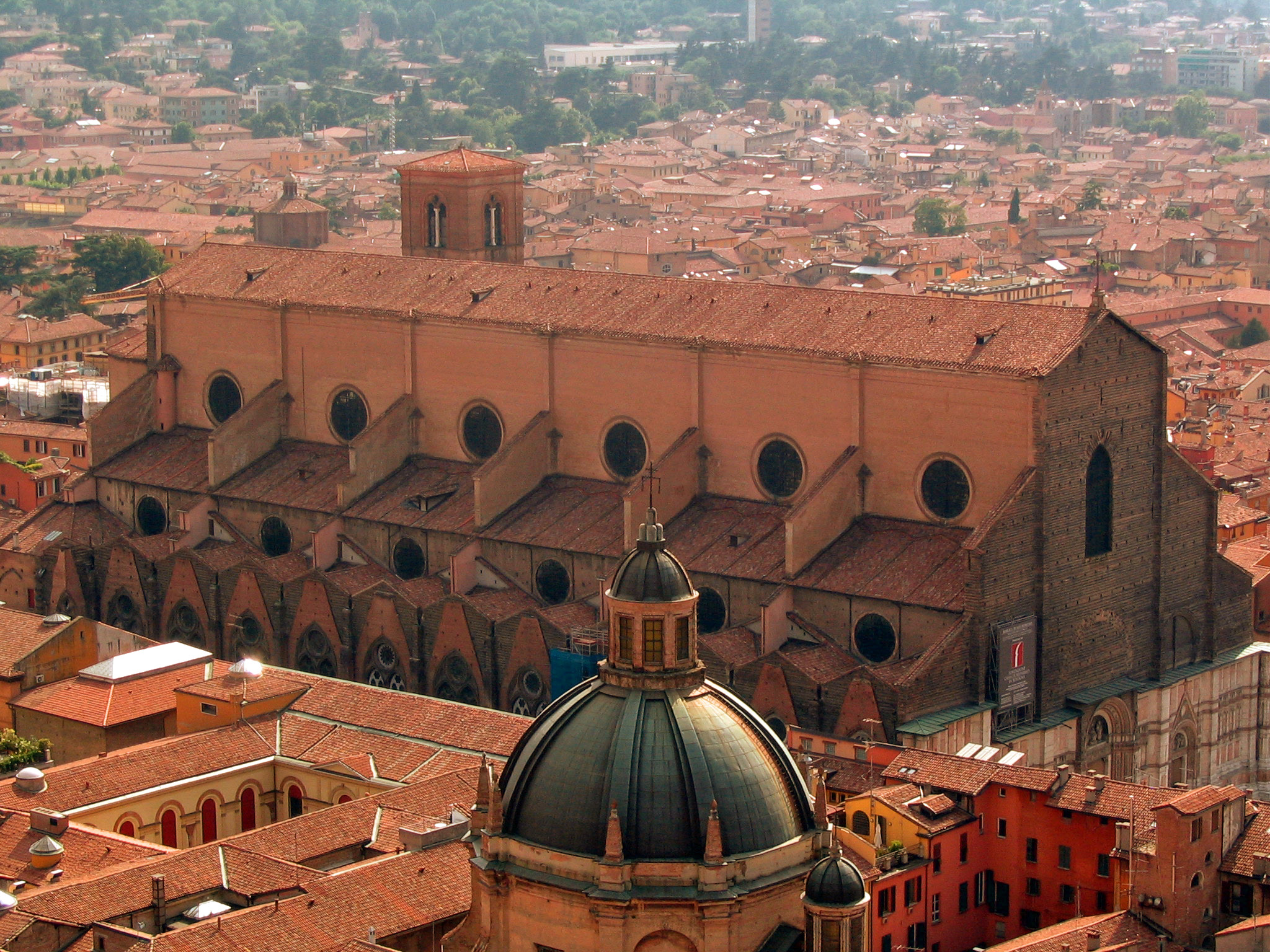
Vista superior de la basílica de San Petronio (Bolonia)
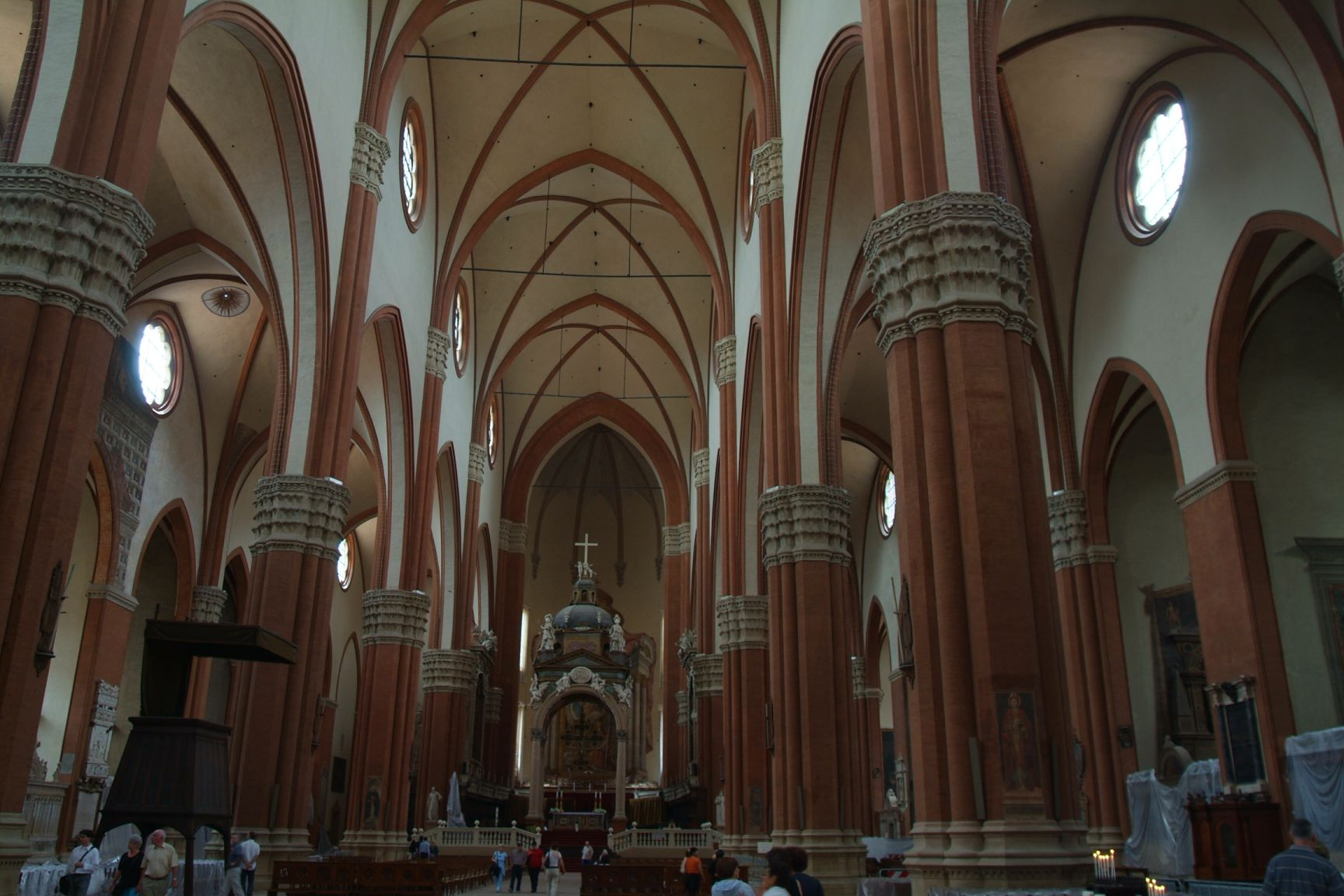
Basilica di San Petronio en Bolonia

También en el siglo XIV con la llegada de los aragoneses a Sicilia, se importó el estilo gótico catalán, siendo la Catedral de la Asunción en Erice un valioso ejemplo. Luego, floreció el Gótico Chiaramontano con el Palazzo Chiaramonte-Steri en Palermo, la Iglesia de María Santissima Assunta en Castelbuono, o el Castello di Montechiaro en Palma di Montechiaro.

### SigloXV

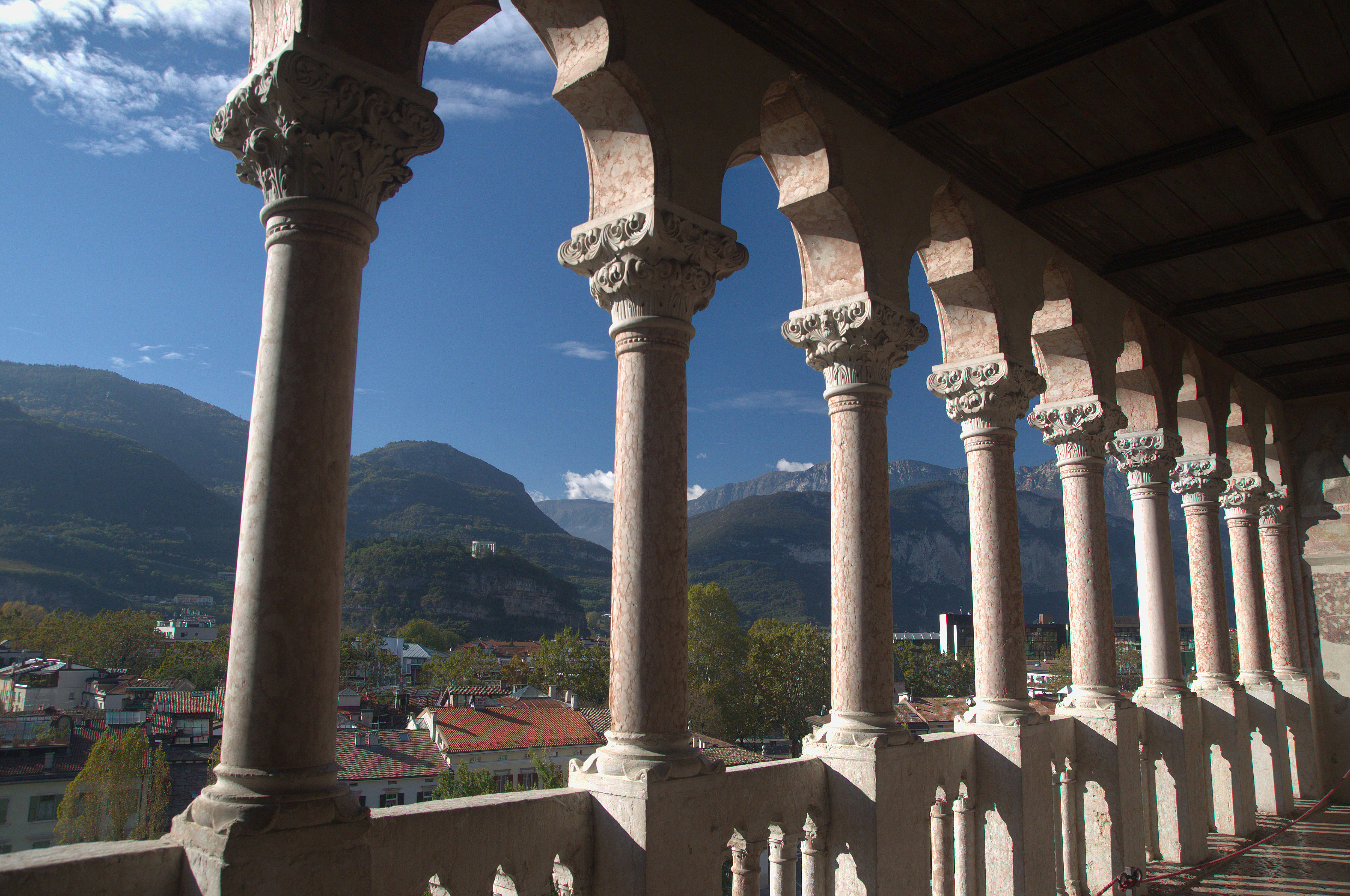
Loggia, Castello del Buonconsiglio a Trento

En el Quattrocento prosiguieron las obras comenzadas en los siglos precedentes.
Otro concurso histórico en Florencia (1419), que tuvo los mismos protagonistas que el de escultura de 1401, llevó a la realización de la cúpula de Brunelleschi para la catedral gótica (Santa Maria del Fiore), en lo que se considera el inicio del nuevo lenguaje arquitectónico del Renacimiento. Esa cúpula considerada una de las obras maestras renacentistas, debe leerse como un extraordinario fruto tardomedieval de la cultura proyectual y técnica de la tradición.

## La variedad del gótico

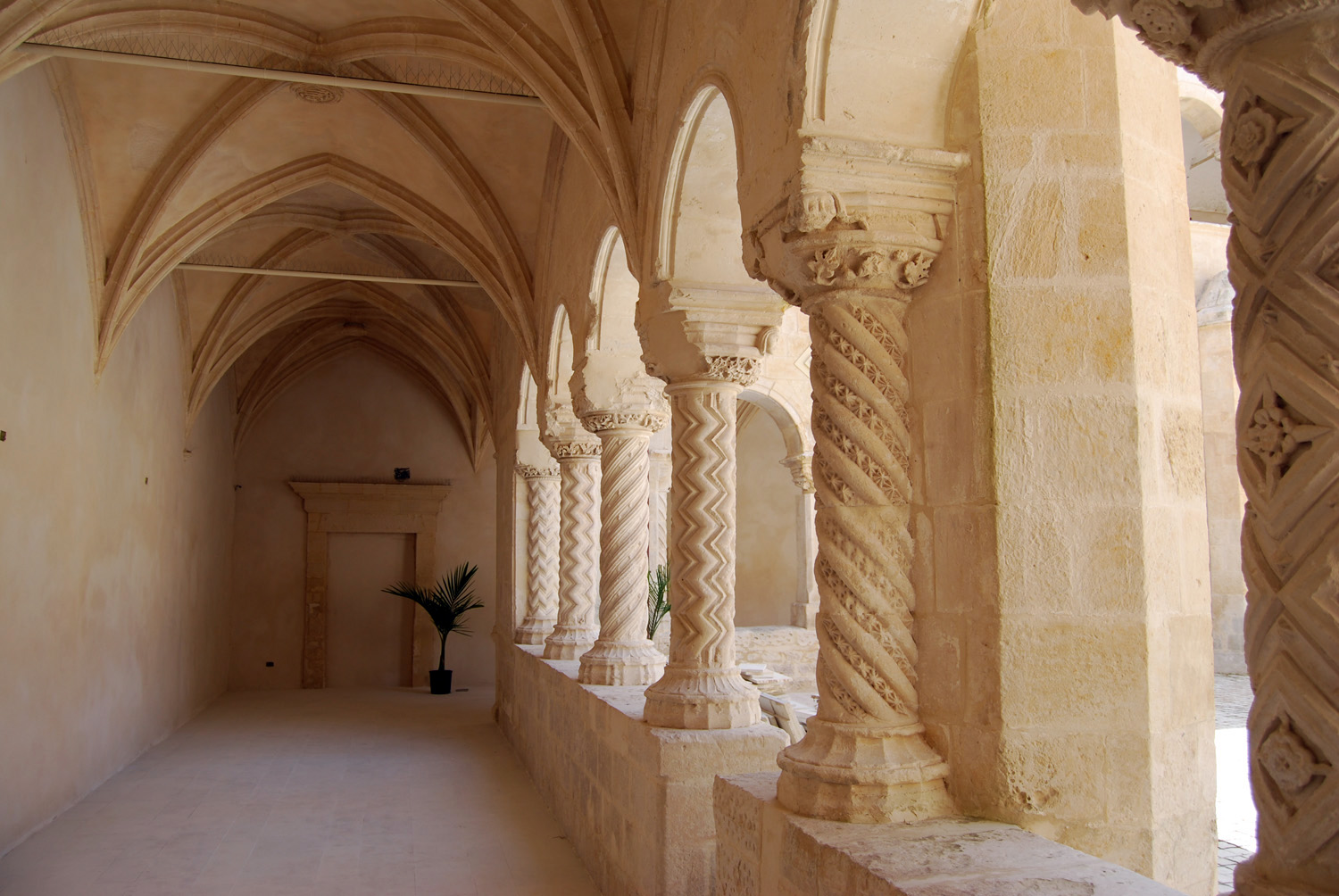
Claustro del convento de Santa Maria del Gesù en Modica, ejemplo de arquitectura religiosa gótica-catalana

En Italia, el gótico ha adquirido diversas formas, que difieren de una zona a otra. Las tipologías más difundidas fueron inicialmente las edificaciones en gótico normando, cuyas líneas esenciales se mencionan temprano en el reino de Sicilia, donde, en contextos todavía típicamente románicos, aparecen elementos característicos del estilo, como los contrafuertes externos a la vista, las altas columnas o la bóveda de crucería con una sección apuntada. Los mejores ejemplos son el campanile de la iglesia de La Martorana en Palermo, las catedrales de Cefalú y de Monreale. En la Italia central se asiste alrededor del siglo XIII, a la difusión del gotico Francescano, vinculado principalmente a las iglesias fundadas por la propia orden y caracterizadas por ambientes de una sola nave. En la Toscana existe la mayor fragmentación estilística, con variedades tipificadas en áreas territoriales más comprimidas, como extensiones cívicas individuales. Por lo tanto, existe la presencia de gustos inspirados más por el estilo transalpino en Siena y, al mismo tiempo, una persistencia del sabor románico, a su vez fuertemente vinculado a elementos anteriores de la época paleocristiana, que fluye en un estilo muy personal e innovador en los florentinos. En la Italia septentrional, el románico aún influye con el uso del ladrillo y el repertorio plástico de los maestros Comacini. Hacia el final del período del estilo arquitectónico, hay un fenómeno de internacionalización, vinculado a los principales núcleos políticos de la época, el final del siglo XIV y durante todo el siglo XV: España y Francia. Luego está la difusión del gótico catalán en áreas de influencia española y del gótico flamígero en las franceses. Original es la solución adoptada por el gótico veneciano que combina elementos del flamígero con elementos románicos y griego-bizantinos.
A continuación se muestra un resumen de los principales tipos de gótico difundido en Italia en orden cronológico.
- Gótico normando: el primer tipo de gótico presente en Italia confinado en el territorio del Reino de Sicilia, con las novedades introducidas por las regiones conquistadas por los normandos, entre los ejemplos más relevantes, el campanario de la Iglesia de La Martorana que representa el primer ejemplo de gótico en Italia que data de la primera mitad del siglo XII.
- Gótico cisterciense: el segundo tipo de gótico que logró penetrar en Italia, aún vinculado al románico. Ej: Abadía de San Galgano.
- Gótico Imperial: vinculado al reino de Sicilia durante el período imperial de la dinastía de Suabia con la difusión de la arquitectura y los estilos de Europa central, en particular las novedades del gótico renano.
- Gótico angevino: generalizado en el territorio del reino de Sicilia y en particular en la parte peninsular con la afirmación total de la dinastía con una fuerte impronta francesa. Ej. Basílica de Santa Clara (Nápoles) y Catedral de Lucera.
- Gótico catalán: el gótico típicamente español penetra en Italia a través de los dominios aragoneses. Perteneciente a edificios de finales del siglo XIII al XVI, caracterizados por grandes arcos de medio punto resaltados por gruesos marcos sostenidos por ménsulas colgantes, a menudo enmarcadas por otro cornisa rectangular, llamado alfiz. Por ejemplo, el campanile de la Catedral de Piazza Armerina. Hay una variante típica de la zona sureste de Sicilia.
- Gótico chiaramontano, que toma su nombre de la familia Chiaramonte, el principal señor feudal de Sicilia. Esta variante también está muy extendida en algunos edificios civiles en Naro, Alcamo, Caccamo y en otros territorios que ya son feudos del mismo.
- Tardogótico: caracterizado por la adopción del gótico flamígero, con complicadas y espectaculares decoraciones caladas, follaje tallado, riqueza de estatuas y uso de mármol. Ej: fachada de la Basílica de San Marco.

Se pueden encontrar variantes menores en ciudades singulares:
- en los sitios de construcción franciscanos, el gótico se caracteriza por el tamaño de las iglesias, a menudo con una sola nave, para contener más y más fieles. Ej: Basílica de San Francisco (Bolonia);
- en Siena, el estilo está estrechamente vinculado al gótico francés, caracterizado por una preciosidad y una exuberancia decorativa, por las fachadas ricas en elementos góticos transalpinos (cúspides, pináculos, guirnaldas) y por el ímpetu vertical de los edificios. Catedral de Siena;
- en Florencia inicialmente se caracterizó por la simplicidad de los edificios, luego adquirirá un aspecto precioso y exuberante. Característico del interior es el vacío aéreo de las naves y el énfasis vertical. Por ejemplo, la catedral de Santa María del Fiore, la basílica de Santa Croce, la basílica de Santa Maria Novella;
- en algunos centros lombardos, el gótico se caracteriza por el uso del ladrillo como material de construcción, por los poderosos contrafuertes y por decoraciones de terracota (a excepción de la catedral de Milán, en mármol de Candoglia y en estilo gótico flamígero). Ej: b

asílica de San Francisco (Bolonia) (1236-1263).

### Arquitectura gótica veneciana
El gótico veneciano es la variante local del estilo arquitectónico del gótico italiano construido en Venecia, en el que confluyen los propios requerimientos para construir en un entorno tan especial con influencias de la arquitectura bizantina y de la arquitectura islámica, lo que refleja la amplia red comercial de la república de Venecia en ese momento. Algo poco usual en la arquitectura medieval, el estilo es más característico en los edificios seculares que en los religiosos, y la gran mayoría de los ejemplos que sobreviven son seculares.
Los ejemplos más conocidos son el palacio Ducal y la Ca' d'Oro. Ambos presentan loggias con pequeñas columnas espaciadas, con una tracería pesada con aberturas de cuadrifolio sobre ellas, decoración a lo largo de la línea del techo y algunos patrones coloreados sobre las superficies de los muros lisos. Junto con el arco conopial, coronado con un ornamento en relieve, y cordelería en relieve, estas son las características más icónicas del estilo. La arquitectura gótica eclesiástica tendía a ser más cercana a la del resto de Italia, a ser menos veneciana.
El comienzo del estilo probablemente no se remonta más allá del siglo XIII, aunque las fechas de los primeros palacios góticos, y especialmente las características como las ventanas en ellos, son en gran medida inciertas. Dominaba en el siglo XIV y, debido al conservadurismo de la ciudad, los edificios góticos venecianos, especialmente los palacios más pequeños, continuaron construyéndose hasta la segunda mitad del siglo XV, y la arquitectura renacentista veneciana a menudo conservó reminiscencias de su predecesora gótica.
En el siglo XIX, inspirados en particular por los escritos de John Ruskin, hubo un renacer del estilo, parte del más amplio movimiento del neogótico en la arquitectura victoriana. Incluso en la Edad Media, los palacios venecianos se construyeron en sitios muy restringidos, y eran cajas rectangulares altas con la decoración concentrada en la fachada frontal. Por ello el estilo se desarrolló en un contexto arquitectónico similar al encontrado en las calles del centro de las ciudades de finales del siglo XIX.
- Ca' Barbaro en el Gran Canal.
- Palacio Bembo en el Gran Canal, cerca del puente de Rialto.
- San Juan y San Pablo, años 1340
- Palazzo Dandolo, algo "restaurado" y elaborado en el siglo XIX.

## Arquitectura

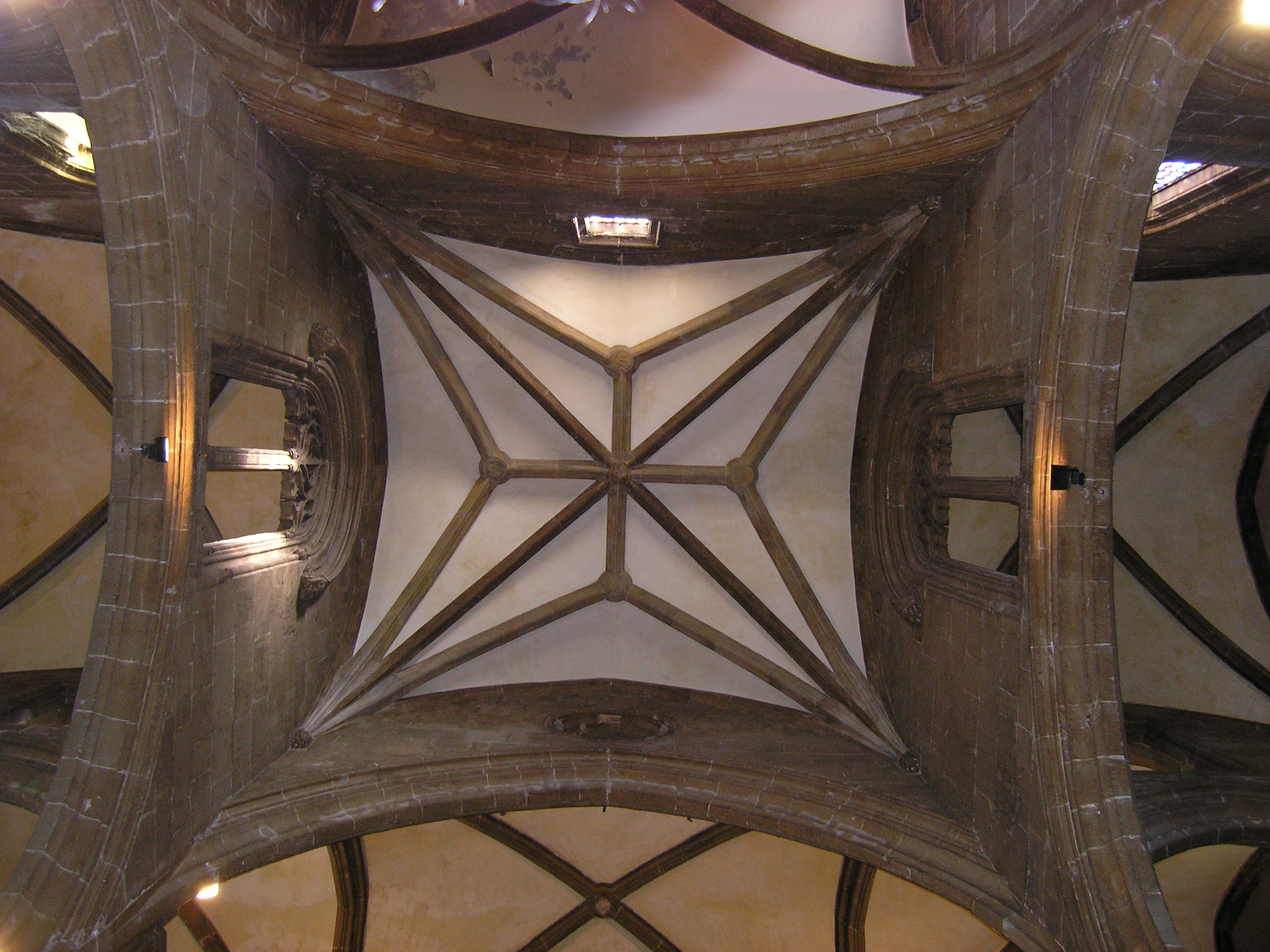
Bóveda de crucería (Palermo, iglesia de S. Maria della Catena)

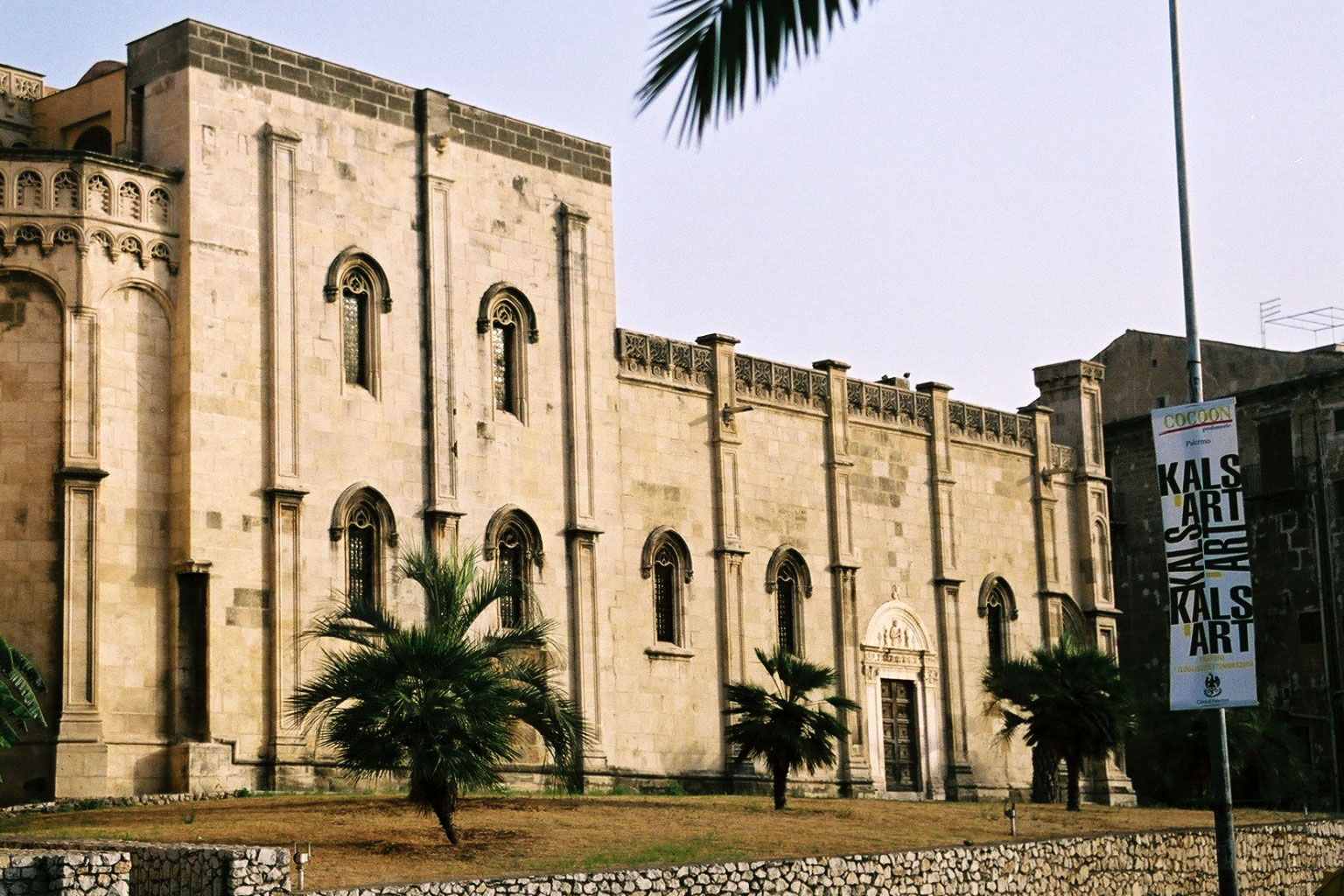
Contrafuertes (Palermo, iglesia de S. Maria della Catena)

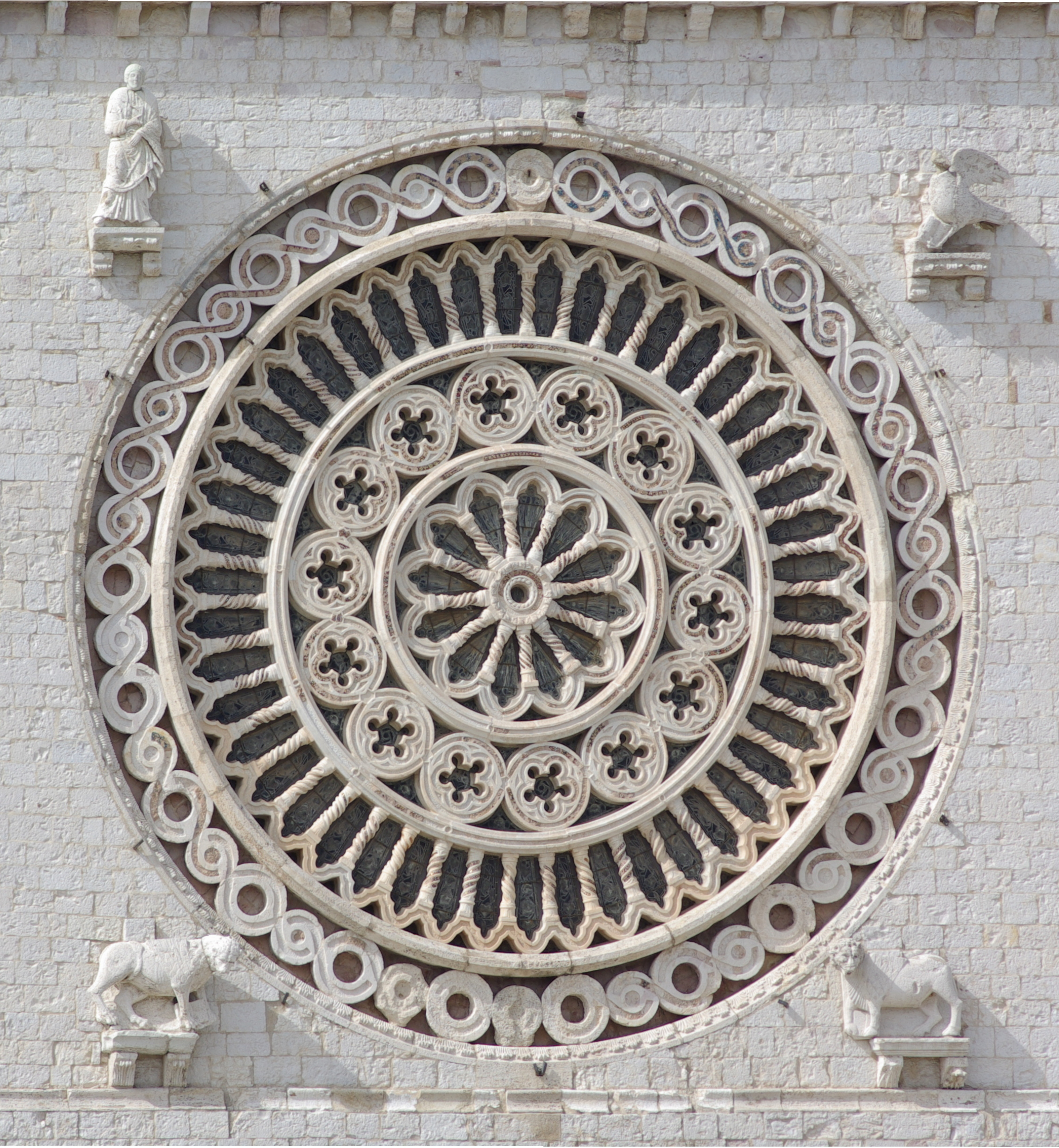
Rosetón (basílica de San Francisco de Asis)

La arquitectura de las iglesias góticas italianas es muy variada. Las diferencias entre el gótico italiano y el gótico transalpino y europeo son principalmente el uso de decoraciones y frisos en mármol y de piedras policromadas, ausentes en otras partes de Europa donde se prefiere el mármol monocromático; el uso del "material noble" también en la fachada, en lugar de solo la piedra; el gusto clasicista y la atención a la armonía y al equilibrio entre los elementos que "frenan" el expansionismo vertical gótico; los grandes vitrales y el principio de anulación de las paredes, piedras angulares del gótico francés, fueron reemplazados en el gótico italiano por decoraciones de frescos más armoniosas o, a veces, de mosaicos tardíos; en el estilo italiano, se privilegiaba el ancho de la nave central, lo que dio armonía y amplitud en el interior, excluyendo así las grandes alturas alcanzadas en otros lugares, excepto en raras ocasiones, como en Santa Chiara en Nápoles o en la Duomo de Milán; las mayores representaciones del gótico en Italia se ven más en las estructuras civiles que en las religiosas, un signo evidente del espíritu esencialmente municipal italiano por un lado (de hecho, construcciones como el Castello Maniace de Siracusa, el Palazzo della signoria en Florencia o el palazzo comunale di Pordenone parecen confirmar este espíritu) y un fuerte vínculo con el pasado, que a menudo —como en Roma, Siracusa y en las principales ciudades de fundación antigua—, todavía era evidente en los monumentos y vestigios aún no perdidos con los que los arquitectos se enfrentaron necesariamente, desde el punto de vista religioso.
Por lo tanto, la arquitectura gótica italiana está a medio camino entre elementos puramente pasados, como el uso del fresco o la amplitud de las naves bajas y anchas, a menudo con solo la nave central, y elementos transalpinos que se mencionan, pero no necesariamente asimilados, como agujas, contrafuertes, arcos apuntados, bóvedas de crucería. Un ejemplo único está representado en el reino de Nápoles angevino, donde trabajaban maestros franceses. Los arbotantes y contrafuertes a menudo se ocultaron, se camuflaron o se eliminaron por completo. Así, la basílica de San Francisco en Asís presenta originalísimos y elegantes antecuerpos semicilíndricos que reemplazan a las robustas formas rectangulares de los contrafuertes, mientras que en la iglesia de Santa Maria Novella para evitar el uso de arbotantes externos, se impostaron las claves de arco de la nave central más altas que los arcos laterales, desviando así el empuje lateral de la bóveda hacia abajo. En la Santa Croce, Arnolfo di Cambio colocó sobre la inmensa arcada y sobre las fínisimas paredes de la nave central una cubierta de armaduras sin ayuda de contrafuertes. Además, a menudo se adoptó una planta rectangular para los tramos de las naves laterales, a diferencia de los cuadrados de la nave central, para disminuir el empuje lateral y no utilizar arbotantes.

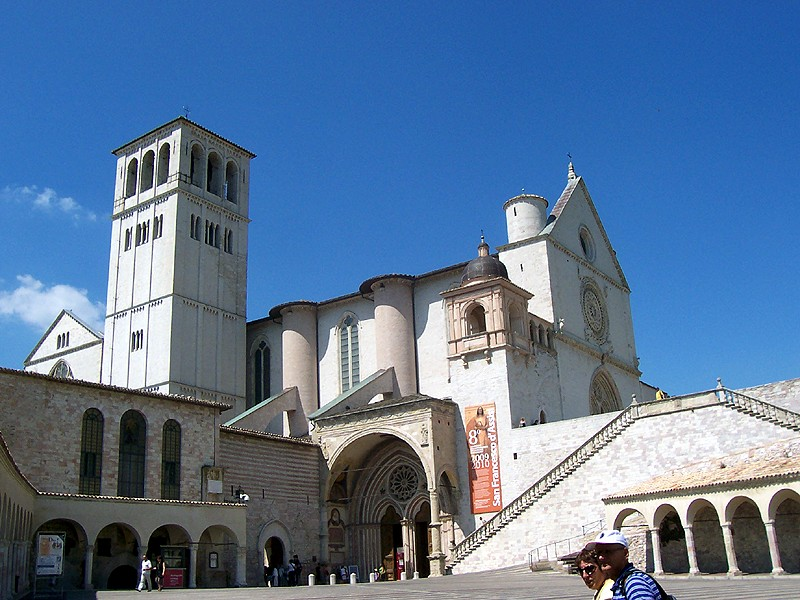
Los contrafuertes semiclindricos de la basílica superior de San Francisco en Asís
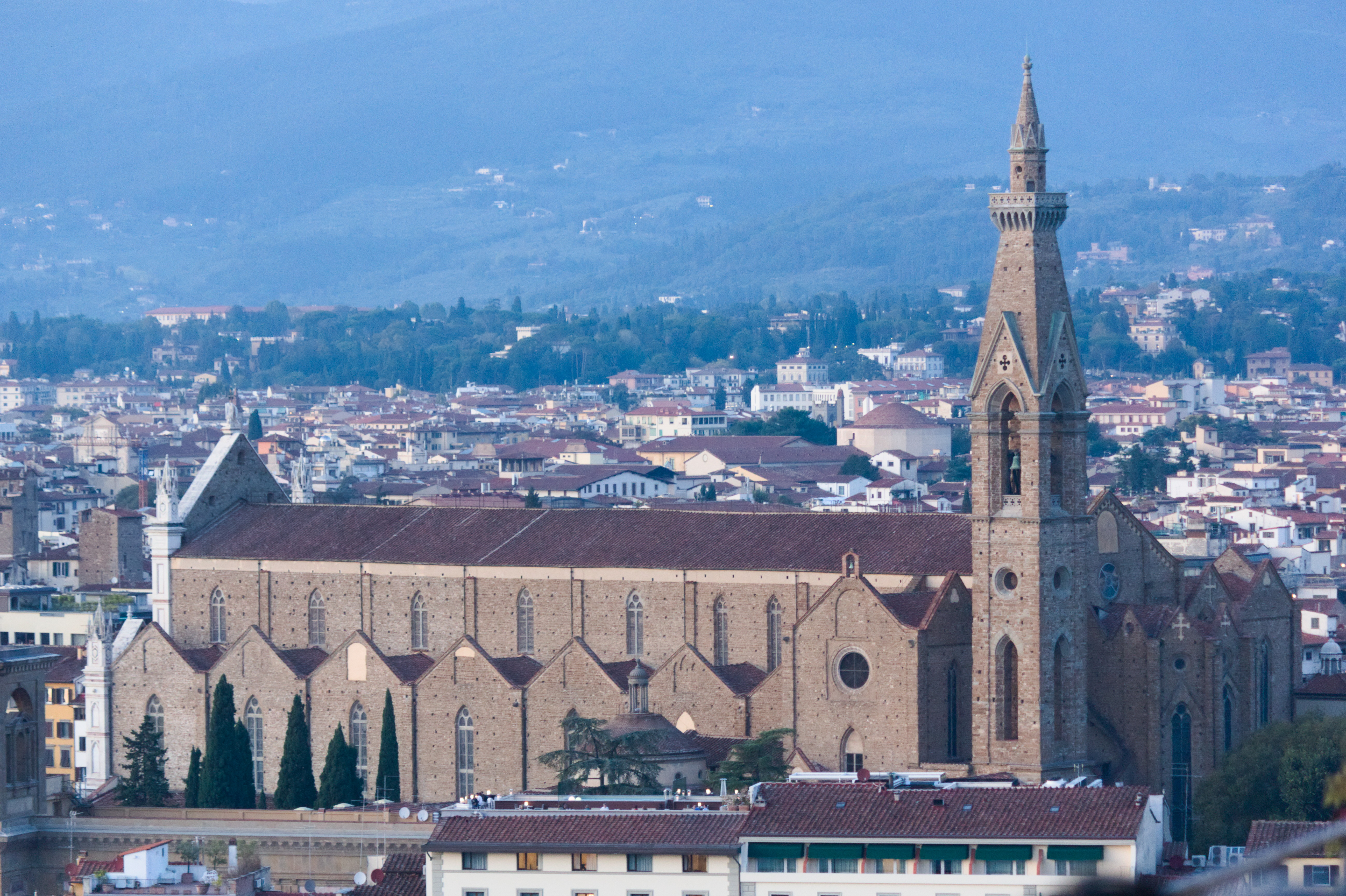
Santa Croce, muro lateral de la parte alta de la nave sin ningún refuerzo o contrafuerte
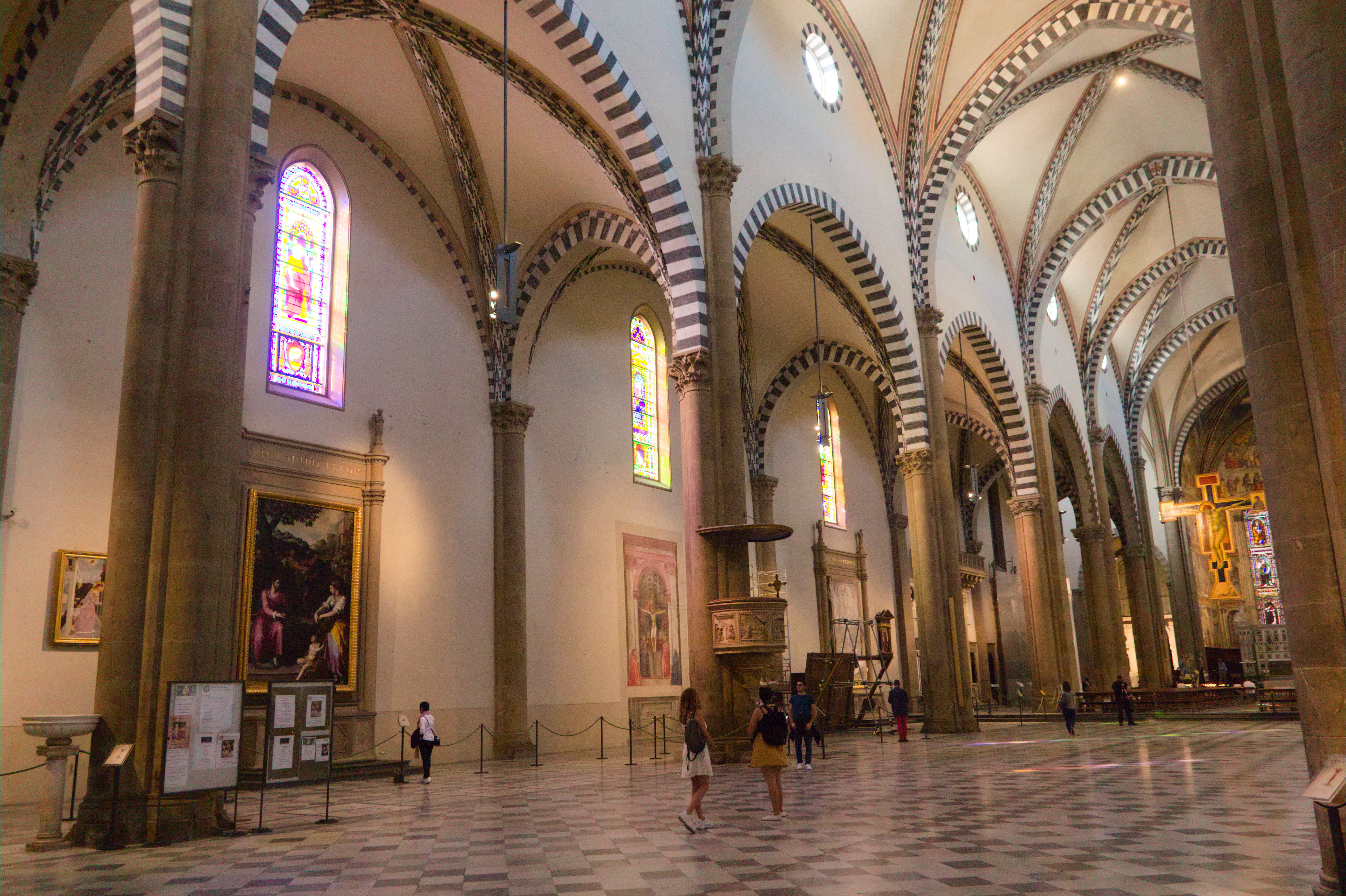
Basilica de Santa Maria Novella

Otra característica de la arquitectura gótica en Italia son las fábricas portantes. Si en Francia la pared se abolió casi por completo para dar cabida a las grandes vidrieras de colores desde donde se debe filtrar la luz, en Italia hay grandes paredes con ventanas que no son excesivamente grandes —pero que se trabajaron adecuadamente para permitir que entrase suficiente luz—, por lo general, para no abandonar las vastas superficies continuas sobre las que pintar grandes ciclos pictóricos. La necesidad de disponer de esas grandes superficies pictóricas encuentra su máxima expresión en la basílica de San Francisco en Asís, en la que los muros no tienen una función estructural, sino que se erigen específicamente para soportar el gran ciclo de frescos que las llenan. Las paredes gruesas también tenían la ventaja de mantener una temperatura constante en verano e invierno. Las raras excepciones siguen siendo la basílica de San Francisco en Bolonia, la iglesia de Santa Chiara en Nápoles o el ábside de la catedral de Enna.
Incluso en la distribución interna de los espacios, el gótico italiano tiende a preferir características estilísticas más arcaicas, como la ligereza interna garantizada por las pocas pilastras o columnas sustentantes de arcos anchos y bajos. Los ejemplos raros están fuertemente influenciados por la arquitectura francesa, como en el caso de las abadías cistercienses, las iglesias franciscanas o sienesas en las que se crea un aula dividida por un bosque de pilares en numerosos pasillos, incluidos los de las naves laterales cuadradas y los de la nave central rectangular.

### Ábsides

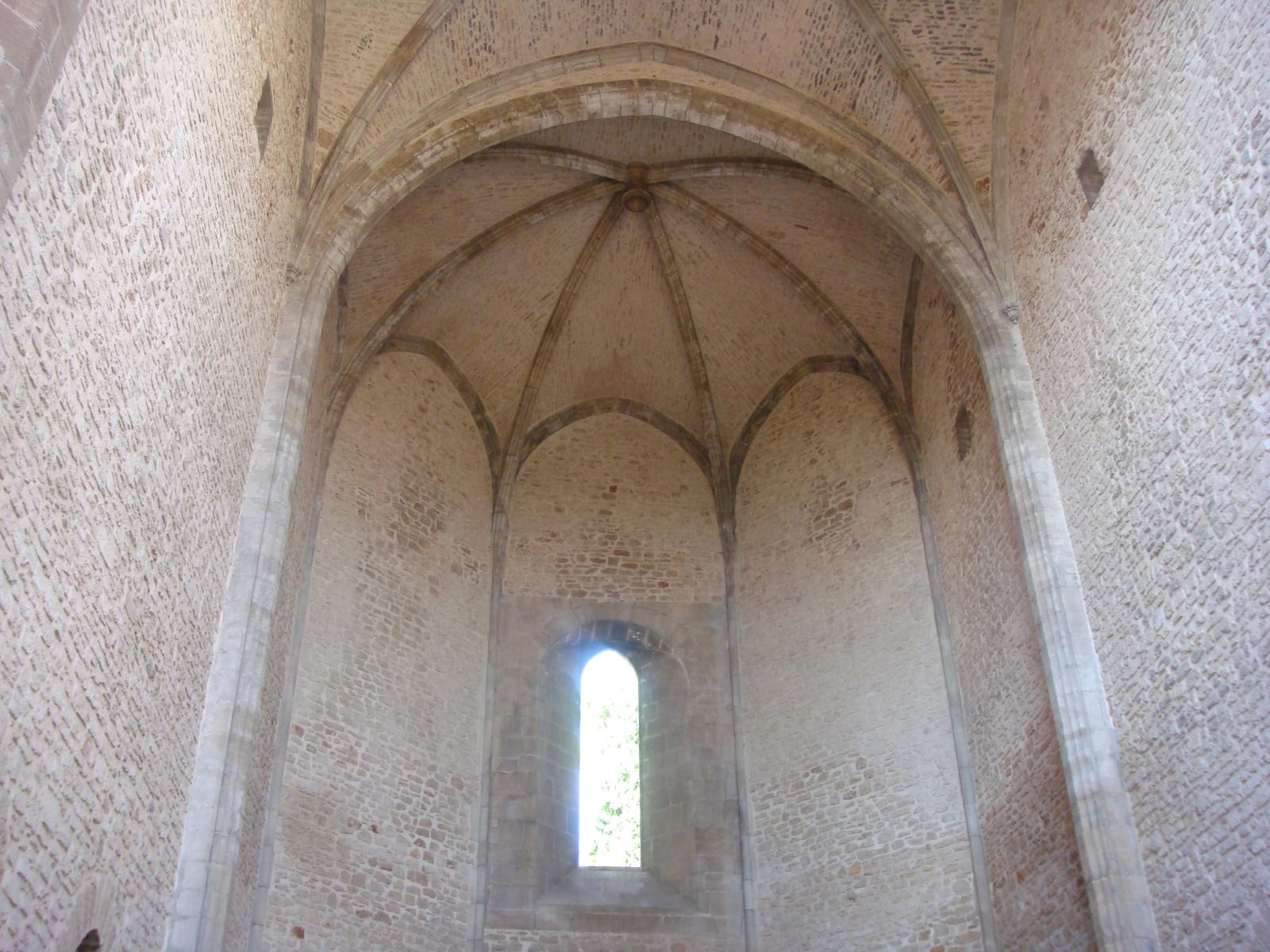
Ábside, interior (Santa Maria dello Spasimo, Palermo)

El área presbiterial, en las grandes catedrales, era la que primero se erigía por las necesidades religiosas. Esto permite establecer una cierta cronología de la difusión de los elementos góticos y al mismo tiempo aclara por qué ciertas iglesias, como la iglesia de Sant'Eligio Maggiore (1270-?) en Nápoles, por ejemplo, tienen elementos puramente góticos en el presbiterio, mientras que las naves ya parecen pertenecer a un Renacimiento temprano. La sección absidal de las catedrales tiende a hacerse eco sin crítica del gótico francés, sin hacer cambios sustanciales, y a veces también presenta el deambulatorio, un corredor característico del arte sagrado transalpino desde el siglo XIII. Es el caso de la basílica de San Lorenzo Maggiore en Nápoles (1235-siglo XVIII), una construcción propiamente francesa, en la que también se abren amplios ventanales. Estas estructuras a menudo están soportadas por arbotantes o contrafuertes, como en el caso de la Duomo de Enna o de la Basílica de San Francisco (Bolonia) (1236-1263), a menudo ocultas o aplastadas por el uso de ladrillos o por bandas horizontales que frenan su verticalismo. Diferente es el caso de algunas basílicas que mantienen el ábside curvado en lugar de poligonal, como la catedral de Siena, que a pesar de su cuerpo estructuralmente muy próximo a las catedrales francesas. Este última, la catedral de Orvieto, la abadía de San Galgano y muchas otras arquitecturas góticas de Siena prefieren un ábside plano. El ábside semicircular está presente en la iglesia de Santa Maria Assunta (1214-1239) en Randazzo, en la basílica inferior de San Francisco en Asís, en la iglesia de S. Maria di Maniace cerca de la homónima abadía de Bronte, en la Commenda dei Cavalieri di Malta en Piazza Armerina, mientras que la basílica de San Antonio en Padua (1232-1310) contempla una curiosa solución que logra hacer externamente el ábside curvilíneo de un gusto gótico —deambulatorio poligonal con las capillas relacionadas— mediante un juego de arcos y paredes que reemplazan las ventanas planas.

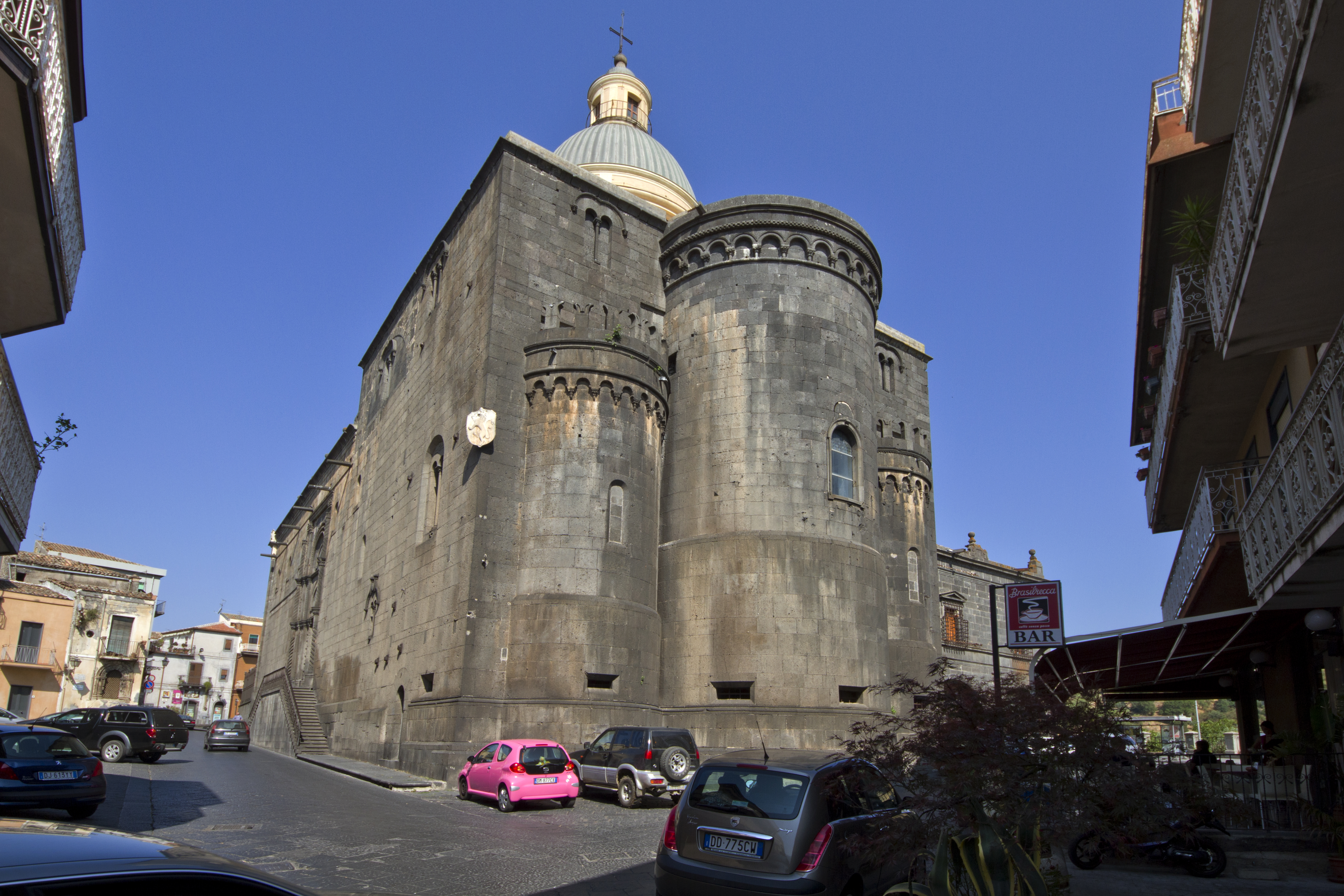
Ábside semicircular macizo de la iglesia de Santa Maria Assunta (1214-1239) en Randazzo
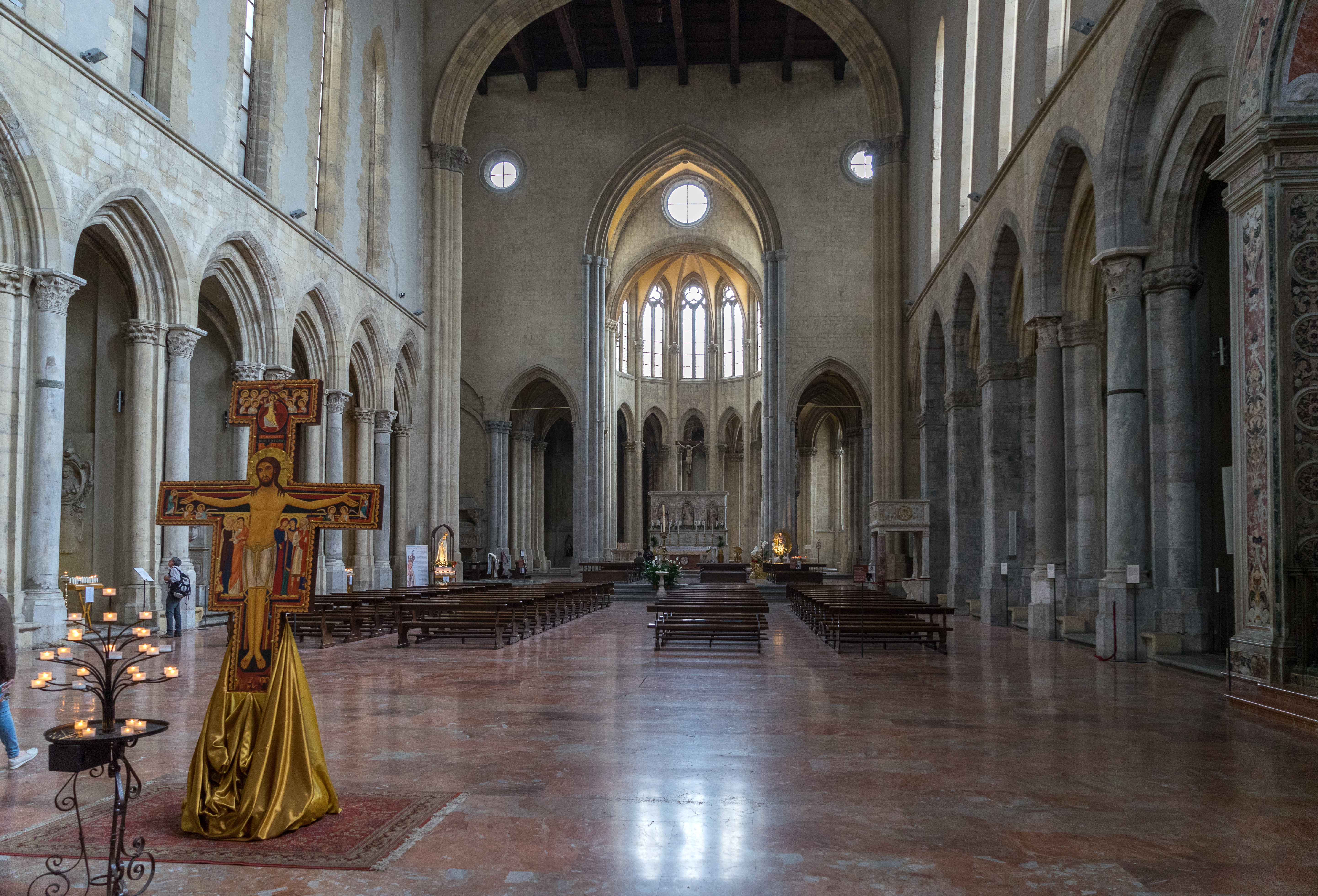
Basílica de San Lorenzo Maggiore (1235-siglo XVIII) en Nápoles, ejemplo único de ábside al gusto gótico francés en Italia
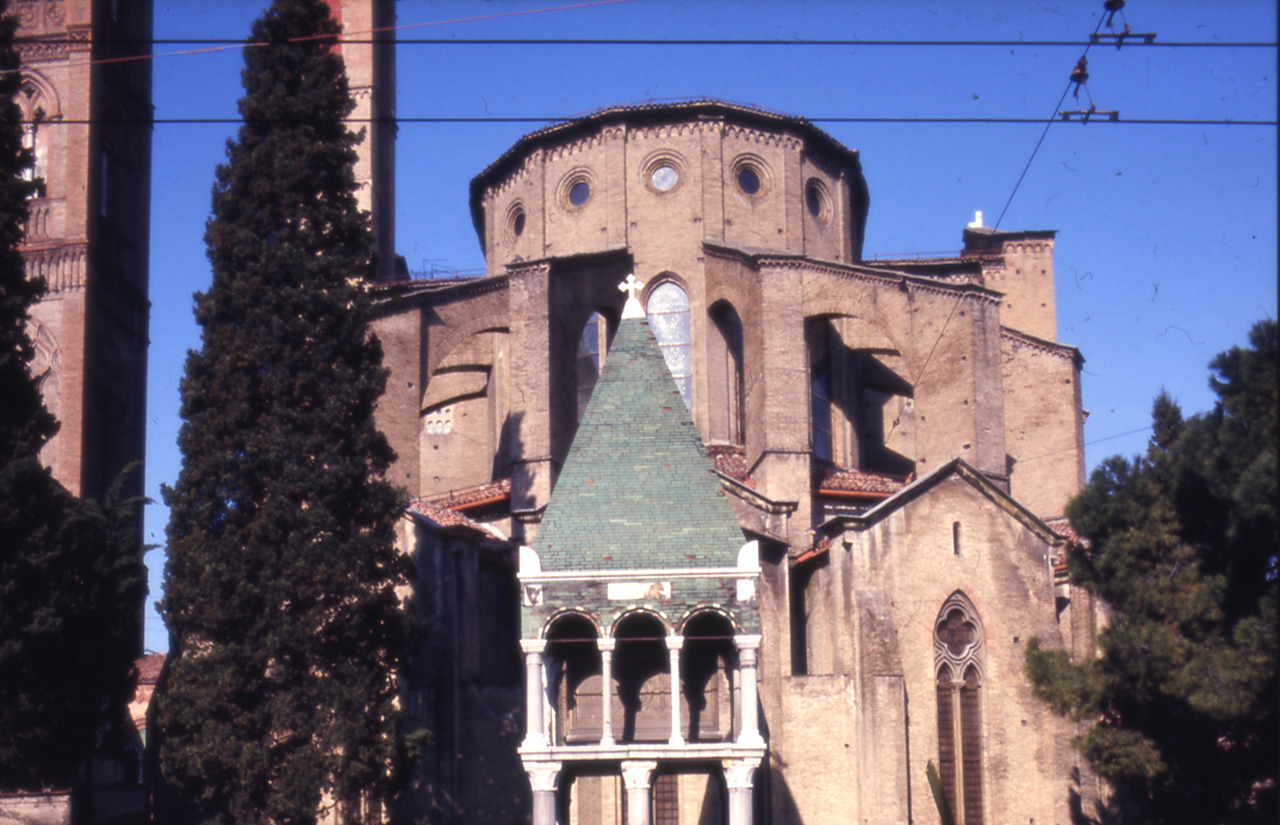
Basílica de San Francisco (Bolonia) (1236-1263), ábside con arbotantes
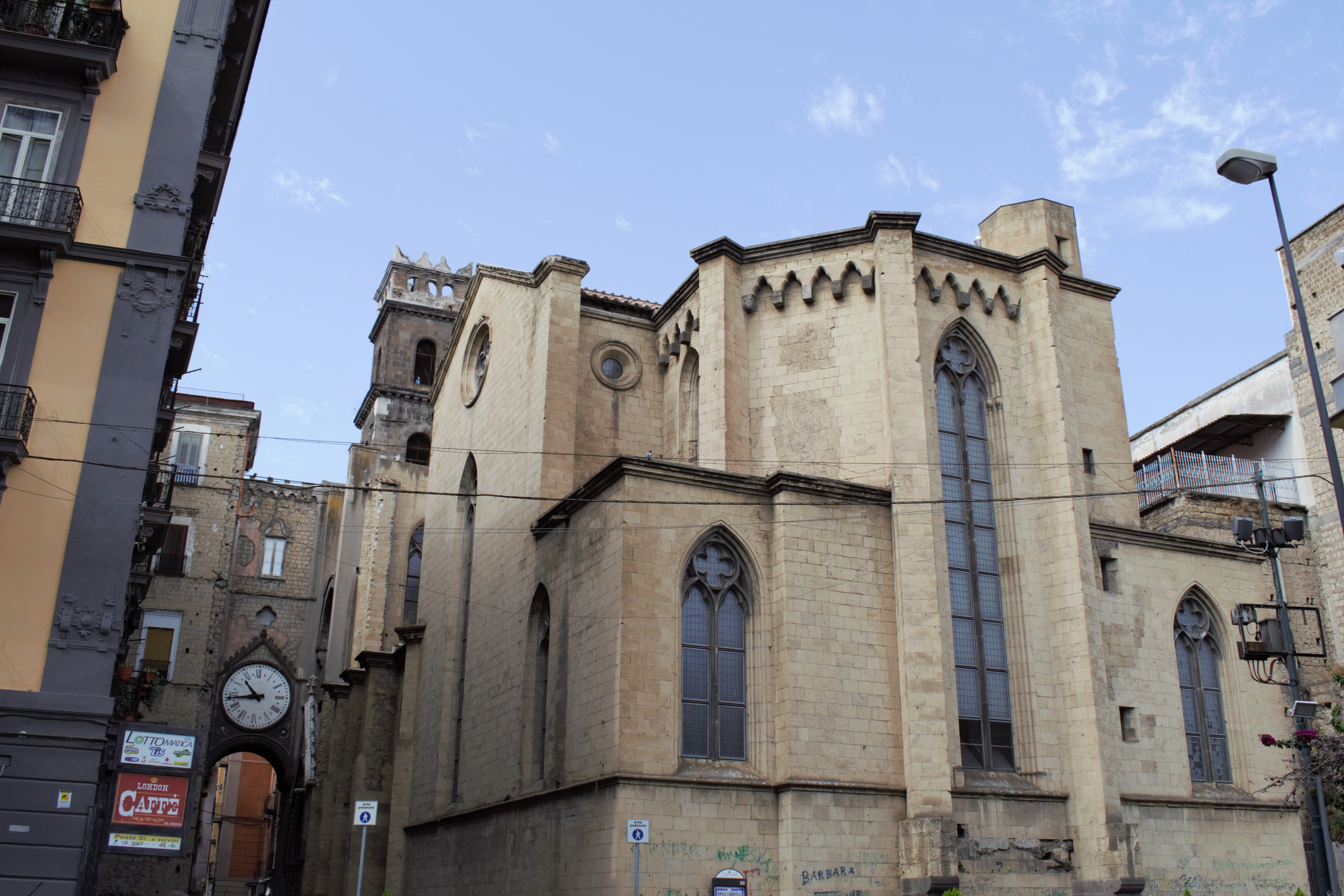
Ábside de la iglesia de Sant'Eligio Maggiore (1270-?) en Nápoles

### Fachadas

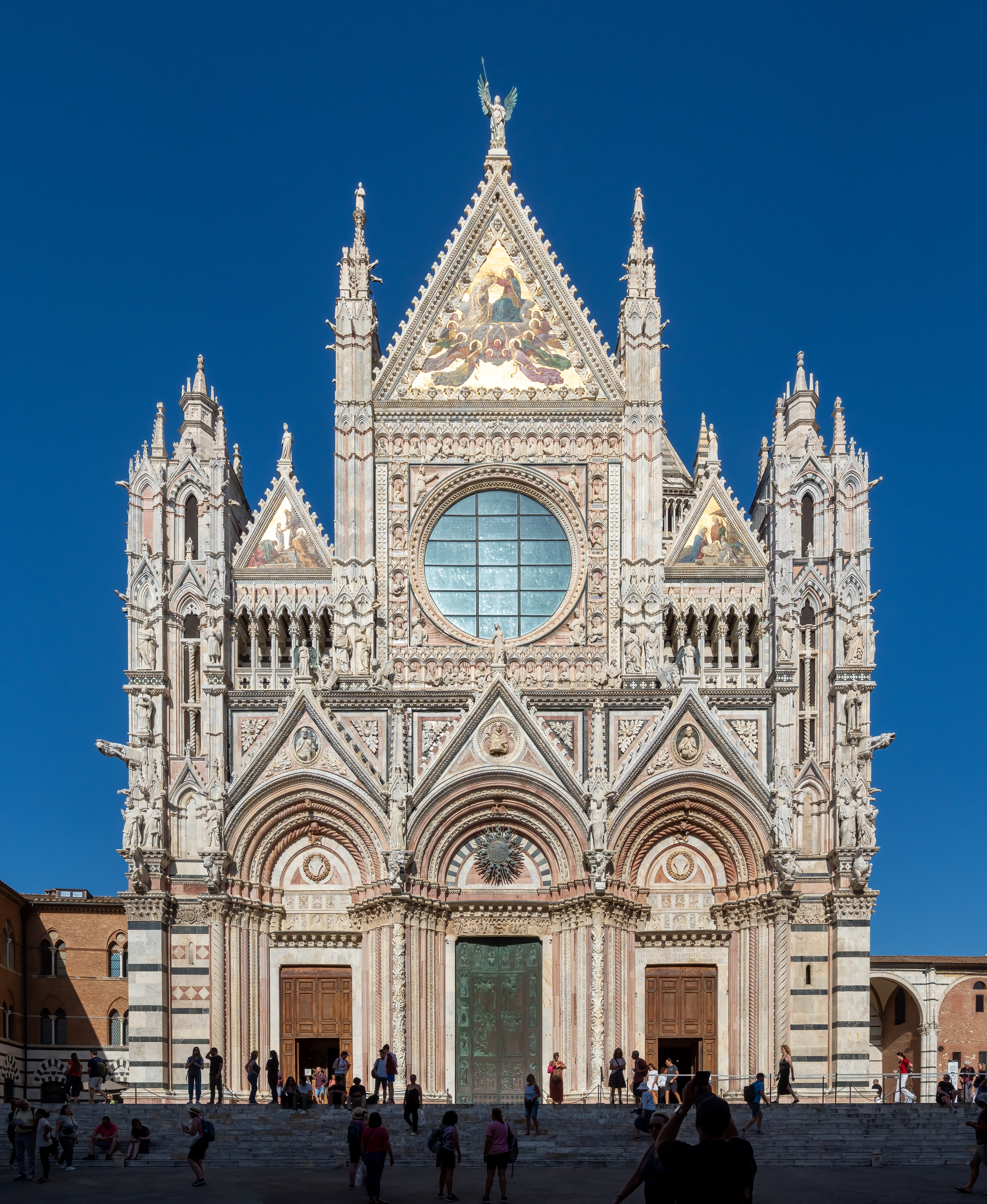
Fachada de la catedral de Siena

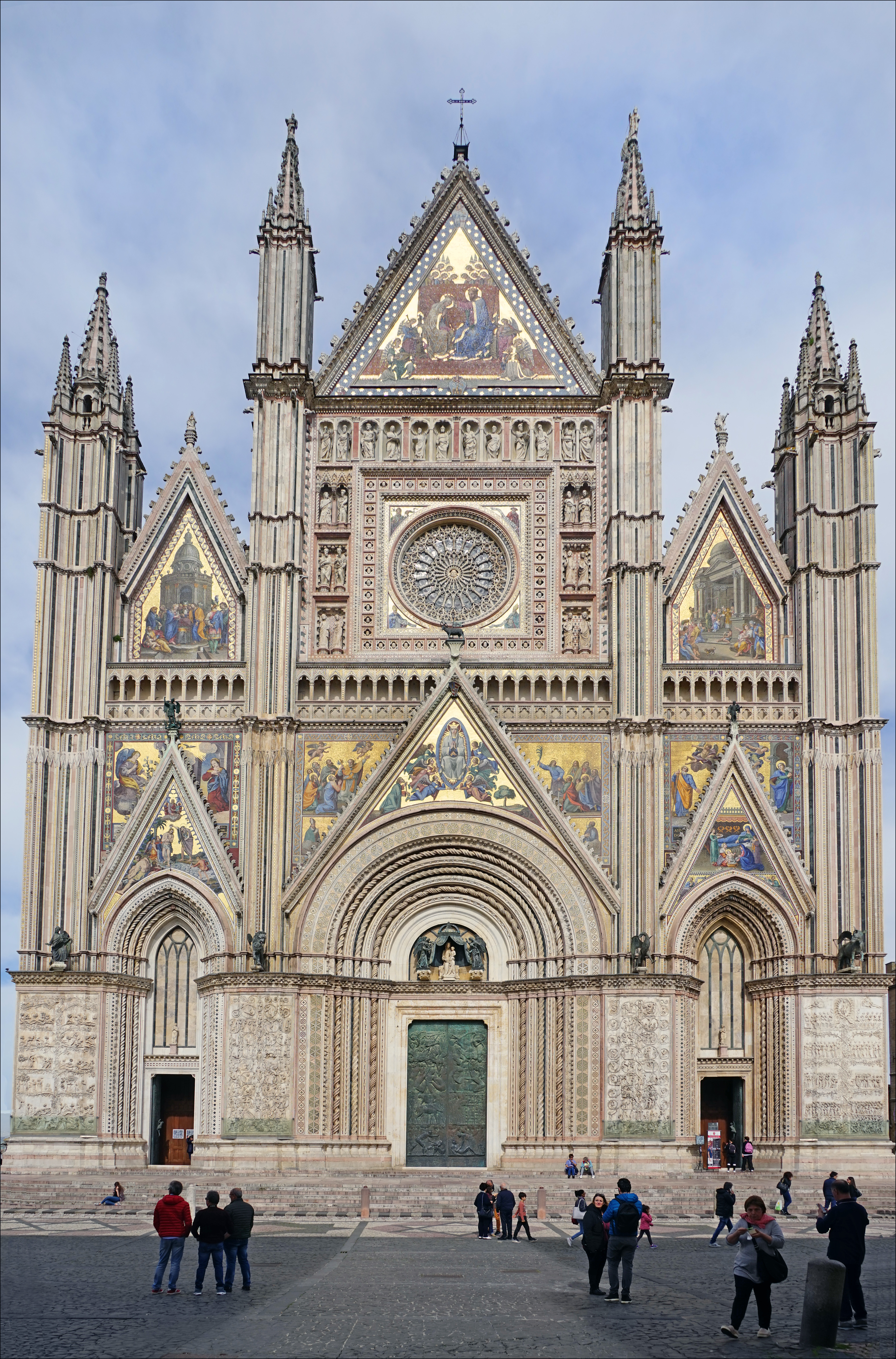
Fachada de la catedral de Orvieto

Las fachadas de las catedrales solían ser lo último que se completaba. No es coincidencia que muchos edificios eclesiásticos de considerable tamaño vieran la conclusión de la fachada con considerable retraso —por ejemplo, Santa Maria del Fiore en Florencia y la catedral de Milán no se completaron hasta el siglo XIX, y San Petronio de Bolonia quedó inacabada— y con frecuencia manifiestan un cambio continuo de género o gusto. Por eso hay pocas fachadas originales completas que puedan asociarse con el gótico italiano y que sean particularmente significativas o representativas del género. Son dos son los ejemplos más conocidos y elegidos como representativos del estilo, aunque ambos tienen un lenguaje arquitectónico similar: las catedrales de Siena y de Orvieto. 
La fachada de la catedral de Siena es la más antigua de las dos y se combina con un rico repertorio iconográfico. La parte basamental fue proyectada por el escultor Giovanni Pisano, quien también reconstruyó en formas góticas el piedecruz. El modelo de inspiración compositiva de los portales podría haber sido quizás la fachada de la catedral de Chartres, en su disposición y en las parecidas alturas. Los tres portales están profundamente separados y decorados en el lanzamiento por columnas retorcidas y finamente talladas. Las arquivoltas están rematadas por coronas decoradas con hojas rampantes. La decoración corresponde a la del estilo gótico radiante, como en la catedral de Reims, con nichos rematados en cúspide, con numerosas estatuas y gárgolas. Pisano trabajó para la catedral hasta que se completó el primer nivel de la fachada. Después de numerosos cambios en el diseño, la construcción de la fachada superior se confió a Camaino di Crescentino —también conocido como Giovanni di Cecco— quien ideó una fachada tricúspide que no tenía en cuenta las proporciones del nivel inferior, casi como si fuera una remate o coronación. En el centro se alza un enorme rosetón, enmarcado por una serie de nichos en los que se disponen los bustos de los antepasados de Cristo. El conjunto está coronado por una imponente cúspide triangular y flanqueado por dos pináculos; dos logias finamente cinceladas flanquean luego los dos pináculos, también coronadas por dos cúspides triangulares más pequeñas. Toda la fachada está cerrada lateralmente por dos imponentes contrafuertes finamente decorados con estatuas, nichos, gárgolas y agujas y aligerados por ventanas. La fachada se terminó alrededor de 1310, como atestigua un documento que solicita la creación de un mosaico para la aguja central.

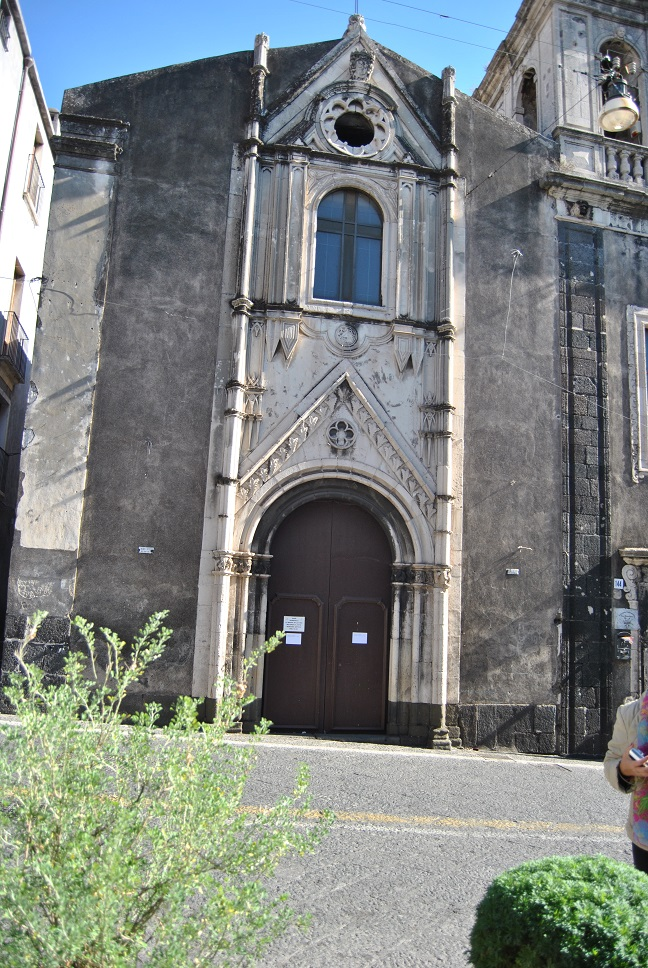
Fachada de la iglesia de San Antonio de Padúa en Acireale (1472)

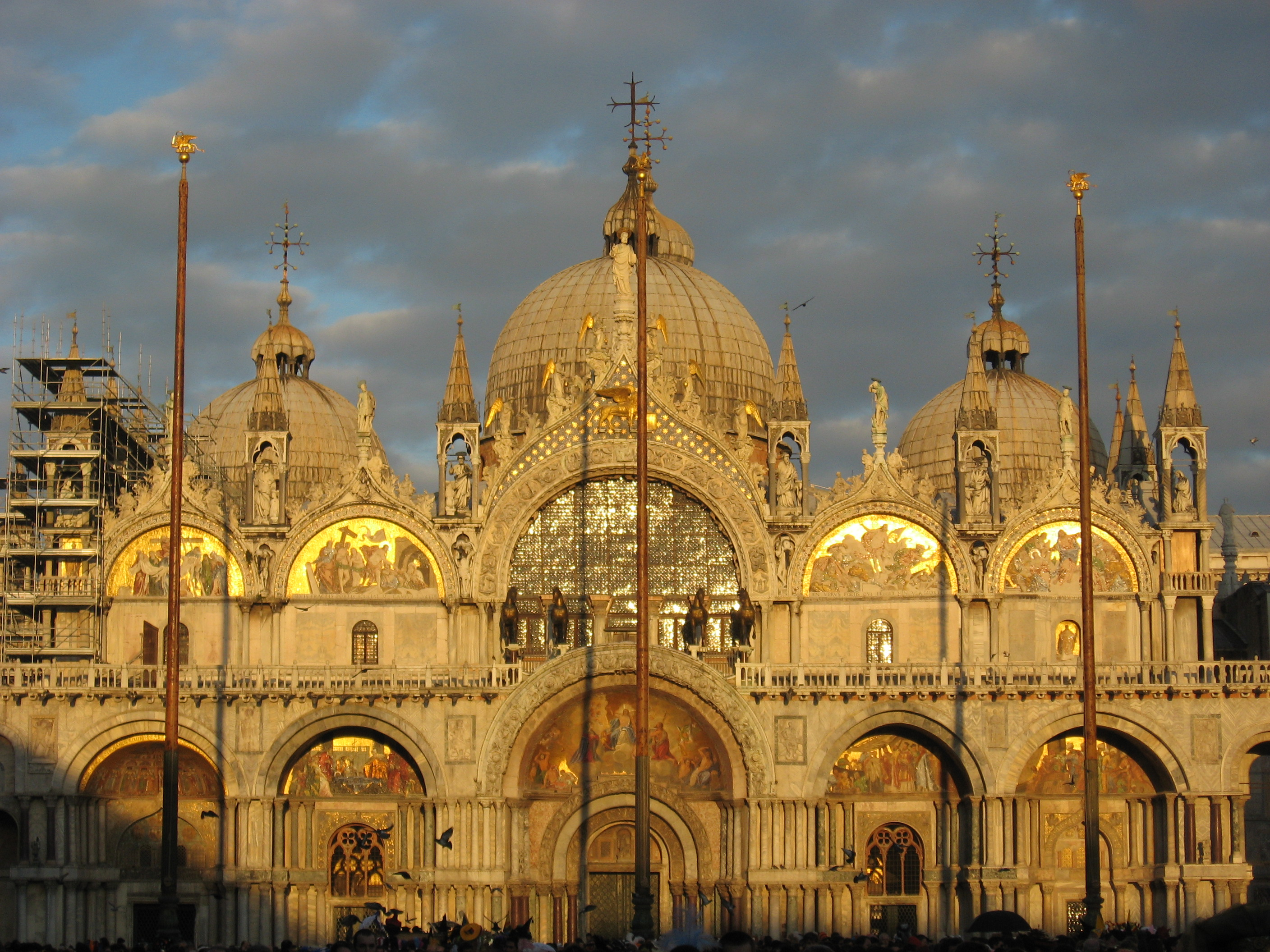
Facciata della Basilica di San Marco a Venezia.

Alrededor del mismo año, el sienés Lorenzo Maitani (c.1275-1330) comenzó a trabajar en la fachada de la catedral de Orvieto. Tomando como punto de partida la fachada recién terminada de la catedral de Siena, proyectó también un sistema tricúspide que demostrará ser más unitario. De hecho, los historiadores del arte moderno consideran que la fachada de la catedral de Orvieto es una versión mejorada de la de Siena. Está dividida en tres bandas verticales por cuatro potentes contrafuertes. La zona inferior está dominada por la mole del portal central flanqueado por portales laterales más pequeños. Los tres son cuspidados y la ghimberga del portal central es un triángulo equilátero, mientras que los de los portales laterales son triángulos isósceles. Una sútil logieta recorre casi todo el ancho de la fachada y es interrumpida por los contrafuertes. Un rosetón pequeño, pero cincelado, domina el registro superior. Está inscrito en un cuadrado formado por quabrilobes que contienen las cabezas de los reyes, que al mismo tiempo está inscrito en otro cuadrado cuyos lados están formados en la parte inferior por la logieta, y lateralmente y en la parte superior por nichos que alojan estatuas. La cúspide central también es un triángulo equilátero. Las cúspides laterales son triángulos equiláteros que coronan cuadrados. Los cuatro contrafuertes terminan en la misma cantidad de agujas cónicas. La peculiaridad decorativa de la fachada radica en el hecho de que está cubierta casi por completo con mosaicos sobre un fondo dorado, casi para hacerse eco de las antiguas tradiciones de los mosaicos italianos.
Sin embargo, estas dos soluciones constituyen las únicas excepciones a las fachadas góticas italianas, que, cuando se completaron, estaban ancladas a los estilemas románicos, con el único añadido de pilastras en la fachada para soportar su peso. 
El campanario rara vez se incorporaba al resto de la fachada, bien por estar desconectado de la iglesia —como en el caso de la iglesia Assunta en Erice, o los ejemplos excepcionales del campanile de Giotto de Santa Maria del Fiore y de San Martino de Randazzo—, o más a menudo por estar unidos al cuerpo de la iglesia como en la basílica de San Francisco de Asís o en la iglesia de los franciscanos en Bolzano, como sucede en las iglesias francesas y alemanas: este es el caso de la basílica de San Andrés de Vercelli o de la catedral de San Lorenzo en Génova, pero también hay soluciones bastante articuladas e innovadoras, como en el caso de la catedral de Palermo, quizás el único caso en el que la fachada principal es la lateral —también gótica, aunque tardía y de gusto catalán— mientras que la entrada a la nave central se fusiona con el tejido urbano mediante grandiosos arbotantes circulares. La fachada parece estar decorada con cornisas singulares que dibujan una fachada en la fachada, imitando los modelos orientales, bien conocidos por los arquitectos venecianos de la iglesia de San Giovanni en Bragora o en el mejor ejemplo del género —un gótico "orientalizante"—, es decir, la fachada tardogótica de San Marcos. Este gusto, ciertamente influido por las relaciones comerciales con el Imperio bizantino, también fue evidente en la primera fachada de la catedral de Messina, sin embargo reconstruida después del terremoto de la Calabria meridional del 1783, luego del terremoto de 1908 y del bombardeo de 1943. 

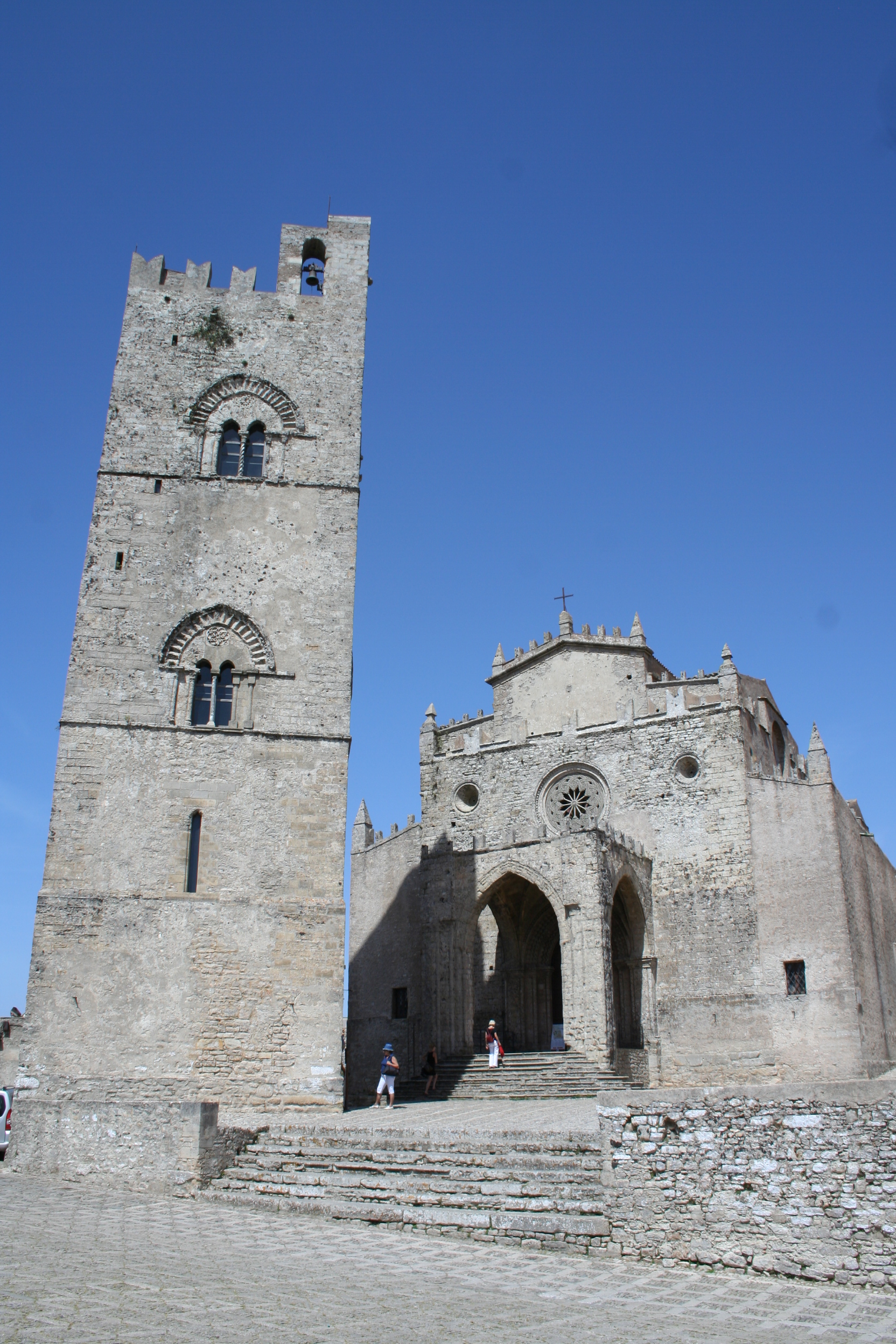
iglesia Assunta en Erice
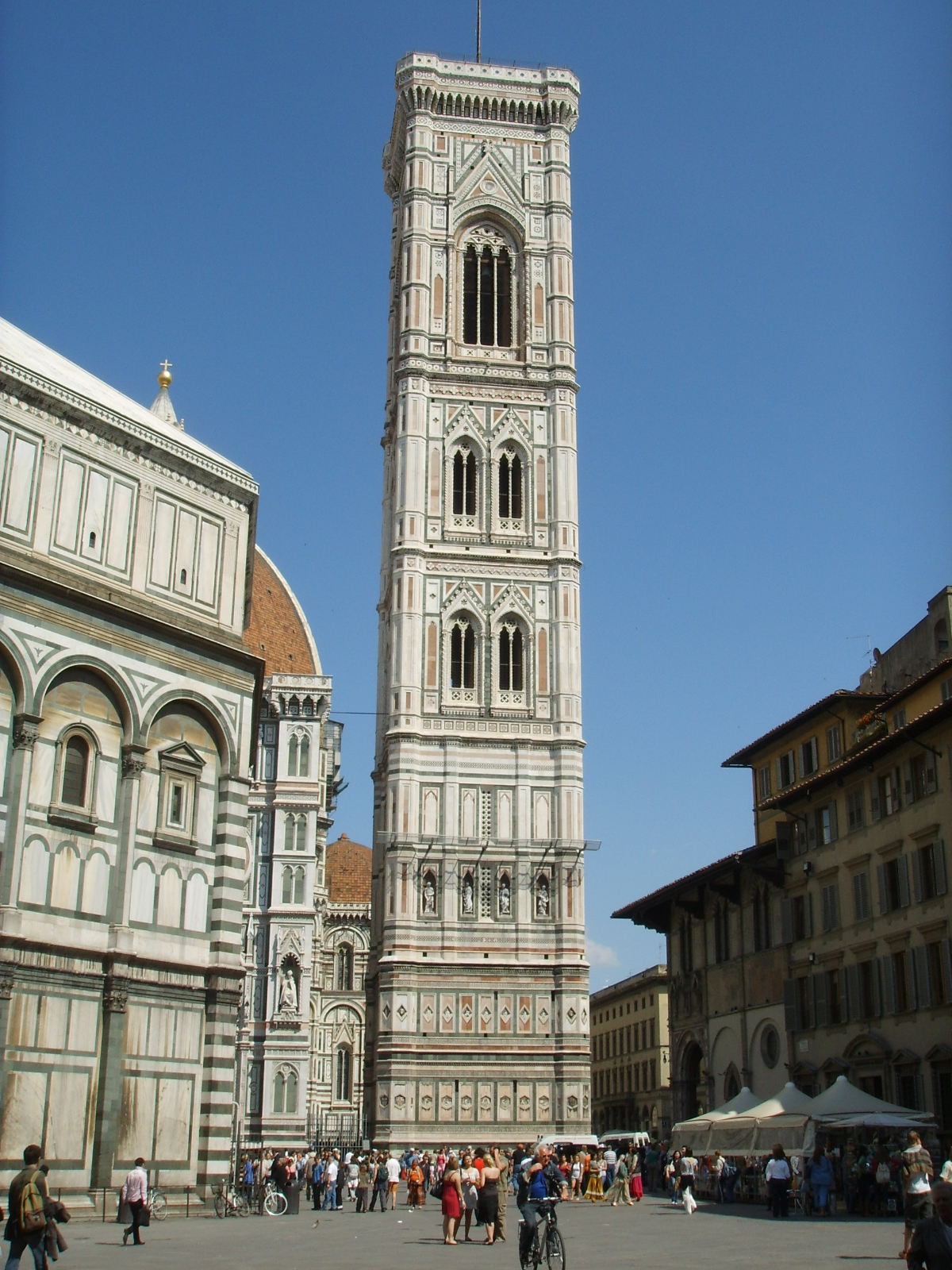
El aislado campanile de Giotto de Santa Maria del Fiore, en Florencia
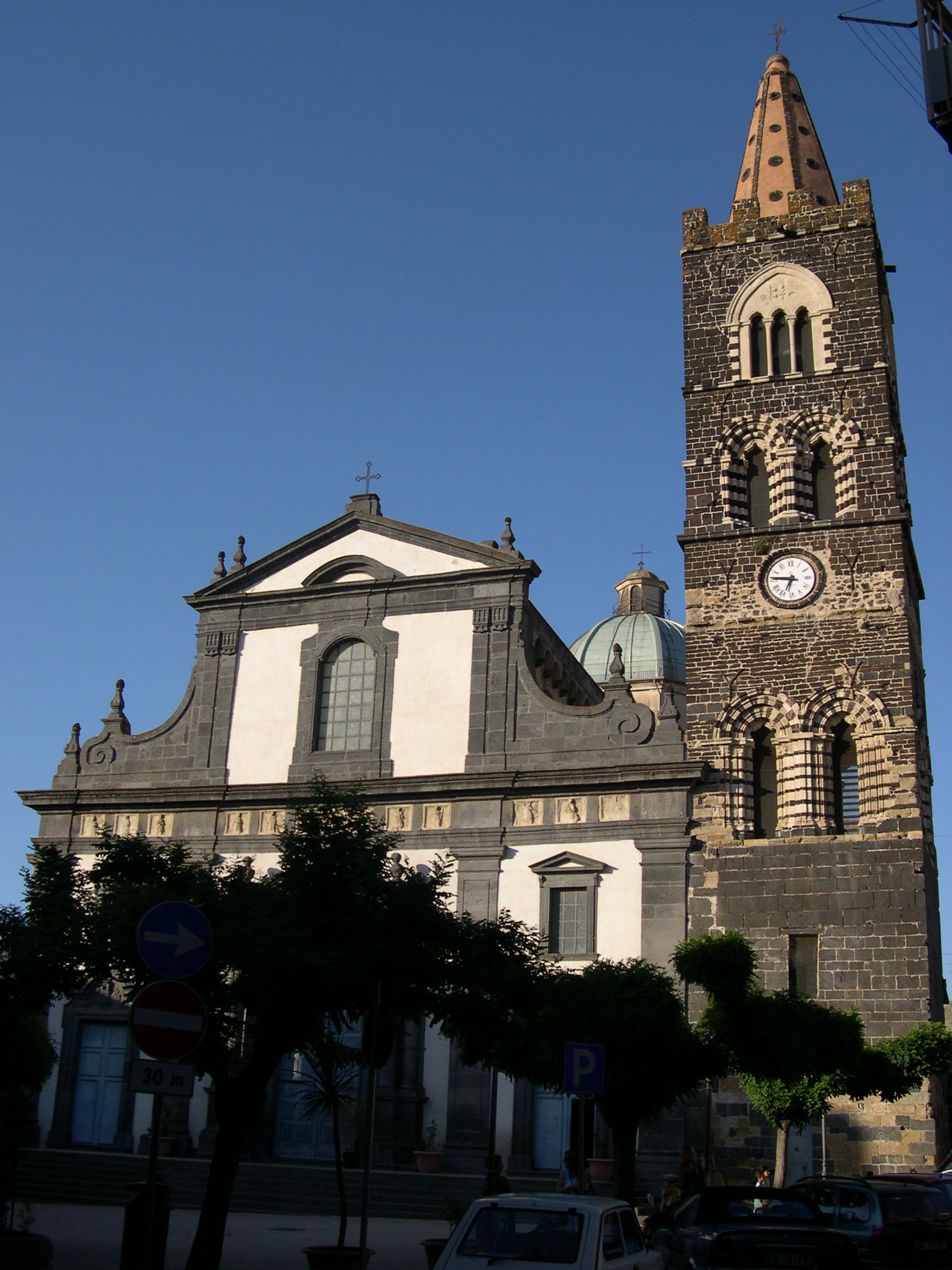
Campanile de época normanda de San Martino en Randazzo; la fachada es muy posterior.
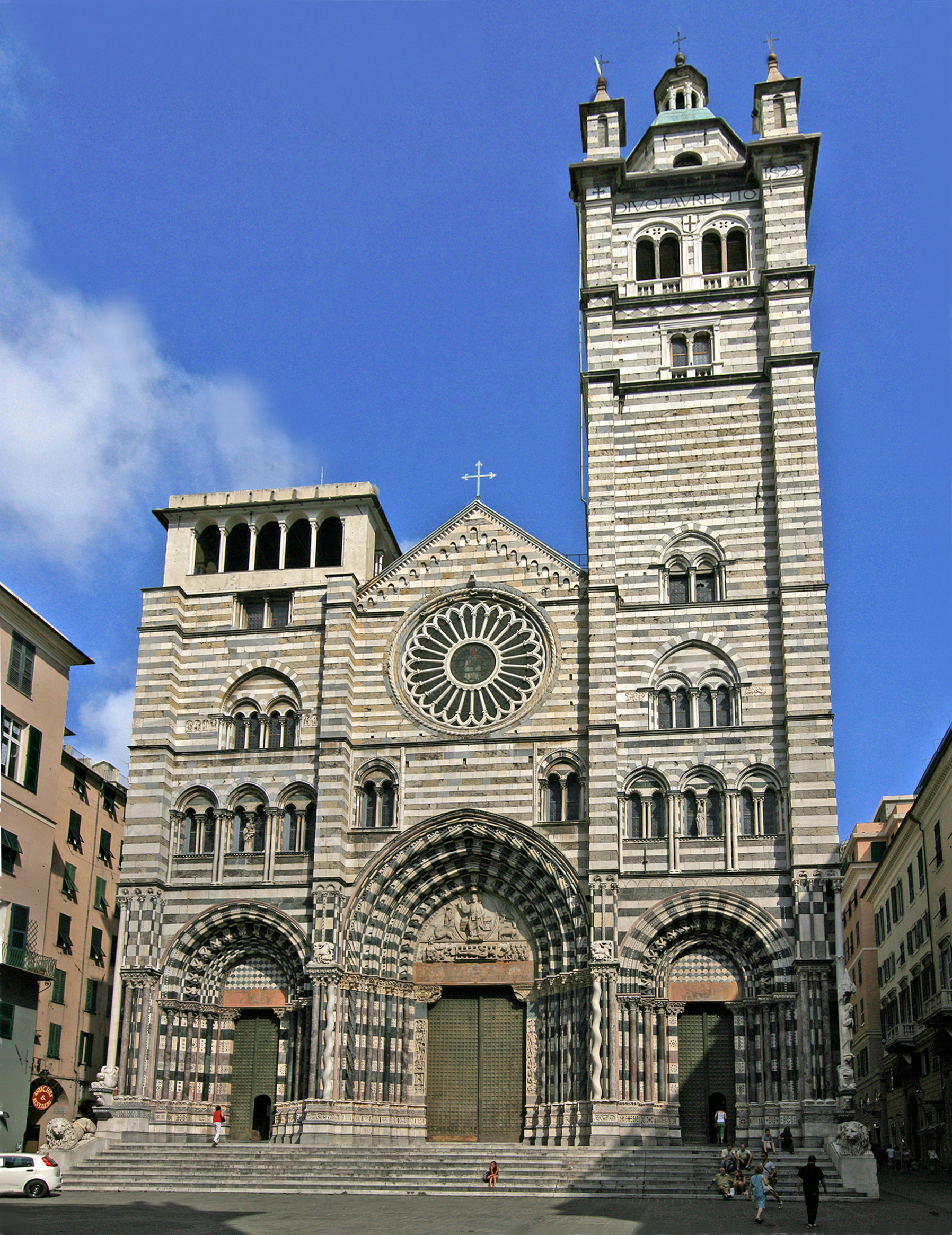
Catedral de San Lorenzo en Génova: la fachada se hizo en 1307-1312; la pequeña galería de la torre noreste es de 1455 y la opuesta, manierista, de 1522.
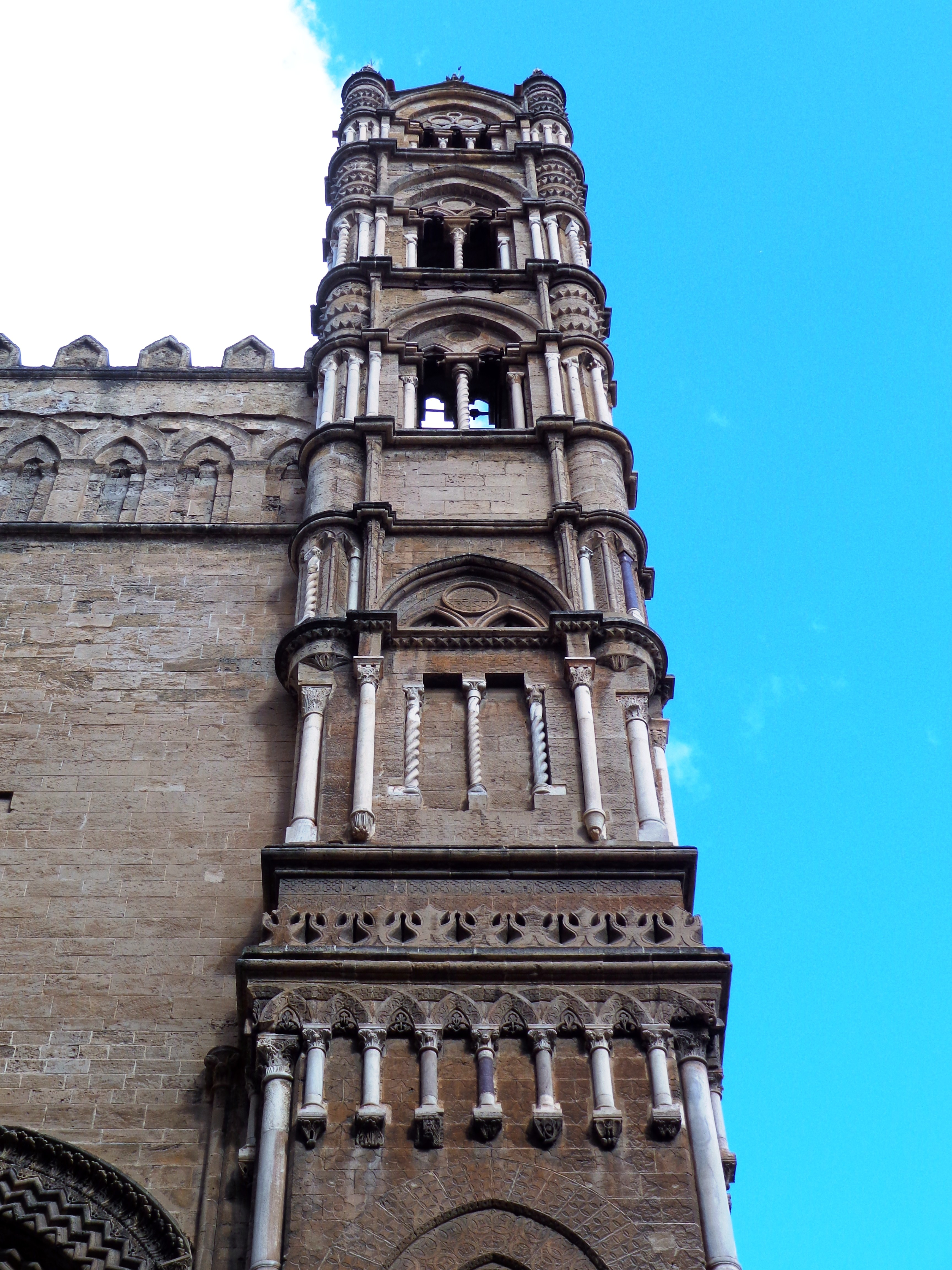
Campanile de la catedral de Palermo
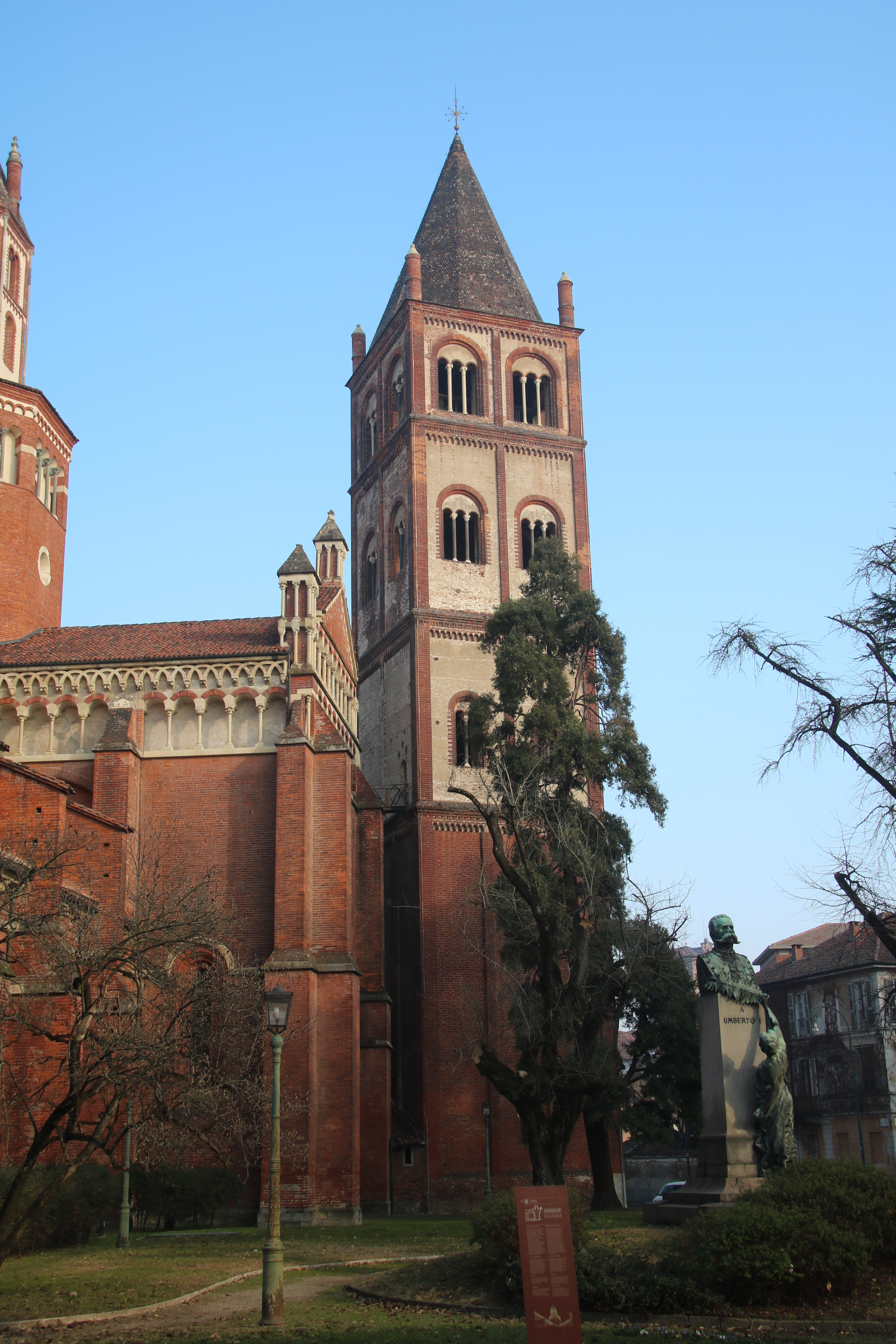
Campanile aislado de la basílica de San Andrés de Vercelli
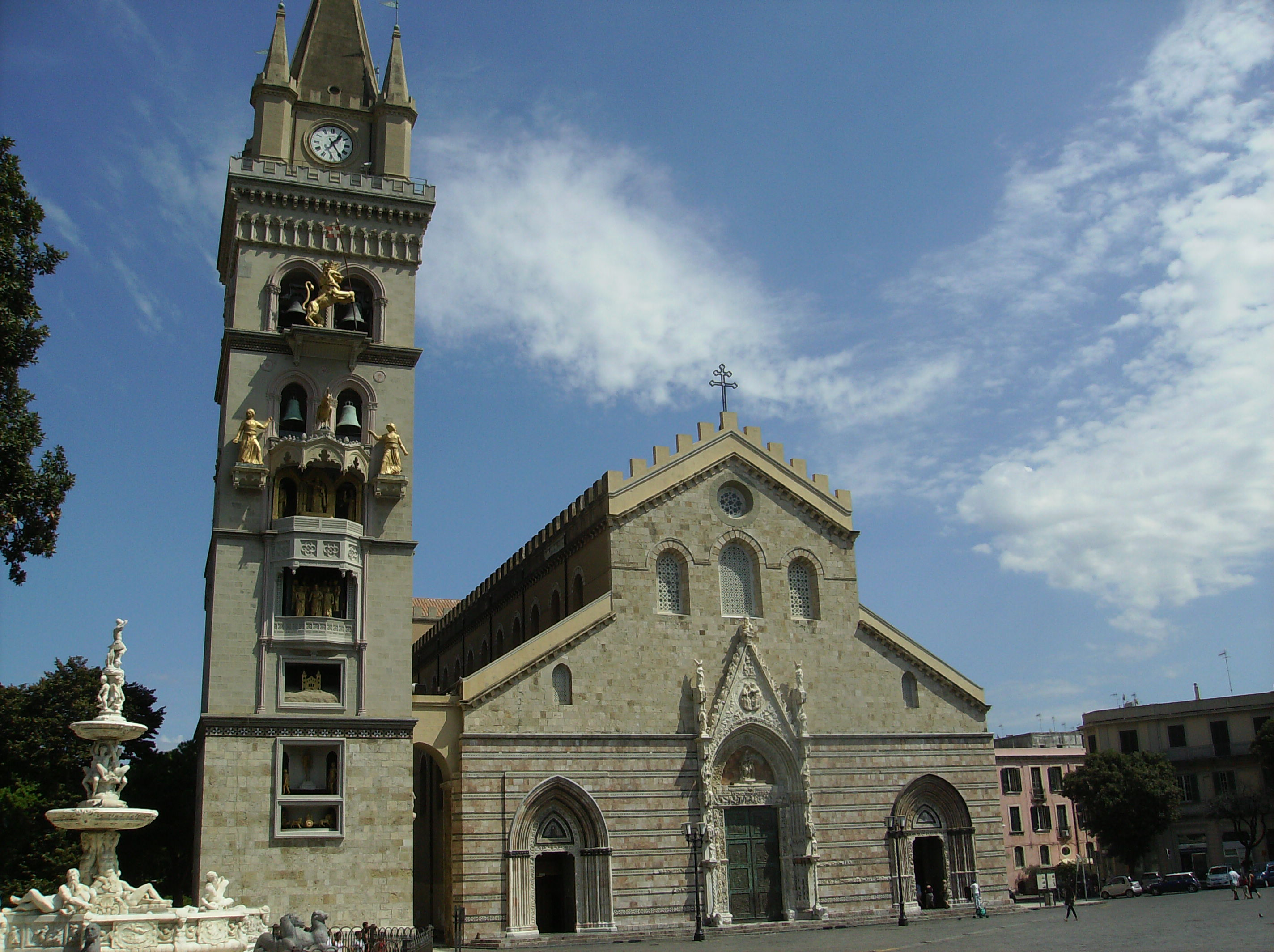
catedral de Messina
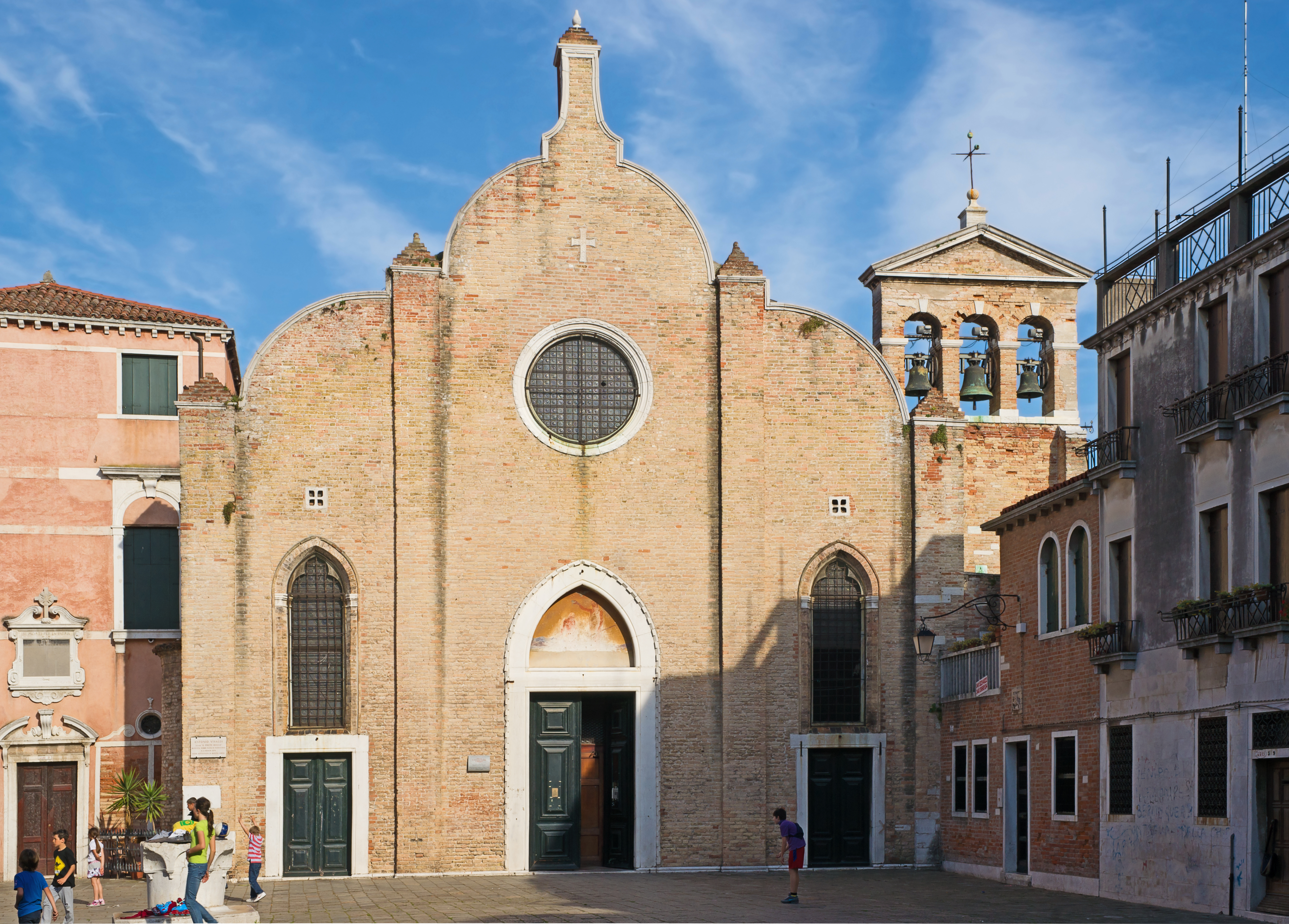
San Giovanni in Bragora, Venecia, fachada (1475-1505) de Sebastiano da Lugano

Sin embargo, aparte de los ejemplos antes mencionados y de algunas otras variantes, el modelo principal estuvo dictado por el gusto románico anterior, con la variación de pequeñas dispositivos, como la apertura del rosetón sobre la entrada, el achaflanado del portal, la presencia de contrafuertes en fachada. Un ejemplo válido de este modelo se encuentra en la iglesia de Santa Anastasia en Verona, en la que es perfectamente legible, a diferencia de las iglesias francesas o alemanas, la diferencia de altura de las naves laterales, cubiertas por techos inclinados. Otras variantes son inclinadas más o menos simples, con ricos portales elaborados y rosetones entrelazados con columnas, como las iglesias de Sant'Agostino di Trapani y Santa Maria del Carmine de Pavía y la catedral de Monza.

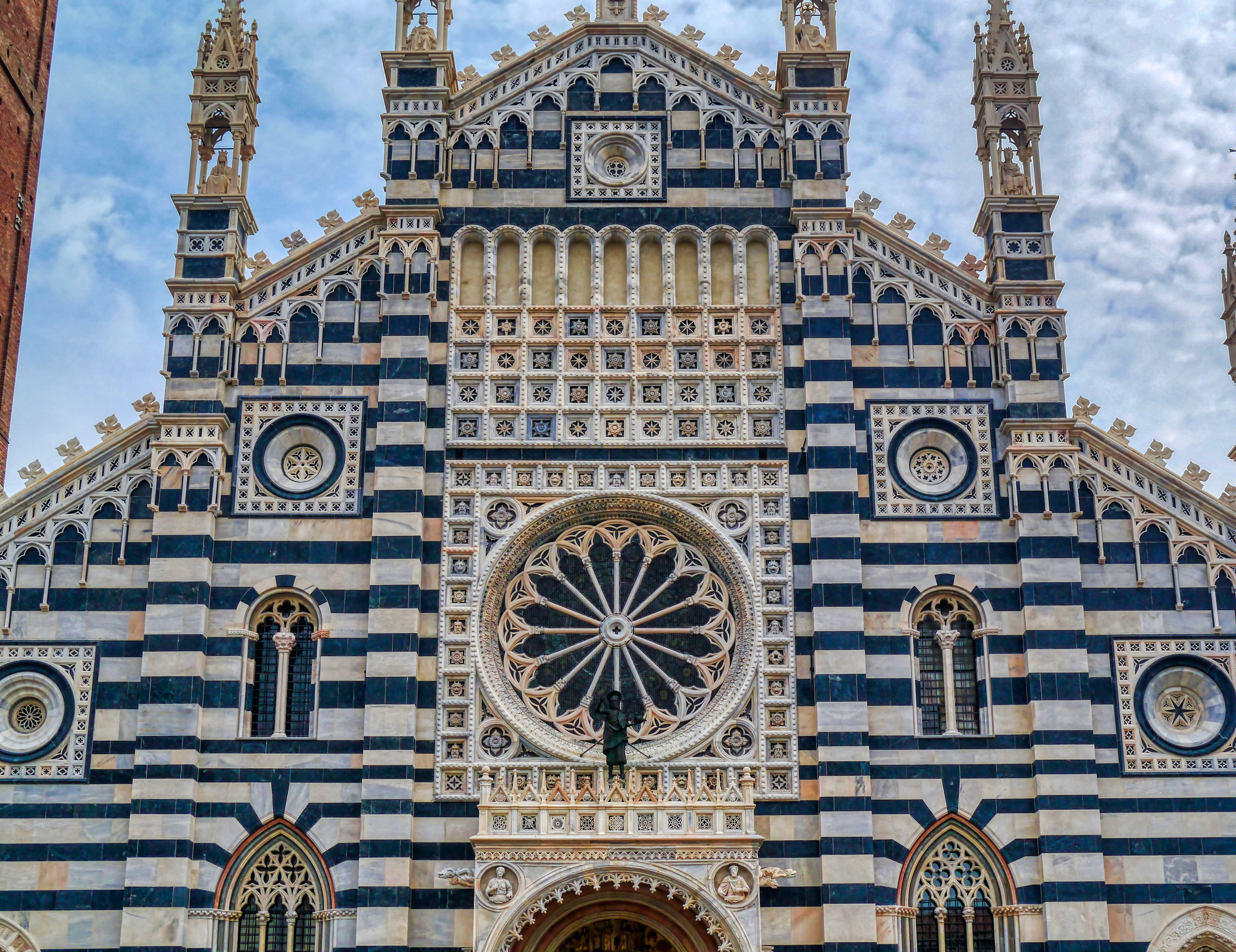
Detalle de la catedral de Monza, con el gran rosetón encuadrado por un motivi inspirado por plafones romanos antiguos, decorado por rosetas, máscaras y motivos estrellados.

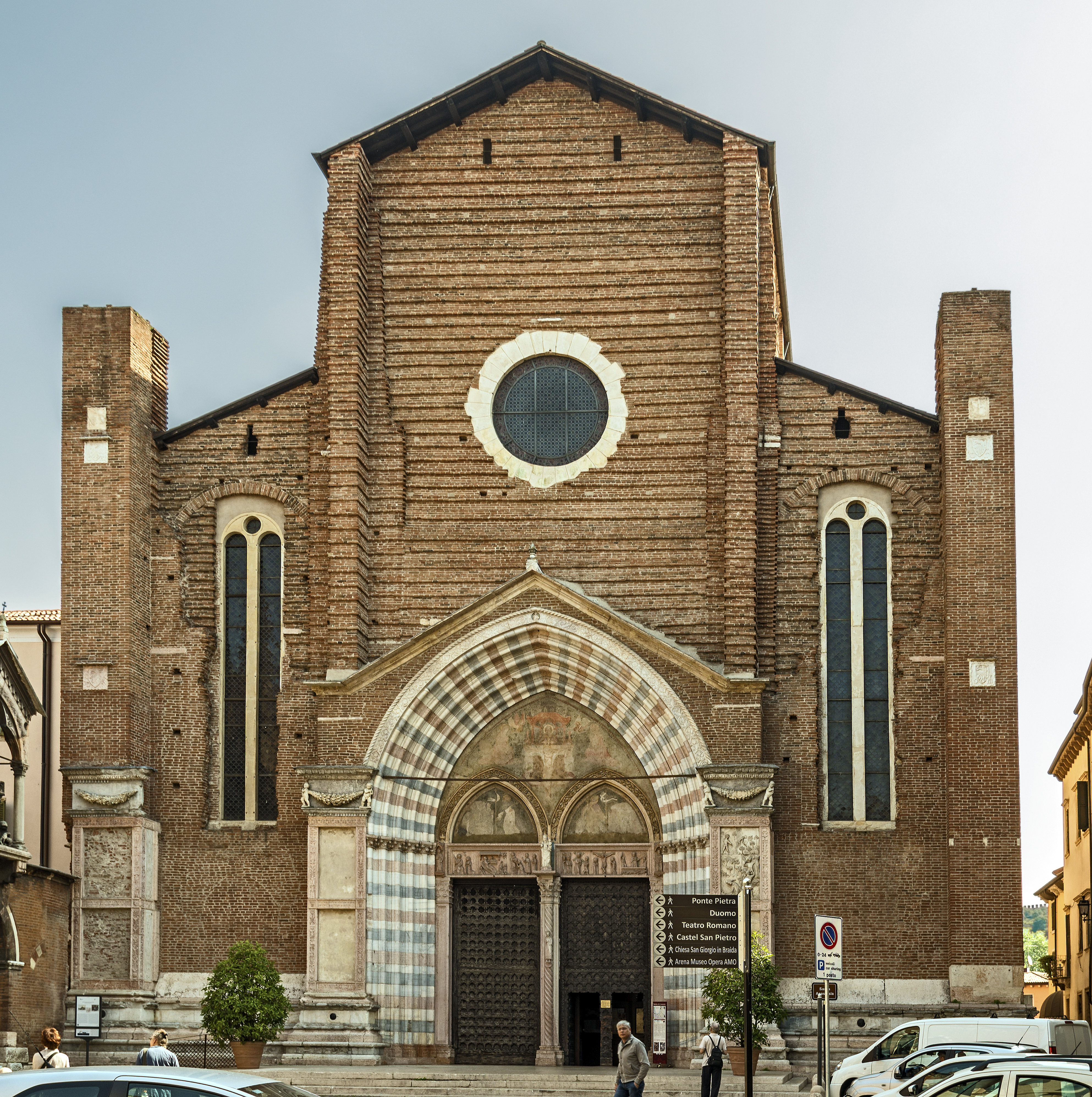
Iglesia de Santa Anastasia (Verona)
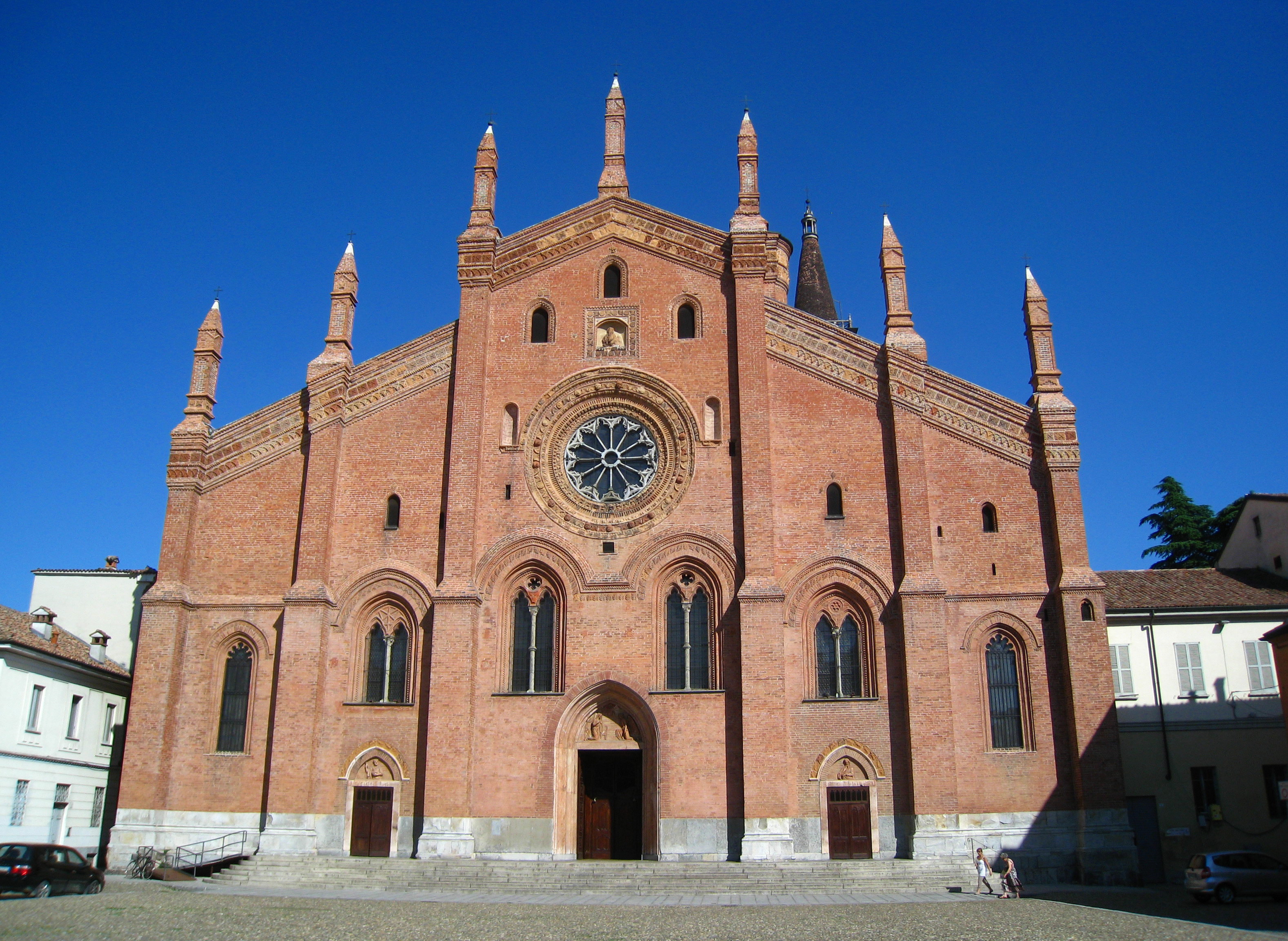
Santa Maria del Carmine (1374-1461) de Pavía, obra de Bernardo da Venezia
Catedral de Monza, con el campanile más tardío (1592-1620)

Otra forma de fachada, siempre derivada de los modelos románicos, es la rectangular, libre de diferencias entre las naves, caracterizada por un portal central extendido y ricamente decorado, un rosetón y bandas horizontales obtenidas con el usos de piedras o mármoles de diferentes colores. Este ejemplo fue seguido en la basílica de Santa Maria di Collemaggio, en el Duomo de Atri, en el Duomo de Todi o en el santuario de Santa Maria di Stignano cerca de San Marco in Lamis.

Basilica di Santa Maria di Collemaggio, L'Aquila.
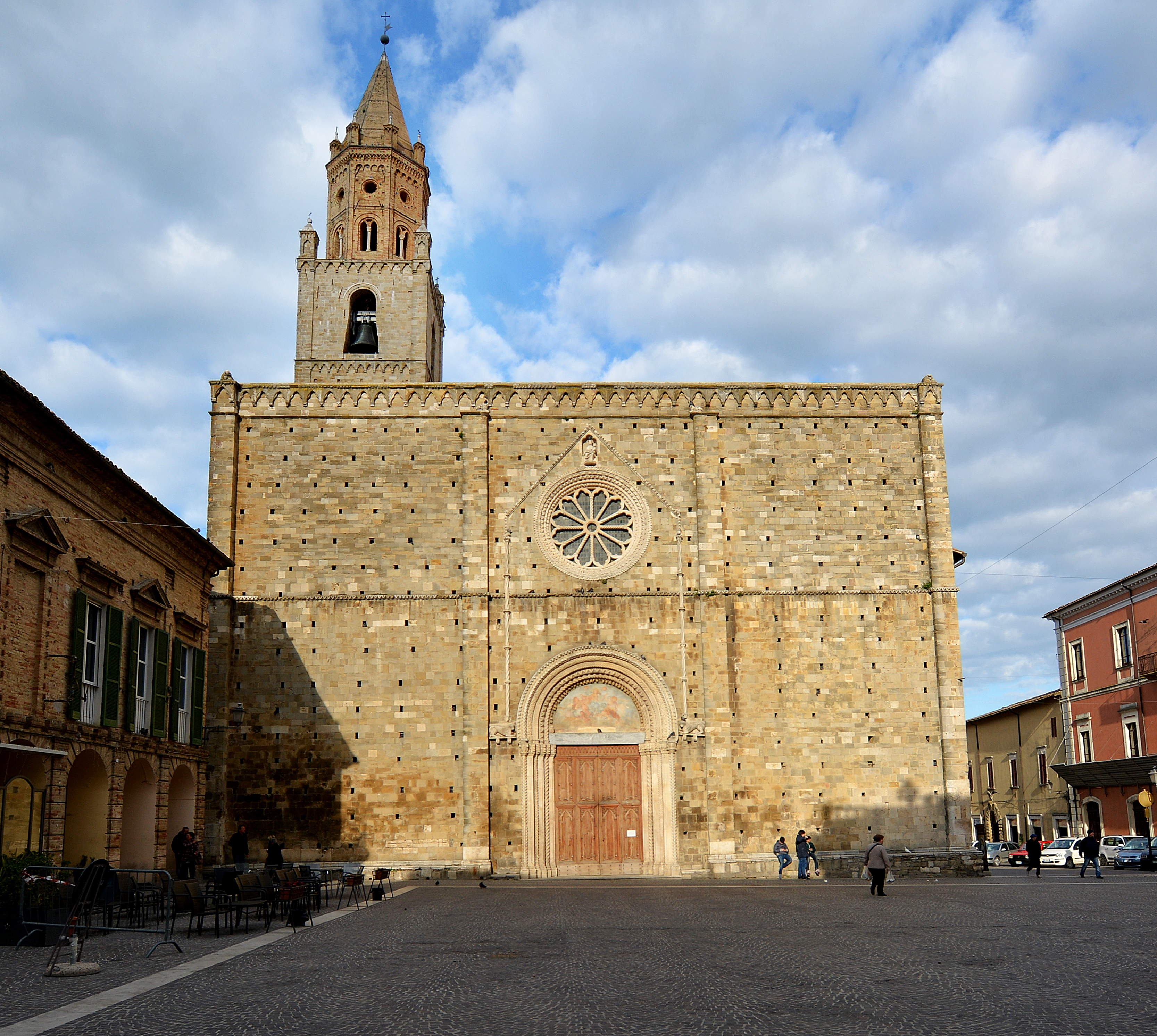
Duomo de Atri (1288-1305)
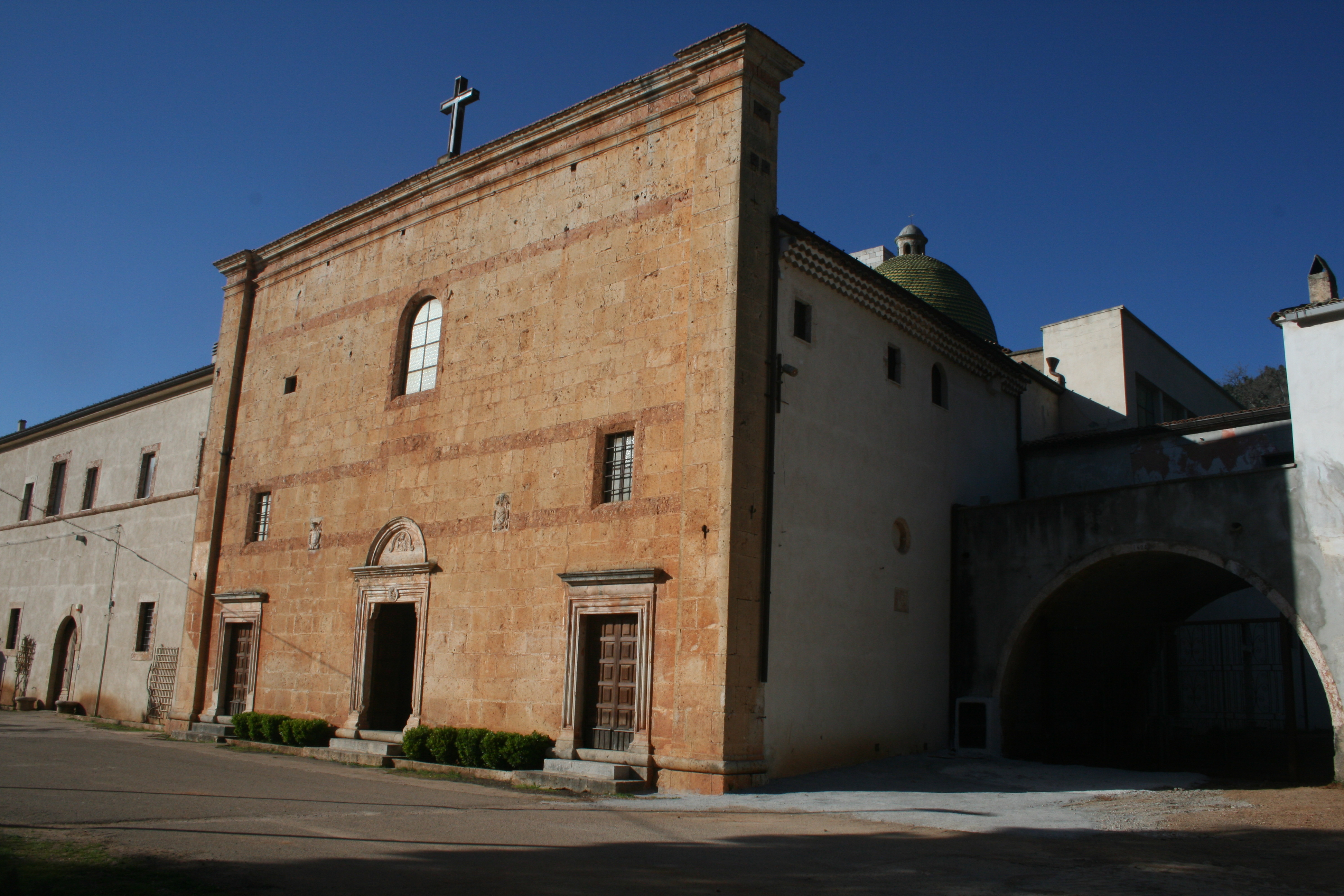
Facada del santuario de Santa Maria di Stignano
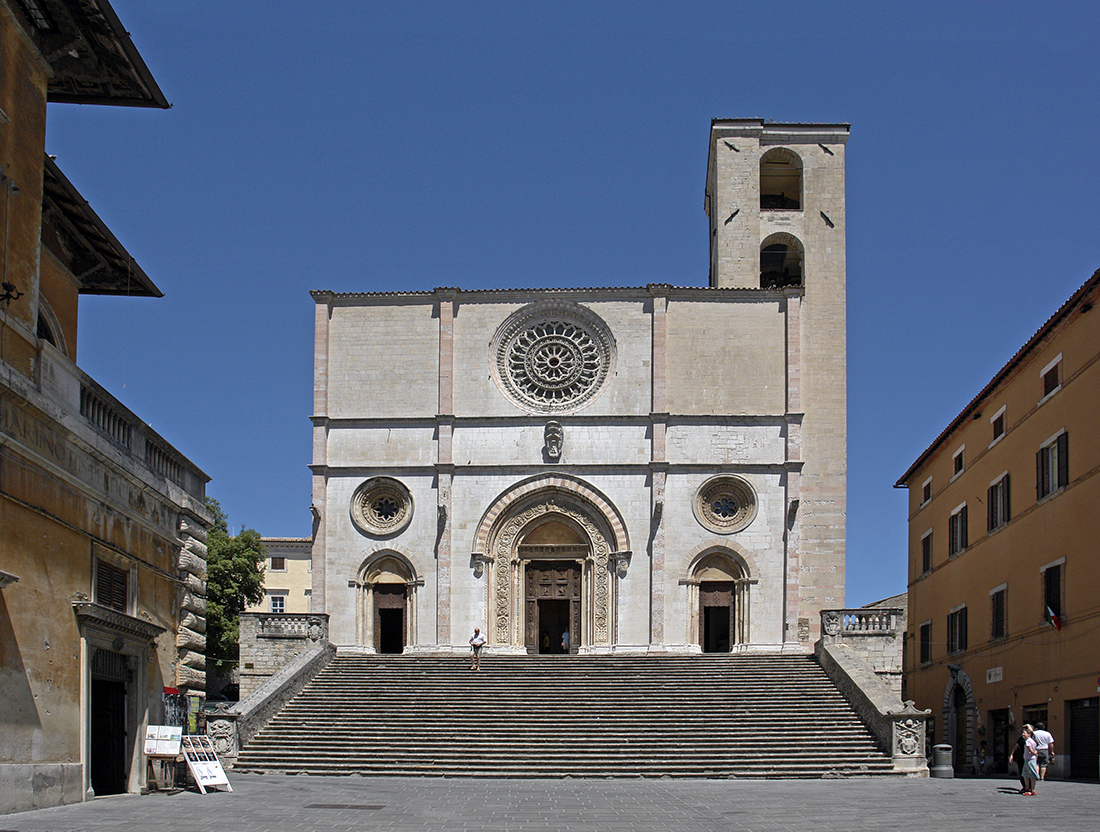
Duomo de Todi

### Decoración

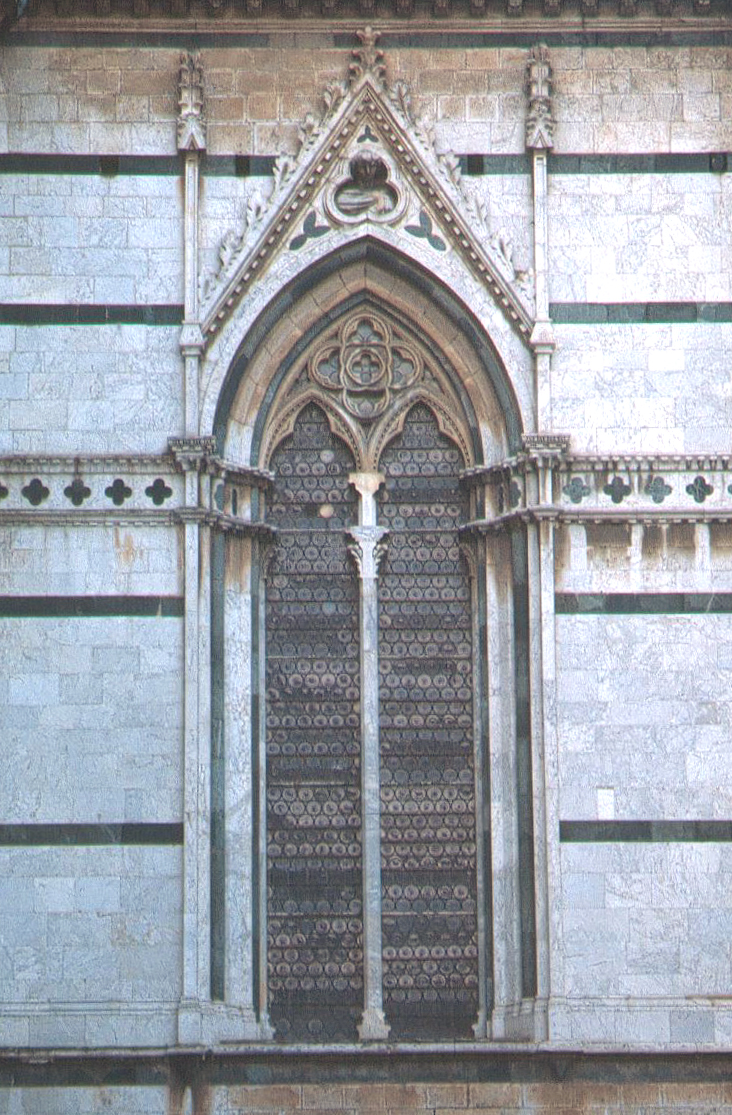
Ventana bifora (duomo di Siena)

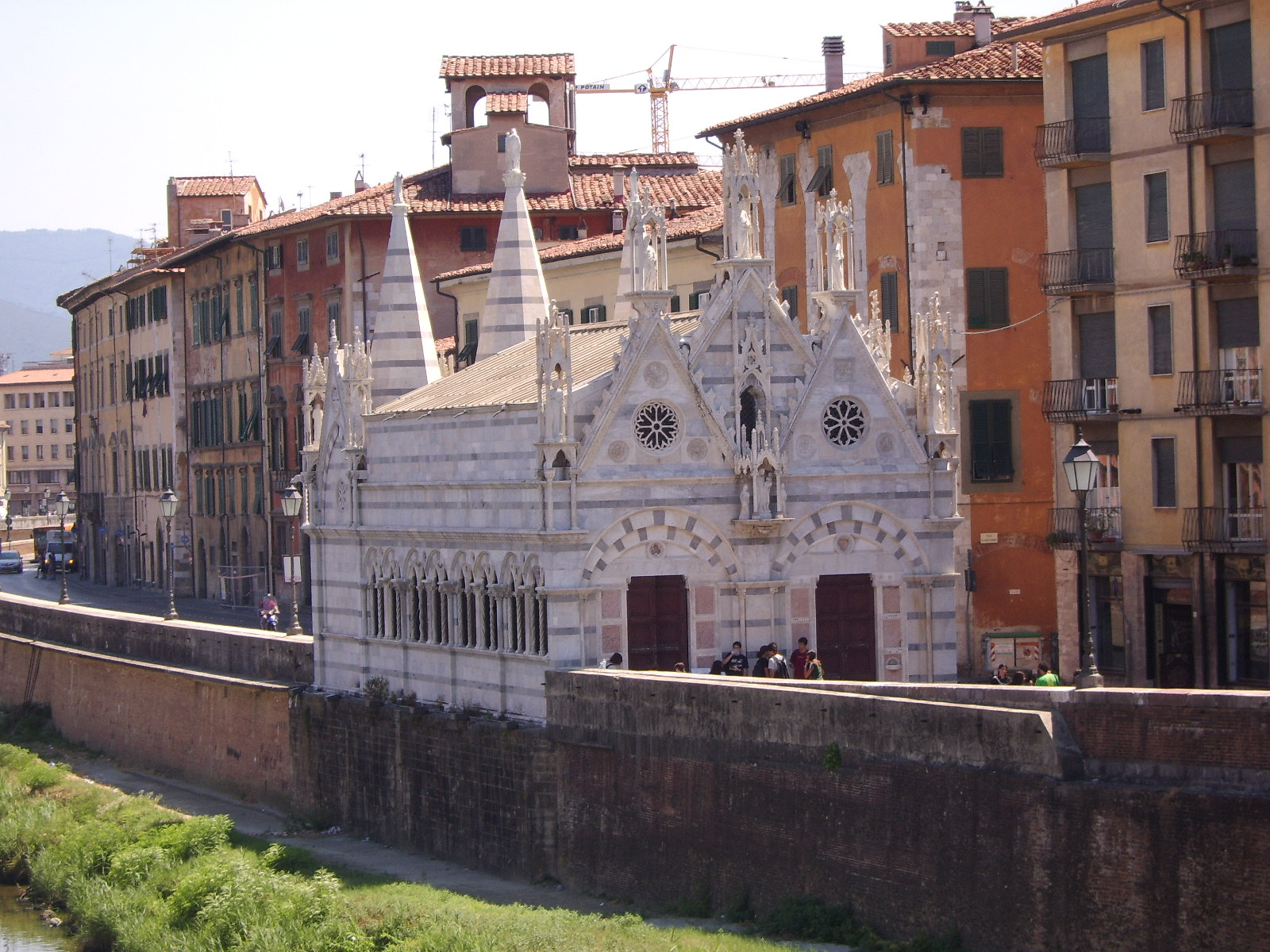
Comparto plástico y arquitectónico (Pisa, Santa Maria della Spina)

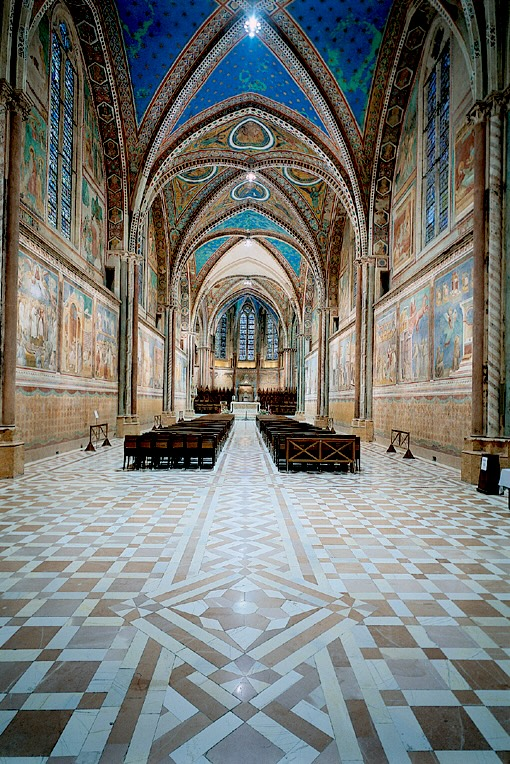
Interior y ciclos pictóricos (basílica de San Francesco de Asis)

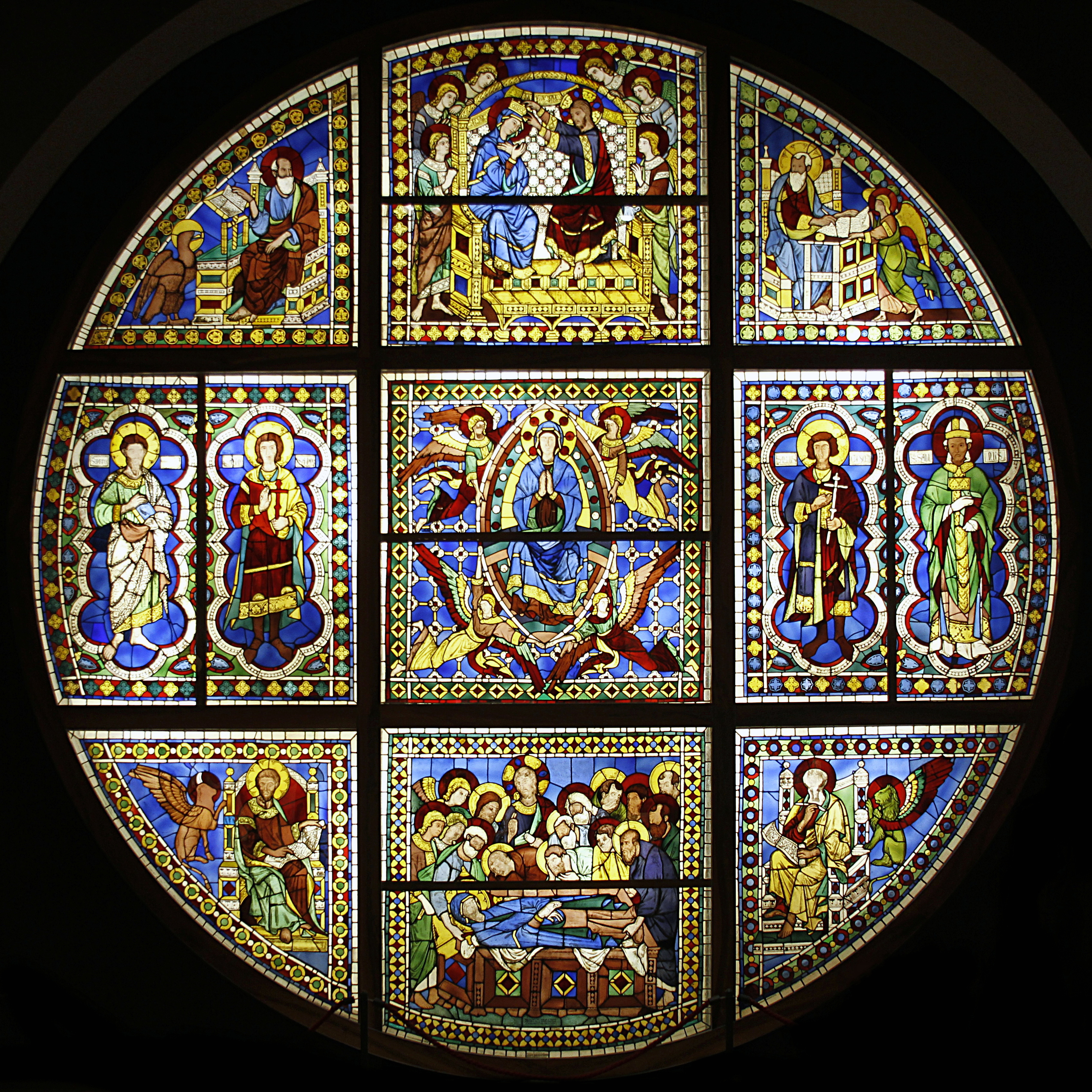
Invetriata (duomo di Siena).

En Francia, el género gótico de construcción requería minimizar las paredes para abrir grandes ventanas, dando a las edificaciones una apariencia diáfana. En Italia se renunció a todo ello para no permitir que el edificio perdiera toda su monumentalidad y grandeza. Eso no limitó la posibilidad y el estilo decorativo, que en su lugar conocieron diferentes formas de efecto notable, explotando la posibilidad del uso de piedras policromadas: a menudo se prefieren las diferentes vetas del mármol, pero a veces también calcarenita, granitos, basalto o incluso piedra de lava. Esta última conoció un uso predominante en las ciudades carcanas al Etna, iglesias como las catedrales de Siena y de Florencia hicieron un amplio uso del mármol policromado, principalmente con bandas horizontales que recorren las paredes. Un uso inteligente de las ventanas las convirtió en un objeto de considerable impacto decorativo, con predominio de biforas y triforas, pero también con ejemplos bastante atrevidos de cuadriforas (por ejemplo, en el presbiterio de la catedral de Orvieto) o las poliforas de la catedral de Milán.
El uso de esculturas en la fachada todavía estaba mediado por el repertorio románico que también influía en la «parsimonia» decorativa de las fábricas góticas italianas, pero no faltaron obras notables del repertorio plástico italiano, que, a partir de las escuelas artísticas meridionales que operaban en la corte de Federico II, estaban inspiradas en los modelos de la estatuaria clásica, alcanzando niveles notables de realismo. En particular, destacó el trabajo de Giovanni Pisano y de su escuela, quienes esculpieron el ciclo de profetas y sibilas en la fachada y los apóstoles en la parte superior de los contrafuertes de la catedral de Siena. Haciéndole eco, la fachada de la catedral de Orvieto también tiene un rico aparato plástico en los cuatro basamentos de los contrafuertes de la fachada, que consiste en relieves que narran las historias del Génesis y terminan en el Juicio Final, obra de Lorenzo Maitani. Las esculturas de bronce y el grupo plástico de la Majestad en la luneta del portal central también se atribuyen a Maitani. El repertorio de la catedral de Milán es, sin duda, el más rico, por las razones expresadas repetidamente, y está compuesto por más de 3400 estatuas, incluidos 96 giganti en la parte superior de los contrafuertes que sostienen las gárgolas que son las estatuas más antiguas de la catedral, además de los de los ricos portales de las dos sacristías y las decoraciones del deambulatorio. Un rico programa icónico también está presente en la parte delantera de la catedral de Palermo, mientras que en general la riqueza compositiva escultórica se limitaba casi solo al portal.
En cambio, se le dio un amplio espacio a la pintura. Internamente, de hecho, muchas basílicas estaban decoradas con complejos ciclos de frescos. El más representativo es quizás constituido por el ciclo de la basílica de San Francisco de Asís, creado por los maestros Giotto y Cimabue, entre los más importantes representantes de la pintura italiana de los siglos XIII y XIV. El primero realizó los frescos de las paredes de la nave única con las historias de la Vida de San Francisco y el coro, mientras que el segundo hizo los frescos de los brazos del transepto y de la bóveda del presbiterio. Cimabue ya estuvo presente para la realización del área pictórica de la basílica inferior, junto con el grupo de Siena. Las grandes superficies con frescos se pueden reconocer en muchos templos, como en las basílicas de Santa Maria Novella y de la Santa Croce en Florencia, que adornaron sus capillas con hermosos ciclos pictóricos realizados por los artistas más famosos del momento. La pintura conoció un aire fresco y de novedad gracias a los pintores del centro-norte que iniciaron el camino hacia el naturalismo pictórico, mientras que en el sur y en Sicilia se prefería la elegancia y el refinamiento de la composición bizantina, con pocas variaciones significativas, como por ejemplo, el uso del campo azul en lugar del campo dorado. Entre los ejemplos más significativos destacan la iglesia de Sant'Andrea en Castiglione o el priorato de Sant'Andrea, no lejos de la piazza Armerina.
La predilección por la pintura al fresco no permitió un gran desarrollo del arte de las vidrieras, que sin embargo produjo ejemplos notables, aunque en general obra de maestros extranjeros. Es el caso del ciclo de vidrieras de la basílica de San Francesco de Asis realizado por maestros tedescos. Sin embargo, también hay creaciones locales, como la vidriera de la Catedral de Siena realizada en 1288 por Duccio di Buoninsegna que,habiendo estudiado en Francia, quería importar el sabor del gótico francés a Italia, personalizándolo con aportes de notable elegancia. Otros ciclos conocidos están presentes en la basílica de la Santa Croce en Florencia y en la tardogotica catedral, así como en Orvieto la vidriera de la Redención realizada por Lorenzo Maitani. Otros ciclos vidriados también tuvieron que existir en varias iglesias góticas italianas y tardogóticas, pero a menudo no sobrevivieron a los siglos y los cambios humanos.

## Arquitectos
Dada la poca relevancia que en el pasado se le dio al arte gótico (el mismo término gotico proviene del goto e indica un desprecio por un arte considerado bárbaro), a los escasos documentos que se han conservado y también a la falta de firmas en las iglesias, excepto en raras ocasiones, todo hace que a menudo los nombres de los arquitectos de las iglesias góticas italianas hayan caído en el olvido; sin embargo, al menos en algunos casos ha sido posible conocer a varios autores, también bastante conocidos. Durante el siglo XIII, por lo tanto, aparecen los nombres de un tal Marco da Brescia como arquitecto de la basílica de San Francisco en Bolonia, de Giovanni Pisano como autor del piedicruz de la catedral de Siena y de la fachada inferior, del arquitecto Giotto en Florencia para el campanario y en Padua para la capilla de los Scrovegni, en 1310, por lo tanto, Lorenzo Maitani (c.1275-1330) apareció para la fachada de la catedral de Orvieto y Simone del Pozzo para el alto campanile (alcanzó casi cien metros) de la catedral de Catania. Más tarde, en Florencia, para la basílica de Santa Croce y para el proyecto inicial de Santa Maria del Fiore, se conoce a Arnolfo di Cambio, mientras que la lista de arquitectos que participaron en la construcción de la catedral de Milán desde su fundación en 1386. Aparecen en parte transalpinos, pero sobre todo italianos: Simone d'Orsenigo, Nicolas de Bonaventure, Jean Mignot, Jacques Coene, Enrico di Gmünd (que solo actuó brevemente) y Gabriele Stornaloco. En Palermo emerge la figura de Matteo Carnilivari, activo en la capital del reino de Sicilia entre los años 1487-1493 y autor del palazzo Abbatellis. Antonio di Vincenzo trabajó para la basílica de San Petronio en Bolonia, mientras que algunos autores más tardíos, en pleno Renacimiento, aún realizaron tardíamente gótico. Es el caso de Bernardo Rossellino, arquitecto de la catedral de Pienza: el papa Pío II le pidió al arquitecto, que acababa de regresar de un viaje a Austria, que construyera en Pienza una iglesia como las que había visto en la ciudad alpina. Rossellino construyó una hallenkirche, o una iglesia de estilo gótico alemán, con tres naves de igual altura, deambulatorio y capillas radiales.